# 相态列表
相态列表是关于各种常见（固态，液态，气态，等离子态）和不常见的相态（物质在一定温度压强下所处的相对稳定的状态）的列表，列表是根据能量密度由低到高排列。相态是指物质出现不同的相，也叫物态，物态的变化称为相变。物理法则应当是对称且可以被不加修改地应用在所有的时空点上的，但很多系统违反了对称性。比如磁铁中的原子的自旋可被排成一行而不是指向各个方向，矿石晶体里原子占用了预定空间位置使得晶体在稍微转动就看上去不同了。当一种变换使得物质性质发生改变，物理学家称之为对称破缺。对称破缺存在于自然的每个角落，因为磁力，超导甚至给予万物质量的希格斯机制都是源自于此。

## 低能量态
- 玻色氣體（Bose gas）：是一个量子力学中的理想氣體模型，类似于经典理想气体，由具有整数值自旋没有相互作用的的玻色子组成，服从玻色-爱因斯坦统计。一维玻色气体 one-dimensional Bose gas、一维受限玻色气体 one-dimensional confined Bose gas、三维自由理想玻色气体 Therr-dimensional free ideal Bose gas、自由玻色气体 free Bose gas、囚禁理想玻色气体 trapped ideal Bose gas、二维囚禁广义玻色气体 Two-dimensional trapped Generalized Bose Gases、囚禁弱相互作用玻色气体 trapped weakly interacting Bose gas、稀玻色气体 dilute Bose gases、软核相互作用势玻色气体 soft-core interaction potential Bose gas
- 費米氣體（Fermi gas）：又稱為自由电子氣體（free electron gas）、费米原子气体（fermionic atom gas），是一个量子力学中的理想氣體模型，由具有半整數自旋没有相互作用的費米子组成，遵守费米-狄拉克统计。在金屬、半導體內的電子或中子星里的中子，都可以視為近似於費米氣體。稀费米气体 dilute Fermi gases
- 玻色-爱因斯坦凝聚态（Bose-Einstein condensate，BEC）：遵守玻色-爱因斯坦统计的玻色气体，玻色-爱因斯坦统计是描写玻色子的统计分布的理论。当温度足够低、原子的运动速度足够慢时，玻色子原子将占据能量最低的同一量子态，所有的原子就象一个原子一样，具有完全相同的物理性质。非均匀玻色-爱因斯坦凝聚体 inhomogeneous Bose-Einstein condensates、高度各向异性雪茄形玻色-爱因斯坦凝聚体 highly anisotropic cigar-shaped Bose-Einstein Condensates、吸引力相互作用玻色-爱因斯坦凝聚体 attractively interacting Bose-Einstein condensate、排斥玻色-爱因斯坦凝聚体 repulsive Bose-Einstein condensates、弱相互作用玻色-爱因斯坦凝聚体 weakly interacting Bose-Einstein condensates、非常规强相互作用玻色-爱因斯坦凝聚体 Unconventional strongly interacting Bose-Einstein condensates、准相对论玻色-爱因斯坦凝聚体 quasirelativistic Bose-Einstein condensates、自吸引玻色-爱因斯坦凝聚态 self-attractive Bose-Einstein condensates、自陷玻色-爱因斯坦凝聚体 Self-trapped Bose-Einstein condensates、囚禁玻色-爱因斯坦凝聚体 trapped Bose-Einstein condensates、囚禁铁磁玻色-爱因斯坦凝聚体 trapped ferromagnetic Bose-Einstein condensates、空间非均匀玻色-爱因斯坦凝聚体 spatially nonuniform Bose-Einstein condensates、非零动量玻色-爱因斯坦凝聚体 non-zero momentum Bose-Einstein condensates、
- 费米-狄拉克凝聚态（Fermionic - Dirac condensate）：与玻色-爱因斯坦凝聚态相似，但由费米子组成。根据泡利不相容原理，不同的费米子不能占据同一量子态，在库柏（cooper）机制下，费米子可形成束缚态库柏对，表现为一个玻色子，然后库柏对发生凝聚，称为巴丁-库珀-徐瑞弗（Bardeen-Cooper-Schrieffer，BCS）超导超流，从而占据同一量子态。光费米子凝聚体 light-fermion condensates
- 核激发量子简并气体（Nuclear-excited quantum degenerate gases）：是指气体的量子简并性质受到核激发的影响，无论是通过核跃迁还是通过核与周围原子的相互作用。其中一种特殊的由核异构体构成的物质状态，当核异构体态的铯原子气体被冷却到100纳开尔文温度时，可以形成玻色-爱因斯坦凝聚，此时原子处于最低能的“凝聚”状态，但根据定义，核异构体本身是处于激发态的。
- 任意子凝聚（anyon Condenstion）：不同任意子理论之间可能发生的所有连续相变都可以由任意子凝聚来描述。已知的任意子凝聚主要指的是具有玻色型自统计的任意子发生凝聚，比如电荷与磁荷。它与常规的玻色凝聚的区别在于，这类玻色子与其他任意子之间由于Aharonov—Bohm相位效应存在非平庸的统计，从而其凝聚会引发其他任意子的禁闭。在Toric Code模型中，由于磁荷m对电荷e来说充当着π通量的角色，所以磁荷的凝聚会导致电荷的禁闭。在磁荷凝聚的基态真空上，磁荷可以任意涨落出现或者消失，而这意味着电荷在真空中游走时会感受到涨落的相位，从而造成干涉相消效应。由于电荷在磁荷凝聚的真空中已经不具备良好定义的统计相位，所以不允许独立存在。同理，电荷的凝聚会导致磁荷的禁闭。(2+1)维拓扑序弦网模型非阿贝尔任意子凝聚 (2+1)d topological String-Net Model orders Nonabelian Anyon Condenstion
- 超流体（Superfluid）：物质在没有能量损失的情况下无限流动的一种物相。在1937年由 Pyotr Leonidovich Kapitsa, John F. Allen 和 Don Misener 发现的。至少有两种氦的同位素、一种铷的同位素和一种锂的同位素可以在极低温下实现。某些原子在极低温下会形成一种完全无摩擦的流体，这种现象叫做超流现象（Superfluidity）。如果将超流体放置于环状的容器中，由于没有摩擦力，它可以永无休止地流动。常压下液态的4He和3He，在绝对零度时也不能凝结成固体。它们的量子效应显著，在各自对应的温度和压力下，发生由黏性液体转变为无黏滞的超流体的相变，同时还存在其他的特殊现象，这些液体称为量子液体（Quantum liquid）。超流体和超导体的统一理论可以以规范对称破缺(Gauge symmetry breaking)表达。一维超流体 one-dimensional Superfluid、二维超流体 two-dimensional Superfluid、{\displaystyle s}波超流体 {\displaystyle s}-wave superfluids、{\displaystyle d}波超流体 {\displaystyle d}-wave superfluids、{\displaystyle p}波超流体 {\displaystyle p}-wave superfluids、二维诱导{\displaystyle s}波超流体 two dimensions Induced {\displaystyle s}-wave superfluids、
  - 一维利布-林内格超流体（one-dimensional Lieb-Liniger Superfluid）：具有接触相互作用的玻色子的 Lieb-Liniger 模型。
  - 二维别列津斯基-科斯特利茨-索利斯超流体（two-dimensional Berezinskii-Kosterlitz-Thouless (BKT) Superfluid）：符合二维XY模型的磁性系统可以通过形成手性相反的涡旋-反涡旋对来实现长程磁序，当升温超过某临界温度时，这种涡旋-反涡旋对被拆散而使系统失去长程磁序，这种相变机制被称为BKT相变。
  - 逆流超流体（counterflow superfluid）：对流超流相 paired superfluid phases，对流超流相中存在两个相对流动的超流体，它们分别由自旋为A和B的粒子组成；两种自旋的粒子会相对流动，体现出超流性；但是两种相对流动的自旋流之间存在严格的关联使得总粒子流为零，因此整体上看并不存在流动性，而是形成莫特绝缘体。超流体-超流体逆流 superfluid-superfluid counterflow、杂对超流体 Hybrid-pair superfluid（BCS-BCS、BCS-BEC、BEC-BEC交叉）
- 超导体（Superconductor）：可以在在特定溫度以下，呈現電阻為零的導體。零电阻、抗磁性、双电子量子化磁通（{\displaystyle h/2e}）是超导体的几个重要特性。超导性起源电子配对的库珀对。但理论也暗示了可能从四电子（两个库珀对）或六电子（三个库珀对）中出现的全新类型的超导态。{\displaystyle s}波超导体（{\displaystyle s}-Wave superconductors）的库珀对是自旋相反的单重态，角动量（{\displaystyle l=0}）（具有序参数符号反转的扩展{\displaystyle {s}_{\pm }}波{\displaystyle {A}_{1g}}超导体，没有序参数符号反转的{\displaystyle {s}_{++}}波超导体）。{\displaystyle d}波超导体（{\displaystyle d}-Wave superconductors）的库珀对是自旋相反的单重态，角动量（{\displaystyle l=2}）（{\displaystyle {d}_{{x^{2}}-{y^{2}}}}波{\displaystyle {B}_{1g}}超导体，{\displaystyle {d}_{xy}}波{\displaystyle {B}_{2g}}超导体）。{\displaystyle g}波超导体（{\displaystyle g}-Wave superconductors）的库珀对是自旋相反的单重态，角动量（{\displaystyle l=4}）（{\displaystyle {A}_{2g}}）。{\displaystyle p}波超导体（{\displaystyle p}-Wave superconductors）的库珀对是自旋平行的三重态，角动量（{\displaystyle l=1}）。{\displaystyle f}波超导体（{\displaystyle f}-Wave superconductors）的库珀对是自旋平行的三重态，角动量（{\displaystyle l=3}）。理论存在{\displaystyle s_{x}{\pm }{i}{s_{y}}}波超导体（{\displaystyle s_{x}{\pm }{i}{s_{y}}}-Wave superconductors）、{\displaystyle d_{x}{\pm }{i}{d_{y}}}波超导体（{\displaystyle d_{x}{\pm }{i}{d_{y}}}-Wave superconductors）、{\displaystyle g_{x}{\pm }{i}{g_{y}}}波超导体（{\displaystyle g_{x}{\pm }{i}{g_{y}}}-Wave superconductors）、{\displaystyle f_{x}{\pm }{i}{f_{y}}}波超导体（{\displaystyle f_{x}{\pm }{i}{f_{y}}}-Wave superconductors）、{\displaystyle p_{x}{\pm }{i}{p_{y}}}波超导体（{\displaystyle p_{x}{\pm }{i}{p_{y}}}-Wave superconductors）、{\displaystyle s+}手性{\displaystyle p}波超导体 {\displaystyle s+} chiral {\displaystyle p}-wave superconductors、{\displaystyle s+}螺旋{\displaystyle p}波超导体 {\displaystyle s+} helical {\displaystyle p}-wave superconductors、块自旋轨道耦合{\displaystyle s}波超导体 bulk spin-orbit coupled {\displaystyle s}-wave superconductors
  - 伊辛超导体（Ising superconductors）：I型和II型伊辛超导体（Type-I Ising superconductors、Type-II Ising superconductors）、二维伊辛超导体（Two-dimensional Ising superconductors）、三维伊辛超导体（Three-dimensional Ising superconductors）
  - 库珀对超导体（Cooper pair superconductor）、四电子配对超导体（Charge 4{\displaystyle e} superconductor）（quartetting order）、六电子配对超导体（Charge 6{\displaystyle e} superconductor）（sextetting order）、多粒子序（multi-particle clustering ordering，阻挫超流 frustrated superfluidity）
  - 配对超导体 pairing superconductor：费米配对超导体 Fermi pairing superconductor、混合配对超导体 mixed pairing superconductor、BCS配对超导体 Bardeen-Cooper-Schrieffer (BCS) pairing superconductor、FFLO配对超导体 Fulde-Ferrell-Larkin-Ovchinnikov superfluid (FFLO) pairing superconductor、BCS+FFLO配对超导体 BCS+FFLO pairing superconductor、η配对超导体 η-pairing superconductor（η配对态是Hubbard模型中由η对称性保护的特殊量子态）
  - 向列相超导体（nematic superconductor）、准向列相超导体（quasinematic superconductor）
  - 多极序超导体（Multipolar Order Superconductor）：多极诱导超导性。
  - 平带序超导体（band superconductors）、两带序超导体（two-band superconductor）、多带序超导体（multi-band superconductor）
  - 磁性融合超导体（Magnetically intertwined Superconductor）：磁性与超导一般被认为是两种互斥的量子态，Matthias和Anderson早在1958年就考虑过二者在晶格阻挫体系中的关联，并提出了磁性超导的可能性。笼目超导体可以磁性超导的重要载体。
- 自旋超导体（Spin Superconductors），自旋超流态（Spin Superfluids），自旋超固态（spin supersolid）：由电荷中性自旋非零的玻色子在低温下凝聚成的超流态，自旋流能无耗散地流过自旋超导体，即自旋阻是零；但对于电流来说是绝缘的。兼具自旋固态和自旋超流体特征的自旋超固态。人们已推导出自旋超导的类伦敦方程和类金兹堡-朗道方程，也给出了BCS 型哈密顿量。
  - 高自旋超导体（high-spin Superconductors）：超导电性是由自旋为3/2（合并自旋为3）的准粒子形成的库珀对产生的。在常规的1/2自旋系统中，自旋-1/2和1/2之间可以用四种配对：1个自旋单态和3个自旋三重态。在非常规的3/2自旋系统中，自旋-3/2、-/2、1/2、3/2之间存在16种配对：1个自旋单态，3个自旋三重态，5个自旋五重态，和7个自旋七重态。
- 超固体（Supersolid）：处于这种状态下的固体能毫无摩擦力地流动，空位将成为相干的实体，可以在剩下的固体内不受阻碍地移动，就象超流体一样。2004年，美国的研究者发现，冷却后的液态氦出现超固体现象，其他研究者认为氦已经变成了不稳定的量子塑料（Quantum Plasticity）（一种有弹性的超流体）。2016年1月，英国研究者利用钻石对顶砧制造出某种极端高压状态，从而生成“第五状态氢”，即超固态氢。2025年3月6日，意大利科研团队首次利用光创造出光超固体。切斯特超固体 Chester supersolid、团簇型超固体 cluster-type supersolid、瞬态超固体 Transient Supersolid、双环超固体 double-ring supersolid、二维超固体 Two-Dimensional Supersolid、手性晶格超固体 Chiral lattice supersolid、蜂窝偶极超固体 honeycomb dipolar supersolid
- 超玻璃（Superglass）：特征是有限的压缩性，没有间隙，但具有无限的超流体敏感性。
- 超流液晶体（Superfluid Liquid crystal）：超流版本的液晶态同时具备超流体和超固体的优势，可以在保持空间平移不变性的情况下，破缺空间和相位转动的对称性。
  - 三重向列序超流体（Potts-Nematic Superfluid）：超冷原子在保持晶格平移不变性的情况下形成破缺晶格转动对称性的超流体。
- 超绝缘体（superinsulator）：需要接近绝对零度的低温来表现出看起来无限的电阻率。
- 玻色液體（Bose liquid）：有相互作用的玻色子所组成的体系。
  - 新兴玻色液体（emergent Bose liquid ）：考虑一个由低维子系统组成的自由流动玻色子的涌现系统。如果由于完美相位干扰，子系统之间的流动在低能量下消失，那么每个子系统实际上都是断开的。在零温度下有一个无间隙绝缘态，它受到量子相完全受挫的保护，当引入有限温度或弱无序时，量子相会变成金属相。这种失效绝缘体是由自由移动的玻色子和断开的子系统之间的维度交叉介导的，为稳定的金属行为提供了一个普遍的起源。
  - 均匀玻色金属相（average Bose metal phase）：通过在许多相邻的几乎自由流动的子系统中引入完美的几何阻挫，发现了一种介于超流体和绝缘体之间的普遍稳定的玻色金属相。在温度或无序的情况下使用无间隙失效绝缘体会立即导致耗散传输。在多体基态中，每个被修饰的粒子都被限制在一个平板上，使得低频电导率和超流体响应在零温度下沿大致方向消失。在有限温度下，由于低能量下DOS的抑制，系统是稳定的。
- 费米液體（Fermi liquid, FL）：有相互作用的费米子所组成的体系，在泡利不相容原理影响下，传统固体材料的物理性质几乎都可以由电子的费米液体行来描述，遵从费米-狄拉克统计的准粒子在原子核所组成的晶格中流动並对外在的扰动做出响应。1956年朗道提出朗道费米液体理论(Landau Fermi liquid theory)，从唯象角度出发构造，并由研究者 Luttinger 和 Nozieres 等发展完善。朗道费米液体理论可以用来描述正常态下低温的多费米子体系的性质，对于金属的基本性质给出较为系统的描述。朗道引入了准粒子的概念，将准粒子看成一个真实粒子在其他粒子自洽场中运动，将多体问题转化成一个单粒子问题。谷极化费米液体 valley-polarized Fermi liquid、超冷原子可调谐费米液体 ultracold atoms tunable Fermi liquid、非伽利略不变量费米液体 non-Galilean-invariant Fermi liquid、三聚体费米液体 trimer Fermi liquid、五聚体费米液体 pentamer Fermi liquid
  - 费米液体金属相（Fermi liquid metal phase）
- 非费米液体（non-Fermi liquid, NFL）：不遵循费米液体规则，他们有着随温度线性增长的低温电阻率、无上限的的高温电阻率、光电导中的无结构连续谱、随温度变化的霍尔系数以及强烈相位涨落的超导等等，这些材料在低能下处于一种与费米液体截然不同的量子多体态。非费米液体可能出现在相互作用驱动的金属-绝缘体相变边界上，也可能就是低能玻色型涨落与费米子耦合所制造的量子临界金属态。还被大家认为是非常规高温超导的正常态。
  - 汤川-萨奇德夫-叶-基塔耶夫非费米液体（Yukawa-SYK(Sachdev-Ye-Kitaev) non-Fermi liquid, NFL）：在1989年，物理学家P. A. Lee就在费米面理论中引入标量场，并将费米子与标量场以随机强度的Yukawa相互作用，一种费米子（如电子）和标量场之间的相互作用，用模型构造的一种非费米液体系统。
  - 幺正费米气体（unitary Fermi gases）：也叫强相互作用费米气体 strongly interacting Fermi gas，一种由两种自旋态的费米子组成的气体，它们之间有一个短程的吸引相互作用，而且这个相互作用的强度刚好处于一个特殊的点，使得散射长度发散，而有效范围趋于零。这个特殊的点被称为共振点，它使得么正费米气体具有普适性，即它的物理性质不依赖于具体的相互作用细节，而只依赖于一些基本的参数，比如密度、温度、自旋极化等。可能的非费米液态包括一维相互作用的费米子和超流跃迁上方的么正费米气体。强相互作用二维费米气体 strongly interacting two-dimensional Fermi gas、平衡费米气体 equilibrating Fermi gases、自旋不平衡费米气体 Spin-Imbalanced Fermi Gases
  - 边缘费米液体（marginal Fermi liquid）：一种非费米液体，不能为玻尔兹曼-朗道理论描述。
  - 复合费米液体（composite Fermi liquid，CFL）：由复合费米子在强磁场中形成的非费米液体。
  - 液态费米液体（liquid Fermi-liquid）
  - 固态费米液体（solid Fermi liquid）
  - 量子临界金属（quantum critical metal）：低能玻色型涨落与费米子耦合。量子临界性指的是在绝对零度下，由于量子涨落导致的连续相变状态。量子临界点是材料相图上的一个奇异点，标志不同量子相之间的转变。在材料接近QCP时，其电子和磁性特性由于量子涨落而发生显著变化。在量子临界金属中，在QCP附近电子激发的标准描述不再适用，这种准粒子的丧失是量子临界性的标志。在量子临界点，Kondo屏蔽机制崩溃，导致Kondo崩溃现象，这种崩溃是理解准粒子丧失的关键。
  - 正交金属（Orthogonal Metal）：二维正方晶格上构造了正交金属的模型，在格点处存在着正交费米场与伊辛物质场，在格点之间存在着Z2规范场，规范场分别与伊辛物质场和正交费米场通过最小耦合的方式联系起来。伊辛物质场和Z2规范场的量子涨落是整个系统相互作用的来源。比热、磁化率、热传导、导电性等性质都很像金属，唯一不同的就是电子没有费米面。是非费米液体理论的一种模型实现。而当横场小于临界横场时，我们可以得到正常的费米液体，复合费米子显示出一个通常的费米面。费米液体金属相和正交金属相之间的相变为 Higgs连续相变。
- 奇异金属（strange metal）：具有高度非常规的电特性，如线性温度电阻率、随温度平方变化的逆霍尔角和线性场磁电阻。在奇异金属中，当平均自由程下降到晶格常数以下，或者当温度趋近于零T→0时，电阻率斜率的变化，是难以察觉的，这表明，在低温度T和高温度T时，电荷载流子之间的连续性。存在于两种已知的物质相莫特绝缘自旋玻璃和费米液体之间。当纠缠和不规则的原子结构结合在一起时，它们会产生一种独特的情况，使得电子无法自由移动，导致金属表现出异常的违反传统电学法则的导电性。通过将奇异金属现象学的范围扩展到玻色子系统，有一个超越粒子统计的基本原理来控制它们的输运。
  - 费米子奇异金属（fermionic strange metal）：一般的奇异金属电荷是由电子携带的。纯铁磁笼目晶格奇异金属 pure ferromagnetic Kondo lattice Strange metal、
  - 重费米子金属（heavy-fermion metal）：在低温下表现出较大的有效电子质量，这是由于导电电子与局域f电子之间的强关联。接近QCP时，重费米子金属表现出非费米液体行为。
  - 玻色子奇异金属（bosonic strange metal）：玻色子体系中的奇异金属的行为，与费米子奇异金属一样，库珀对金属的电导与温度呈线性关系。
- 坏金属（Bad etals）：由于电子散射，典型金属的电导率会随着温度升高而降低，与之相反，坏金属即使在低温下，电阻率也会随着温度升高而升高（因此电导率会降低）。迁移率较差的极化子的形成是坏金属行为的关键因素。坏极化子金属 bad polaronic metal、赝间隙坏极化子金属 pseudogaped bad polaronic metal、极化子金属 Polaronic metal
- 量子金属（Quantum metal）：电阻随温度下降不变，呈现出低温电阻平台。
  - 玻色子金属态（bosonic metallic stater）：库珀对金属态 Cooper pair metallic stater，磁导量子振荡在超导体-金属-绝缘体转变过程中演变，在超导和绝缘状态之间，检测到了一种玻色子态的中间异常金属状态，其特征是在低温下饱和电阻和振荡幅度，相位相干性的饱和在其形成过程中起着重要作用。库珀对玻色子可以产生金属行为，它们能以一定的阻力导电。
- 玻色子超导体（Bosonic Superconductor），玻色子超流体（Bosonic Superfluid）：其超流性质可以用玻色-爱因斯坦统计解释。氦-4（4He），在低于2.17K(−270.98°C)时便会变成超流体，氦-4形成超流态的相变称为Lambda相变，因它的比热容对温度曲线形状如同希腊字母“λ”一样。凝聚态物理学中一些相近的相变亦因而叫作Lambda相变。二维玻色子超流体 two-dimensional Bosonic Superfluid、{\displaystyle p}波玻色子超流体 {\displaystyle p}-wave bosonic superfluid（玻色手征性{\displaystyle p}波超流体 Bosonic Chiral {\displaystyle p}-Wave Superfluid）、玻色子伽利略不变可压缩超流体 bosonic Galilean-invariant compressible superfluid、自旋轨道耦合玻色超流体 spin-orbit-coupled Bose superfluid
- 费米子超导体（fermionic Superconductor），费米子超流体（fermionic Superfluid）：其超流性质可以用描述超导体的BCS理论解释，其中，原子代替了电子形成库柏对(Cooper pair)，而它们的吸引作用力调控机制由自旋波动(Spin fluctuation)代替了声子。氦-3（3He），在更低的2.6mK成为超流体。氦-3与氦-4两个系统的超流体本质不同。二维费米子超流体 two-dimensional fermionic superfluid、强相互作用费米超流体 strongly interacting Fermi superfluid、自旋轨道耦合费米超流体 spin-orbit-coupled Fermi superfluids、费米子晶格超流体 fermionic lattice superfluid、BCS型费米超流体 BCS fermi superfluid、费米子{\displaystyle {p_{x}}+{i}{p_{y}}}波超流体 fermionic {\displaystyle {p_{x}}+{i}{p_{y}}}-wave superfluid、幺正费米超流体 unitary Fermi superfluid、一维拉曼型自旋轨道耦合费米超流体 one-dimensional Raman-type spin–orbit coupling Fermi superfluid
- 玻色-费米超流体混合物（Bose-Fermi Superfluid Mixture）
- 费米绝缘体（Fermi insulator）：绝缘行为由单粒子激发（费米子）主导（如Anderson或Mott绝缘体）。当施加的磁场超过某个临界值时，准二维超导体中的零温磁场驱动的超导体-绝缘体跃迁预计会发生，在绝缘相中存在费米绝缘体到玻色绝缘体的交叉，在超导体中存在BCS到BEC的交叉，超导体-绝缘体跃迁总是从玻色绝缘体到BEC样超导体，费米子的能隙在超导体-绝缘体跃迁中保持有限。
- 玻色绝缘体（Bose insulator）：绝缘行为由局域化的玻色子（如库珀对）主导，库珀对因相位涨落或涡旋钉扎而失去长程相干性，但仍以束缚态存在。
  - 库珀对绝缘相（Cooper pair insulator）：库珀对作为玻色子因强无序或量子涨落而局域化，导致系统失去超导性但仍保留配对能隙。
- 费米子带绝缘体（fermionic band insulator）：在准二维超导体中的超导体-绝缘体跃迁出现。
- 玻色子霍尔丹绝缘体（Bosonic Haldane insulator）：量子自旋-1链的霍尔丹带隙相中存在类似性质。一维霍尔丹绝缘体 One-dimensional Haldane Insulator、霍尔丹玻色绝缘体 Haldane Bose insulator
- 费米玻璃（Fermi glass）：二维超导材料经历从局域态到超导性的量子相变。当无序样品冷却时，费米玻璃会产生玻色子（库珀对），并通过玻色玻璃达到超导性。
  - 边缘费米玻璃（marginal Fermi glass）：弛豫是由强无序和强电子相互作用的相互作用驱动，
- 玻色玻璃（Bose glass）：绝缘但可压缩的量子态，没有长程相位相干性，出现在无序玻色子系统中。在弱相互作用状态下，所有玻色子都位于最低电势最小值，在这种系统中添加小的排斥相互作用会导致玻色子溢出到其他低洼的轨道中，以最小化相互作用能量。这种机制也被称为安德森玻璃（Anderson glass）或利夫希茨玻璃（Lifshitz glass），随着相互作用或密度的增加，从而增加了化学势，这些最初孤立的轨道将形成局部的超流水坑，最终合并成一个全局的超流相。二维玻色玻璃 two-dimensional Bose glass、利布-林内格玻色玻璃 Lieb-Liniger Bose glass
- 非中性等离子晶体（non-neutral plasmas Crystal）：低温非中性等离子体（Cryogenic non-neutral plasmas），当非中性等离子体冷却到低温时，它不会像中性等离子体那样重新结合成中性气体，因为没有带相反电荷的粒子可以重新结合，该系统成为新型的强耦合非中性物质状态，由单一电荷物质组成的等离子体晶体。实验在激光冷却至毫开尔文温度范围的纯铍离子等离子体中观察到了这种晶体状态。当少量离子被激光冷却时，它们会形成结晶的“库仑簇”。集群的对称性取决于外部约束场的形式。
- 物质隐藏态（Hidden states of matter， H state）：在遍历条件下无法达到的物质状态，因此与已知的材料热力学相不同。例如存在于凝聚态系统中，通常由激光光激发产生的非遍历条件达到。使用超短激光脉冲撞击固态物质，系统可能会失去平衡，因此不仅各个子系统彼此之间会失去平衡，而且内部也会失去平衡。在这样的条件下，可能会产生新的物质状态，而这些状态在平衡、遍历系统演化下是无法达到的。这种状态通常不稳定且衰减非常快，通常在纳秒或更短的时间内。难点在于区分真正的隐藏状态和仅仅脱离热平衡的状态。
- 隐藏序（Hidden order）：存在于物质的平衡状态，但不是立即显现或不容易观察到的。

## 超冷原子气
- 超冷玻色-爱因斯坦凝聚态（Bose-Einstein condensate，BEC）：1995年JILA的Eric Corne和Carl Wieman组在铷-87原子云，Rice大学的Randy Hulet小组在锂-7原子云和MIT的Wolfgang Ketterle小组在钠-23原子云里分别观察到玻色-爱因斯坦凝聚。1998，Fried等人实现了自旋极化氢原子的玻色-爱因斯坦凝聚。在实验上已经实现了玻色-爱因斯坦凝聚态的原子有铷元素的两种天然同位素：铷-87 和铷-85，钠元素的同位素钠-23，锂的同位素锂-7，自旋极化的氢原子，亚稳态的氦-4，钾元素的同位素钾-41，铯元素的天然同位素铯-133，以及稀土元素中钇元素的同位素钇-174。2004年中国研究人员李朝红实现。2017年2月中国研究人员清华大学尤力研究组实现量子纠缠的双数态原子玻色-爱因斯坦凝聚体（Twin-Fock Atomic Bose-Einstein condensates），这是一种原子在两个模式上具有同等粒子数的多体纠缠狄拉克态。稀薄原子气体玻色-爱因斯坦凝聚体 dilute atomic gas Bose-Einstein condensates、稠密原子气体玻色-爱因斯坦凝聚体 dense atomic gas Bose-Einstein condensates、中性原子玻色-爱因斯坦凝聚体 neutral atomic Bose-Einstein condensate、三维原子玻色-爱因斯坦凝聚体 three-dimensional atomic Bose-Einstein condensates、分子玻色-爱因斯坦凝聚体 molecular Bose-Einstein condensates、双原子分子玻色-爱因斯坦凝聚体 diatomic molecules Bose-Einstein condensates、准一维玻色-爱因斯坦凝聚体 quasi-one-dimensional Bose-Einstein condensates、准二维玻色-爱因斯坦凝聚体 Quasi-two-dimensional Bose-Einstein condensates、轴对称玻色-爱因斯坦凝聚体 Axisymmetric Bose-Einstein Condensates、环玻色-爱因斯坦凝聚体 Ring Bose-Einstein condensates、环形玻色-爱因斯坦凝聚体 toroidal Bose-Einstein condensates、环状玻色-爱因斯坦凝聚体 annular Bose-Einstein condensates、准二维环形玻色爱因斯坦凝聚体 quasi-two-dimensional ring-shaped Bose-Einstein condensates、双环玻色-爱因斯坦凝聚体 Double-Ring Bose-Einstein Condensates、圆柱形玻色-爱因斯坦凝聚体 cylindrical Bose-Einstein condensates、壳形玻色-爱因斯坦凝聚体 Shell-shaped Bose-Einstein condensates、扁圆形玻色-爱因斯坦凝聚态 oblate Bose-Einstein condensate、细长玻色-爱因斯坦凝聚体 elongated Bose-Einstein condensates、双带玻色-爱因斯坦凝聚体 two band Bose-Einstein condensates
  - 自旋旋转玻色-爱因斯坦凝聚体 Spin rotating Bose-Einstein Condensates：自旋-1/2 玻色-爱因斯坦凝聚体 Spin-1/2 Bose-Einstein Condensates、自旋-1 玻色-爱因斯坦凝聚体 Spin-1 Bose-Einstein Condensates、自旋-3/2 玻色-爱因斯坦凝聚体 Spin-1/2 Bose-Einstein Condensates、自旋-2 玻色-爱因斯坦凝聚体 Spin-1 Bose-Einstein Condensates、准二维铁磁自旋-1 玻色-爱因斯坦凝聚态 quasi-two-dimensional ferromagnetic spin-1 Bose-Einstein condensates、单自旋玻色-爱因斯坦凝聚体 Single-Spin Bose-Einstein Condensates、一维人工自旋轨道耦合玻色-爱因斯坦凝聚体 one-dimensional artificial Spin–orbit-coupled Bose–Einstein condensates、二维自旋轨道耦合玻色-爱因斯坦凝聚体 Two-dimensional Spin-orbit Coupling for Bose-Einstein condensates、自旋轨道耦合旋量玻色-爱因斯坦凝聚体 spin-orbit-coupled spinor Bose-Einstein condensates、自旋轨道角动量耦合玻色-爱因斯坦凝聚体 spin-orbital-angular-momentum-coupled Bose-Einstein condensates、自旋轨道耦合自旋-2 旋量玻色-爱因斯坦凝聚体 spin-orbit-coupled spin-2 spinor Bose-Einstein condensates、拉什玻色子玻色-爱因斯坦凝聚体 rashbon Bose-Einstein condensates（由 Rashba 规范场决定的玻色子-拉什玻色子 rashbons）、拉什巴自旋轨道耦合自吸引玻色-爱因斯坦凝聚体 Rashba spin-orbit-coupled self-attractive Bose-Einstein condensates、拉什巴型自旋轨道耦合双层玻色-爱因斯坦凝聚体 Rashba Rashba-type spinorbit coupling bilayer Bose-Einstein condensates、二维拉什巴自旋轨道耦合玻色-爱因斯坦凝聚态 two-dimensional Rashba spin-orbit couplings Bose-Einstein condensates、一维拉什巴-崔瑟豪斯自旋轨道耦合玻色-爱因斯坦凝聚体 One-Dimensional Rashba-Dresselhaus spin-orbit-coupled Bose-Einstein condensates、准二维拉什巴-崔瑟豪斯自旋轨道耦合玻色-爱因斯坦凝聚体 quasi-two-Dimensional Rashba-Dresselhaus spin-orbit-coupled Bose-Einstein condensates、二维拉什巴-崔瑟豪斯自旋轨道耦合玻色-爱因斯坦凝聚体 two-Dimensional Rashba-Dresselhaus spin-orbit-coupled Bose-Einstein condensates、自旋轨道耦合四极玻色-爱因斯坦凝聚体 spin-orbit coupling quadrupolar Bose-Einstein condensates、自旋轨道拉比耦合密集玻色-爱因斯坦凝聚体 spin-orbit and Rabi couplings dense Bose-Einstein condensates、二维C4对称性狄拉克型自旋轨道耦合玻色-爱因斯坦凝聚体 two-dimensional C4 symmetry Dirac type spin-orbit couplings Bose-Einstein condensates、三维外尔型自旋轨道耦合玻色-爱因斯坦凝聚体 thatree-dimensional Weyl type spin-orbit couplings Bose-Einstein condensates、二维旋转玻色-爱因斯坦凝聚体 Two-dimensional rotational Bose-Einstein condensates、旋转旋量玻色-爱因斯坦凝聚态 rotating spinor Bose-Einstein condensates、旋量 F=1 玻色-爱因斯坦凝聚体 Spinor F=1 Bose-Einstein Condensates、旋量 F=2 玻色-爱因斯坦凝聚体 Spinor F=2 Bose-Einstein Condensates、自旋轨道耦合 F=2 玻色-爱因斯坦凝聚体 Spin-Orbit Coupled F=2 Spinor Bose Einstein Condensates、旋转里德伯-修饰玻色-爱因斯坦凝聚体 Rotating Rydberg-dressing Bose-Einstein condensates、旋转单原子玻色-爱因斯坦凝聚体 rotating single atomic Bose-Einstein condensates、旋转原子分子玻色-爱因斯坦凝聚体 Rotating atomic-molecular Bose-Einstein condensates、螺旋自旋轨道耦合玻色-爱因斯坦凝聚体 helicoidal spin-orbit coupling Bose-Einstein condensates、里德伯缀饰玻色气体 Rydberg-dressed Bose gas、自旋轨道耦合平均场玻色气体 Spin-orbit-coupled mean-field Bose gas、拉曼自旋轨道耦合玻色气体 Raman spin-orbit-coupled Bose gases、{\displaystyle \operatorname {SU} (3)}自旋轨道耦合玻色气体 {\displaystyle \operatorname {SU} (3)} spin-orbit-coupled Bose gas、拉比耦合玻色气体 Rabi-coupled Bose gases、稀{\displaystyle p}轨道玻色气体 dilute {\displaystyle p}-orbital Bose gas
  - 偶极玻色-爱因斯坦凝聚体 dipolar Bose-Einstein condensates：反偶极玻色-爱因斯坦凝聚体混合物 antidipolar Bose-Einstein condensates、三维偶极玻色-爱因斯坦凝聚体 three dimensional dipolar Bose-Einstein condensates、自旋轨道耦合偶极玻色-爱因斯坦凝聚体 Spin-Orbit-Coupled Dipolar Bose-Einstein Condensates、拉什巴自旋轨道耦合偶极玻色-爱因斯坦凝聚体 Rashba Spin-Orbit-Coupled Dipolar Bose-Einstein condensates、旋量偶极玻色-爱因斯坦凝聚体 spinor dipolar Bose-Einstein condensates、铁磁性偶极旋量玻色-爱因斯坦凝聚体 ferromagnetic dipolar spinor Bose-Einstein condensates、非偶极玻色-爱因斯坦凝聚体混合物 nondipolar Bose-Einstein condensates mixture、二元反偶极玻色-爱因斯坦凝聚体 binary antidipolar Bose-Einstein condensates（反偶极和非偶极BEC混合物）
  - 多组分玻色-爱因斯坦凝聚体 multicomponent Bose-Einstein condensates：双组分玻色-爱因斯坦凝聚体 dual-species Bose-Einstein condensates（费米-玻色混合物 Fermi-Bose mixture）、双组分原子玻色-爱因斯坦凝聚体 two-component atomic Bose-Einstein Condensates、相干耦合双组分玻色-爱因斯坦凝聚体 coherently coupled two-component Bose-Einstein condensates、自旋-1/2 双组分玻色-爱因斯坦凝聚体 spin-1/2 two-component Bose-Einstein condensates、自旋-1 三组分玻色-爱因斯坦凝聚体 spin-1 three-component Bose-Einstein condensates、可混溶多组分玻色-爱因斯坦凝聚体miscible multicomponent Bose-Einstein Condensates、二维二元玻色-爱因斯坦凝聚态 two-dimensional binary Bose-Einstein condensates、三组分超冷玻色气体 Three-Component Ultracold Bose Gas
- 超冷费米-狄拉克凝聚态（Fermionic - Dirac condensate）：1999年JILA的Jin小组成功将钾-40原子冷却到300nk，CCD成像显示超冷原子云有类壳层结构，是一个服从费米-狄拉克统计的宏观客体。2004年该研究小组利用费什巴赫（Feshbach）共振技术实现了强相互作用的简并费米气体（Degenerate Fermi Gas，DFG）。一维费米气体 One-dimensional fermionic gas、二维费米气体 Two-dimensional fermionic gas、三维费米气体 Three-dimensional fermionic gas、自旋轨道耦合简并费米气体 Spin-Orbit Coupled Degenerate Fermi Gases（一维、二维、三维）、双层自旋轨道耦合简并费米气体 bilayer spin-orbit-coupled degenerate Fermi gases、相等拉什巴-崔瑟豪斯自旋轨道耦合费米气体 equal Rashba-Dresselhaus (ERD) spin-orbit coupling Fermi gas、一维三组分自旋轨道耦合费米气体 one-dimensional Three-component spin-orbit coupling Fermi gases、三种混合物费米气体 three-species mixtures Fermi gases、二维超冷合成自旋轨道耦合费米气体 two-dimensional ultracold synthetic spin-orbit coupling Fermi gas、三维拉什巴自旋轨道耦合费米气体 three-dimensional Rashba Spin-Orbit Coupled Fermi Gases、自旋轨道耦合原子费米气体 spin-orbit-coupled atomic Fermi gases、自旋轨道耦合极化费米气体 spin-orbit coupling polarized Fermi gas、自由双组分费米气体（或称凝胶） free two-component Fermi gas (or jellium)、超冷双组分费米气体 ultracold two-component Fermi gas、极化费米气体 polarized Fermi gas、自旋极化简并费米气体 spin-polarized degenerate Fermi gas、强关联二维费米气体 strongly correlated two dimensional Fermi gas、强相互作用费米气体 strongly interacting Fermi gas、强相互作用准二维费米气体 strongly interacting quasi-two-dimensional Fermi gas
- 冷原子超流体（ultracold atomic Superfluid）：冷原子超流体和液氦超流体的不太一样，冷原子的低温状态是通过激光冷却和磁阱蒸发冷却控制的，把原子束缚住，原子热运动动能减小，相应的温度降低。当势阱很低时，原子可以按相同的动量向某个方向自由移动，系统形成超流相。与液氦相比，超冷原子具有无与伦比的可控性与纯净性，已逐渐成为实现并研究超流体最为理想的物理体系。2002年，德国科学家实现铷原子气体超流体态与绝缘态可逆转换。2005年，MIT的Ketterle小组利用锂原子实现了费米超流体（Fermi Superfluid），并观测到量子涡旋晶格。2024年中国复旦大学的陈焱研究团队发现在一维玻色-费米哈伯德模型混合物中，当两种粒子存在显著的质量与密度不平衡时，出现了一个手性超流体（chiral Superfluid，CSF）。在该相中，玻色子在链长L下以非零动量{\displaystyle \pm {2}{\pi }{/L}} 凝聚。2025年观察到低温条件下氢团簇分子超流体（hydrogen clusters molecular superfluidity），当氢聚集至15至20个时，整个团簇表现出近乎完美的超流性。拉什玻色子超流体 Rashbon superfluids、二维软核玻色子超流体 two-dimensional soft-core bosons Superfluid、二维软核玻色子六方超流体 two-dimensional soft-core bosons hexatic Superfluid、同步超流体 synchronized superfluid、离域超流体 delocalized superfluid、原子区域超流体 Atomic Regional Superfluid、原子手性超流体 atomic chiral superfluid、自旋不平衡超流体 Spin-Imbalanced Superfluid、均匀平面超流体 Homogeneous planar superfluids、极化分子超流体 polarized molecular superfluid、极化共振配对{\displaystyle s}超流体 polarized resonantly-paired {\displaystyle s}-wave superfluids、平带超流体 band superfluid、{\displaystyle \operatorname {SU} (2)}不变量超流体 {\displaystyle \operatorname {SU} (2)} invariant superfluid、
  - 配对超流体 pairing superfluid：费米配对超流体 Fermi pairing Superfluid、混合配对超流体 mixed pairing superfluid、BCS配对超流体 Bardeen-Cooper-Schrieffer (BCS) pairing superfluid、FFLO配对超流体 Fulde-Ferrell-Larkin-Ovchinnikov superfluid (FFLO) pairing superfluid、BCS+FFLO配对超流体 BCS+FFLO pairing superfluid、
  - 四聚体超流体（Quartet superfluid，OSF）：是一种费米子超流体，表现出超越传统BCS配对范式的高阶关联性。由一个轻原子和三个重费米子组成的四重态束缚态的形成以往在不同物理体系中已经有一些研究，例如自旋3/2的四分量费米体系、核物理中的alpha粒子凝聚体、双激子凝聚体，以及charge-4e超导体等。
  - 可重入超流体（Reentrant Superfluidity）：二维-三维混合维度费米冷原子气体下的理论形式，因为维度效应引发了两种组分费米面的高度失配，当晶格常数比较小的时候，系统在某个中间强度的相互作用区间内（BCS与深BEC区之间）出现。
  - 量子限域超流体（Quantum-confined superfluid）：生物孔道中离子和分子以单链的量子方式快速传输，限域孔道内离子和分子的有序超流为“量子隧穿流体效应”，该“隧穿距离”与量子限域超流体的周期相一致。仿生人工体系也存在量子限域超流体现象。
  - 多味玻色子超流体（Multi-flavor bosonic Superfluid）：将超冷原子从第零激发带到第一激发布洛赫带，可以实现新的多味玻色哈伯德哈密顿量。这里的“味”（flavor）指的是不同的粒子种类或状态，可能对应于原子在不同布洛赫带或不同方向上的激发状态。当原子被激发到第一布洛赫带时，其波函数的节点平面（nodal plane）会沿特定方向（如x、y、z）分布。一维单味玻色子超流体 single-flavors bosonic Superfluid、二维双味玻色子超流体 2D two-flavors bosonic Superfluid、三维三味玻色子超流体 3D three-flavors bosonic Superfluid
- 玻色-费米双超流体（Bose-Fermi Dual Superfluids）：研究者一直希望将具有不同统计性质的两种液氦混合在一起，以期能实现这一量子物态。由于氦原子之间的相互作用太强，将液氦冷却至100μK以下，仍然无法实现氦-3和氦-4的双超流。2016年中国科学技术大学潘建伟团队实现了包含150万锂-6原子和18万钾-41原子的质量不平衡玻色和费米超流体混合物（Mass-Imbalance Bose and Fermi Superfluid Mixture），并在该双超流体中成功地产生和观测到玻色—费米量子涡旋晶格。氦-4和氦-3都属于氦原子，质量平衡，在质量不平衡的不同原子状态下实现双超流难度更大。
- 键代数液体（bond algebraic liquid）：当冷原子被困在方形或立方体晶格中时，将原子泵浦到激发态每个井内的水平{\displaystyle p}-轨道，每个位置上有整数个玻色子，由于对称性的出现，该相的无间隙性质得以稳定，从而导致准一维行为。在代数液相中，键算子和粒子味占据数算子都具有在空间和时间上代数衰减的相关性。
- 超流固体（Superfluid solid）：可以（在保持自身形状，不发生形变的情况下）完成完全无摩擦的运动，同时具有固体与流体的特征。像固体一样保留刚性结构；像超流体晶格内的原子必须能够在位置之间无阻力流动。类似氦超低温形成的超固体。2017年，麻省理工学院(MIT)沃尔夫冈·克特尔勒领导的团队利用钠原子和苏黎世的瑞士量子电子研究所(IQE)的团队利用铷原子分别实现。
- 超流准晶体（superfluid quasicrystal）：二维软核玻色子超固体 two-dimensional soft-core bosons Supersolid
- 超流气体（Superfluid gas）：在低温下拥有超流动性的气态原子，可以自由流动没有阻力，超流是指没有任何阻力和摩擦的物质状态。
  - 超流玻色气体（Superfluid Bose gases）：玻色气体超流相，原子蒸汽中玻色-爱因斯坦凝聚这种弱相互作用的多粒子系统成为一种理想的研究超流性和宏观量子现象的模型。
  - 超流费米气体（Superfluid Fermi gases）：冷原子气体在相互作用多体系统中引起了丰富的超流相。新的研究对自旋轨道耦合的冷费米气体提出了一系列新奇的量子相，包括空间各项异性的超流， 由横向磁场引起的Fulde-Ferrell (FF)配对超流， 以及纵向磁场驱动的基于Bardeen-Cooper-Schrieffer (BCS)配对的拓扑超流。破坏时间反演的拓扑超流态由拓扑整数来进行分类。拓扑量子数为奇数的拓扑超导的量子涡旋里面有奇数个马约拉纳费米子，此类拓扑态的准粒子满足非阿贝尔统计，并且由于具有非局域的拓扑性，可以抵抗局域的噪声干扰，所以已经有方案指出可以利用这些优势来做拓扑量子计算。p+ip超导是常见的破坏时间反演不变对称性的拓扑超导。在弱配对相里面，p+ip的手征超导体在边界上具有手征性的马约拉纳边缘态。超流体费米气体 Superfluid fermi gas、超流体幺正费米气体 Superfluid unitary fermi gas、自旋不平衡超流体费米气体 Spin-Imbalanced Superfluid Fermi Gas
- 磁性費米氣體（Magnetism Fermi gas）：麻省理工学院的研究人员利用红外线激光束捕获超冷锂原子气团，将其冷却到仅比绝对零度高亿分之十五开尔文。当逐渐增加原子间排斥力时，观察到的现象表明气体已经变得具有强磁性。离域费米子的流动铁磁性在没有晶格和能带结构的情况下是可能的，并验证了斯托纳提出的最基本的铁磁性模型。
- 量子气体（quantum gas）：拉曼修饰赝自旋-1自旋轨道耦合量子气体 Raman-dressed pseudospin-1 spin-orbit-coupled quantum gas、多组分量子气体 Multi-component quantum gases、旋转量子气体 rotating quantum gas、快速旋转量子气体 rapidly rotating quantum gas
  - 费米-费米混合物（Fermi-Fermi mixtures）：量子简并费米-费米混合物 quantum degenerate Fermi-Fermi mixtures、双简并费米混合物 Double-degenerate Fermi mixtures、强相互作用费米混合物 strongly interacting Fermi mixtures、二维质量不平衡费米混合物 Two-Dimensional Mass-Imbalanced Fermi Mixtures
  - 玻色-玻色混合物（Bose-Bose mixtures）：一维对称玻色-玻色混合物 one-dimensional symmetric Bose-Bose mixtures、相互作用玻色-玻色混合物 interacting Bose-Bose mixtures、弱相互作用玻色-玻色混合物 Weakly-Interacting Bose–Bose Mixtures、排斥性玻色-玻色混合物 Repulsive Bose-Bose mixtures、自束缚超稀玻色-玻色混合物 self-bound ultradilute Bose-Bose mixtures、谐波囚禁玻色-玻色混合物 Harmonically trapped Bose–Bose mixtures、二元玻色-玻色混合物 binary Bose-Bose mixtures、稀玻色气体二元混合物 dilute bose gases Binary mixtures、螺旋自旋轨道耦合玻色-玻色混合物 helicoidal spin-orbit coupled Bose-Bose mixture、原子-分子玻色混合物 atom-molecule Bose mixtures
  - 玻色-费米混合物（Bose-Fermi Mixtures）：简并玻色-费米混合物 Degenerate Bose-Fermi Mixtures、量子简并原子玻色-费米混合物 quantum degenerate atomic Bose-Fermi mixtures、准一维玻色-费米混合物 Quasi-one-two-dimensional Bose-Fermi mixtures、准二维玻色-费米混合物 quasi-two-dimensional Bose-Fermi mixtures、强相互作用玻色-费米混合物 Strongly interacting Bose-Fermi mixtures、4-ε维度强相互作用玻色-费米混合物 4-ε dimensions Strongly interacting Bose-Fermi mixtures、弱相互作用玻色-费米混合物来 weakly interacting Bose-Fermi mixture、二聚体-费米子混合物 Dimer–fermion mixture、三聚体-二聚体-费米子混合物 Trimer–dimer–fermion mixture、可调玻色-费米和费米-费米混合物 tunable Bose-Fermi and Fermi-Fermi mixtures、量子简并玻色-费米混合物 quantum degenerate Bose-Fermi mixtures、共振玻色-费米混合物 resonant Bose-Fermi mixtures、
  - 固体玻色-费米混合物中 solid-state Bose-Fermimixtures
  - 量子液滴（Quantum droplet）：量子液滴分子 Quantum droplet molecules、超稀自束缚量子液滴 Ultradilute self-bound quantum droplets
- 量子准晶体（Quantum QuasiCrystal）：由极低温度下的量子粒子形成准晶体结构。
  - 玻色子量子准晶体（Bosonic Quantum QuasiCrystal）：准晶体结构由极低温度下的量子玻色子粒子形成，这是一种玻色子特有的宏观量子现象与准晶体独特的结构特性相互交织的状态。玻色子量子八边形准晶体 Bosonic Quantum octagonal QuasiCrystal、玻色子量子十边形准晶体 Bosonic Quantum decagonal QuasiCrystal、玻色子量子十二边形形准晶体 Bosonic Quantum dodecagonal QuasiCrystal
- 超辐射相（superradiant phase）：两组量子粒子突然开始以高度协调的方式集体振动，而且重点是完全没有外部触发因素。磁振子超辐射相 Magnon Superradiant Phase、孤子超辐射相 Solitons Superradiant Phase
- 量子铁磁流体（Quantum ferrofluids）：是由偏振的偶极子（电偶极子或磁偶极子）组成的超流体量子气体（superfluid quantum gases）。这种偶极子之间打破对称的相互作用预计会导致新的物理现象。来自斯图加特大学的一个研究小组用原子之间的强各向异性磁性偶极子-偶极子相互作用成功生成了一个铬玻色-爱因斯坦凝聚态，它诱使该气体云的纵横比发生显著变化。
- 偶极量子气体（dipolar quantum gas）：由具有电偶极矩或磁偶极矩的的原子、分子或极性粒子组成的量子多体系统，在极低温（接近绝对零度）下表现出显著的量子力学效应。其核心特征在于粒子间存在长程各向异性相互作用。磁偶极量子气体中 magnetic dipolar quantum gases
  - 偶极玻色子量子气体（dipolar bosonic quantum gases）：偶极玻色气体 dipolar Bose gas，由具有电偶极矩或磁偶极矩的玻色子组成的量子气体，在极低温度下表现出量子力学效应。这些偶极相互作用是长程和各向异性的，与传统的短程接触相互作用不同。倾斜偶极玻色子 Tilted dipolar bosons
  - 偶极量子费米气体（Dipolar Quantum Fermi gas）：由具有电偶极矩或磁偶极矩的的费米子组成的量子多体系统，在极低温下表现出独特的量子行为。其核心特征在于粒子间的长程各向异性相互作用，与传统费米气体的短程接触相互作用不同。偶极相互作用的方向依赖性导致粒子间作用力随空间取向变化，当偶极子平行排列时表现为吸引力，反平行时为排斥力。2012年美国研究者用金属镝创造出，该费米子气体具有晶体和超流体二者看似矛盾的特征，有望据此发现量子液晶（Quantum liquid Crystal）或超固体。中国研究者提出了三维偶极费米气体（Three-Dimensional Dipolar Fermi Gas）组成的外尔超流体（Wely Superfluidity）。排斥超冷偶极费米气体 repulsive ultracold dipolar Fermi gas
- 偶极量子液体（Dipolar quantum Liquid）：与具有各向同性库仑排斥的简单电子气不同，偶极-偶极相互作用引入了固有的方向性，并可能导致各种丰富的相和激发。在足够高的密度和温度下，系统表现为液体，其特征在于短程有序但缺乏长程平移或取向有序。二维偶极量子液体 Two-Dimensional Dipole Liquid、二维类原子相互作用偶极量子液体 two-dimensional atomic-like interacting dipolar quantum liquid、激子暗高密度偶极液体 Excitons Dark High Density Dipolar Liquid、条纹偶极液态 striped Dipolar liquid、稀磁偶极量子液体 dilute magnetic Dipolar quantum liquid
- 偶极量子混合物（Dipolar Quantum Mixtures）：2018年首次实现高磁性铒和镝原子的异核偶极量子混合物。包括二元玻色-爱因斯坦凝聚态（binary Bose-Einstein condensation）和一种铒和-镝-玻色-费米混合物（Er-Dy Bose-Fermi mixture）。偶极量子简并费米玻色原子混合物（Dipolar quantum degenerate Fermi-Bose atomic mixture）
- 偶极量子流体（Dipolar quantum fluid）：量子涨落主导的动力学行为，且粒子间存在长程各向异性相互作用。
- 偶极量子固体（Dipolar quantum solids）：在光学晶格或强关联体系中，由偶极相互作用驱动的周期性有序态，兼具晶格对称性与量子涨落效应。
- 偶极超流体（Dipolar Superfluid）、偶极超固体（Dipolar supersolids）：偶极超流体表现为无粘性流动与量子化环流，是超固体与液滴的母相。偶极超固体结合了固体和超流体特性的状态，同时破缺平移对称性与超流对称性的量子态，兼具与无摩擦流动特性。二元偶极超固体 Binary Dipolar Supersolid、偶极超固体条纹态 Dipolar supersolid striped state
- 偶极量子液滴（dipolar quantum droplets）：由偶极相互作用与量子涨落共同稳定的自束缚量子态，兼具超流性和类液体可压缩性。
- 费米-哈伯德气体（Fermi-Hubbard gas）：哈伯德晶格气体（Hubbard lattice gas），哈伯德模型费米子完全配对是通过整体自旋涨落，随着吸引力的增加而消失。
- 利布-林内格气体（Lieb-Liniger Gass）：1963年利布(E. H. Lieb)和林内格(W. Liniger)研究了具有接触相互作用的玻色子组成的一维均匀(无外势)多体系统的 Lieb-Liniger 模型。
- 利布-林内格准晶体（Lieb-Liniger quasi-crystal）：扩展 Lieb-Liniger 模型出现的相态。
- 唐克斯-吉拉多气体（Tonks-Girardeau gas）：费米化的玻色子气体，一维硬核玻色气体 1D Bose gas，由全同粒子组成的玻色系统,当体系满足一维且粒子之间呈短程的强排斥作用。2004年，美国和德国两个小组分别在实验上成功制备和观测到强相互作用极限下的准一维的量子气体（Tonks-Girardeau gas）。他们的实验验证了强排斥作用极限下玻色TG气体（硬核玻色气体）具有费米气体的某些特征，得到了同理论符合非常好的结果。
- 超级唐克斯-吉拉多气体（super Tonks-Girardeau gas (sTG)）：一维偶极气体 1D dipolar gas，是一维体系独有的一类高度激发态，是具有吸引相互作用的粒子形成的气态，因其具备比硬核的Tonks-Girardeau 极限更强的关联效应和更高的排斥能。由强磁性的镝原子组成的气体中，外加磁场产生的偶极相互作用(dipole-dipole interaction)会使原子趋于沿磁场方向排列(θ=0)，从而抵御塌缩。即使偶极相互作用的强度远小于系统原本的接触相互作用(contact interaction)，塌缩也不会发生。当偶极相互作用变为排斥时(θ=π/2)，系统依然可以保持稳定。反复调节相互作用，原子可以逐渐向高能态运输，类似于量子阿基米德螺旋泵。实现了物理系统中的量子全息（quantum holonomy）。
- 费米超唐克斯-吉拉多气体（Fermi super Tonks-Girardeau gas）：硬核玻色-费米混合物 hard-core Bose-Fermi Mixtures，在强吸引极限下，配对的费米子形成束缚态。一维自旋1/2的费米气体中仍存在稳定的不配对气体相。假如系统的初始状态处在强排斥一端，系统的基态是没有配对的费米气体。如果我们突然通过Feshbach共振将原子之间的相互作用调节到强相互吸引一端，系统将处于一个没有配对的称为费米超TG气体相的高激发态上。强吸引的一维自旋1/2的费米气体的基态实际上可由等效的质量为二倍的复合玻色气体的超TG气体相描述。这些复合玻色子（费米对）之间存在等效的强吸引作用，而不是等效的排斥作用。
- 叶菲莫夫三聚体（Efimov trimers）：叶菲莫夫三体束缚态（Efimov three-body bound state），三个全同粒子可能形成一个稀疏的三体束缚态，20世纪70年代，苏联物理学家维塔利·叶菲莫夫（Vitaly Efimov）就预言：即使任意两个某种原子难以相互结合在一起，三个这种原子依然可以形成一种松散的束缚态。2006年，奥地利因斯布鲁克大学的科学家Hanns-Christoph Nägerl领导的研究小组在冷却到10nK的铯原子气中，首次发现了这种束缚态，这种束缚态只出现在玻色子（指具有整数倍而非半整数倍自旋值的微观粒子）中，仅存在于短程相互作用中。进一步的科学计算发现，如果相互作用每增加22.7倍，就会出现一个大22.7倍的新叶菲莫夫态。当相互作用趋于无穷大时，这一系列叶菲莫夫态的束缚能形成一串几何级数。每个叶菲莫夫态附近，还存在相关的四体、五体甚至更多粒子形成的束缚态。叶菲莫夫四聚体 Efimov tetramers、叶菲莫夫五聚体 Efimov pentamer
  - 超叶菲莫夫三聚体（super Efimov trimers）：高激发态的空间扩展呈双指数增长。
  - 半超叶菲莫夫四聚体（Semisuper Efimov tetramers）：当二体相互作用不存在但三体相互作用共振时，四个玻色子表现出无限的束缚态塔。
  - 新类三体态（New Class of Three-Body state）：长程相互作用下，当原子受到非常弱的平方反比势能调制时，就应该会出现玻色子三体原子束缚态。当三个费米子具有相同的自旋方向时，也会出现三体束缚态。
  - 叶菲莫夫重轻混合物（Efimov heavy-light mixtures）：N+1个非相互作用的相同重玻色子的少体性质，由N个玻色子和一个具有正散射长度的可区分粒子组成的N+1体系统，这些重玻色子通过大的s波散射长度与轻杂质相互作用。一个足够轻的原子能很容易绑定N个重费米子形成（N+1）束缚态。源于轻原子运动所诱导的重费米子之间的长程有效吸引力，当这种吸引力（依赖于重轻质量比）超过重费米子间的P波动能势垒时，束缚态就会形成。
    - 异核叶菲莫夫三聚体（Heteronuclear Efimov trimers）：2+1 三聚体，三体叶菲莫夫效应 Three-body Efimov effect，由两个玻色子和一个具有正散射长度的可区分粒子组成的三体系统，三体散射阈值处的三体参数和连续Efimov共振之间的标度因子受两个玻色子之间的散射长度控制，与短程物理学近似无关。
    - 异核叶菲莫夫四聚体（Heteronuclear Efimov tetramers）：3+1 四聚体，四体叶菲莫夫效应 Four-body Efimov effect，质量差比不大时的纯四叶菲莫夫效应（purely four-body Efimov effect），不含叶菲莫夫三聚体的弱结合四聚体（weakly bound tetramers）。
    - 异核叶菲莫夫五聚体（Heteronuclear Efimov Pentamer）：4+1 五聚体，五体叶菲莫夫效应 Five-Body Efimov Effect
- 里德伯态（Rydberg matter）：属于强力的非理想等离子的其中一种介稳定状态，当电子处于很高的激发态后冷凝而形成。当到达某个温度时，这些原子会变成离子和电子。在2009年研究员成功由极冷的一粒里德伯铷原子和一粒基态铷原子中创造出里德伯分子（Rydberg molecule）。
  - 里德伯极化体（Rydberg polaron）：在超低温下产生，其中一个非常大的原子在原子核和电子之间的空间中含有其他普通原子。为了形成这个原子，必须将原子物理的玻色-爱因斯坦凝聚体和里德堡原子两个领域结合起来。先将锶(Sr)原子转化到玻色-爱因斯坦凝聚态; 再用一束激光来激发原子，以将原子提升到高激发态;接着，激发电子开始以较平常更远的距离绕原子核转，从而成为了一个里德伯原子。电子的轨道变得如此之大，因而其他锶(Sr)原子可以轻易地放到里面：最多观察到了某个里德伯原子里塞下了170个原子。
  - 三叶虫里德伯分子（trilobite Rydberg molecules）：是一种奇特的巨型二聚体，具有巨大的偶极矩。它们由一个里德伯原子和一个遥远的基态原子通过短程电子中性引力结合在一起组成。三叶虫态 trilobites、蝴蝶态 butteries、三叶虫三聚体态 trilobite trimer、斯塔克态 Stark state。
  - 纯三叶虫里德伯分子（pure trilobite Rydberg molecules）：两个几乎等距的纯三叶虫里德堡分子。在三叶虫里德堡分子中，基态原子通过电子-原子散射与处于高角动量态叠加态的里德堡电子结合。这会产生一个同核分子，其永久电偶极矩在千德拜范围内。之前只观察到三叶虫分子混合了低-l 态。
  - 多原子三叶虫里德伯分子（Polyatomic Trilobite Rydberg Molecules）：高极性、多原子三叶虫态在由随机定位的原子组成的稠密超冷气体中出乎意料地持续存在。
  - 里德伯缀饰态（Rydberg-dressed state）：里德堡态原子与周围环境的相互作用（如与其他原子或光子耦合）可形成缀饰态。
  - 里德伯原子链（Rydberg atom chains）：里德伯原子排列成链状结构时，原子间的强相互作用与量子涨落的竞争，催生出丰富的量子相变现象。
  - 里德堡玻璃（Rydberg Glass）：拓扑相也可以存在于无相互作用的二维或三维非晶系统中，结构无序叶可以诱导出拓扑相。
- 负温度态（negative temperature state）：负绝对温度（Negative Absolute Temperature），不是一种负能量，只是一种反的能量分布，目前的实验达到了低于绝对零度数十亿分之一度。2016年英国剑桥大学的卢卡·多尼尼（Luca Donini）团队将一群钾原子放置于真空室内，并使用激光和磁场将它们冷却到接近绝对零度，精确操控原子的量子状态和能量水平，并最终将这群原子“诱导”成低于绝对零度的状态。
- 负质量超流体（Negative mass Superfluid）：像电荷有正负，物质也有负质量（Negative mass）。正质量物体符合牛顿第二运动定律，推动正质量物体时，物体会沿着力的作用方向运动。当给予负质量物体推力时，它不进反退，向后加速运动。根据牛顿第三运动定律，当一个小球撞击另一个小球，这两个小球应该相互撞开。但如果其中一个小球具有负质量，那么这两个小球相撞后应该会朝相同方向加速。通过超冷铷原子制造负质量流体。

## 全息对偶态
在一个特定的时空几何，反德西特（AdS）空间中的引力理论，等价于其边界上低一个维度的共形场理论（CFT）。这就像一个三维物体的全部信息可以编码在其二维表面上一样，故被称为“全息”。
- 全息超导体（holographic superconductor）：是超导体的全息对偶。标准全息超导体 standard holographic superconductor、高斯-邦纳全息超导体 Gauss-Bonnet holographic superconductor（最小全息超导体 minimal holographic superconductor）、解析全息超导体 Analytic Holographic Superconductor、体块四维{\displaystyle s}波全息超导体 bulk 4-dimensional {\displaystyle s}-wave holographic superconductor、体块五维全息超导体 bulk 5-dimensional holographic superconductors、全息利夫希茨超导体 holographic Lifshitz superconductors
- 全息时空超固体（Holographic Spacetime Supersolid）：该相同时破坏了时间平移、空间平移和内部的U(1)对称性。全息方法自然地包含了有限温度效应。全息耗散时空超固体 Holographic Dissipative Spacetime Supersolid
- 零密度共形物质
- 全息费米液体（Holographic Fermi liquid）
- 全息奇异金属（Holographic strange metal）
- 全息涡旋晶格（holographic vortex lattice）
- 全息拓扑半金属（holographic topological semimetal）：全息狄拉克半金属 Holographic Dirac semimetal、全息外尔半金属 holographic Weyl semimetal、全息节点线半金属 holographic Nodal Line semimetal、全息双单层狄拉克半金属 Holographic Double Monolayer Dirac Semimetal、

## 准粒子激发相态
- 电子-正电子晶格（Electron-Positron Lattice）：M.Simhony 提出的理论被称为“电子-正电子晶格理论”（Electron-Positron Lattice Model，简称 EPOLA）。理论假设真空空间是由电子和正电子构成的一种中性晶体结构，类似于晶格。这种晶格被认为是一种特殊的介质，能够支持光的传播。空间中充满了一种由电子和正电子交替排列形成的面心立方（FCC）晶格结构。这种晶格中的电子和正电子通过强大的库仑力相互束缚，形成了稳定的结构，其束缚能量为 1.02 MeV（正好是电子-正电子对湮灭时释放的能量）。光是通过这种电子-正电子晶格作为介质传播的，光波被视为晶格中的弹性波。
- 电子态（Electronic matter）：电子-电子、电子-晶格作用可以形成的各种电荷有序相（charge-ordered phases）。电子的电荷、自旋和轨道三种自由度能够各自或同时形成物态。和晶格一样，电子多重自由度的短程有序可以形成电子玻璃态（Electronic glassy state），而长程有序则能形成晶体态，也就是电子晶体（Electronic Crystal）。原子晶体以及单电子单晶（Electronic monocrystal）已经被广泛研究。而对于有些电子单晶以及多重量子序电子单晶（Electronic Multiple Ordering Crystal），则研究较少。电子也存在类似气、液、固等状态。金属中电子总是存在相互作用的，如果它们之间的库仑相互作用较弱，可以近似看做电子液体。电子依靠中间媒介两两配对后成库珀对可以凝聚成具有零电阻的超导态；电子自旋磁矩取向一致的时候可以形成磁性很强的铁磁态；相邻电子聚拢在一起可以形成电荷密度波态等。
  - 双电子凝聚态（two-electron Condensed matter）：量子化的磁通是揭示超导体中电子配对的强有力工具，电阻随磁场的周期性振荡，振荡周期对应于h/2e的量子磁通，被认为是双电子库珀对存在的关键证据。
  - 多电子凝聚态（multi-electron Condensed matter）：由四个电子和六个电子相干形成的多电子超导态，CsV3Sb5环形超导器件{\displaystyle h/6e}与{\displaystyle h/4e}周期性量子振荡的发现，揭示了电荷6{\displaystyle e}、4{\displaystyle e}的超导磁通量子的存在，表明样品中存在相位相干的六电子与四电子超导凝聚态。四电子、六电子凝聚超导态的发现揭示出磁通量子的分数化，拓展了分数量子化和多费米子态的研究。
    - 电子四重凝聚态（Electron quadruplets condensate）：表现出长程有序，而电子库珀对不表现出长程有序。此类状态出现在具有多重对称性破缺的系统中，这是由于底层低温有序的部分熔化造成的，这会破坏库珀对的凝聚态，但保留由预先形成的费米子对形成的凝聚态。提出的一个例子是电荷4{\displaystyle e}超导。另一个例子是四次金属相（quartic metal phase），它与标准BCS理论解释的超导体相关，它不是像迈斯纳效应那样排斥磁力线，而是产生磁力线，这是一种自发的能斯特效应，表明时间反演对称性破缺，相关态可以在对密度波系统中形成。在对称性破缺数量更多的系统中，理论研究已经证明了电荷-6{\displaystyle e}和更复杂序的存在。
- 维格纳晶体（Wigner crystal）：维格纳固体 Wigner solids，1934年，尤金·维格纳（Eugene Wigner）第一次预言的电子的晶体相。在二维或三维空间中均匀、惰性、中性（即 Jellium 模型）的背景上移动的电子气，如果其电子密度小于一个临界值，电子间的库伦势能将大于动能，因而电子的空间排布变得重要。为了使势能尽可能小，三维空间的电子会形成体心立方结构，二维空间的电子会形成三角晶格，一维的电子则会形成均匀分隔的晶格。二维电子气体的结晶状态也可以通过施加足够强的磁场来实现。更一般地说，Wigner 晶相也可以指在非电子系统中出现的低密度晶相。一维维格纳晶格 one-dimensional Wigner lattice、二维维格纳晶格 two-dimensional Wigner lattice、三维维格纳晶体 three-dimensional Wigner crystal、空穴维格纳晶体 hole Wigner crystal、电子维格纳晶体 electron Wigner crystal、受抑维格纳晶体 frustrated Wigner crystal
  - 维格纳微晶（Wigner crystallites）：在实际系统中，诸如衬底效应、杂质和粒子间相互作用的具体形式等因素会影响维格纳晶体的性质，甚至导致形成称为维格纳微晶的较小的局部晶体有序区域。这些微晶可以被视为宏观维格纳晶体的涨落前兆，其中电子在更无序的环境中表现出短程晶体有序。
  - 维格纳分子晶体（Wigner molecular Crystal）：如果晶格的每个位点不是一个，而是多个局域电子，那么这个概念可以推广到维格纳分子晶体。
  - 广义维格纳晶体（generalized Wigner crystal）：存在{\displaystyle \nu }=1/3，2/5、1/2、3/5、2/3、8/9、10/9、4/3分数电子填充下的不同维格纳晶格，其中n是每个位点的电子数。n=1/3和n=2/3维格纳晶体分别呈现三角形和蜂窝状晶格，以尽量减少最近邻占据。n=1/2态自发地打破了原始的C3对称性，形成了条纹相。
- 拉廷格液体（Luttinger liquid）：全称朝永-拉廷格液体（Tomonaga-Luttinger liquid），体系中的关联函数均以幂律（power-law）衰减，且幂指数的大小反映了体系中相互作用的强度（Luttinger参数），体现在输运行为就是电导随能量（如温度或偏压等）的降低而以幂律形式趋近于零。一维电子气体作为玻色子的低能量激发，将一条很细的纯净度极高的量子线冷却到接近绝对零度(-273 ℃)，再对材料施加一个横穿磁场，消除杂质的破坏性作用，材料中的自由电子云将变成只有左、右方向运动的电子，电子互相连接着，就象火车车厢一样一起运动，1994年的美国一个研究证实了这种物质形态。在低但有限的温度下，{\displaystyle k_{B}T>J}，自旋相关性被破坏，一维维格纳晶体是一种自旋非相干的卢廷格液体。自旋多极拉廷格液体 spin multipolar Luttinger liquid、自旋偶极拉廷格液体 spin dipolar Luttinger liquid、自旋四极拉廷格液体 spin quadrupolar Luttinger liquid、自旋八极拉廷格液体 spin octupolar Luttinger liquid、自旋十六极拉廷格液体 spin hexadecupolar Luttinger liquid
- 近藤凝聚体（Kondo condensates）：当磁矩嵌入金属中时，它会捕获附近的流动电子，形成近藤云。当磁性杂质足够密集，以至于它们各自的云相互重叠时，会形成相关的电子基态。磁性杂质（如4f/5f电子）与周围传导电子的自旋反平行配对，形成近藤单态（Kondo singlet），导致局域磁矩被完全屏蔽。这种量子纠缠态可视为一种凝聚态，因其在低温下主导系统的基态行为。
- 青木相（Aoki phase）：晶格系统可能自发破缺手征对称性或自旋对称性，形成铁磁序或轨道有序相。例如，在二维电子气中，Rashba自旋轨道耦合与电子相互作用竞争可能导致青木相。在重费米子材料中，近藤屏蔽与RKKY相互作用（局域磁矩间的间接交换作用）的竞争可能导致量子相变。青木相可能出现在这类相变附近，表现为非费米液体行为或磁有序的涌现。
- 有限温度超窄相位交叉（finite-temperature ultranarrow phase crossover，UNPC）：在传统不可相变的具有短程相互作用的一维键修饰伊辛模型系统中，存在隐形相变。在有限温度下存在极尖锐的熵跳跃。“半冰半火”与“半火半冰”是孪生态，一个出现在零温下磁场诱导的极限点，另一个隐藏在有限温的极小窗口内。这两者可以切换。只需微调温度或磁场，整个系统的宏观相态就会剧烈翻转，熵变之大，接近理想制冷机的理论极限。它的存在条件是一维链式结构+自旋不对称耦合+可调磁场，这种相变不是传统连续相变，而是介于相变与超锐交叉行为（ultranarrow crossover）之间的一种新机制。在有限温度下，系统的熵变化近乎台阶状下降，表明非连续、非扩展的熵重组过程。半冰半火态 half-ice, half-fire state、1/3冰，2/3火态 1/3-ice, 2/3-fire state、混合冰火态 mixed ice-fire states
  - 半火半冰（alf-Fire, Half-Ice）：2016年，在研究磁性材料Sr₃CuIrO₆（钛铜铱氧化物）时，发现的一种极为反常的电子自旋态，在这种由外加临界外部磁场感应的状态下，铜位点上的“热”自旋在原子晶格上完全无序，磁矩较小，而铱位上的“冷”自旋是完全有序的，具有较大的磁矩。自旋系统的响应不是连续变化，而是一种类似量子临界行为的骤变。
  - 半冰半火（alf-Ice, Half-Fire）：半火半冰的镜像态，磁性材料Sr₃CuIrO₆（钛铜铱氧化物）自旋的冷热分布是可翻转的，铱位点上的“热”自旋在原子晶格上完全无序，磁矩较小，而铜位上的“冷”自旋是完全有序的，具有较大的磁矩。这种翻转发生在一个极其狭窄但不是零的温度窗口中，不是连续滑过的平稳过渡，而是近乎跃迁式的陡变。它满足了“相变”的定义，但逃脱了传统热力学模型的检测机制。
- 自由空穴气体（free hole gas）：尽管空穴只是没有电子，但它的行为很像粒子。空穴带正电荷，它们具有明显的或“有效”的质量，就像电子一样，这反映了它们在给定材料中移动的能力。如果与材料中的原子碰撞导致空穴对外部电场反应迟缓，则空穴可能实际上是“重”的。一维空穴气体 one dimensional hole gas、二维空穴气体 two-dimensional hole gas，2DHG、三维空穴气体 three-dimensional hole gas，3DHG（三维流动空穴气体 three-dimensional mobile hole gas）、准三维空穴气体 quasi-three-dimensional hole gas
- 自由电子气（free electron gas）：自由电子气是借用理想气体模型描述费米子系统性质的量子力学模型。其具有费米能的量子态都处于动量空间中的一个确定的曲面上，这个曲面称为费米面。自由电子气的费米面是一个球面；周期体系中的费米面则通常是扭曲面。费米面包围的体积决定了系统中的电子数，而费米面的拓扑结构则与金属的各种传导性质（如电导率）直接相关。对费米面的研究有时被称为“费米学”（Fermiology）。电子之间的相互作用很弱，近似为自由电子，按电子运动维度可分为一维，二维和三维。一维电子气 one-dimensional electron gas， 1DEG是指电子沿单个轴方向自由移动，但在垂直方向上则受到限制的现象。二维电子气 two-dimensional electron gas，2DEG是指电子可以在二维方向自由移动，而在第三维上则受到限制的现象。在某些材料表面，电子密度很高，是一种平面电子集合，是一种二维液体。三维电子气 Three-dimensional electron gas，3DEG、多铁性（铁电性和磁性）二维电子气 multiferroics （ferroelectricity and magnetism） two-dimensional electron gas
- 派恩斯恶魔（Pines' Demon）：中性电子集体振荡模式，由不同能带电子反相运动形成，不携带净电荷且无法与光子直接耦合。
- 奇电子液体（odd electron liquid）：具有自发破缺时间反演对称性的双层电子液体，此类流体的粘度张量具有非零的奇数分量。波动的粘性应力驱动等离子体的传播，而等离子体的色散关系被非耗散的奇数粘性波（odd viscous waves）所改变。
- 空穴晶体（hole crystal）：即使材料中没有电子，空穴也可以在适当的条件下结晶。，一种完全由浸入粒子海洋中的孔组成的晶体。
- 电子晶体（electride）：在离子性材料里存在周期性的空档，而电子正好落在这些空档里，充当了阴离子（anion）的角色。按照空档的维度来分类，有0维，1维和2维的电子晶体。这个维度指的是陷落电子势阱维度。电子晶体是一种双曲材料。一维和二维电子晶体材料从结构上就有严重的各向异性：电子在一个多两个方向不局域代表有很强的金属性，而在另外的方向金属性很弱，满足双曲材料最本质的要求。
- 准三维电子晶体（quasi-three-dimensional electron crystal）：介于二维和三维之间的一种物质，将极纯净的半导体材料置入超低温环境下，并对其施加垂直和平行的强磁场中，半导体内的二维电子系统转变为准三维电子固体系统绝缘体。
- 拓扑电子晶体（topological electronic crystal）：石墨烯中的电子冻结成一个有序阵列固定在原地，但又同步旋转，电流在样品的边缘无阻力地流动，而内部则保持绝缘，因为电子被固定不动。沿边缘流动的电流量由两个基本物理常数，普朗克常数和电子电荷的比值精确决定。这种值的精确性由电子晶体的拓扑性保证。莫尔驱动拓扑电子晶体 Moiré-driven topological electronic Crystal
  - 量子维格纳晶体（Quantum Wigner Crystal）：双层量子维格纳晶体 Bilayer Quantum Wigner Crystal
  - 量子霍尔晶体（Quantum Hall Crystal）：维格纳-霍尔晶体 Wigner-Hall Crystal、量子霍尔维格纳固体 quantum Hall Wigner solid、伽利略量子霍尔晶体 Galilean quantum Hall crystal
  - 量子反常霍尔晶体（Quantum Anomalous Hall Crystal）：在稀薄的二维电子气体中，部分填充带中的电子可以自发地打破连续的平移对称性和时间反转对称性产生的一种拓扑电子晶体。其形成是由莫尔阱势驱动的。晶体形成于每4个摩尔粒子（ν = 1/4）有1个电子的带填充，使单位细胞面积增加了4倍，与整数量子反常霍尔效应相一致。态的陈数是特别可调的，它可以在电场和磁场的作用下在+1和-1之间可逆地切换。其他几个拓扑电子晶体出现在适度的磁场中，起源于ν = 1/3, 1/2, 2/3和3/2。反常维格纳-霍尔晶体 anomalous Wigner-Hall Crystal
  - 量子霍尔液晶（Quantum Hall Liquid Crystal）：高朗道能级二维电子态中，热涨落和量子涨落对条纹密度波有着深远的影响，条纹可能以几种不同的形式出现：各向异性维格纳晶体（Anisotropic Wigner crystal）、近晶（Smectic）、向列（Nematic）、各向同性液体（Isotropic liquid），随着量子或热波动幅度的增加，这些相位按照所列顺序依次发生。量子霍尔向列态 Quantum Hall Nematics state
  - 量子霍尔谷向列相（Quantum Hall Valley Nematics）：当拓扑绝缘的量子霍尔态的形成伴随着点群对称性的自发破缺时，就会出现这种物质相，这种破缺结合了空间旋转和谷指数的置换。由此产生的取向序对猝灭无序尤为敏感，而量子霍尔物理学将电荷传导与拓扑缺陷联系起来。
  - 量子霍尔流体（quantum Hall fluid）
  - 量子霍尔晶格（quantum Hall lattice）：激光可以改变原子的动量，同时翻转其自旋，实现电荷中性原子的合成自旋轨道耦合。将自旋视为一个合成维度，一维自旋轨道耦合系统（one-dimensional spin-orbit coupled system）相当于二维量子霍尔带（two-dimensional quantum Hall ribbon）。合成维度还允许物理学家访问高维物理学，例如四维电荷泵（four-dimensional charge pump）。另一个特点是可控边界条件。通过在合成维度中实现周期性边界条件实现合成二维量子霍尔圆柱体（synthetic two-dimensional quantum Hall cylinder）。在这种合成霍尔圆柱体中，除了均匀的轴向合成磁通量φ外，还可以在一个端面上产生额外的磁通量Φ。

玻色子量子霍尔态的结晶
- 电子准晶（electronic Quasicrystal）：电子在强关联或特定外场调控下形成的非周期但长程有序的量子态，其电子密度分布具有准晶的典型特征（如五重、十重旋转对称性），但缺乏传统晶体的平移对称性。与维格纳晶体类似，电子准晶的形成源于电子间的强相互作用，但其对称性打破了传统晶体的限制，表现出独特的几何与物理性质。
- 空穴准晶（Hole Quasicrystal）：空穴（半导体或莫特绝缘体中的空缺电子态）在特定条件下形成的准周期有序态，具有长程取向序但无平移对称性，类似电子准晶。
- 电子费米液体（electronic Fermi liquid）
- 电子玻璃态（Electronic glassy state）：电子因无序势场或强关联作用，陷入多重亚稳态，导致电荷/自旋弛豫时间发散，系统无法达到热力学平衡态，其电子分布呈现长程无序、短程关联有序的特性。
- 空穴玻璃态（Hole glassy state）：空穴在无序或强关联系统中陷入动力学冻结的亚稳态，表现为慢弛豫、老化效应和非遍历性，类似电子玻璃态的空穴版本。
- 电子泥浆态（Electron Slurry State）：Electron Slush，电子在强关联与部分有序竞争下形成的中间态，兼具液态流动性（如超导涨落）和类固态短程序（如电荷密度波畴）。
- 量子螺旋液体（Quantum helical liquid）：具有强自旋轨道耦合的量子线，形成螺旋液体，类似于拓扑绝缘体的边缘。量子螺旋边缘液体 Quantum helical edge liquid
- 电子液晶（Electronic liquid-crystal）：当少量空穴掺杂到电荷转移绝缘体态中时，预计会形成绝缘电荷条纹晶体相（insulating charge-stripe crystal phase）。
  - 电子向列相（Electronic Nematic phase）：1998年理论物理学家S. A. Kivelson首次在莫特绝缘体中提出。在强关联电子体系中，电子聚积成一条条线段，这些线段质量中心的空间位置是随机起伏的，但它们保持着一个共同的择优取向。在此相态下，电子失去了旋转对称性，从四重旋转对称(C4) 转变为二重旋转对称(C2)，但保持了平移对称性。系统中呈现出打破晶格固有的旋转对称性的电子态。
  - 向列费米流体（Nematic Fermi Fluids）：一种平移不变的金属相，具有自发产生的空间各向异性。考虑电子向列相的最初理论动机来自于将电子流体视为量子熔融电子晶体（quantum melted electron crystal），而不是费米气体的强相互作用。
  - 电子准向列相（electronic quasinematic phase）：是凝聚态物理中描述电子或自旋系统的一种方向性有序态，其特征是系统自发打破旋转对称性，形成长程取向有序，但位置分布仍保持无序或仅具有准周期性。
- 准粒子玻色-爱因斯坦凝聚态（quasiparticles Bose–Einstein condensation）
  - 光子玻色-爱因斯坦凝聚体 Photon Bose-Einstein condensates
  - 声子玻色-爱因斯坦凝聚体 Phonon Bose-Einstein condensates
  - 磁振子玻色-爱因斯坦凝聚体 magnon Bose-Einstein condensates、双磁振子束缚态玻色-爱因斯坦凝聚体 two-magnon bound state Bose-Einstein condensates、三磁振子束缚态玻色-爱因斯坦凝聚体 three-magnon bound state Bose-Einstein condensates
  - 旋子玻色-爱因斯坦凝聚体 roton Bose-Einstein condensates
  - 电子-空穴对玻色-爱因斯坦凝聚体 particle-hole pairs Bose-Einstein condensates, superfluidity
  - 激子玻色-爱因斯坦凝聚体 exciton Bose-Einstein condensates、极化激元玻色-爱因斯坦凝聚体 polariton Bose-Einstein condensates、激子极化激元玻色-爱因斯坦凝聚体 exciton-polariton Bose-Einstein condensates、偶极激子玻色-爱因斯坦凝聚态 dipolar excitons Bose-Einstein condensates、热平衡激子玻色-爱因斯坦凝聚 thermal-equilibrium exciton Bose–Einstein condensates、偶极激子强相关暗玻色-爱因斯坦凝聚态 dipolar excitons strongly correlated dark Bose-Einstein condensates、协同激子极化激元玻色-爱因斯坦凝聚体 cooperative exciton-polariton Bose-Einstein condensates，CEPC、表面等離極化激元玻色-爱因斯坦凝聚体 surface plasmon polaritons Bose-Einstein condensates、等离激元玻色-爱因斯坦凝聚体 plasmon Bose-Einstein condensates、等离激元激子极化激元玻色-爱因斯坦凝聚体 plasmon-exciton polaritons Bose-Einstein condensates、连续体中束缚态极化激元玻色-爱因斯坦凝聚体 bound states in the continuum (BICs) Polaritons Bose–Einstein condensation
- 轨道玻色-爱因斯坦凝聚态（orbital Bose–Einstein condensation）
- 旋量凝聚态（Spinor condensate）：是简并玻色气体，其自由度由组成粒子的内部自旋产生，它们由多组分（旋量）序参数描述。
- 光子态（Photonic matter）：在一个量子非线性介质中，光子可以表现得有质量，并能相互作用，形成光子分子（Photonic molecule）。2013年美国的研究团队成功诱使两个光子结合成分子形态，而这种光子束缚态以前只存在于纯理论中。光子分子的物理特性和激光不一样，更像科幻电影里面的光剑（lightsaber）。
- 液态光（Liquid Light）：2002年的一项西班牙的研究认为在激光束中的光子是可以凝聚为具有液态性质的光滴（light droplets）。当激光通过5次立方体非线性光学介质时，可以产生自聚焦，带有较强电磁场的强光束能改变介质的折射系数，从而使介质起着透镜的作用。这时激光流会充分地聚焦，并使光流形成为一个凝聚态，但这些光滴并不静止，它们以光速进行着运动。考虑到液态物质的一些普遍特性，如表面张力的作用以及在超流体中保持液体旋转性的特点等，液态光应保持成光滴状。可以产生液体密度最小的液体，具有的特征涡流可以产生全光黑洞。
- 光物质混合物（light-matter hybrid）：声子的光激发及其与电子态的非线性耦合。
- 光超固体（Light Supersolid）：光子在特定条件下既形成稳定的空间周期性结构，又展现出超越常规介质的流动性。2025年，中国科学技术大学团队利用超冷原子气体构建光晶格，通过精密调控让光子表现出类似超固体的双重特性。意大利国家研究委员会（CNR）科研团队在使用铝镓砷化物半导体与激光器，使极化激元形成了光基超固体。
- 激子凝聚态（exciton condensate）：激子凝聚态宏观量子相变会有一系列相态生成，过程中会先后形成绝缘自由激子气体（free exciton gas），激子液体（exciton liquid），导电电子-空穴等离子体（electron-hole plasma，EHP），电子-空穴液体（electron-hole liquid，EHL），电子-空穴液滴（Electron-Hole Drops），电子-空穴晶体（electron-hole crystal，EHC），激子晶体（Exciton Crystal）（四极性激子晶体 quadrupolar exciton crystal），嵌入电子气体中的空穴晶体 hole crystal embedded in an electron gas、嵌入空穴气体中的电子晶体 electron crystal embedded in an hole gas。在原子系统中，观察到激子玻色子莫特绝缘体（excitons bosonic Mott insulator）和激子费米子莫特绝缘体（excitons fermionic Mott insulator），玻色子和费米子粒子的莫特相。通过使用限制在二维晶格中的半导体激子，来探索玻色-哈伯德（Bose–Hubbard）模型来证明这种特征，观察到莫特相是可接近的，最多两个激子均匀地占据每个晶格位置。有序玻色子-层间激子晶体 ordered bosons-interlayer exciton Crystal、暗激子凝聚态 Dark-Exciton Condensate
- 激子涡旋液体（excitonsvortex liquid）：解耦复合费米液体（composite Fermi liquids）相中复合费米子的激子配对构建。
- 激子超固态（exciton supersolids），激子超流体（exciton superfluids）：电子-空穴双层，通过库仑相互作用耦合在一起的二维电子气（2DEG）和二维空穴气（2DHG），同时保持电隔离。在层间距离小于层内粒子间距的强耦合状态下，相邻层中的电子和空穴配对成间接激子，该系统预计将包含量子态，包括强相关激子绝缘体（Strongly correlated excitonic insulator）、激子超固体、高温激子玻色-爱因斯坦凝聚体（BEC）和激子超流体。
- 偶极激子超流体（dipolar excitons superfluids）、偶极激子超固态（dipolar excitons supersolids）
- 偶极激子晶体（dipolar excitons crystal）
- 激子拓扑序（Excitonic topological order，ETO）：手性玻色液态 chiral Bose-liquid state，在零磁场下出现的新奇量子相，由半导体中电子和空穴形成的激子在不平衡密度系统中形成拓扑保护而产生。这种拓扑序不仅具有分数化的激发和非零的陈数，而且完全在零磁场条件下实现，在特定的条件下，激子可以表现出玻色型的特性，从而在系统中形成拓扑序。
- 激子极化子里德伯态（Exciton-polaron Rydberg states）：作为氢原子的固态对应物，激子也可以表现出类似里德伯的光谱，类里德伯光谱也可以存在于与费米海强耦合的复杂激子态中。激子可以激发费米海中的许多电子-空穴对，当激子与费米海电子-空穴对耦合时，形成一个复杂的准粒子，是一个电荷中性玻色子的激子极化子。激子极化子态是裸激子、穿有一个费米海电子-空穴对的激子（称为Suris tetron）和代表穿有两个或更多费米海电子-孔对的激子的高阶分量的线性组合。
- 激子素（excitonium）：也叫激子态，激子绝缘体中由激子引发的相变，类比成一种激子的玻色凝聚，这个玻色凝聚不是完全体，是不能够引申到激子超流之类的现象的。在一个特定的动量，不需要能量就自发形成的激子，它是激子凝聚的前体。
- 激子-弗洛凯复合态（Exciton-Floquet Composites）：电子-空穴库仑相互作用的扩展Haldane模型中库仑相互作用引起的交换耦合的结果。
- 电子空穴液滴（Electron-hole droplets）：液滴在低温和高激子密度下形成，后者可以在p-n结中通过强烈的光学激发或电子激发产生。
- 多级有序态（multipolar order）：晶体里的电子运动无序，在合适的情况下，晶体中的电荷会排列成重复的有序结构电荷有序态。当电子以相同的自旋方向排列在一起时，物质就会呈现出铁磁性。自旋既有方向也有大小，一个以电子自旋为序的相可以用矢量来描述。电子可能并不以这两种方式排列，如果标量和矢量都不足以描述它们，例如，相很可能是由一对对自旋方向相反的电子组成的，一个自旋方向向南，另一个向北，这种情况称为磁四极（magnetic quadrupole）。当用单频率的光照射物体时，反射回来的光也是其原来的频率，还有非常非常少的反射光不是原频率的，它们的频率是原频率的整数倍，这些倍频光就是光谐波。在锶铱氧化物(Sr2IrO4)的实验中发现，第二谐频的反射光向揭示了一种与已知晶体结构完全不同的对称性，清晰的显示了一种特定的多极有序态的存在。
- 极化子有序相（polaron Ordered phase）：空穴掺杂的铜氧化物和锰氧化物(也就是 CMR 锰氧化物)具有姜-泰勒活性，在合适的空穴掺杂浓度区间内，电子-声子耦合决定电子和结构特性，获得了高体积密度的静态(static) 和动态(dynamic) 的姜-泰勒极化子，从而产生强关联效应。动态短程极化子（dynamic short-range polaron）关联产生极化子液态（polaron liquid），通过降低温度冻结成极化子玻璃态（polaron glass）、静态长程极化子（static long-range polaron）关联产生极化子固体（polaron solid），极化子晶体 polaron crystal。存在赝能隙相的证据，该相与极化子有序相，以及电荷条纹相（charge stripe phase）和轨道条纹相（orbital stripe phase）的出现交织在一起呈现条纹极化子相 stripe polaron Phase、甚至是极化子赝能隙相 polaron Pseudogap Phase。这使赝能隙态是高 Tc 超导态的标志的假设受到质疑，表明它可能是空穴掺杂的反铁磁莫特绝缘体特有的更普遍的现象。中子散射和高分辨率实验表明，在锰氧化物的电荷条纹相中存在极化子近晶液晶态（polaron smectic liquid crystal state）和极化子向列液晶（polaron nematic liquid crystal state）。
- 极化激元凝聚体（polariton condensates）：也被称为无反演的激光（lasing without inversion），表现类似于激光器的自发相干性，但机制不同。准二维极化激元凝聚体 quasi-two-dimensional polariton condensate、自旋轨道耦合极化激元凝聚体 spin-orbit coupled polariton condensates、非线性极化激元凝聚体 nonlinear polariton condensates、激子-极化激元负质量连续域束缚态凝聚体 exciton-polaritons negative-mass  bound states in the continuum(BIC) condensates
- 极化激元超流体（Polariton Superfluid），极化激元超固态（Polariton supersolids）：偏振子超流体，也被称为液态光，具有激光和超导体性质的物质态。一种加入了大量被减速和囚禁的极化激元的固体，在超导体中会产生一种类似激光但是能量高效得多的纯光束。极化激元-超流体的概念最早于2007年就被提出，其最大特点之一就是有可能在室温下被实现。2018年意大利CNR纳米技术研究所和加拿大蒙特利尔理工学院的科研人员共同在常温下完成了一种具备光-物质二元属性的液态光，光子和有机分子中的电子相耦合形成了液态光，在耦合时会因撞击而生成数量巨大的附带电磁准粒子，“液体光”就是在准粒子中生成的超流体。双稳态二维激子极化激元超流体 bistable two-dimensional exciton-polariton superfluid
- 极化激元量子流体（polariton Quantum fluids）
- 等离子体准晶（plasmonic quasiCrystal）：创建表面等离子体激元（SPP）的五边形准晶格。
- 等离激元晶格（Plasmonic Lattice）
- 磁振子气体（magnon gas）：稠密磁振子气体 dense magnon gas、磁振子准平衡气体 magnons quasi-equilibrium gas
- 自旋子晶体（spinon crystal）
- 旋涡子晶体（Vison Crystal）：由规范场通量激发的周期性排列形成的。由于它们打破了平移对称性，因此表现出局部金兹堡-朗道-威尔逊型序参量（Ginzburg-Landau-Wilson type order parameters）。零通量旋涡子晶体 zero-flux Vison Crystal({\displaystyle U(1)_{0}})、π通量旋涡子晶体 π-flux Vison Crystal({\displaystyle U(1)_{\pi }})、π/2通量旋涡子晶体 π/2-flux Vison Crystal({\displaystyle U(1)_{\pm {\pi }/2}})、半通量旋涡子晶体（half-flux Vison Crystal、1/2-flux，H-stripe）、四分之一通量旋涡子晶体（Quarter-flux Vison Crystal、1/4-flux，Q-brick、Q-wave、Q-stair）、四分之三通量旋涡子晶体（Three-Quarter-flux Vison Crystal、3/4-flux）、分数通量旋涡子晶体（fractional flux Vison Crystal，1/3-flux、1/6-flux、2/3-flux、1/5-fluxl、2/5-flux、1/7-flux、2/7-flux、3/7-flux、4/7-flux、6/7-flux、1/8-flux、3/8-flux、5/8-flux、7/8-flux）、条纹型旋涡子晶体（Stripy Vison Crystal，2/3-stripy、1/2-stripy、2/5-stripy、6/10-stripy、2/6-stripy）、笼目图案旋涡子晶体 Kagome pattern Vison Crystal、花形图案旋涡子晶体 Flower pattern Vison Crystal、旋涡子超晶体 vison supercrystals
- 孤子玻璃（Soliton glasses）：孤子作为局域化的非线性波包，在传播过程中能够保持形状稳定，形成类似玻璃态的无序动力学结构。
- 孤子气体（Soliton gases）：是由V.Zakharov于1971年在Korteweg de Vries（KdV）方程的框架内引入的，它是弱相互作用孤子的无限集合。在这种稀释孤子气体（diluted soliton gases）的理论构造中，具有随机参数的孤子几乎不重叠。这一概念已扩展到孤子强烈连续相互作用的稠密孤子气体（dense soliton gases）。孤子气体的概念与非线性偏微分方程（如KdV方程或一维非线性薛定谔方程）描述的可积波系统有着内在的联系，这些方程可以使用逆散射变换求解。单极孤子气体 unipolar soliton gases、双极孤子气体 bipolar soliton gases、各向同性孤子气体 isotropic soliton gases、各向异性孤子气体 anisotropic soliton gases
- 孤子晶体（soliton Crystal）：手性孤子晶格 chiral soliton lattice，CSL、倾斜手性孤子晶格 tilted chiral soliton lattice，TCSL
- 拓扑自旋织构（Topological spin textures）：在自旋交互作用下，电子的自旋会在空间形成的一种特殊的排列结构，具有拓扑保护性质。相奇点 phase singularities、极化奇点 polarization singularitie
  - 铁电拓扑织构（Ferroelectric topological textures）：穹顶形铁电拓扑结构 dome-shaped ferroelectric topology
  - 拓扑水波结构（Topological water-wave structures）：干涉重力水波（interfering gravity water waves）中可控生成拓扑结构。波涡旋 wave vortices、斯格明子 skyrmions、半子 merons、极化莫比乌斯带 polarization Möbius strips
  - 波涡旋（wave vortices）：携带类似量子力学的轨道角动量。
  - 磁涡旋（magnetic vortices）：磁涡旋 magnetic vortex、单-{\displaystyle q}波矢涡旋管 single-{\displaystyle q} wavevector vortex tubes、单-{\displaystyle q}螺旋状偶极态 single-{\displaystyle q} helical-like dipole state、单-{\displaystyle q}偶极波矢量态 single-q dipole wavevector state、双-{\displaystyle q}偶极波矢量态 double-q dipole wavevector state、磁泡 magnetic Bubble（1型斯格明子泡 type-I skyrmionic-bubbles、2型洋葱态 type-II onion state、3型混合气泡 type-III hybrid bubbles）、手性磁浮子 chiral magnetic bobbers、靶状拓扑自旋结构 target-like topological spin texture、π状拓扑自旋结构 π-like topological spin texture、磁斯格明子链 magnetic skyrmion chains、磁斯格明子辫 magnetic skyrmion braids、磁斯格明子袋 magnetic Skyrmion bag、磁斯格明子束 magnetic skyrmion bundles、零场磁斯格米子丛 Zero field magnetic skyrmion bundles、拓扑斯格明子结 topological skyrmion junctions (TSJs)、斯格明子涡旋 Skyrmionic vortex、斯格明子-反斯格明子对 skyrmion and antiskyrmion pair（{\displaystyle S_{4}}对称合金）、磁霍普夫子环-斯格明子纠缠态 hopfion rings-skyrmions entangled、等离子自旋半子对 plasmonic spin meron pairs、斯格明子玻璃 skyrmion glass（无序稀疏斯格明子 disordered sparse skyrmions）、斯格明子玻璃和迷宫条纹畴混合相 skyrmion glass and labyrinth-stripe domain mixed phase、斯格明子玻璃和单畴的混合相 skyrmion glass and single domain mixed phase、单{\displaystyle Q}螺旋自旋织构 single-{\displaystyle Q} helicalspin textures、单{\displaystyle Q}锥状自旋织构 single-{\displaystyle Q} cone-like spin textures
  - 电子涡旋（Electron vortices）：具有内禀轨道角动量，电子就可以像流体那样集体流动。环状极化拓扑涡旋 Toroidal Polar Topology Vortex（液态材料中电的磁性拓扑，螺旋铁电向列相液滴会自发形成周期性电环状极化拓扑畴。这些畴如同水中涡旋，电场方向沿半径连续旋转，并通过环形畴壁分隔）、三维动量空间轨道涡旋线 Three-Dimensional Momentum Space Orbital Vortex Lines（电子在动量空间里形成稳定的旋涡结构，类似流体中的漩涡或气象中的飓风，呈现出复杂的“环状”或“螺旋状”模式，与理论预测的电子轨道角动量吻合）、
  - 电磁波涡旋（Electromagnetic vortices）
  - 声学涡旋（Acoustic vortices）：一种携带轨道角动量（Orbital Angular Momentum, OAM）的特殊声场形态。
  - 光学涡旋（Optical vortices）：涡旋光作为波动的一种形式，不仅具有自旋角动量，而且具有由于螺旋形的相位结构而产生的轨道角动量(orbital angular momentum, OAM)。矢量光学涡旋 vector optical vortices、完美光学涡旋 Perfect optical vortices (POVs)、三维完美矢量光学涡旋 Three-Dimensional perfect vector optical vortices、超容量完美矢量光学涡旋 super-capacity perfect vector optical vortices、广义完美光学涡旋 generalized Perfect optical vortices (GPOVs)、非整数拓扑荷光学旋涡 noninteger topological charges optical vortices
    - 光学涡旋晶格（Optical vortex lattice）：通过两个特定涡旋光束的叠加产生。三角形高阶光学涡旋晶格 triangular high-order Optical vortex lattice、心形高阶光学涡旋晶格 heart-like high-order Optical vortex lattice、六边形高阶光学涡旋晶格 hexagonal high-order Optical vortex lattice
    - 光学旋转体（optical rotatum）：这种特殊光束在空间传播过程中形成对数螺旋路径。

  - 时空涡旋（Spatiotemporal vortices）：是传统的空间涡旋在时空域的推广，传播行为类似于飓风，其相位变化的轴线垂直于传播方向，因此可以携带垂直于传播方向的轨道角动量。时空涡旋串 Spatiotemporal vortex strings
  - 量子化涡旋（quantized vortices）：磁通量（等于磁通量量子）包围形成的量子涡旋（quantum vortices），磁通量量子（flux quantum）是仅依赖于基本常数的普适量之一。双相涡旋、全涡旋 full vortex，FV、自旋涡旋 spin vortex，SV、单量子渦旋 single quantum vortices、单量子化渦旋 singly quantized vortex、多量子化渦旋 multiply quantized vortices、双量子化渦旋 doubly quantized vortex、三量子化渦旋 triply quantized vortices、四量子化渦旋 quadruply quantized vortices、半量子渦旋 half-quantum vortices，HQVs、深半量子渦旋 deep half-quantum vortices、浅半量子渦旋 shallow half-quantum vortices、翁萨格涡团 Onsager vortices、翁萨格半量子涡旋 Onsager half-quantum vortices、分数量子涡旋 Fractional quantum vortices、分数磁通量量子超导涡旋 fraction of the flux quantum Superconducting vortices、半涡旋 half vortices、半整数涡旋 half-integer vortices（四个(1/2, 1/2), (-1/2, -1/2), (1/2, -1/2), (-1/2, 1/2)、双曲线自旋涡旋 hyperbolic spin vortices、螺旋量子化涡旋 Helices quantized vortices、螺线量子化涡旋 spirals quantized vortices、量子化超流涡环 Quantized superfluid vortex rings、稳定半量子涡旋翁萨格半量子涡旋组合 stable half-quantum vortex-Onsager half-quantum vortex combined、量子化涡线 quantized vortex lines、手征涡线液体 Chiral vortex-line liquid、基布尔-拉扎里德斯-沙菲弦墙 Kibble-Lazarides-Shafi string walls、偶极超固体涡旋 dipolar supersolid vortices、超流体巨量子涡旋 Superfluid giant quantum vortex（模拟黑洞）
    - 量子化涡旋晶格（crystallized quantized vortex lattice）：玻色-爱因斯坦凝聚态（BEC）的量化涡旋和结晶的量子化涡旋晶格。
      - 结晶涡旋晶格 Crystallized vortex lattice：三角形涡旋晶格 triangular vortex lattice、方形涡旋晶格 square vortex lattice、蜂窝状结晶涡旋 honeycomb vortex lattice、条纹相涡旋晶格 stripe phases vortex lattice、气泡相涡旋晶格 bubble phases vortex lattice、双核涡旋晶格 double-core vortex lattice、蛇形涡旋晶格 serpentine vortex lattice、两个叠加的三角形和方形涡旋晶格 two superposed triangular and square vortex lattice、两个倾斜 π/4 的交叉方形涡旋晶格 two tilted π/4 crossing square vortex lattice、不可分自旋孤子伪随机晶格 inseparable spin solitons pseudo-random lattice、可分自旋孤子伪随机晶格 separable spin solitons pseudo-random lattice
      - 无定形涡旋晶格 amorphous vortex lattice：重叠原子-分子涡旋晶格 overlapped atomic-molecular vortex lattice、二氧化碳型涡旋晶格 carbon-dioxide-type vortex lattice、间隙分子涡旋-原子涡旋晶格 interstitial molecular vortices-tomic vortex lattice、分子-原子涡旋晶格 molecular-atomic vortex lattice

  - 四维量子涡旋（4D Quantum Vortices）：四维空间中的量子涡旋预计将采用扩展涡旋表面的形式。
  - 磁通涡旋态（flux vortex state）：超导体中涡旋（vortex）和反涡旋（antivortex）本身及其与钉扎中心之间的相互作用，使得超导体在不同的外加条件下可能会呈现出丰富的涡旋态。处于混合态时，磁通涡旋排列成的格子。磁通涡旋晶格 vortex lattice（磁通涡旋格子）、涡旋线格子 vortex line lattice（磁通线格子）、磁通涡旋布拉格玻璃态 vortex Bragg Glass、磁通涡旋玻璃 vortex Glass、磁通涡旋塑性态 vortex Plastic、磁通涡旋液态 vortex Liquid、磁通涡旋固态 vortex solid、玻色-费米量子涡旋晶格 Bose-Fermi quantum vortex lattice、二维超流涡旋晶体 two-dimensional superfluid vortex crystal
  - 量子涡旋霍尔态（Quantum vortex Hall state）/量子涡旋霍尔效应（Quantum vortex Hall effect）、量子反常涡旋霍尔态（Quantum Anomalous vortex Hall state）/量子反常涡旋霍尔效应（Quantum Anomalous vortex Hall effect）、量子涡旋自旋霍尔态（Quantum vortex spin Hall state）/量子涡旋自旋霍尔效应（Quantum vortex spin Hall effect）：涡旋运动的耗散效应会出现类似霍尔效应的横向电压。涡旋霍尔效应 vortex Hall effect、反常涡旋霍尔效应 Anomalous vortex Hall effect、涡旋自旋霍尔效应 vortex spin Hall effect、磁通流霍尔效应 Flux-flow Hall effect、逆磁通流霍尔效应 inverse flux-flow Hall effec、反常磁通流霍尔效应 Anomalous flux-flow Hall effect、逆反常磁通流自旋霍尔效应 inverse Anomalous flux-flow Hall effect、磁通流自旋霍尔效应 Flux flow spin Hall effect（spin-polarized Abrikosov vortices）、逆磁通流自旋霍尔效应 inverse flux-flow spin Hall effec、
  - 涡旋晶体（vortex Crystal）：阿布里科索夫涡旋晶格 Abrikosov vortex lattice、量子涡旋晶格 quantum vortex lattice、刺猬自旋涡旋晶体（hedgehog spin-vortex crystal, SVC）（铁基超导体第三种磁结构）
  - 斯格明子晶体（skyrmion Crystal，SkXs），反斯格明子晶体（antiskyrmion Crystal）：斯格明子可以形成规则的排列，具有多个波矢量q的模式描述了这种排列。在Dzhaloshinskii-Moriya相互作用的情况下出现的磁性斯格明子晶体（magnetic SkXs），后来观察到具有明确双q态的极性斯格明子晶体（polar SkXs）。斯格明子晶格 skyrmion lattice、反斯格明子晶格 antiskyrmion lattice、极性斯格明子晶格 polar skyrmion lattice、单轴极性斯格明子晶格 uniaxial polar skyrmion lattice、双波矢极性斯格明子晶格 Dipolar wavevector polar skyrmion lattice、双-{\displaystyle Q}半子-反半子晶格 double-{\displaystyle q} meron–antimeron lattice、磁斯格明子晶格 magnetic skyrmion lattice、等离子体斯格明子晶格 plasmonic skyrmion lattice、水面波斯格明子晶体 water-wave skyrmion Crystal、铁电斯格明子晶体 Ferroelectric skyrmion Crystal、莫尔斯格明子超晶格 moiré skyrmion superlattice、布洛赫形六角形斯格明子晶体 Bloch-type hexagonal skyrmion crystal、奈尔型六角形斯格明子晶体 Néel-type hexagonal skyrmion crystal、方形斯格明子晶体 square skyrmion crystal、菱形斯格明子晶体 rhombic skyrmion crystal、三{\displaystyle Q}六边形斯格明子晶体 triple-{\displaystyle Q} hexagonal skyrmion crystal、三-{\displaystyle Q}类三角形斯格明子晶体 triple-{\displaystyle q} triangular-like skyrmion crystal、双{\displaystyle Q}方形斯格明子晶体 double-{\displaystyle Q} square skyrmion crystal、六方密排极性斯格明子晶体 Hexagonal close-packed polar-skyrmion crystal、双层斯格明子晶体 bilayer skyrmion Crystal、斯格明子分子晶体 Skyrmion Molecular Crystals
  - 半子晶体（meron Crystal）：双半子晶体 Bimeron Crystal、水面波半子晶体 water-wave meron Crystal、
  - 霍普夫子晶体（hopfion Crystal）：霍普夫空间有序阵列，将Hopf映射与有理映射技术相结合来生成具有立方对称性的霍普夫子晶体，通过在{\displaystyle \mathbb {R} ^{4}}中叠加螺旋波，构建了具有可调霍普夫指数和可控拓扑的霍普夫晶体。磁霍普夫子晶格 magnetic hopfion lattice、简单立方霍普夫子晶体 demonstrate simple cubic hopfion crystal、面心立方霍普夫子晶体 facecentered cubic hopfion crystal、体心立方霍普夫子晶体 body-centered cubic hopfion crystal、轴对称环面霍普夫子晶体 axially symmetric tori hopfion crystal、环面链霍普夫子晶体 torus link hopfion crystal、环面结霍普夫子晶体 torus knots hopfion crystal
- 拓扑赝自旋织构（Topological pseudospin textures）：存在笼目晶格中。
  - 拓扑声流体（Topologicalacoustofluidics：结合弹性谷自旋与非线性流体动力学，通过表面声波（SAWs）激发谷态，并将其转化为流体中的谷流涡旋和手性流模式。
  - 轨道晶格（orbital lattice）：在合成轨道系统“仅轨道（orbital-only）”量子模拟器不仅适用于费米子，也适用于玻色子。轨道晶格已被用于演示复杂的玻色-爱因斯坦凝聚体和轨道超流性以及奇特的拓扑半金属相。
- 电荷密度波（charge density wave，CDW）：是电子密度的周期性空间调制，由电子-电子关联、电子-声子耦合或费米面嵌套（Fermi surface nesting）驱动。CDW的量子化波动（如派恩斯恶魔）是中性准粒子的集体运动，其电荷被其他电子带屏蔽，表现为无质量的声学模式。CDW至少有三种类型：I型CDW是起源于Peierls不稳定性(FSN)的准一维系统。晶格畸变是一种次级效应，由电子干扰引起；II型CDW由EPC驱动，不是由FSN驱动。电子和晶格的不稳定性紧密地联系在一起，在qCDW过渡温度TCDW时，有一个声子模式趋于零。没有理由使金属-绝缘体过渡与过渡相联系。III型CDW是有电荷调制(或CO)的系统，没有FSN或EPC作为驱动力的迹象。一阶电荷密度波 first-Order Charge Density Wave、二阶电荷密度波 Second-Order Charge Density Wave、准一维电荷密度波 quasi-one-dimensional Charge Density Wave、二维电荷密度波 Two-Dimensional Charge Density Wave、三维电荷密度波 Three-Dimensional Charge Density Wave、非常规三维电荷密度波 Unconventional Three-Dimensional Charge Density Wave、公度自旋密度波 commensurate Spin Density Wave (C-SDW)、非公度自旋密度波 Incommensurate Spin Density Wave (IC-SDW)、非中心对称电荷密度波 Noncentrosymmetric Charge Density Wave、条纹型自旋密度波 stripe-type spin-density wave, SSDW、自旋电荷密度波 spin-charge-density wave, SCDW、手性电荷密度波 Chiral Charge Density Wave、手性磁通电荷密度波 Chiral flux Charge Density Wave、轴子电荷密度波 Axionic Charge Density Wave、{\displaystyle {3a}_{0}}电荷密度波序 {\displaystyle {3a}_{0}} Charge Density Wave、多重电荷密度波 Multiple Charge-Density Wave（具有无理数周期电荷序：√28 × √28和√19 × √19）、三重{\displaystyle Q}电荷密度波 triple-{\displaystyle Q} charge density wave、微分电荷密度波 differential charge density wave、共生电荷密度波 conjoined charge density waves、玻璃化电荷密度波 glass Charge Density Wave、单向电荷密度波 unidirectional charge density wave、双轴电荷密度波 biaxial charge density wave、π位移三维电荷密度波 π-shifted three-dimensional charge density wave、类条纹电荷密度波 Stripe-like charge density wave、环路电流电荷密度波 loop-current charge density wave (LC CDW)、短程电荷密度波 short-range charge density wave、大卫之星电荷密度波 star of David charge density wave，(SD CDW)、逆大卫之星电荷密度波 inverse star of David charge density wave，(ISD CDW)、类呼吸笼目{\displaystyle D_{3h}-n}电荷密度波 breathing-kagome-like {\displaystyle D_{3h}-n} charge density wave、{\displaystyle D_{3h}-n}电荷密度波 {\displaystyle D_{3h}-n} charge density wave、{\displaystyle D_{3h}-2}电荷密度波 {\displaystyle D_{3h}-2} charge density wave、{\displaystyle D_{3h}-4}电荷密度波 {\displaystyle D_{3h}-4} charge density wave、{\displaystyle D_{3h}-6}电荷密度波 {\displaystyle D_{3h}-6} charge density wave
- 自旋密度波（spin density wave，SDW）：是自旋自由度的周期性调制，通常由磁性材料中的自旋-电荷-晶格耦合驱动。自旋与晶格振动通过准粒子相互作用形成集体激发。SDW的激发既包含局域磁矩的振动（类似自旋波），也包含巡游电子的准粒子激发。自旋四极密度波 spin-quadrupole density waves、交错磁自旋密度波 Altermagnetic spin density wave、手性自旋密度波 Chiral spin density wave (cSDW)
- 赝自旋密度波（Pseudospin density wave，PSDW：赝自旋自由度在实空间中形成周期性调制的集体量子态。
- 电荷条纹调制态（Charge Stripe Modulation）：条纹超导模型提出，条纹相中的电荷调制可能导致超导能隙的空间不均匀性，甚至形成配对密度波（PDW），这与实验观测的赝能隙现象可能存在关联。
- 配对密度波（pair density wave，PDW）：库珀对密度波、电子对密度波，在零磁场情况下，某些超导体中存在的库珀对密度以及超导能隙大小的周期性调制。自旋三态配对密度波 Spin-triplet pair density wave、手性配对密度波 chiral pair density wave、奇校验配对密度波 odd-parity pair-density-wave state、三{\displaystyle Q}配对密度波 3{\displaystyle Q}-pair-density wave
- 对密度调制态（Pair Density Modulation, PDM）：其核心特征是超导序参量（即库珀对的结合能，表现为超导能隙）在晶胞内不同原子位点之间呈现周期性调制，且调制波长与晶格常数一致。这种调制源于晶胞内对称性的破缺（如滑移镜面对称性破缺），但保留了长程晶格平移对称性，与传统密度波态（如电荷密度波CDW）的长波长调制形成鲜明对比。
- 激子密度波（Exciton Density Wave）：拓扑激子绝缘相激子能带显示出激子能量的最小值向有限动量处移动，形成一个类 Fulde-Ferrell-Larkin-Ovchinnikov 态，这导致了激子密度波的形成。拓扑激子密度波 Topological Exciton Density Wave、微分激子密度波 differential Exciton density wave
- 极化密度波（polarization density waves）：由挠曲电相互作用引发。
- 条纹状电荷有序态（Stripe charge order）：电子密度在空间呈现周期性调制的量子态，表现为电子在晶格中形成一维或准一维的条纹状分布，打破晶格的平移或旋转对称性。
- 量子轨道条纹序（quantum orbital stripe order）：光学晶格的{\displaystyle p}轨道布洛赫带，每个位置都形成了轨道角动量矩，表现出条纹序，自发地打破了时间反转、晶格平移和旋转对称性。
- 量子轨道电流序（quantum orbital current order）：原子被限制在光学晶格的{\displaystyle p}轨道布洛赫带，形成了一个横向交错的轨道电流序列。

## 量子态
- 时间晶体（Time crystal）：非平衡新物态，可概括为多体相互作用系统，并表现出了向振荡的鲁棒态的自发迁移转变，在外部驱动力的无限小的变化下，甚至在量子测量下，打破时间平移对称性，随着时间演进，系统仍无法与环境达到热平衡。2012年物理学家弗朗克·韦尔切克（Frank Wilczek）提出量子时间晶体（Quantum Time crystal），相对于空间晶体在空间上呈周期性重复，时间晶体则在时间上呈周期性重复而呈现永动状态。时间晶体在时间平移对称上具有自发对称破缺现象。时间晶体也与零点能量和动态卡西米尔效应有关。根据定义，可以区分两种类型的时间晶体：“离散时间晶体”以调制外部驱动力的次谐波频率振荡，以破坏时间平移对称性；“连续时间晶体”在受到时不变力刺激时，进入了具有任意相位的鲁棒周期运动，从而破坏平移对称性。离散时间晶体已经在自旋系统、量子计算机硬件、超冷原子、磁振子和孤子中得到了证明，而连续时间晶体状态，目前已经在冷原子的玻色-爱因斯坦凝聚体中得到了证明。
  - 连续时间晶体（continuous time Crystal）：表现出连续的时间平移对称性，可自发地进入一个周期运动的状态。耗散连续时间晶体 dissipative continuous time Crystal、光子连续时间晶体 Photonic continuous time Crystal
  - 离散时间晶体（discrete time Crystal）：满足时间上离散平移对称性的自发破缺，表现为实验系统的响应周期是驱动周期的整数倍。2016年，姚颖与美国的同僚提出在实验室建构离散时间晶体的设想。按此设想马里兰大学的Christopher Monroe以及哈佛大学的Mikhail Lukin 两团队都成功创造出时间晶体，并于2017年3月发表。自旋-1/2 离散时间晶体 spin-1/2 discrete time Crystal（n=2）、高阶离散时间晶体 Higher-order discrete time Crystal（n=3，4，···）、分数离散时间晶体 fractional discrete time Crystal（n=4/3，7/3，10/4，3/8，4···）、猫疤痕离散时间晶体 cat scar discrete time Crystal、马约拉纳时间晶体 Majorana time Crystal、随机离散时间晶体 Stochastic Discrete Time Crystal、多体局域离散时间晶体 Many-body-localized discrete time crystal、弗洛凯动态对称保护时间晶体 Floquet Dynamical Symmetry Protected Time Crystal、弗洛凯-布洛赫疤痕离散时间晶体 Floquet-Bloch Scars Discrete Time Crystal、单分子磁体阵列时间晶体 Single-Molecule Magnet Arrays Time Crystal、奇美拉嵌合离散时间晶体 Chimera Discrete Time Crystal
  - 光子时间晶体（photonic time Crystal）：时变介质（time-varying media），介质介电常数在时间上周期性调制的材料。连续光子时间晶体 Continuous Photonic Time Crystal、手性对称性时间光子晶体 Chiral Symmetry Time Photonic Crystal、双轴各向异性光子时间晶体 Biaxial Anisotropic Photonic Time Crystal、非线性光子时间晶体 nonlinear photonic time-Crystal
  - 莫尔时间晶体（Moir´e Time Crystal）：该晶体由施加于非晶格阱的周期性扰动诱导。无晶格方案，用于统一的空间和时间扭转电子学模拟，该方案使用在深度受限的二维势阱内移动的BEC，并受到多频“摆动”调制。该方法无需复杂的多层晶格势或设计的层间隧穿，同时生成空间和时间的莫尔量子相。这些相表现出具有莫尔图案相干分布的特征区域超流性。二维莫尔时间晶体 two-dimensional Moir´e Time Crystal
- 时间准晶体（Time QuasiCrystal）
  - 离散时间准晶体（Discrete Time QuasiCrystal）：在多个不公度频率下表现出稳健的亚谐波响应，准周期驱动的多频特性允许形成与不同离散时间准晶相相关的不同模式。
- 时空晶体（Space-Time Crystal）：晶体结构和布洛赫定理在凝聚态物理学中起着基础作用。将静态晶体扩展到动态“时空”晶体，其特征是D+1维中的一般交织时空周期性，其中包括静态晶体和弗洛凯(Floquet)晶体作为特例。构建了一个被称为“时空”群的新群结构来描述时空晶体的离散对称性。与空间群和磁群相比，时空群通过“时间螺旋”旋转和“时间滑动”反射得到增强，这些反射涉及沿时间方向的分数平移。对1+1维（1+1D）中的13个时空群进行了完整的分类。克拉默(Kramers)型简并可以在没有半整数旋量结构的情况下由滑动时间反转对称性引起，这限制了光谱色散的卷绕数模式。在（2+1D）中，非对称时空对称性强制光谱简并，导致受保护的弗洛凯半金属态。
- 狄拉克物质（Dirac matter）：是指一类可以用狄拉克方程有效描述的凝聚态系统。尽管狄拉克方程是描述费米子的，但狄拉克物质中存在的准粒子可以是任何统计数据。因此，狄拉克物质可以区分为费米子狄拉克物质（Fermionic Dirac matter）、玻色子狄拉克物质（Bosonic Dirac matter）和任意子狄拉克物质（Anyonic Dirac matter）。狄拉克物质的突出例子是石墨烯和其他拓扑绝缘体、狄拉克半金属、外尔半金属、具有{\displaystyle d}-波对称性的各种高温超导体和氦-3。这种系统的有效理论是通过狄拉克质量、狄拉克速度、伽马矩阵和时空曲率的特定选择来分类的。根据有效理论对狄拉克物质类别的普遍处理导致了关于态密度、热容量和杂质散射的共同特征。
- 外尔物质（Weyl matter）
- 量子凝聚态暗态（quantum condensed-matter dark state）：被禁止与光子相互作用的量子凝聚态，无法通过光谱手段检测到，整个量子态带在整个布里渊区都是无法检测到的。
- 量子磁体（quantum magnet）：由量子涨落驱动的有序-无序机制引起。
  - 基塔耶夫量子磁体（Kitaev quantum magnet）：具有各向异性的交换相互作用。
  - 量子伊辛链（quantum Ising Chain）：自旋链中自旋在某一特定方向上的相互作用。经典伊辛链 Classical Ising Chain、横场伊辛链 Transverse Field Ising Chain, TFIC、纵场伊辛链 Longitudinal Field Ising Chain、横纵场伊辛链 Transverse and Longitudinal Field Ising Chain、均匀伊辛链、随机伊辛链、准一维自旋-1/2 伊辛自旋链 Quasi-one-dimensional Spin-1/2 Ising Spin Chain、准一维自旋-1 伊辛自旋链 Quasi-one-dimensional Spin-1 Ising Spin Chain、准一维自旋-1/2 类伊辛螺旋链反铁磁体 Quasi-one-dimensional spin-1/2 Ising-like Screw Chain Antiferromagnet、二维伊辛磁体 two-dimensional Ising magnet、自旋-1三角晶格伊辛铁磁体 spin-1 triangular lattice Ising ferromagnet、自旋1/2和自旋-1混合伊辛铁磁体 Mixed spin-1/2 and spin-1 Ising ferromagnet、多级五边形晶格铁磁伊辛模型 hierarchical pentagon lattice Ferromagnetic Ising model、赝自旋1/2烧绿石晶格伊辛型反铁磁体 pseudospin-1/2 pyrochlore lattice Ising-type antiferromagnet
  - {\displaystyle XY} 海森堡链（{\displaystyle XY} Heisenberg chains）：两格方向相互作用，中间对称性，伊辛链和海森堡链之间存在一个过渡模型。各向同性XY链 Isotropic XY Chain、各向异性XY链 Anisotropic XY Chain、一维自旋-1/2 {\displaystyle XX}海森堡链 one-dimensional spin-1/2 {\displaystyle XX} Heisenberg chains、一维自旋-1/2 {\displaystyle XY}海森堡链 one-dimensional spin-1/2 {\displaystyle XY} Heisenberg chains（{\displaystyle XZX} - {\displaystyle YZY} types、{\displaystyle XZY} - {\displaystyle YZX} types）、自旋-1/2 反铁磁海森堡 {\displaystyle XXZ} 链 spin-1/2 antiferromagnetic Heisenberg {\displaystyle XXZ} chain、一维自旋1/2横场XY模型 1D spin-1/2 transverse field XY model
  - 量子海森堡链（quantum Ising Chain）：自旋链中自旋在所有三个空间方向上的各向同性相互作用。各向同性海森堡链（Isotropic Heisenberg Chain）：铁磁海森堡链、反铁磁海森堡链，各向异性海森堡链（Anisotropic Heisenberg Chain）：XXZ模型、XYZ模型。
    - 铁磁海森堡链，反铁磁海森堡链：一维自旋-1/2 海森堡铁磁链 One-Dimensional Spin-1/2 Heisenberg Ferromagnet chain、一维自旋-1/2 海森堡反铁磁链 one-dimensional spin-1/2 Heisenberg antiferromagnet chain、一维自旋-3/2 海森堡反铁磁自旋链 one-dimensional spin-3/2 Heisenberg antiferromagnetic spin-chain、一维海森堡反铁磁体 One-dimensional Heisenberg antiferromagnet（两个S=1/2和两个S=1自旋交替排列）、一维自旋-1/2 海森堡-伊辛反铁磁 one-dimensional spin-1/2 Heisenberg-Ising antiferromagnetic chain、一维自旋-1 赝海森堡反铁磁链 one-dimensional spin-1 pseudo-Heisenberg antiferromagnetic chain、准一维自旋-1/2 海森堡反铁磁链 quasi-one-dimensional spin-1/2 Heisenberg antiferromagnetic chain、广义自旋-3/2双线性-双二次-双三次海森堡链 generalized spin-3/2 bilinear-biquadratic-bicubic Heisenberg chain、二维海森堡磁体 two-dimensional Heisenberg magnet、自旋-1/2 笼目反铁磁体 spin-1/2 kagome antiferromagnet、自旋-1/2 三角晶格海森堡反铁磁体 spin-1/2 triangular-lattice Heisenberg antiferromagnet (TLHAF)、自旋-1三角晶格海森堡铁磁体 spin-1 triangular-lattice Heisenberg ferromagnet、准二维受抑自旋-1三角晶格海森堡反铁磁体 Quasi-two-dimensional frustrated spin-1 triangular lattice Heisenberg antiferromagnet、自旋1三角晶格双线性双二次海森堡模型 spin-1 triangular lattice bilinear-biquadratic Heisenberg model、自旋1方形晶格双线性双二次海森堡模型 spin-1 square lattice bilinear-biquadratic Heisenberg model、自旋1/2 双层方形晶格海森堡反铁磁体 spin-1/2 bilayer square lattice Heisenberg antiferromagnet、{\displaystyle S=1/2} 超笼目晶格海森堡反铁磁体 {\displaystyle S=1/2} hyperkagome-lattice Heisenberg antiferromagnet、自旋1蜂窝状晶格海森堡反铁磁体 spin-1 honeycomb-lattice Heisenberg antiferromagnet、自旋- 1/2易轴海森堡模型 spin- 1/2 easy-axis Heisenberg model、扩展自旋-3/2 基塔耶夫-海森堡模型 extended spin-3/2 Kitaev-Heisenberg model、自旋1/2交替海森堡链 spin-1/2 alternating Heisenberg chain({\displaystyle J>J'})、自旋1 反铁磁海森堡链 spin-1 antiferromagnetic Heisenberg chain({\displaystyle J'\rightarrow {-\infty },{J>0}})、二聚自旋-1/2 反铁磁海森堡链 dimerized spin-1/2 antiferromagnetic Heisenberg chain({\displaystyle J'\simeq {J>0}})、均匀自旋-1/2 反铁磁海森堡链 uniform spin-1/2 antiferromagnetic Heisenberg chain({\displaystyle J'={J>0}})
    - {\displaystyle XXZ} 海森堡链（{\displaystyle XXZ} Heisenberg chains），{\displaystyle XYZ} 海森堡链（{\displaystyle XYZ} Heisenberg chains）：一维自旋-1/2 {\displaystyle XXZ}海森堡链 one-dimensional spin-1/2 {\displaystyle XXZ} Heisenberg chains、一维自旋-1/2 {\displaystyle XXX}海森堡链 one-dimensional spin-1/2 {\displaystyle XXX} Heisenberg chains、一维自旋-1/2 {\displaystyle XYZ}海森堡链 one-dimensional spin-1/2 {\displaystyle XYZ} Heisenberg chains、受挫反铁磁自旋-1 {\displaystyle XXZ}海森堡链 frustrated antiferromagnetic spin-1 {\displaystyle XXZ} Heisenberg chain（{\displaystyle -4<{J_{1}}/{J_{2}}<0}，霍尔丹二聚体相 Haldane dimer phase、无间隙矢量手性相 gapless vector chiral phase、间隙偶数宇称二聚体 gapped even-parity dimer、间隙奈尔相 gapped Néel phases）、非紧{\displaystyle U_{q}({\mathfrak {sl}}_{2})} -不变量 {\displaystyle XXX_{-1/2}}自旋链 non-compact {\displaystyle U_{q}({\mathfrak {sl}}_{2})}-invariant {\displaystyle XXX_{-1/2}} spin-chain
    - {\displaystyle J_{1}}-{\displaystyle J_{2}}-{\displaystyle J_{3}} 海森堡链（{\displaystyle J_{1}}-{\displaystyle J_{2}}-{\displaystyle J_{3}} Heisenberg Chain）：在海森堡模型中加入次近邻交换相互作用 {\displaystyle J_{2}}，形成竞争性相互作用。自旋-1/2 {\displaystyle J_{1}}-{\displaystyle J_{1}}-{\displaystyle J_{2}} 反铁磁三聚体自旋链 spin-1/2 {\displaystyle J_{1}}-{\displaystyle J_{1}}-{\displaystyle J_{2}} antiferromagnetic trimer spin chains、一维自旋-1/2 {\displaystyle J_{1}}-{\displaystyle J_{2}}-{\displaystyle J_{3}} 海森堡铁磁链 one-dimensional spin-1/2 {\displaystyle J_{1}}-{\displaystyle J_{2}}-{\displaystyle J_{3}} Heisenberg ferromagnet chain、受抑铁磁{\displaystyle S=1/2}海森堡{\displaystyle J_{1}}-{\displaystyle J_{2}}链 frustrated ferromagnetic {\displaystyle S=1/2} Heisenberg {\displaystyle J_{1}}-{\displaystyle J_{2}} chain、二维 {\displaystyle J_{1}}-{\displaystyle J_{2}}-{\displaystyle J_{3}} 海森堡磁体 two-dimensional Heisenberg magnet、自旋1/2 方形晶格 {\displaystyle J_{1}}-{\displaystyle J_{2}} 海森堡反铁磁体 spin-1/2 square lattice {\displaystyle J_{1}}-{\displaystyle J_{2}} Heisenberg antiferromagnet、自旋1/2 方形晶格 {\displaystyle J_{1}}-{\displaystyle J_{2}} 海森堡铁磁体 spin-1/2 square lattice {\displaystyle J_{1}}-{\displaystyle J_{2}} Heisenberg ferromagnet、自旋1/2 蜂窝晶格 {\displaystyle J_{1}}-{\displaystyle J_{2}}-{\displaystyle J_{3}} 海森堡模型 spin-1/2 honeycomb lattice {\displaystyle J_{1}}-{\displaystyle J_{2}}-{\displaystyle J_{3}} Heisenberg model、受抑自旋-{\displaystyle s}蜂窝晶格 {\displaystyle J_{1}}-{\displaystyle J_{2}}-{\displaystyle J_{3}} 海森堡反铁磁体 frustrated spin-{\displaystyle s} honeycomb lattice {\displaystyle J_{1}}-{\displaystyle J_{2}}-{\displaystyle J_{3}} Heisenberg antiferromagnet（s = 1、3/2、2、5/2）、自旋-1/2 AA堆叠双层蜂窝晶格 {\displaystyle J_{1}}-{\displaystyle J_{2}}-{\displaystyle J_{3}}-{\displaystyle J_{1}^{\perp }} 海森堡反铁磁体 spin-1/2 AA-stacked bilayer honeycomb lattice {\displaystyle J_{1}}-{\displaystyle J_{2}}-{\displaystyle J_{3}}-{\displaystyle J_{1}^{\perp }} Heisenberg antiferromagnet、自旋1 三角晶格 {\displaystyle J_{1}}-{\displaystyle J_{3}} 海森堡模型 spin-1 triangular lattice {\displaystyle J_{1}}-{\displaystyle J_{3}} Heisenberg model、自旋1/2 笼目晶格 {\displaystyle J_{1}}-{\displaystyle J_{3}} 海森堡模型 spin-1/2 kagome lattice {\displaystyle J_{1}}-{\displaystyle J_{3}} Heisenberg model、自旋1/2 {\displaystyle J_{1}}-{\displaystyle {J'}_{1}}-{\displaystyle J_{2}}方晶格海森堡模型 spin-1/2 {\displaystyle J_{1}}-{\displaystyle {J'}_{1}}-{\displaystyle J_{2}} square lattice Heisenberg model、自旋1 {\displaystyle J_{1}}-{\displaystyle {J'}_{1}}-{\displaystyle J_{2}}方晶格海森堡模型 spin-1 {\displaystyle J_{1}}-{\displaystyle {J'}_{1}}-{\displaystyle J_{2}} square lattice Heisenberg model、{\displaystyle S=1/2}笼目晶格{\displaystyle J_{1}}-{\displaystyle J_{3}}海森堡模型 {\displaystyle S=1/2} kagome lattice {\displaystyle J_{1}}-{\displaystyle J_{3}} Heisenberg model
    - 加洛辛斯基-莫里亚海森堡链（DM Heisenberg Chain）：加入Dzyaloshinskii-Moriya相互作用（反对称项）的海森堡链，常见于非中心对称晶体。
    - 幻影螺旋态（phantom helix state）：幻影贝特态 phantom Bethe state，可积自旋模型的 Bethe ansatz 方程的具体解，可以携带宏观动量但没有能量。一种简单的海森堡量子磁体自旋模式，受热化影响较小，些在x-y平面上沿着链螺旋旋转并具有一定间距的自旋称为“幻影螺旋态”。

  - 自旋玻璃态（Spin glass）：是一种亚稳定状态的磁性材料，是材料所显示出来的高度的磁自旋阻挫，起因于结构本身的某种无序或由于磁性掺杂无序性所导致，这种磁性阻挫意味着不能保持单一的能量基态。不同自旋结构的长程有序态自旋固态(spin solid)、自旋玻璃态、自旋果冻态(spin jam)，借助不同内禀或外源参量调控，可以相互转化。二维{\displaystyle \pm J}伊辛自旋玻璃 two-dimensional {\displaystyle \pm J} Ising spin glass
- 经典自旋冰（Spin ice）：主要存在于烧绿石(pyrochlore) 晶格材料之中，这些材料中的稀有金属元素存在于共顶角(corner sharing)的四面体顶点上。由于四面体的顶点之间的磁性相互作用引入几何阻挫，故而系统在极低温度下自旋构型只需要在每个四面体内满足“两进两出”的泡令冰规则(Pauling ice rule)，这就造成了系统的基态具有指数形式的简并度，并且基态的熵密度是有限值。经典自旋冰中由于几何阻挫的存在，系统中的磁激发可以用磁单极子的形式来描述，磁单极子是分数化的激发，正负磁单极子之间由没有张力的狄拉克(Dirac)弦连接。多极自旋冰 multipolar spin ice
  - 人工自旋冰（Artificial spin ice）：利用微纳米加工技术构建的纳米尺度磁体阵列。通过精确设计和调控这些磁体之间的相互作用，可以在受控环境中重现自然界中复杂的磁性现象，如几何阻挫、磁单极子等。直接笼目型人工自旋冰 direct-kagome artificial-spin-ice、立方表面人工自旋冰 cube-surface artificial spin ice、沙克蒂几何人工自旋冰 Shakti geometry artificial spin ice
- 团簇莫特绝缘体（Cluster Mott Insulators），团簇自旋玻璃态（Cluster Spin glass），在经典自旋冰中加入量子自旋涨落，从理论上讲就可能出现量子自旋冰或者团簇莫特绝缘体。主要是指以团簇为电子绝缘单位的莫特绝缘体，电子在团簇内部仍然具有电荷巡游自由度，但同时由于不同格点之间的电荷库仑相互作用，电子在团簇内的运动在不同的团簇之间又具有微妙的关联。在量子自旋冰和团簇莫特绝缘体中除了有分数化的磁单级子的激发之外，还涌现出满足量子电动力学层展U(1)规范场理论所描述的低能“光子”，其中的拓扑元激发包含衍生光子和自旋子。衍生光子的物理性质类似于量子电动力学中的光子，而自旋子则类似于电荷。中国研究团队，运用量子蒙特卡洛蠕虫算法，使用“天河1号”超级计算机和其他计算平台，发现了1/4 和3/4 玻色子占据的两种玻色子团簇莫特绝缘体（Bosonic Cluster Mott Insulators），证实了1/4, 1/2和3/4 玻色子占据的团簇莫特绝缘体（其中1/2 玻色子占据的团簇莫特绝缘体就是量子自旋冰）是具有量子电动力学层展U(1) 规范场特性的奇异物质形态。
  - 量子自旋冰（Quantum spin ice）：三维的量子自旋液体，一般把1/2 晶格占据的玻色子团簇莫特绝缘体称作量子自旋冰。偶极-八极量子自旋冰 dipole-octupole quantum spin ice、呼吸量子自旋冰 breathing quantum spin ice
  - 量子无序磁基态（Quantum disordered magnetic ground state）：足够强的自旋轨道耦合可以使电子波函数重整化，并诱导各向异性交换相互作用，从而产生了固有的波动磁基态，进入一个不同的、高度无序的自旋状态，其动态自旋自相关函数反映了持续的波动。
- 量子自旋链（quantum spin chains）：霍尔丹链（Haldane chain），霍尔丹指出整数自旋链都是有能隙的，把这些有能隙的相叫做霍尔丹相。一种一维反铁磁海森堡自旋链模型。从对称保护的意义上来看，奇整数自旋霍尔丹相仍然是“非平凡”的，而偶整数自旋霍尔丹相是完全平凡的。连接奇整数自旋的霍尔丹相与平凡的直积态之间的所有绝热路径都破坏特定的对称性，比如自旋旋转对称性或者时间反演对称性。像奇整数自旋霍尔丹相这种非平凡的短程纠缠态被称为“对称保护拓扑态” (SPT)。自旋-1 霍尔丹链 spin-1 Haldane chain
- 量子自旋液体（Quantum spin liquid，QSL）：又称为液态自旋量子，由于强量子涨落导致自旋，即使在零温极限下也不形成磁有序。物质本身是固态晶体，磁矩表现得像液体，并且在温度低至绝对零度时也不会冻结或有序化，不会发生对称性自发破缺的量子态。液态自旋量子的单个粒子磁性取向始终处于变化之中，与真正液体中的分子运动类似。这种物质内部没有静态磁性取向。但粒子之间存在强烈的相互作用，由于量子效应，它们不会固定在某个地方。狄拉克量子自旋液体 Dirac Quantum Spin Liquid、手性自旋液体 chiral spin liquid (CSL)、手征类自旋液体态 Chiral Spin-Liquid-Like State、弗洛凯动力学手征旋转液体 Floquet dynamical chiral spin liquid、螺旋自旋液体 Spiral Spin Liquid、拓扑自旋液体 topological spin liquid、间隙自旋液体 Gap spin liquid、中间间带隙自旋液体 intermediate gapless spin liquid、二维 {\displaystyle Z_{2}} 自旋液体 two-dimensional {\displaystyle Z_{2}} spin liquid、二聚体自旋液体 dimer spin liquid、强相关量子自旋液体 strongly correlated quantum spin liquid (SCQSL)、涡旋自旋液体 vortex spin liquid
  - 价键固态（Valence bond solid，VBS）：安德森提出共振价键态(Resonant Valence Bonds，RVB)的拟设，用来作为阻挫量子磁性基态甚至作为高温超导的母体态。价键固态是保留自旋旋转对称性而破缺晶格对称性。AKLT模型（Affleck-Kennedy-Lieb-Tasaki 模型，一维自旋-1自旋链模型）的基态，具有短程纠缠，并且存在霍尔丹间隙。三角烯（三角形纳米石墨烯）自旋-1 链 Triangulene (triangular nanographene) Spin-1 Chain
  - 价键晶体态（valence bond crystal, VBC）：指强关联电子体系中，通过局域化电子间的共价键（如共振价键）形成长程有序的周期性排列，具有明确的晶体对称性和能带结构。其本质是量子涨落与电子关联共同作用下产生的有序量子态。
  - 价键玻璃态（valence bond glass, VBG）：由无序分布的局域化共价键构成的无序量子态，缺乏长程序但保留短程关联。其形成源于强关联与自旋阻挫的共同作用，导致体系无法形成长程有序的价键排列，表现出类似玻璃的非晶态特征。
  - 基塔耶夫量子自旋液体（Kitaev quantum spin liquid，QSL）：具有Kitaev相互作用。二维自旋-1/2 蜂窝晶格基塔耶夫量子自旋液体 spin-1/2 honeycomb lattice Kitaev quantum spin liquid
  - 姚-李量子自旋液体（Yao-Lee Quantum Spin Liquid）：基于 Yao-Lee 模型构造。
  - 复曲面代码型量子自旋液体（toric code-type quantum spin liquid）：原子阵列被放置在笼目晶格的连接上，在里德伯阻塞下的演化产生了没有局部有序的受抑量子态，通过使用提供拓扑序和量子关联的直接特征的拓扑串算子，检测到聚合复曲面代码类型的量子自旋液相。
  - 量子自旋轨道液体（Quantum spin orbital liquids，QSOLs）：是一类具有长程量子纠缠的量子物态。
- 偶极玻璃态（dipolar glassy state）：在一个基本上正规的晶格中偶极矩的取向仅有短程有序而无长程有序，局域偶极子无规分布，在Tm以下冻结的相互作用的偶极子形成尺寸为几个纳米的团簇（cluster），它们无规取向，如果在电场中冷却，这些团簇可以整齐排列，但随后并不能由电场重取向。
- 介电玻璃态（dielectric glassy state）：材料在低温下因结构无序或动力学阻滞导致的介电响应冻结态，表现为介电常数的弛豫行为和频率依赖性。
- 磁性玻璃态（magnetic glassy state）：磁性材料中自旋因竞争相互作用或无序而冻结在非平衡态。
- 量子马约拉纳金属（quantum Majorana metal）：中等磁场下π通量在基态成核并捕获马约拉纳零模。随着这些通量随着场的增加而增殖，马约拉纳零模重叠，产生了一个在零能量下具有费米表面的{\displaystyle \mathbb {Z} _{2}} 量子马约拉纳尔金属态（{\displaystyle \mathbb {Z} _{2}} quantum Majorana metallic state）。
- 量子自旋液晶（quantum spin liquid crystal）：铜氧化物的欠掺杂区存在空穴条纹相。从母体反铁磁态开始掺杂空穴，反铁磁畴被富空穴金属条纹相分割包围，出现赝能隙相。这类条纹相通常被认定是邻位姜-泰勒双极化子有序态 inter-site Jahn-Teller bipolarons Ordered state。有很多工作揭示这类条纹相并非满足严格对称要求的双极化子有序态，而是呈现量子自旋液晶相特征。有学者也认为空穴掺杂的锰氧化物(也就是CMR锰氧化物)中电荷条纹相也可能是类似的量子自旋液晶相，因为锰氧化物的姜-泰勒物理与铜氧化物有类似之处。
  - 量子自旋向列相（quantum spin nematic phase）：经典液晶的磁性类似物，表现出液体和固体的特征。价键自旋向列相 valence-bond spin nematic phase
- 量子液晶（quantum liquid crystal）：它们的分子表现和普通液晶一样，物质内的电子虽能自由移动，却更倾向于沿一定方向排列，即存在优先流动方向。
  - 二维量子液晶（two-dimensional quantum liquid crystal）：它们的分子表现和普通液晶一样，物质内的电子虽能自由移动，却更倾向于沿一定方向排列，即存在优先流动方向。虽然晶格中X轴与Y轴的指向和传统液晶分子并无不同，但整个平面上的电子会整体决定更倾向于其中的某个方向。用其制作高温超导体，能够在温度为负150摄氏度的情况下就实现无电阻，比传统超导体运行的温度更高。
    - 伊辛型电子量子液晶（Ising-type electronic quantum liquid crystal）：强相关电子系统一种具有破碎旋转对称性的电子向列性，在这种伊辛型向列态中，向列指向矢通常指向下层晶体的某些方向。
    - XY型电子量子液晶态（XY type electronic quantum liquid crystal）：在重空穴掺杂的铁磷化合物系统中，指向矢从Fe-Fe方向旋转了45°，存在一个掺杂范围，其中向列指向矢可以指向Fe平面中的任何位置。

  - 三维量子液晶（three-dimensional quantum liquid crystal）：晶格中X、Y、Z轴方向的电子分布不同，在特定方向轴上，向前或向后的流动磁性也有所不同。三维量子液晶的电子具有完全不同的磁性，即能够沿一个给定轴方向流动。这意味着提供了使材料变为磁铁的方式，或者能够改变磁铁的磁性强度和方向。三维量子液晶内部能通过的电流方向之间，磁场强度和方向皆不同，打破了晶格的对称性。
- 量子流体（quantum fluid）：光滑非均匀量子流体 smoothly inhomogeneous quantum fluid、近轴量子流体 paraxial quantum fluid
- 液态自旋量子（Herbertsmithite）：氯羟锌铜石一种极其罕见的矿物晶体，该矿物具有一种磁态液态自旋量子。这个矿物是英国矿物学家赫伯特·史密斯(Herbert Smith)在智利发现的。液态自旋量子是一种晶体，但它的磁态却呈液态。与其他两种磁性不同，液态自旋量子的单个粒子磁性取向始终处于变化之中，与真正液体中的分子运动类似。这种物质内部没有静态磁性取向。但粒子之间存在强烈的相互作用，由于量子效应，它们不会固定在某个地方。{\displaystyle S=1/2} 笼目反铁磁液态自旋量子 {\displaystyle S=1/2} Kagome Antiferromagnet Herbertsmithite
- 量子融雪态（Quantum Slush State）：上海交通大学蔡子课题组利用随机级数展开(SSE)量子蒙特卡洛方法，研究了一个正方格子上具有上述里德堡反阻塞动力学约束的最简化量子多体模型，发现这一简单模型可能展现出非平庸的基态。这一量子态的典型构型中自发涌现出树状分形结构（其维度约为1.8），且其关联函数呈幂指数衰减，意味着该二维系统基态具有准长程序。更为重要的是，在这一量子态中，系统的格点根据其动力行为的不同自发分成两类，位于“量子树”末端的格点感受到强烈的量子涨落，其自关联函数迅速衰减（液体），而对于位于“量子数”树干上的格点，量子涨落几乎被冻结，展现出玻璃动力学行为（固体），这一量子态类似经典系统中的碎冰和水的混合物。
- 量子极性金属（Quantum polar metal）：首次由安德森（Anderson）和布朗特（Blount）在1965年于理论上预测，局域的离子和电子结构共同沿着相同方向偏离了它们的对称位置。这种“空间反演对称性”自发性破缺的长程“铁电序”通常存在于绝缘体内。但在极性金属中，即使系统整体的电偶矩被可以自由移动的载流子完全地屏蔽，铁电序仍然可以发生。难以理解的输运性质包括：载流子有效质量是实际引入系统的电子的数百倍，并有着低于预期的迁移率和非常低的散射率，极性金属的介电函数不寻常的在亚太赫兹（sub-THz）频段表现出强烈的响应。
- 量子电偶极液体（Quantum electric-dipole liquid）：在同时具有几何阻挫和强烈量子涨落的电介质中存在。
- 量子顺电态（quantum para-electric state）：在低温下本应发生铁电相变，但被量子涨落抑制而保持顺电相的特殊电介质态，其介电常数在低温时遵循类似居里-外斯定律的行为，但始终无法形成长程铁电有序。
- 量子顺磁态（quantum para-magnet state）：在零温下因量子涨落抑制磁有序形成的无长程磁序，且不破缺晶格对称性的量子多体态，其本质是一种由强阻挫和量子纠缠主导的高度无序态。
- 弦状网液态（String-net liquid）：原子的这种状况是不稳定的排列，像液体一样，但仍有固定的总体格局，像一个固体。在正常的固體狀態下，物質中的原子應以網狀排列，因此對於任何一粒電子，它相鄰的電子的自旋方向應與它自身相反。但在弦狀網液態下，原子會以某種形式排列從而令到部分相鄰電子的自旋方向與它的方向相同。

## 拓扑物态
- 量子霍尔态（Quantum Hall state）/量子霍尔效应（Quantum Hall effect）：量子拓扑霍尔态 Quantum Topological Hall state，二维电子气体在垂直的磁场中，能谱分立为高度简并的朗道能级，在强场低温条件下，能级间距远大于热涨落能，观察到横向电导率随着磁场的增大出现一系列霍尔平台。这些霍尔平台对应整数量子化电导，称为整数量子霍尔态（integer Quantum Hall state）/整数量子霍尔效应（integer Quantum Hall effect，IQHE）（非强关联体系）。二維電子氣出现的霍爾傳導率在分數值時會出現準確量子化的平台區。它是一種集體態的特性，在這種集體態裡，電子把磁通量線束縛在一起，形成新的準粒子、有着分數化基本電荷的新激發態，並且有可能出現分數統計，称为分數量子霍尔态（Fractional quantum Hall state）/分數量子霍爾效應（Fractional quantum Hall effect，FQHE）（强关联体系）。二维狄拉克电子会导致宇称异常，宇称（空间反演）对称性和时间反演对称性在规范场对称下不被保留，具体表现就是其霍尔电导率取量子化霍尔电导率值{\displaystyle e^{2}/h}的一半，称为半整数量子霍尔态（half-integer Quantum Hall state）/半整数量子霍尔效应（half-integer Quantum Hall effect，IQHE）（半量子化霍尔态 half-quantized Hall state）。费米子量子霍尔态 fermionic quantum Hall state、玻色子整数量子霍尔态 Bosonic integer quantum Hall state、偶数量子霍尔效应 Even-integer quantum Hall state、奇数量子霍尔效应 odd-integer quantum Hall state、奇数填充因子整数量子霍尔效应 odd-filling factor ({\displaystyle \nu }) integer quantum Hall state（Rashba自旋轨道耦合）、偶数填充因子整数量子霍尔效应 even-filling factor ({\displaystyle \nu }) integer quantum Hall state（调控Rashba分裂能量至高填充因子 (ν) 极限）、偶分母分数量子霍尔态 even-denominator fractional quantum Hall state、奇分母分数量子霍尔态 odd-denominator fractional quantum Hall state、非阿贝尔分数量子霍尔态 Non-Abelian Fractional Quantum Hall State、表面半整数量子霍尔态 Surface half-integer quantum Hall state、体半整数量子霍尔态 Bulk half-integer quantum Hall state、电子量子霍尔态 electronic quantum Hall state
- 光子量子霍尔态 Photon Quantum Hall State、光子分数量子霍尔态 Photon Fractional Quantum Hall State、声子量子霍尔态 Phonon Quantum Hall State、声子分数量子霍尔态 Phonon Fractional Quantum Hall State、磁子量子霍尔态 Magnon Quantum Hall State、磁子分数量子霍尔态 Magnon Fractional Quantum Hall State、斯格明子量子霍尔态 Skyrmion Quantum Hall State、斯格明子分数量子霍尔态 Skyrmion Fractional Quantum Hall State、交错磁性斯格明子量子霍尔态 Altermagnet Skyrmion Quantum Hall State
- 量子非互易霍尔态 Quantum non-reciprocal Hall state、量子线性霍尔态 Quantum linear Hall state、量子非线性霍尔态 Quantum Nonlinear Hall state、量子非线性谷霍尔态 Quantum Nonlinear Valley Hall state、量子非线性光霍尔态 Quantum Nonlinear Optical Hall state、量子非线性声霍尔态 Quantum Nonlinear Acoustic Hall state、量子度量非线性霍尔态 Quantum metric nonlinear Hall state、量子二阶非线性霍尔态 Quantum Second-order nonlinear Hall State、量子三阶非线性霍尔态 Quantum Third-order nonlinear Hall Stat、量子线性平面霍尔态 Quantum linear planar Hall state、量子非线性平面霍尔态 Quantum nonlinear planar Hall state
  - 非互易霍尔效应 non-reciprocal Hall effect、横向非互易霍尔效应 transverse non-reciprocal Hall effect、线性霍尔效应 linear Hall effect、非线性霍尔效应 nonlinear Hall effect、内禀非线性霍尔效应 Intrinsic Nonlinear Hall Effect、时间反转均匀线性电荷霍尔效应 time-reversal even linear charge Hall effect、磁非线性霍尔效应 magneto-nonlinear Hall effect、电非线性霍尔效应 electrical nonlinear Hall effect、巨非线性霍尔效应 Giant nonlinear Hall effect、自旋轨道分裂驱动非线性霍尔效应 Spin-orbit-splitting-driven nonlinear Hall effect、线性动态霍尔效应 nonlinear dynamical Hall effect、无序诱导非线性霍尔效应 Disorder-induced nonlinear Hall effect、平面霍尔效应 linear planar Hall effect、本征平面霍尔效应 Intrinsic Planar Hall Effect、非传统平面霍尔效应 Unconventional planar Hall effect、π/2周期平面霍尔效应 π/2-Periodic Planar Hall Effect、线性平面霍尔效应 linear planar Hall effect、非线性平面霍尔效应 nonlinear planar Hall effect
- 量子霍尔绝缘体（quantum Hall insulator）：整数量子拓扑绝缘体 integer quantum Topological insulator、半整数量子拓扑绝缘体 half-integer quantum Topological insulator、分数量子拓扑绝缘体 fractional quantum Topological insulator
- 量子反常霍尔态（Quantum anomalous Hall state）/量子反常霍尔效应（Quantum anomalous Hall effect）：量子拓扑反常霍尔态 Quantum topological anomalous Hall state，量子反常霍尔效应不依赖于强磁场而是由材料本身的自发磁化产生，在零磁场中就可以实现量子霍尔态。整数量子反常霍尔态（integer Quantum anomalous Hall state）/整数量子反常霍尔效应（integer Quantum anomalous Hall effect）、分数量子反常霍尔态（fractional Quantum anomalous Hall state）/分数量子反常霍尔效应（fractional Quantum anomalous Hall effect）、半整数量子反常霍尔态（half-integer Quantum anomalous Hall state）/半整数量子反常霍尔效应（half-integer Quantum anomalous Hall effect）。
- 扩展量子反常霍尔态 extended quantum anomalous Hall state、扩展整数量子反常霍尔态 Extended Integer Quantum Anomalous Hall state、面内量子反常霍尔态 in-plane Quantum anomalous Hall state、非线性量子反常霍尔态 Nonlinear Quantum anomalous Hall state、轨道磁非线性量子反常霍尔态 Orbital magneto-nonlinear Quantum anomalous Hall state
- 量子反常霍尔绝缘体（Quantum Anomalous Hall Insulator）（陈绝缘体，二维磁性拓扑绝缘体）：半量子反常霍尔绝缘体 half quantum anomalous Hall insulator、半整数量子反常霍尔绝缘体 half-integer quantum anomalous Hall insulator、分数量子反常霍尔绝缘体 fractional quantum anomalous Hall insulator（分数量子反常霍尔态液体 FQAH liquid，分数陈绝缘体）、本征量子反常霍尔绝缘体 intrinsic quantum anomalous Hall insulator（本征二维非狄拉克拓扑绝缘体 intrinsic two-dimensional non-Dirac topological insulator，）、量子化反常霍尔绝缘体 quantized anomalous Hall insulator、本征量子化反常霍尔绝缘体 Intrinsic quantized anomalous Hall insulator、高陈数反常量子霍尔绝缘体 high-Chern-number Quantum Anomalous Hall Insulator({\displaystyle C>1,C=2})、圆偏振光可调陈数量子反常霍尔绝缘体 circularly polarized light Tunable Chern number quantum anomalous Hall insulator({\displaystyle C=1,3,4})、栅极可切换莫尔量子反常霍尔绝缘体 gate-switchable moiré quantum anomalous Hall insulator({\displaystyle C={\pm }2})、平面外磁化方向高陈数量子反常霍尔绝缘体 out-of-plane magnetization direction high Chern number quantum anomalous Hall insulator({\displaystyle C={\pm }3})、自旋轨道耦合高陈数量子反常霍尔绝缘体 spin-orbit coupling high Chern number quantum anomalous Hall insulator({\displaystyle |C|=3})、{\displaystyle {\mathcal {C}}_{2}}对称自旋旋转量子反常霍尔绝缘体 {\displaystyle {\mathcal {C}}_{2}}-symmetry spin rotation quantum anomalous Hall insulator({\displaystyle C={\pm }4})、大量子反常霍尔绝缘体 Large quantum anomalous Hall insulator({\displaystyle C={\pm }5})、铁磁量子反常霍尔绝缘体 ferromagnetic quantum anomalous Hall insulator、反铁磁量子反常霍尔绝缘体 Antiferromagnetic quantum anomalous Hall insulator、铁电反铁磁量子反常霍尔绝缘体 Ferroelectric antiferromagnetic quantum anomalous Hall insulator（High Chern Numbers）、反铁磁体弗洛凯量子反常霍尔绝缘体 Antiferromagnet Floquet Quantum Anomalous Hall insulator（High Chern Numbers）、奇数层未补偿层间反铁磁体量子反常霍尔态 odd layers uncompensated interlayer antiferromagnet Quantum Anomalous Hall State、偶数层补偿层间反铁磁体量子自旋霍尔态 even layers compensated interlayer antiferromagnet quantum spin Hall state、一阶双曲量子反常霍尔绝缘体 first-order hyperbolic Quantum Anomalous Hall Insulator、本征二阶量子反常霍尔绝缘体 Intrinsic Second-Order Quantum Anomalous Hall Insulator、自发量子反常霍尔绝缘体 spontaneous quantum anomalous Hall insulator（自发形成环路电流破坏时间反演的陈绝缘体）、对称性断裂自发量子反常霍尔绝缘体 recently-reported broken-symmetry spontaneous quantum anomalous Hall insulator、自发平面内量子反常霍尔绝缘体 Spontaneous in-plane quantum anomalous Hall insulator
- 量子自旋霍尔态（Quantum spin Hall state）/量子自旋霍爾效應（Quantum spin Hall effect）：拓扑量子自旋霍尔效应 topological quantum spin Hall effect，在没有外加磁场条件下即使是在非磁性材料中，也存在类似的霍尔效应，自旋向上和自旋向下的电子分别向两边运动从而分离开来．与电荷相关的霍尔效应不同，这种霍尔效应与电子的自旋密切相关。整数量子自旋霍尔态（Integer Quantum spin Hall state）/整数量子自旋霍爾效應（Integer Quantum spin Hall effect）、半整数量子自旋霍尔态（Half-Integer Quantum spin Hall state）/半整数量子自旋霍爾效應（Half-Integer Quantum spin Hall effect）、分数量子自旋霍尔态（Fractional Quantum spin Hall state）/分数量子自旋霍爾效應（Fractional Quantum spin Hall effect）。半整数分数量子自旋霍尔态（Half-Integer Fractional Quantum Spin Hall state），可以被视为自旋向上和自旋向下半整数分数量子霍尔态（spin-up and spin-down half-integer fractional quantum Hall state）的对称组合，它们具有时间反转不变性，并保留了自旋的z分量，基于Pfaffian、反Pfaffian，PH Pfaffian、221 分数量子霍尔态以及一般 Abelian 分数量子霍尔态的非Abelian分数量子霍尔态。高阶量子自旋霍尔效应 Higher-order quantum spin Hall effect
- 量子赝自旋霍尔态（Pseudospin Hall state）/量子赝自旋霍尔效应（Pseudospin Hall effect）
  - 赝自旋霍尔效应 Pseudospin Hall effect：对于整数N，无论偶数或奇数，都存在赝自旋N/2的拓扑费米子，并受到系统中空间群对称性的保护。由于拓扑电荷发出的Berry曲率，当施加有效力时，费米子会发生横向位移。通过半经典运动方程，可以发现横向位移取决于赝自旋的分量，符号取决于手性。这种偏移也可以被解释为总角动量守恒的结果。这种现象称为拓扑费米子的赝自旋霍尔效应。它也存在于具有赝自旋N/2的玻色子系统中。
- 声量子自旋霍尔态 sonic Quantum spin Hall state、光量子自旋霍尔态 light Quantum spin Hall state、磁量子自旋霍尔态 magnetic Quantum spin Hall state、光量子赝自旋霍尔态 light Quantum Pseudospin Hall state、声量子赝自旋霍尔态 sonic Quantum Pseudospin Hall state
  - 自旋霍尔效应 spin Hall effect、逆自旋霍尔效应 Inverse spin Hall effect、塞曼自旋霍尔效应 Zeeman spin Hall effect、拉什巴自旋劈裂对逆自旋霍尔效应 Rashba spin-splitting inverse spin Hall effect、利夫希兹自旋劈裂对逆自旋霍尔效应 Lifshitz spin-splitting inverse spin Hall effect、磁自旋霍尔效应 magnetic spin Hall effect、逆磁自旋霍尔效应 Inverse magnetic spin Hall effect、界面磁自旋霍尔效应 Interfacial magnetic spin Hall effect、光自旋霍尔效应 light spin Hall effect、声自旋霍尔效应 sonic spin Hall effect、光赝自旋霍尔效应 light Pseudospin Hall effect、声赝自旋霍尔效应 sonic Pseudospin Hall effect、广义自旋霍尔效应 generalized spin Hall effect
- 量子自旋霍尔绝缘体（quantum spin Hall insulator）（二维拓扑绝缘体， Z2 拓扑绝缘体）：I型量子自旋霍尔绝缘体 =Type-I quantum spin Hall insulator（具有由时间反转对称性保护的螺旋边缘状态）、II型量子自旋霍尔绝缘体 =Type-II quantum spin Hall insulator（其自旋极化边缘态位于相反自旋空间中的不同k点，没有对称性保护）、三维量子自旋霍尔绝缘体 Three-dimensional quantum spin Hall insulator、半量子自旋霍尔绝缘体 half quantum spin Hall insulator、半整数分数量子自旋霍尔绝缘体 Half-Integer Fractional Quantum Spin Hall Insulator、分数量子自旋霍尔绝缘体 Fractional Quantum Spin Hall Insulator
  - 近量子化自旋霍尔绝缘体 near-quantized spin Hall insulator、近双量子化自旋霍尔绝缘体 near-double-quantized spin Hall insulator、双量子自旋霍尔绝缘体 Dual quantum spin Hall insulator（两个QSH状态组成）、单量子自旋霍尔绝缘体 single quantum spin Hall insulator、双量子自旋霍尔绝缘体 double quantum spin Hall insulator、三量子自旋霍尔绝缘体 triple quantum spin Hall insulator、磁化量子自旋霍尔绝缘体 magnetized quantum spin Hall insulator、邻近磁化量子自旋霍尔绝缘体 Proximity-magnetized quantum spin Hall insulator、偶极量子自旋霍尔绝缘体 dipolar quantum spin Hall insulator、大间隙量子自旋霍尔绝缘体 Large-Gap Quantum Spin Hall Insulator、大间隙二维量子自旋霍尔绝缘体 large-gap two-dimensional quantum spin Hall insulator（原子薄拓扑绝缘体 atomically thin topological insulator）、巨间隙量子自旋霍尔绝缘体 Giant gap quantum spin Hall insulator、按需量子自旋霍尔绝缘体 On-demand quantum spin Hall insulator、磁性弗洛凯量子自旋霍尔绝缘体 Magnonic Floquet Quantum Spin Hall Insulator、铁磁量子自旋霍尔绝缘体 ferromagnetic quantum spin Hall insulator、反铁磁量子自旋霍尔绝缘体 Antiferromagnetic quantum spin Hall insulator（堆垛2D半量子反常霍尔绝缘体 2D half quantum anomalous Hall insulator，高自旋陈数，高偶数自旋陈数）、铁电量子自旋霍尔绝缘体 Ferroelectric quantum spin Hall insulator、本征铁电量子自旋霍尔绝缘体 intrinsic Ferroelectric Quantum Spin Hall Insulator、标准时间反转不变量子自旋霍尔绝缘体 standard time-reversal invariant quantum spin Hall insulator、时间反转对称破缺量子自旋霍尔绝缘体 time-reversal-symmetry-broken quantum spin Hall insulator、电荷共轭-时间反转不变量量子自旋霍尔绝缘体 CT-invariant quantum spin Hall effect insulator
- 光学量子自旋霍尔绝缘体 Optical quantum spin Hall insulator、光子量子自旋霍尔绝缘体 Photonic quantum spin Hall insulator、声学量子自旋霍尔绝缘体 acoustic quantum spin Hall insulator、声子量子自旋霍尔绝缘体 Phononic quantum spin Hall insulator、磁子量子自旋霍尔绝缘体 Magnon quantum spin Hall insulator、斯格明子量子自旋霍尔绝缘体 Skyrmion Quantum spin Hall insulator、极化激元量子自旋霍尔效应 Polariton Quantum spin Hall insulator、反射光子量子自旋霍尔效应 Reflected Photonic Quantum Spin Hall insulator、双曲光子量子自旋霍尔绝缘体 hyperbolic Photonic quantum spin Hall insulator、弯曲双曲光子量子自旋霍尔绝缘体 curved hyperbolic Photonic quantum spin Hall insulator、垂直双曲光学量子自旋霍尔绝缘体 Vertical Hyperbolic Optical quantum spin Hall insulator、光学隐对称保护量子赝自旋霍尔绝缘体 optical Hidden-symmetry-protected quantum pseudo–spin Hall insulator、理想声学量子自旋霍尔绝缘体 Ideal acoustic quantum spin Hall insulator、非线性二次谐波光子自旋霍尔效应绝缘体 Nonlinear second-harmonic Photons Spin Hall Effect insulator、非线性拓扑磁振子量子自旋霍尔绝缘体 Nonlinear Topological Magnon quantum Spin Hall insulator（玻色子）、广义表面极化激元量子自旋霍尔绝缘体 Generalized Surface Polaritons quantum spin Hall insulator、声学合成量子赝自旋霍尔绝缘体 acoustic Synthetic quantum Pseudo-Spin-Hall insulator
- 量子自旋霍尔半金属（Quantum Spin Hall Semimetal）：拓扑保护{\displaystyle \mathbb {Z} _{2}}费米液体 topologically protected {\displaystyle \mathbb {Z} _{2}} Fermi liquids，光拓扑量子自旋霍尔半金属 Light Topological Quantum Spin Hall Semimetal
- 量子谷霍尔态（Quantum Valley Hall State）/量子谷霍尔效应（Quantum Valley Hall Effect）、量子亚谷霍尔态（Quantum subvalley Hall State）/量子亚谷霍尔效应（Quantum subvalley Hall effect）、量子层霍尔态（Quantum Layer Hall State）/量子层霍尔效应（Quantum Layer Hall Effect）。拓扑量子谷霍尔态 topological quantum valley Hall state、拓扑量子亚谷霍尔态 topological quantum subvalley Hall state、拓扑层霍尔态 topological Layer Hall state、零贝里曲率量子谷霍尔态 zero Berry curvature Quantum Valley Hall state（非厄米态）
  - 谷霍尔效应 valley Hall effect、逆谷霍尔效应 Inverse valley Hall effect、晶体谷霍尔效应 Crystal valley Hall effect、谷层霍尔效应 Valley–Layer Hall Effect、层谷霍尔效应 Layer-Valley Hall Effect、层锁多谷霍尔效应 Layer-Locked Multiple Valley Hall effect、层霍尔效应 Layer Hall Effect、逆层霍尔效应 Inverse Layer Hall Effect、可调式巨谷选择性霍尔效应 Tunable and giant valley-selective Hall effect、伊辛-拉什巴自旋轨道耦合谷霍尔效应 Ising-Rashba Spin-orbit coupling valley Hall effect、拉什巴-崔瑟豪斯自旋轨道耦合谷霍尔效应 Rashba-Dresselhaus spin-orbit coupling valley Hall effect、电子谷霍尔效应 electrons valley Hall effect、激子谷霍尔效应 excitons valley Hall effect、光学谷霍尔效应 Optical valley Hall effect、光学电子谷霍尔效应 Optical electrons valley Hall effect、光学激子谷霍尔效应 Optical excitons valley Hall effect、声学谷霍尔效应 Acoustic Valley-Hall effect、等离子体谷霍尔效应 plasmonic valley-Hall effect、光子谷霍尔效应 photonic Valley-Hall effect、声子谷霍尔效应 phononic Valley-Hall effect、
  - 非线性谷霍尔效应 Nonlinear Valley Hall Effect、非线性声谷霍尔效应 nonlinear acoustic valley Hall effect、非线性光谷霍尔效应 nonlinear Optical valley Hall effect
- 声学量子谷霍尔态 Acoustic quantum valley-Hall state、光学量子谷霍尔态 Optical quantum valley-Hall state、光子量子谷霍尔态 photonic quantum valley-Hall state、声子量子谷霍尔态 phononic quantum valley-Hall state、等离子体量子谷霍尔态 plasmonic quantum valley-Hall state
- 谷霍尔拓扑绝缘体（Valley-Hall Topological insulator）、亚谷霍尔拓扑绝缘体（SubValley-Hall Topological insulator）、层霍尔拓扑绝缘体（Layer Hall Topological insulator）：声谷霍尔拓扑绝缘体 sonic valley Hall Topological insulator、光谷霍尔拓扑绝缘体 light valley Hall Topological insulator、声学谷霍尔拓扑绝缘体 Acoustic Valley-Hall Topological insulator、光学谷霍尔拓扑绝缘体 Optical Valley-Hall Topological insulator、光子谷霍尔拓扑绝缘体 photonic Valley-Hall topological insulator、声子谷霍尔拓扑绝缘体 phononic Valley-Hall topological insulator、等离子体谷霍尔拓扑绝缘体 plasmonic valley-Hall topological insulator、混合等离子体谷霍尔拓扑绝缘体 Hybrid plasmonic valley-Hall topological insulator
- 量子反常谷霍尔态（Quantum Anomalous valley Hall state）/量子反常谷霍尔效应（Quantum Anomalous valley Hall Effect）、量子反常层霍尔态（Quantum Anomalous Layer Hall state）/量子反常层霍尔效应（Quantum Anomalous Layer Hall Effect）：层堆叠量子反常霍尔效应 layer-stacking quantum anomalous Hall effect
  - 反常谷霍尔效应 Anomalous valley Hall Effect、反常逆谷霍尔效应 Anomalous inverse valley Hall Effect、反常双谷霍尔效应 Anomalous dual valley Hall effect、非平衡反常谷霍尔效应 Non-Equilibrium Anomalous Valley Hall Effect、层锁定反常谷霍尔效应 Layer-locked anomalous valley Hall effect、自旋-层锁定反常谷霍尔效应 spin-layer locked anomalous valley Hall effect、反常层霍尔效应 Anomalous Layer Hall Effect、反常逆层霍尔效应 anomalous inverse Layer Hall effect、
- 谷极化量子反常霍尔绝缘体（Valley-polarized quantum anomalous Hall insulator）（谷极化拓扑绝缘体 valley polarized topological insulator）、谷极化量子反常霍尔半导体 valley-polarized quantum anomalous Hall semiconductor、本征谷极化量子反常霍尔绝缘体 Intrinsic valley-polarized quantum anomalous Hall insulator、弗洛凯谷极化量子反常霍尔绝缘体 Floquet Valley-Polarized Quantum Anomalous Hall insulator、单谷自旋极化量子反常霍尔绝缘体 single-valley spin-polarized quantum anomalous Hall insulator、自旋非极化量子反常霍尔绝缘体 spin-unpolarized quantum anomalous Hall insulator、谷非极化量子反常霍尔绝缘体 valley-unpolarized quantum anomalous Hall insulator、自旋谷极化量子反常霍尔绝缘体 Spin-valley polarized quantum anomalous Hall insulator（其中一个自旋的子系统是谷霍尔拓扑绝缘体，另一个自旋是量子反常霍尔绝缘体）、量子自旋量子反常霍尔绝缘体 Quantum Spin-Quantum Anomalous Hall Insulator（量子反常霍尔效应发生在一个谷，量子自旋霍尔效应出现在另一个谷）、谷相干量子反常霍尔绝缘体 Valley-Coherent Quantum Anomalous Hall Insulator、层极化量子反常霍尔绝缘体 layer-polarized quantum anomalous Hall Insulator、自旋-谷-层极化量子反常霍尔绝缘体 spin-valley-layer polarized quantum anomalous Hall Insulator
- 破缺对称量子霍尔态（Broken-Symmetry Quantum Hall state）：谷、自旋和层极化的相对强度相互作用导致的破缺对称态及其跃迁，能隙表现出电子-空穴不对称行为，在偶数和奇数填充因子态之间，它们对诱导位移场的依赖性是相反的。具有破缺谷和层自旋对称性的量子霍尔态通过层间隧穿进行杂化，并且由于层间电荷不平衡，量子霍尔态的层次对磁场和位移场都很敏感。
  - 向列拓扑绝缘体（Nematic topological insulator）（{\displaystyle {\mathcal {C}}_{2}{\mathcal {T}}}对称性破缺绝缘体 {\displaystyle {\mathcal {C}}_{2}{\mathcal {T}}} symmetry breaking insulator，拓扑味极化绝缘体 topological flavor-polarized Insulator）：拓扑自旋极化绝缘体 topological spin polarized Insulator、拓扑谷极化绝缘体 topological valley polarized Insulator、拓扑子晶格极化绝缘体 topological sublattice polarized Insulator、拓扑层极化绝缘体 topological layer polarized Insulator、破缺{\displaystyle {\mathcal {C}}_{4}}对称性格点向列序型绝缘体 break {\displaystyle {\mathcal {C}}_{4}} symmetric site-nematic order insulator
  - 向列拓扑半金属（Nematic topological semimetal）（旋转{\displaystyle {\mathcal {C}}_{3}}对称性破缺 {\displaystyle {\mathcal {C}}_{2}}-对称保护半金属 rotation {\displaystyle {\mathcal {C}}_{3}} symmetry breaking {\displaystyle {\mathcal {C}}_{2}}-symmetric preserving semimetal）、无间隙向列半金属 gapless nematic semimetal
  - 自旋极化量子霍尔态 spin-polarized quantum Hall state（自旋极化量子霍尔液体 Spin-polarized quantum Hall liquid）、赝自旋极化量子霍尔态 Pseudospin-polarized quantum Hall state（赝自旋极化量子霍尔液体 pseudospin-polarized quantum Hall liquid）、子晶格赝自旋极化霍尔态 sublattice pseudospin polarization Hall state、谷极化量子霍尔态 Valley polarized quantum Hall state、层极化量子霍尔态 layer-polarized quantum Hall state、部分极化量子霍尔态 partially polarized quantum Hall state
- 量子谷自旋霍尔绝缘体 quantum Valley spin Hall insulator、量子层自旋霍尔绝缘体 quantum layer spin Hall insulator、量子谷层自旋霍尔绝缘体 quantum Valley layer-Spin Hall insulator
- 量子自旋谷霍尔绝缘体（quantum spin-valley Hall insulator）：拓扑自旋谷霍尔态 topological spin-valley Hall state，光学可重构量子自旋谷霍尔绝缘体 Optically reconfigurable quantum spin-valley Hall insulator
- 量子轨道霍尔态（Quantum Orbital Hall State）/量子轨道霍尔效应（Quantum Orbital Hall Effect）：拓扑轨道霍尔态 topological orbital Hall state
  - 轨道霍尔效应 orbital Hall effect（产生横向于外电场的电子轨道角动量流）、逆轨道霍尔效应 Inverse orbital Hall effect、巨轨道霍尔效应 Giant orbital Hall effect、本征磁子轨道霍尔效应 Intrinsic Magnon Orbital Hall Effect、巨磁振子轨道霍尔效应 Giant magnon orbital Hall effect、磁子介导电荷自旋轨道霍尔效应 Magnon Mediated Charge-Spin-Orbital Hall effect
- 量子自旋轨道霍尔态（Quantum spin-orbit Hall State）/量子自旋轨道霍尔效应（Quantum spin-orbit Hall effect）
  - 自旋轨道霍尔效应 spin-orbit Hall effect、声学几何自旋轨道霍尔效应 acoustic geometric spin orbital Hall effect、光学自旋轨道霍尔效应 optical spin-orbit Hall effect、自旋轨道光学霍尔效应 Spin-Orbit Optical Hall Effect、多重光学自旋轨道霍尔效应 Multiple optical spin-orbit Hall effect
- 量子轨道角动量霍尔态（Quantum orbital angular momentum Hall State）/量子轨道角动量霍尔效应（Quantum orbital angular momentum Hall effect）
  - 轨道角动量霍尔效应 orbital angular momentum Hall effect、声学轨道角动量霍尔效应 Acoustic orbital angular momentum Hall effect、光学轨道角动量霍尔效应 Optics orbital angular momentum Hall effect
- 量子反常轨道霍尔态（Quantum Anomalous orbital Hall state）/量子反常轨道霍尔效应（Quantum Anomalous orbital Hall Effect）
  - 反常轨道霍尔效应 Anomalous orbital Hall Effect、反常逆轨道霍尔效应 anomalous inverse orbital Hall effect
- 轨道霍尔拓扑绝缘体（orbital Hall Topological insulator）
- 量子宇称霍尔态（Quantum parity Hall state）/量子宇称霍尔效应（Quantum parity Hall effect）：在系统的镜像反射对称下，边界通道由偶数或奇数宇称区分。
- 光致扭角电子霍尔态（Opto-twistronic Hall state）/光致扭角电子霍尔效应（Opto-twistronic Hall effect）
- 双极量子霍尔相（bipolar quantum Hall phase）：同一量子阱中不同谷处空穴和电子手性边缘态的共存。
- 拓扑热霍尔态（Topological thermal Hall state）/拓扑热霍尔效应（Topological thermal Hall effect）：热霍尔效应可以起源于磁振子（磁振子霍尔效应 magnon Hall effect），斯格明子（斯格明子霍尔效应 Skyrmion Hall Effect）、光子（光子霍尔效应 photo Hall effect）、声子（声子霍尔效应 Phonon Hall effect），或它们的组合（磁振子-极化子霍尔效应 magnon-Polaron Hall effect）。大热霍尔效应 Large Thermal Hall Effect、声子热霍尔效应 Phonon thermal Hall effect、磁子热霍尔效应 magnon thermal Hall effect、磁振子拓扑热霍尔效应 magnons topological thermal Hall effect、量子化磁热霍尔效应 quantized magnetic thermal Hall effect、拓扑磁子霍尔效应 Topological Magnon Hall effect（非共线磁结构(如斯格明子) 可以产生虚拟磁场, 会导致磁子热霍尔效应 magnon thermal Hall effect，这种霍尔效应完全由磁结构的局域非零拓扑荷密度导致）、拓扑蜂窝磁振子霍尔效应 Topological honeycomb magnon Hall effect
- 拓扑反常热霍尔态（Topological Anomalous Thermal Hall state）/拓扑反常热霍尔效应（Topological Anomalous Thermal Hall Effect）：半整数量子化反常热霍尔态 Half-integer quantized anomalous thermal Hall state
- 拓扑自旋热霍尔态（Topological Spin thermal Hall state）/拓扑自旋热霍尔效应（Topological Spin thermal Hall effect）：热量子自旋霍尔效应 Hot quantum spin Hall effect
  - 自旋热霍尔效应 Spin Thermal Hall Effect、逆自旋热霍尔效应 Inverse Spin Thermal Hall Effect
- 非阿贝尔拓扑态（Non-Abelian topological state）：在数学中，阿贝尔算子是可交换的，这意味着两个连续运算的结果不取决于它们的书写顺序。如果关注单个带隙，那么拓扑物理系统通常由阿贝尔群分类，其中最主要的例子是厄米拓扑绝缘体和超导体的十重分类。一旦考虑多个带隙，它们的耦合就会引入更丰富的物理，从而使分类变得非阿贝尔。非阿贝尔群已被用来描述 PT（反演和时间反演）对称系统中可接受的节点线配置、狄拉克/韦尔点编织和三重节点。当涉及更多能带时，就会出现更丰富的非阿贝尔拓扑电荷。具有时空反转（PT）或 C2T（时间反转的双重旋转）对称性的系统中的能带简并可以容纳非阿贝尔电荷，这些能带简并性可以相互编织，产生能带子空间（能带组），这些能带子空间包含带类似电荷的节点，这些节点不能相互湮灭，这样的过程产生了一种新的多间隙相，其中双带子空间表现出多间隙拓扑不变量，即欧拉类。非阿贝尔拓扑绝缘体、非阿贝尔拓扑超导体、非阿贝尔拓扑玻色子等。
  - N带非阿贝尔拓扑绝缘体（N-band non-Abelian topological insulator）：偶数带非阿贝尔拓扑绝缘体 even-band non-Abelian topological insulator（两带非阿贝尔拓扑绝缘体 two-band non-Abelian topological insulator、四带非阿贝尔拓扑绝缘体 Four-band non-Abelian topological insulator）、奇数带非阿贝尔拓扑绝缘体 odd-band non-Abelian topological insulator（三带非阿贝尔拓扑绝缘体 three-band non-Abelian topological insulator）、二维四带PT(反演和时间反演)对称非阿贝尔拓扑绝缘体 Four-band PT (inversion and time-reversal) symmetric non-Abelian topological insulator
  - N带非阿贝尔拓扑半金属（N-band non-Abelian topological semimetal）：、一维光子三带四元数非阿贝尔拓扑电荷节点线拓扑半金属 One-Dimensional photonic three-band quaternion numbers non-abelian topological charges nodal lines topological semimetal、光子非阿贝尔电荷节点链环拓扑半金属 Photonic Non-Abelian Charged Nodal Links topological semimetal、声子三带四元数非阿贝尔拓扑电荷节点线拓扑半金属 phononic three-band quaternion numbers non-abelian topological charges nodal lines topological semimetal
- 非厄米拓扑态（non-Hermitian topological state）：量子力学的一个基本公理要求可观察性，如封闭系统的哈密顿量，是自伴算子，通常由厄米矩阵表示。然而，真实的物理系统至少在某种程度上与它们的环境相耦合，耗散过程的存在使它们的描述更加复杂：薛定谔方程（具有厄米哈密顿量）被控制密度矩阵时间演化的Liouvillian超算子所取代。有效的非厄米哈密顿量为完全微观的方法提供了一种概念上更简单、直观的替代方案。PT 对称哈密顿量已被证明是一种有效的具有平衡增益和损耗的耗散系统的描述。在耗散环境中将拓扑相的概念扩展到非厄米系统已成为当前研究的一个广泛前沿。在此背景下，拓扑系统的许多独特的非厄米方面已经被揭示出来。包括伴随着非厄米皮肤效应的异常体边界对应、具有开放费米-塞弗特曲面的异常节点相的普遍存在，以及一个通用对称系统 Bernard-LeClair（BL）对称分类，该系统构成了无带隙和带隙非厄米拓扑相拓扑分类的基础。非厄米丰富了现有厄米框架之外的拓扑相位，非隐性破坏了Altland-Zirnbauer（AZ） 对称性分类。由于缺乏隐性，电荷共轭是根据转座而不是复杂共轭定义的，因此手性对称性与亚晶格对称性不同。非厄米性使 Altland-Zirnbauer 对称性的厄米共轭对应物成为可能。考虑到亚晶格对称性或伪厄米特性作为额外的对称性，对称类的总数是38个，描述了内禀的非厄米拓扑相位以及非厄米随机矩阵。由于能谱的复杂性，非厄米系统具有两种不同类型的复能隙，即点状和线状空隙。基于这些概念和𝐾-理论，非厄米拓扑结构取决于复能隙的类型，并且每个对称类和每个空间维度都出现了多个拓扑结构，确定了阻止非厄米特蒙肤效应的对称性。提供了厄米和非厄米自由玻色子的拓扑分类。拓扑单带模型 Topological one-band models、双带非厄米模型 Two-banded Non-Hermitian models、拓扑非厄米金属 Topological non-Hermitian metal、对称保护节点相 Symmetry-protected nodal phases、高阶异常点 Higher-order exceptional points、对称保护点间隙相 Symmetry-protected point-gapped phases、对称保护线间隙相 Symmetry-protected line-gapped phases
- 非线性拓扑态（nonlinear topological state）：大多数的拓扑系统结构都是线性的，即服从所谓的叠加原理，但是非线性在许多物理系统中广泛存在，它可以导致许多有趣的效应，例如谐波生成、自聚焦和孤子传播。当系统中非线性变强时，周期性结构的模态解不能再使用类布洛赫函数来表征，以至于不能准确定义能带结构和拓扑不变量，与传统的线性拓扑结构相比，非线性拓扑结构提供了可重构性。此类拓扑系统的非线性行为意味着其边界态的动力学依赖于激发强度，通过调节外部泵浦能量强度，不仅可以控制拓扑相变，还可以控制相应带隙内边界态的特征。
- 拓扑缺陷态（topological defect state）：当局部缺陷被引入到拓扑晶格中，而整体的晶格对称性并没有被破坏时，边界态或角态依然存在。这些拓扑缺陷由于在有序结构中构成局部扭结或障碍物，因此不能通过晶格重排或连续变形来修复。拓扑缺陷包含一个序列被破坏的核心和一个缓慢变化的外部区域，可以根据破坏的对称类型来标记缺陷。例如，旋错和位错分别破坏了旋转和平移晶格对称性，有其他典型的拓扑缺陷，比如多晶石墨烯中晶体之间的拓扑线缺陷即晶界，以及在拓扑超导体中可以将Majorana束缚态束缚在涡旋核的拓扑涡旋等。拓扑缺陷系统的特征也无法用常规的基于倒空间中布洛赫能带理论进行表征。
- 动态拓扑相（Dynamical topological phase）：对一般相干扰动绝对稳定的涌现动态对称性。准周期驱动紧急动态对称保护拓扑相 quasiperiodically driven emergent dynamical symmetry-protected topological phase （EDSPT）
- 乘法拓扑态（multiplicative topological state）：其特征类似于多粒子Fock空间的张量积Hilbert空间，通过对哈密顿量的分量施加对称性进行推广，这些分量是乘法组合的，即通过向量空间积而不是直接和。这种方法极大扩展了物质的对称保护拓扑相的可能集合，因为在研究拓扑时已经考虑过的一大组对称性可以组合在一起，允许一组母物质相组合成一个子物质相，综合母物质的性质。这些对称性中的许多是常见的，表明乘法拓扑可能出现在电子系统的其他情况下。可以进一步扩展到各种非电子拓扑相和受驱动或非厄米系统，也扩展了这些拓扑相的每一组。乘法拓扑相是一种优雅而直观的方法，可以具体构造无数无间隙 SPT，包括那些高维、稳定和内在的 SPT，即使在没有平移对称性的系统中实现乘法拓扑相。基于基础霍普夫相（Hopf phases）和陈绝缘体相（Chern insulator phases），乘法拓扑霍普夫绝缘体（multiplicative Topological Hopf insulator，MHI）和乘法拓扑陈绝缘体（multiplicative Topological Chern insulator，MCI）引入了物质的乘法拓扑相。MHI 显示了母相的独特性质以及子相的非平凡拓扑，还有乘法拓扑霍普夫超导体（multiplicative Topological Hopf superconductors）中的类似结构，因为这些倍增相部分受到粒子空穴对称性的保护。MCI 相实现了拓扑保护的无间隙状态，在开放边界条件下，该状态不会从价带延伸到导带，这与保护拓扑相的对称性有关。MCI 中发现的能带连通性可以作为具有奇异属性的潜在乘法拓扑的蓝图。乘法拓扑半金属 Multiplicative topological semimetal、乘法外尔半金属 multiplicative Weyl semimetal
- 时空拓扑态（Space-time-topological state）：时间与空间在本质上却存在关键区别：时间具有不可逆的方向性，而空间是对称的；这意味着，时间中并不支持类似于空间中那样的“反射”机制，反而催生了一种全新的时间反射；与之对应的，是一种局域在时间接口的拓扑态，其产生机制并非依赖于能隙，而是依赖于动量带隙的拓扑结构。其显著特征是系统的能谱出现复数值，导致解在时间上表现为指数增长或衰减，类似于能隙中出现的“空间倏逝波”。动量隙在驱动系统或耗散系统（即非厄米系统）中常见，因此时间拓扑与非厄米物理天然相关联。通过构建一个带有可调增益-损耗调制和耦合结构的光子晶格，提出并定义了“时间拓扑不变量”，构建了一个同时具有能量带隙与动量带隙的系统，观测到一种在空间与时间维度同时局域的拓扑态，称之为“时空拓扑事件”。这类全新的拓扑状态展现出一系列独特的物理行为，包括：因果性抑制耦合和局域性的有限崩塌等。
- 内禀混合态拓扑序（Intrinsic mixed-state topological order）：开放量子系统中固有的拓扑序，混合态中长程量子纠缠的持久性。这一定义将拓扑序的概念扩展到纯态之外，突显了在噪声环境中保持拓扑特性的潜力。通过引入费米子任意子并利用局部量子通道在托里克码（Toric Code）中实现。混合态可以表现出非零的拓扑纠缠负能量。这表明即使在噪声和退相干下，量子系统仍能保持某种形式的拓扑量子纠缠。通过量子奇异性引入了一种实现混合态拓扑序的一般构造方法。这一方法揭示了存在非玻色子无退相干子空间的可能性。
- 玻色子拓扑态 bosons topological state）：拓扑瓦尔玛超流体 Topological Varma superfluid
- 脆弱拓扑态（fragile topological state）：如果一组能带可以由对称的指数局域的瓦尼尔函数（Wannier）表示出来 (瓦尼尔代表 Wannier-representable)，那么它们是平庸 (trivial) 的，如果无法用对称的局域瓦尼尔函数表示一组能带 (瓦尼尔阻碍 Wannier obstruction)，该组能带是拓扑能带。对于拓扑能带，如果一组拓扑能带加上一些平庸能带之后变成 Wannier-representable 的平庸能带，那么该拓扑能带是脆弱拓扑能带（fragile topological bands），而如果该组拓扑能带加上任何平庸能带得到的依然是有 Wannier obstruction 的拓扑能带，该组拓扑能带是稳定拓扑能带（stable topological bands）。几乎所有固态晶体里都会出现的“脆弱”拓扑结构。脆弱拓扑绝缘体 fragile topological insulator、磁性脆弱拓扑 magnetic fragile topological
- 精细拓扑态（Delicate topological state）：具有相互交织的稳定和精细的拓扑结构。它们都带有在旋转对称下异常变换的无间隙表面态。具有指数局部化的基态波函数，但不能完全局限于单个原始晶胞内。路德维希半金属 Luttinger semimetal、精细拓扑半金属 Delicate Topological semimetal、精细拓扑超导体 Delicate Topological superconductor、精细拓扑绝缘体 Delicate Topological Insulator、富RTP弱拓扑绝缘体 RTP-Enriched Weak Topological Insulator、富RTP外尔半金属 RTP-Enriched Weyl Semimetal、旋转保护精细拓扑绝缘体 rotation-protected delicate topological insulator、镜像保护精细拓扑半金属 mirror-protected delicate topological semimetal
- 拓扑超导体（Topological superconductors），拓扑超固态（Topological Supersolids），拓扑超流态（Topological Superfluids）：拓扑超导体是拓扑绝缘体在超导上的类比，在边界处具有无能隙的安德烈夫（Andreev）边缘态，因为边缘态零模，即马拉约那费米子。拓扑超流体，其内部受能隙保护，而在系统边缘却可以激发出无能隙的马约拉纳费米子。利用对称性可以将拓扑超流态分为时间反演不变的拓扑超流态和时间反演对称破坏的拓扑超流态。具有时间反演不变的拓扑超流态在体系统里面有配对能隙，其表面态具有马约拉纳费米子。自旋轨道耦合超导体是常见的时间反演不变的拓扑超导体，自旋向上的费米子配对为{\displaystyle {p_{x}}+{i}{p_{y}}}态，自旋向下的费米子配对为{\displaystyle {p_{x}}-{i}{p_{y}}}态，这类拓扑超导态在体系统里面有能隙，在材料边界上有相向传播的马约拉纳费米子。异质结构拓扑超导体 heterostructure Topological Superconductors、自赋性拓扑超导体 Connate Topological Superconductors、内禀拓扑超导体 intrinsic Topological Superconductors（本征）、内禀二阶拓扑超导体 intrinsic second-order Topological Superconductors、两组分拓扑超流体 two-component topological superfluid、三组分拓扑超流体 Three-component topological superfluid、大陈数拓扑超流 Large Chern number topological superfluids、傅-凯恩拓扑超导体 Fu-Kane topological superconductors、非阿贝尔拓扑超导体 Non-Abelian topological superconductors、自旋三重态谷单重态超导体 spin-triplet valley-singlet superconductors、弗洛凯拓扑超流态 Floquet Topological Superfluid、手性保护拓扑超流体 chiral protected topological superfluid（{\displaystyle {}^{3}{He}}-A相）对称保护拓扑超流体 Symmetry protected topological superfluid（{\displaystyle {}^{3}{He}}-B）、自旋极化（无自旋）{\displaystyle p}波拓扑超导体 spin-polarized (spinless) {\displaystyle p}-wave topological superconductor、时间反转不变拓扑超导体 Time-reversal-invariant topological superconductors/superfluids（2D、3D）、晶格对称性辅助二阶拓扑超导体/超流体Lattice-Symmetry-Assisted Second-Order Topological Superconductors、D维（D=1,2,3）镜像和时间反转对称拓扑超导体 D-dimensional (D=1, 2, 3) mirror and time-reversal symmetries topological superconductors、镜像对称保护拓扑超流体 Mirror-symmetryprotected topological superfluid、{\displaystyle {\mathcal {C}}_{4}{\mathcal {T}}}对称螺旋{\displaystyle Z}拓扑超导体 {\displaystyle {\mathcal {C}}_{4}{\mathcal {T}}}-symmetric helical {\displaystyle Z} topological superconductor、{\displaystyle {\mathcal {C}}_{4}{\mathcal {T}}}对称螺旋{\displaystyle Z}加手性{\displaystyle Z}拓扑超导体 {\displaystyle {\mathcal {C}}_{6}{\mathcal {T}}}-symmetric helical {\displaystyle Z} + chiral {\displaystyle Z} topological superconductor、非中心对称拓扑超导体 noncentrosymmetric topological superconductors、非均匀拓扑超流体 Inhomogeneous topologicalsuperconductors、强相互作用超流体 strongly interacting superfluid
  - 一维拓扑超导体（one dimensional topological superconductors），一维拓扑超流体（one dimensional topological Superfluids）：一维{\displaystyle p}波拓扑超流体/超导体 one-dimensional {\displaystyle p}-wave topological Superfluids/superconductors、一维二位基塔耶夫链拓扑超导体 one dimensional two-site Kitaev chain topological superconductors、一维三位基塔耶夫链拓扑超导体 one dimensional three-site Kitaev chain topological superconductors、一维原子拓扑超流体 onedimensional atomic topological superfluid
  - 二维拓扑超导体（two dimensional topological superconductors），二维拓扑超流体（two dimensional topological Superfluids）：二维手性拓扑超流体/超导体 two dimensional chiral topological Superfluid/superconductors、二维螺旋拓扑超流体/超导体 two dimensional helical topological Superfluids/superconductors、自旋单重态 {\displaystyle s}波拓扑超流体/超导体 spin-singlet {\displaystyle s}-wave topological Superfluids/superconductors、自旋单重态 {\displaystyle d}波拓扑超流体/超导体 spin-singlet {\displaystyle d}-wave topological Superfluids/superconductors、自旋单重态 {\displaystyle d+id}波拓扑超流体/超导体 spin-singlet {\displaystyle d+id}-wave topological Superfluids/superconductors、自旋单重态 {\displaystyle g+ig}波拓扑超流体/超导体 spin-singlet {\displaystyle g+ig}-wave topological Superfluids/superconductors、{\displaystyle {d}{\pm }{id}}波拓扑超流体/超导体 {\displaystyle d+id}-wave topological Superfluids/superconductors、{\displaystyle {d}_{{x^{2}}-{y^{2}}}}波拓扑超流体/超导体 {\displaystyle {d}_{{x^{2}}-{y^{2}}}}-wave topological Superfluids/superconductors、{\displaystyle {d}_{xy}}波拓扑超流体/超导体 {\displaystyle {d}_{xy}}-wave topological Superfluids/superconductors、手性{\displaystyle {d}_{{x^{2}}-{y^{2}}}{\pm }{i}{d_{xy}}}({\displaystyle d+id})波拓扑超流体/超导体 chiral {\displaystyle {d}_{{x^{2}}-{y^{2}}}{\pm }{i}{d_{xy}}}({\displaystyle d+id})-wave topological Superfluids/superconductors、手性{\displaystyle {p_{x}}{\pm }{i}{p_{y}}}波拓扑超流体/超导体 chiral {\displaystyle {p_{x}}{\pm }{i}{p_{y}}}-wave topological Superfluids/superconductors、交错手性玻色子{\displaystyle {p_{x}}{\pm }{i}{p_{y}}}波超流体/超导体 staggered chiral bosonic {\displaystyle {p_{x}}{\pm }{i}{p_{y}}}-wave superfluids/superconductors、手性{\displaystyle {p_{x}}+{i}{p_{y}}}波拓扑超流体/超导体 chiral {\displaystyle {p_{x}}+{i}{p_{y}}}-wave topological Superfluids/superconductors、手性{\displaystyle {p_{x}}-{i}{p_{y}}}波拓扑超流体/超导体 chiral {\displaystyle {p_{x}}-{i}{p_{y}}}-wave topological Superfluids/superconductors、手性{\displaystyle {f_{x}}{\pm }{i}{f_{y}}}波拓扑超流体/超导体 chiral {\displaystyle {p_{x}}+{i}{p_{y}}}-wave topological Superfluids/superconductors、手性{\displaystyle {f_{x}}+{i}{f_{y}}}波拓扑超流体 chiral {\displaystyle {f_{x}}+{i}{f_{y}}}-wave topological Superfluids/superconductors、手性{\displaystyle d}波拓扑超流体/超导体 {\displaystyle d}-wave topological Superfluids/superconductors、手性自旋三重态{\displaystyle f}波拓扑超流体/超导体 chiral spin-triplet {\displaystyle f}-wave topological Superfluids/superconductor、手性自旋三重态{\displaystyle p}波拓扑超流体/超导体 chiral spin-triplet {\displaystyle p}-wave topological Superfluids/superconductor、{\displaystyle p+ip}波费米拓扑超流体 {\displaystyle p+ip}-wave Fermi topological superfluids、手性平带拓扑超导体 Chiral flat-band topological superconductor。
  - 三维拓扑超导体（three dimensional topological superconductors）：三维{\displaystyle s}波拓扑超导体 three dimensional {\displaystyle s}-wave topological superconductors、三维{\displaystyle d}波拓扑超导体 three dimensional {\displaystyle d}-wave topological superconductors、三维手性{\displaystyle p}波拓扑超导体 three dimensional chiral {\displaystyle p}-wave topological superconductors、非幺正{\displaystyle p}波拓扑超导体 nonunitary {\displaystyle p}-wave Topological superconductors、
  - 钌酸锶（Sr2RuO4）的可能超导态被组织成点群的不可约表示{\displaystyle D_{4h}}，特别强调出现在超导间隙内的节点，许多理论建议被提出作为潜在的超导序参量，二维态：{\displaystyle {s}+{i}{d}}、{\displaystyle {s}+{i}{d_{xy}}}、{\displaystyle {s}+{i}{d_{{x^{2}}-{y^{2}}}}}、{\displaystyle {d}+{i}{g}}、{\displaystyle {s'}+{i}{p}}、{\displaystyle {s'}+{i}{d_{xy}}}、{\displaystyle {d_{xy}}+{i}{s'}}、{\displaystyle {d}_{xz}+{i}{d_{yz}}}、{\displaystyle {d}_{{x^{2}}-{y^{2}}}{\pm }{i}{g_{{xy}({{x^{2}}-{y^{2}}})}}}、{\displaystyle {d}_{{x^{2}}-{y^{2}}}+{i}{g_{{xy}({{x^{2}}-{y^{2}}})}}}、{\displaystyle {f}_{z({x^{2}}-{y^{2}}})+{i}{f_{xyz}}}，晶体点群的不可约表示：{\displaystyle {A_{1}g}(s')}、{\displaystyle {A_{2}g}(g_{xy{{x^{2}}-{y^{2}}}})}、{\displaystyle {B_{1}g}(d_{{x^{2}}-{y^{2}}})}、{\displaystyle {B_{2}g}(d_{xy})}、{\displaystyle {E_{g}}({d_{xz}}/{d_{yz}})}、{\displaystyle {A_{1}u}(f_{xyz({x^{2}}-{y^{2}})})}、{\displaystyle {A_{2}u}(p_{z})}、{\displaystyle {B_{1}u}(f_{xyz})}、{\displaystyle {B_{2}u}(f_{z({x^{2}}-{y^{2}})})}、{\displaystyle {E_{u}}({p_{x}}/{p_{y}})}，螺旋配对态：helical pairings state：{\displaystyle {A_{1}u}+{i}{A_{2}u}}、{\displaystyle {A_{1}u}+{i}{B_{3}u}}、{\displaystyle {B_{1}u}+{i}{B_{2}u}}、{\displaystyle {B_{2}u}+{i}{B_{3}u}}，偶宇称和奇宇称超导性：{\displaystyle \Delta _{even}+{i}{\Delta _{odd}}}（奇宇称偶宇称（even- and odd-parity）不可约表示的组合）、{\displaystyle {\overrightarrow {d}}{\sim }(p_{x}{\pm }{p_{y}}){\hat {z}}}、{\displaystyle {A_{1}g}:(\Delta _{e,d_{zx}},{\Delta _{e,d_{zy}}})}、{\displaystyle {B_{1}g}:(\Delta _{e,d_{zx}},{\Delta _{e,d_{zy}}})}、{\displaystyle {E_{u}}:({\overrightarrow {d}}_{d_{zx}},{\overrightarrow {d}}_{d_{zy}})}、{\displaystyle {A_{1}u}:({\overrightarrow {d}}_{d_{zx}},{\overrightarrow {d}}_{d_{zy}})}、{\displaystyle {A_{2}u}:({\overrightarrow {d}}_{d_{zx}},{\overrightarrow {d}}_{d_{zy}})}、{\displaystyle {B_{1}u}:({\overrightarrow {d}}_{d_{zx}},{\overrightarrow {d}}_{d_{zy}})}、{\displaystyle {B_{2}u}:({\overrightarrow {d}}_{d_{zx}},{\overrightarrow {d}}_{d_{zy}})}、mixed {\displaystyle \Delta _{even}+{i}{E_{u}}} state、Helical {\displaystyle {A_{1}g}+{i}{A_{1}u}} state、Helical {\displaystyle {B_{1}g}+{i}{B_{1}u}} state、[1, 0, 0]-nematic{{\displaystyle p_{x},{p_{y}}}}、[1, 1, 0]-nematic {\displaystyle p_{x}{\pm }{p_{y}}}、chiral {\displaystyle p_{x}{\pm }{i}{p_{y}}}{\displaystyle {d}_{{x^{2}}-{y^{2}}}+{i}(p_{x}{\pm }{p_{y}}){\hat {z}}}、{\displaystyle {s'}+{i}({p_{x}}{\pm }{p_{y}}){\hat {z}}}，轨道间配对态 inter-orbital pairing state：{\displaystyle {A_{1}g}:1}、{\displaystyle {A_{2}g}:xy({x^{2}}-{y^{2}})}、{\displaystyle {B_{1}g}:{x^{2}}-{y^{2}}}、{\displaystyle {B_{2}g}:xy}、{\displaystyle {E_{g}}:z(x,y)}、{\displaystyle {A_{1}u}:xyz({x^{2}}-{y^{2}})}、{\displaystyle {A_{2}u}:z}、{\displaystyle {B_{1}u}:xyz}、{\displaystyle {B_{2}u}:z({x^{2}}-{y^{2}})}、{\displaystyle {E_{u}}:x,y}，多轨道单线态配对超导性：{\displaystyle d+d}，加上奇数频率超导性：{\displaystyle d_{{x^{2}}-{y^{2}}}}。三维态：{\displaystyle {E}_{g}{d}_{yz}+{i}{d_{zx}}}、{\displaystyle E_{g}} {\displaystyle {k_{z}}({k_{x}}{\pm }{i}{k_{y}})}-like，三维向列奇宇称超导性：{\displaystyle {\overrightarrow {d}}_{k}{\sim }({k_{x}}{\pm }{i}{k_{y}}){\hat {z}}}、{\displaystyle {A_{1}u}:({k_{x}}{\hat {x}}+{k_{y}}{\hat {y}});({k_{z}}{\hat {z}})}、{\displaystyle {A_{2}u}:{k_{y}}{\hat {x}}-{k_{x}}{\hat {y}}}、{\displaystyle {B_{1}u}:{k_{x}}{\hat {x}}-{k_{y}}{\hat {y}}}、{\displaystyle {B_{2}u}:{k_{y}}{\hat {x}}+{k_{x}}{\hat {y}}}、{\displaystyle {E_{u}}:({k_{x}},{k_{y}}){\hat {z}};({k_{z}}{\hat {x}},{k_{z}}{\hat {y}})}、helical {\displaystyle {p_{x}}+{p_{y}}} state。
  - 高阶拓扑超导体（higher-order Topological superconductors）、高阶拓扑超流体（higher-order Topological Superfluids）：二维高阶拓扑超流体/超导体 two-dimensional higher-order topological Superfluids/superconductors、三维高阶拓扑超导体 three-dimensional higher-order topological superconductors、一阶拓扑超流体/超导体 first-Order Topological Superfluids/superconductors、二阶拓扑超流体/超导体 Second-order Topological Superfluids/superconductors、三阶拓扑超导体 third-order Topological superconductors、二维二阶拓扑者超导体 two-dimensional Second-order Topological superconductors、弱配对高阶拓扑超导体 Weak-pairing higher order topological superconductors、反射对称二阶拓扑超导体 Reflection-symmetric second-order topological superconductors
  - 拓扑狄拉克超导体（Topological Dirac superconductors）、拓扑狄拉克超流体（Topological Dirac Superfluids）：三维狄拉克拓扑超导体 three-dimensional Dirac Topological superconductors
  - 拓扑外尔超导体（Topological Weyl superconductors）、拓扑外尔超流体（Topological Weyl Superfluids）：三维外尔拓扑超导体 three-dimensional Weyl Topological superconductors
  - 拓扑节点超导体（Topological nodal superconductors），拓扑节点超流体（Topological nodal Superfluids）：拓扑节点非中心对称超流体/超导体 Topological Nodal non-centrosymmetric Superfluids/superconductors、拓扑节点{\displaystyle s}波超导体 Topological Nodal {\displaystyle s}-wave superconductors、节点狄拉克拓扑超导体 nodal Dirac topological superconductors、节点外尔拓扑超导体 nodal Weyl topological superconductors、二维节点点类外尔拓扑超导体 two-dimensional nodal point Weyl-like topological superconductors、环面体节点线拓扑超导体 Hosohedral nodal-line topological superconductor、节点向列{\displaystyle d}波超导体 Nodal Nematic {\displaystyle d}-wave topological superconductor、节线超导体 Nodal-line superconductor、节点环拓扑超流体 nodal-ring topological superfluids、扭曲节点超导体 Twisted Nodal Superconductor
  - 单极谐波超导体（monopole harmonic superconductor）：当超导配对发生在具有不同陈数的费米面之间时，库珀对具有非平凡的对贝里相，从而强化了配对间隙节点。由此产生的配对序的特点在于非零的对单极子电荷（pair monopole charge），并用单极子谐波来描述。
  - 分数化拓扑超导体 Three Dimensions Fractionalized topological Superconductors，分数化拓扑超流体 Three Dimensions Fractionalized topological Superfluids：三维分数化拓扑超流体/超导体 Three Dimensions Fractionalized topological Superfluids/Superconductors
  - 拓扑旋子超导体（topological roton superconductor）：电荷密度波（CDW）态的持续轨道环电流（LC）电子序，LC CDW是一种陈氏金属，部分填充的陈带容纳三个陈费米口袋。
  - 拓扑斯格明子超导体（topological skyrmion superconductor）：对称破缺凝聚体导致有序绝缘体，而凝聚体中的拓扑孤子斯格明子是电荷2e玻色子，斯格明子的凝聚形成了超导体，斯格明子纹理为主要电荷载流子。二维拓扑斯格明子超导体 two-dimensional topological skyrmion superconductor、三维拓扑斯格明子超导体 hree-dimensional topological skyrmion superconductor、二维手性拓扑斯格明子超导体 two-dimensional chiral topological skyrmion superconductor（CTSS）（Skyrme superconductor）、二维螺旋拓扑斯格明子超导体 two-dimensional helical topological skyrmion superconductor（HTSS）（Antiskyrme superconductor）、四带手性拓扑斯格明子超导体 four-band chiral topological skyrmion superconductor
  - 拓扑霍普夫超导体（Topological Hopf superconductor）
  - 拓扑BCS超导体（Topological Bardeen-Cooper-Schrieffer(BCS) superconductors）、拓扑BCS超流体（Topological Bardeen-Cooper-Schrieffer(BCS) Superfluids）：纵向磁场驱动的基于BCS 配对的拓扑超流，随着外磁场的增加, 系统的能隙会在关闭后再次打开, 随之出现在相对边界反向传播的马约拉纳边缘模式. BCS 态费米面所具有的旋转对称性导致马约拉纳费米子的出现必然伴随体能隙的存在。奇异类BCS无间隙均匀超流体 exotic BCS-like gapless uniform superfluid
  - 拓扑FFLO超导体（Topological Fulde-Ferrell Larkin-Ovchinnikov(FFLO) superconductors）、拓扑FFLO超流体（Topological Fulde-Ferrell Larkin-Ovchinnikov(FFLO) Superfluids）：拥有非零质心动量的配对态。在强磁场中存在有限质心动量的库珀对，这导致了在实空间中具有不统一的序参量的奇异超导体，即 Fulde-Ferrell (FF) 和 Larkin-Ovchinnikov (LO) 态。FFLO态有两种：相位调制的FF态和空间调制的LO态。自旋轨道耦合费米气体中由横向磁场引起的无间隙拓扑 FF 配对超流态，是由平面内磁场诱导的由质心动量不为零的库伯对构成的一种奇异超流相. 由于平面内磁场破坏了单粒子能谱的旋转对称性, 具有空间不均匀的序参量，当磁场增加到足够大时, 在动量空间中系统的整体能隙将首先在非零动量处关闭, 而粒子、空穴支能谱随后在零动量 k=0 处发生触碰后改变费米面的拓扑性(由非零陈数表征)，形成环（二维）或面（三维）， 从而使系统在在实空间中体系的两个相对边界上能同向传播马约拉纳费米子。类FFLO非均匀超流体 FFLO-like nonuniform superfluid、奇异无间隙FFLO超流体 exotic gapless FFLO superfluid、全间隙FFLO状超流体 fully gapped FFLO superfluid,
  - 时间晶体拓扑超导体（Time-Crystalline Topological Superconductors）：时间平移对称破缺和拓扑物理学交织在一起，产生了在自由费米子系统中不可能的反常Floquet-Majorana模。这种相位表现出在两个驱动周期后恢复到原始形式的体磁化，以及仅在四个驱动周期后才恢复其初始形式的马约拉纳端模。一维时间晶体拓扑超导体 one-dimensional time-crystalline topological superconductors
  - 拓扑自旋超导体（Topological Spin Superconductors），拓扑自旋超流体（Topological Spin Superfluids）：非常规的配对机制暗示了螺旋p波对称性的可能性，这种状态下超导顺序参数表现出复杂的相结构，导致时间反演对称性破缺。拓扑自旋三重态超导体 Topological Spin-triplet Superconductors、拓扑自旋三重态超流体 Topological Spin-triplet Superfluids
  - 轨道拓扑超流体（orbital Topological superfluid）：二分光学方晶格P带轨道超流体 bipartite optical square lattice P-band orbital superfluid
- 非常规拓扑绝缘体（Exceptional topological insulator，ETI）：这是一种非厄米拓扑态，其特征是奇异的非厄米表面状态只能存在于三维拓扑体嵌入（topological bulk embedding）中。ETI不需要任何对称来稳定。它的特征是一个整体能量点间隙，并表现出稳健的表面状态，覆盖了整体间隙作为一个单一的复本征值或单个非常规点（exceptional point）。在无间隙固态系统中，ETI可以被普遍诱导，从而为非厄米拓扑物质提供了一个范例。
- 拓扑绝缘体（Topological insulator）：有拓扑保护的绝缘体，材料内的能带结构是典型的绝缘体类型，在费米能处存在着能隙，但是在该类材料的表面总是存在着穿越能隙的狄拉克型电子态，所以导致其表面总是导电的。这一特殊的结构是由其能带结构的特殊拓扑性质所决定的。{\displaystyle \mathbb {Z} _{2}}拓扑绝缘体 {\displaystyle \mathbb {Z} _{2}} topological insulator、双拓扑绝缘体 dual topological insulator、弹性高阶拓扑绝缘体 elastic higher-order topological insulator、非磁性内禀拓扑绝缘体 non-magnetic intrinsic topological insulator、非平衡手性高阶拓扑绝缘体 Out of equilibrium chiral higher order topological insulator、无自旋轨道拓扑绝缘体 Spin-orbit-free topological insulator、周期驱动拓扑正态绝缘体 Periodically Driven Topological-Normal Insulator、合成空间拓扑绝缘体 synthetic space topological insulator（合成维度的四维电荷泵 four-dimensional charge pump）、双稳态拓扑绝缘体 bistable topological insulator、有限维双稳态拓扑绝缘体 Finite-dimensional bistable topological insulator、p型拓扑绝缘体 p-type topological insulator、n型拓扑绝缘体 n-type topological insulator
  - 一维拓扑绝缘体（one-dimensional Topological insulator）
  - 二维拓扑绝缘体（two-dimensional Topological insulator）
  - 三维拓扑绝缘体（three-dimensional Topological insulator）：分为强拓扑绝缘体与弱拓扑绝缘体，通过使用4个{\displaystyle \mathbb {Z} _{2}}拓扑不变量来描述（1个强拓扑数3个弱拓扑数）来描述系统的拓扑性质，“强”“弱”由表面狄拉克锥数量的奇偶性来区分。
  - 弱拓扑绝缘体（weak topological insulator）：只有在特定表面才具有拓扑表面态。具有偶数拓扑表面态和选择性表面的定向自旋电流，其表面电子性质对表面取向敏感。一般三维弱拓扑绝缘体是由具有弱层间耦合的二维量子自旋霍尔绝缘体堆垛而成。二维弱拓扑绝缘体 Two-Dimensional Weak Topological insulator、n型弱拓扑绝缘体 n-Type Weak Topological insulator
  - 拓扑斯格明子绝缘体（skyrmion topological insulator）：二维手性拓扑斯格明子绝缘体 two-dimensional chiral topological skyrmion insulator（CTSIs）（单个 skyrmion 数，斯格明绝缘体 Skyrme insulator）、二维螺旋拓扑斯格明子绝缘体 two-dimensional helical topological skyrmion insulator（HTSI）（一对 skyrmion 数，螺旋斯格明绝缘体 helical Skyrme insulator）、四带手性拓扑斯格明子绝缘体 four-band chiral topological skyrmion insulator
  - 拓扑霍普夫绝缘体（topological Hopf insulator）：其拓扑行为源于从三维球体到二维球体的非平凡映射，即霍普夫映射。霍普夫映射通常在旋量和斯格明子系统的研究中遇到，它通过称为霍普夫指数的整数不变量进行拓扑分类。三维霍普夫绝缘体 three-dimensional Hopf insulator、三维谷-霍普夫绝缘体 three-dimensional valley-Hopf insulator、四维霍普夫绝缘体 four-dimensional Hopf insulator、N带霍普夫绝缘体 N-band complex Hopf insulator、N带实霍普夫绝缘体 N-band Hopf real Hopf insulator、双带霍普夫绝缘体two-band Hopf insulator、双带复合霍普夫绝缘体 two-band complex Hopf insulator、三带霍普夫绝缘体 three-band Hopf insulator、三带实霍普夫绝缘体 three-band real Hopf insulator、四带霍普夫绝缘体 four-band Hopf insulator、四带实霍普夫绝缘体 four-band real Hopf insulator、实霍普夫绝缘体 real Hopf insulator、PT对称霍普夫绝缘体 PT-symmetric Hopf insulator、PT对称四带实霍普夫绝缘体 PT-symmetric four-band real Hopf insulator（具有Z⊕Z不变量）、三维双带霍普夫绝缘体 three-dimensional two-band Hopf insulator、{\displaystyle \mathbb {Z} _{2}}自旋霍普夫绝缘体 spin Hopf insulator {\displaystyle \mathbb {Z} _{2}} spin Hopf insulator（四重旋转对称性，AII类精细拓扑绝缘体）、{\displaystyle 3d}拓扑霍普夫绝缘体 {\displaystyle 3d} topological Hopf insulator（同伦群{\displaystyle \pi _{3}(S^{2})=\mathbb {Z} }、{\displaystyle \pi _{3}[{{\text{Sp}}(2N)}/{{\text{U}}(N)}]=\mathbb {Z} _{2}}）、{\displaystyle 4d}拓扑霍普夫绝缘体 {\displaystyle 4d} topological Hopf insulator（同伦群{\displaystyle \pi _{4}(S^{2})=\mathbb {Z} _{2}}、{\displaystyle \pi _{4}[{{\text{Sp}}(2N)}/{{\text{U}}(N)}]=\mathbb {Z} _{2}}）、三维双带弗洛凯-霍普夫拓扑绝缘体 three-dimensional two-band Floquet-Hopf topological invariants、偶极自旋霍普夫绝缘体 Dipolar Spin Hopf insulator
  - 拓扑RTP绝缘体（topological RTP insulator）：量化体三维布里渊区中一对旋转不变线之间Berry-Zak相位的2π量子化变化；由于这种变化在布里渊区的互补部分是相反的，这种新的不变量称为回输索利斯泵（returning Thouless pump，RTP），RTP与表面态角动量的异常值有关。无霍普夫RTP绝缘体 Hopf-less RTP insulator、霍普夫RTP绝缘体 Hopf RTP insulator、四重分离旋转对称RTP绝缘体 four-fold rotation symmetric RTP insulator、向列RTP绝缘体 nematic RTP insulator
  - 强拓扑绝缘体（Strong topological insulator）：三维强拓扑绝缘体在任何面上均具有奇数个狄拉克点，表面态不受无序影响。
  - 分数拓扑绝缘体（Fractional Topological insulator）：二维和半维（two and a half dimensions）的情况，可能在普通三维拓扑绝缘体的二维表面上形成的分数拓扑绝缘体。分数手征二阶拓扑绝缘体 Fractional chiral second-order topological insulator（三维耦合线阵列 three-dimensional array of coupled wires）
  - 高阶拓扑绝缘体（higher-order topological insulator, HOTI）：m维n阶拓扑绝缘体，大部分拓扑绝缘体中的拓扑边界态都是N-1维（N是材料自身维度），高阶拓扑绝缘体中的拓扑边界态比材料自身低至少两个维度以上，甚至可以降至零维，可以出现在三维材料的棱边（N-2），甚至顶点上（N-3）。一阶拓扑绝缘体（first-order topological insulator）具有绝缘的d维体态，(d-1)维拓扑保护的金属表面态，二阶拓扑绝缘体（second-order topological insulator，SOTIs）具有绝缘的d维体态和（d-1）维表面态，（d-2）维拓扑保护的金属棱态。三阶拓扑绝缘体（Third-order topological insulator）具有绝缘的d维体态和（d-1）维表面态，（d-2）维棱态，（d-3）维角态。常规的三维拓扑绝缘体，又可以被称为三维的一阶拓扑绝缘体（three-dimensional first-order topological insulator）。本征二『阶』拓扑绝缘体 Intrinsic second-order topological insulator（二维、三维）、二维电子二阶拓扑绝缘体 two-dimensional electronic second-order topological insulator、双高阶拓扑绝缘体 Dual-Higher-Order topological insulator（二维二阶、三维二阶、二维三阶、三维三阶）、准一维高阶拓扑绝缘体 quasi-one-dimensional higher-order topological insulator、混合高阶拓扑绝缘体 hybrid higher-order topological insulator、反射对称二阶拓扑绝缘体 Reflection-symmetric second-order topological insulator、螺旋高阶拓扑绝缘体 Helical higher-order topological insulator、结构褶皱高阶拓扑绝缘体 structural buckling Higher-order topological insulator
  - 分形拓扑绝缘体（fractal topological insulator）：分形是一种具有非整数维度的“无限循环”的模式，其最大的特征是拥有自相似性和分数维度，分形拓扑绝缘体中不存在体带，但仍支持拓扑边界态。分形陈绝缘体 fractal Chern insulator、弗洛凯拓扑分形绝缘体 Floquet topological fractal insulator、非线性分形高阶拓扑绝缘体 nonlinear fractal higher-order topological insulator、谢尔平斯基地毯二阶拓扑分形绝缘体 Sierpinski Carpet second-order topological fractal insulator、谢尔平斯基三角二阶拓扑分形绝缘体 Sierpinski triangle second-order topological fractal insulator、声子拓扑分形绝缘体 Acoustic topological fractal insulator、
  - 平方根拓扑绝缘体（square-root topological insulator）：结合平方根算符。平方根高阶拓扑绝缘体 square-root higher-order topological insulator
  - 双曲拓扑绝缘体（hyperbolic topological insulator）
  - 拓扑莫比乌斯绝缘体（topological Möbius insulator）：高阶拓扑莫比乌斯绝缘体 higher-order topological Möbius insulator、声学莫比乌斯绝缘体 Acoustic Möbius insulator（投影对称性 Projective Symmetry）、声学二维一阶带拓扑莫比乌斯绝缘体 acoustic two-dimensional one first-order band topological Möbius insulator、声学三维的高阶带拓扑莫比乌斯绝缘体 three-dimensional one higher-order band topological Möbius insulator
  - 克莱因瓶拓扑绝缘体（Klein bottle topological insulator）：高阶克莱因瓶拓扑绝缘体 Higher-order Klein bottle topological insulator、二阶克莱因瓶四极绝缘体 second-order Klein-bottle quadrupole insulator、堆叠弱克莱因瓶绝缘体 stacked weak Klein bottle insulator、三维声学高阶克莱因瓶拓扑绝缘体 three-dimensional acoustic Higher-order Klein bottle topological insulator
  - 罗马面拓扑绝缘体（Roman surface topological insulator）：罗马面是不可定向表面，该表面是通过将莫比乌斯带的边缘缝合到圆盘上而形成的，它表现出与材料内自旋诱导铁电极化相关的独特拓扑特性。
  - 多极拓扑绝缘体（Multipole Topological Insulator）：拓扑偶极绝缘体 Topological Dipole Insulator、拓扑偶极守恒绝缘体 Topological Dipole Conserving insulator、二阶偶极极化绝缘体 second-order dipole polarization insulator、电多极绝缘体 Electric Multipole Insulator、量化电多极绝缘体 Quantized electric multipole insulator、二维四极拓扑绝缘体 two-dimensional quadrupole Topological insulator（Type-II quadrupole topological insulator、Type-II quadrupole topological insulator）、三维八极子拓扑绝缘体 three-dimensional octupole Topological insulator、四维十六极拓扑绝缘体 four-dimensional hexadecapole Topological insulator、准晶四极子拓扑绝缘体 quasicrystalline quadrupole topological insulator、无序二维量子化四极绝缘体 disordered two-dimensional quantized quadrupole insulator、无序电四极绝缘体 Disordered Electric Quadrupole insulator、磁四极拓扑绝缘体 Magnonic Quadrupole Topological Insulator、广义四极拓扑绝缘体 generalized quadrupole topological insulator、光子四极拓扑绝缘体 Photonic quadrupole topological insulator、声学异常四极拓扑绝缘体 sonic Anomalous quadrupole topological insulator、等离极化激元极化四极拓扑绝缘体 Plasmon-polaritonic quadrupole topological insulator
  - 拓扑陈数绝缘体（topological Chern insulator）：量子反常霍尔效应，分数量子反常霍尔效应。二维陈数绝缘体 two-dimensional Chern insulator（霍尔丹绝缘体 Haldane insulator）、二维谷-陈数绝缘体 two-dimensional valley-Chern insulator（谢苗诺夫绝缘体 Semenoff insulator）、二维实陈数绝缘体 two-dimensional real Chern insulator、三维陈数绝缘体 therr-dimensional Chern insulator、偶数-自旋陈绝缘体 even-spin Chern insulator、N级陈绝缘体 N-level Chern insulator、堆垛陈数绝缘体 Stacked Chern Insulator、半陈数绝缘体 half Chern insulator、分数陈绝缘体 Fractional Chern insulator、零场分数陈绝缘体 zero-field fractional Chern insulator、双曲分数陈绝缘体 Hyperbolic fractional Chern insulator、非阿贝尔分数陈绝缘体 Non-Abelian Fractional Chern insulator、非阿贝尔偶数分母分数量子陈绝缘体 non-Abelian even-denominator fractional quantum Chern insulator、弗洛凯分数陈绝缘体 Floquet fractional Chern insulator、伊辛陈绝缘体 Ising Chern insulator、谷陈数绝缘体 Valley Chern Insulator、贝里连接奇点陈数绝缘体 Berry connection singularities Chern Insulator、二维磁性实陈数绝缘体 two-dimensional Magnetic real Chern insulator，MRCI、轨道双重态驱动偶数-自旋陈数绝缘体 Orbital doublet driven even-spin Chern insulator、陈数2 自旋简并陈绝缘体∣C∣=2 spin-degenerate Chern insulator、四维第二陈数绝缘体 Four-Dimensional Second Chern Chern insulator、多能带陈绝缘体 multi-band Chern insulator、N带陈数绝缘体 N-Band Chern insulator、两带陈数绝缘体 two-band Chern insulator、双曲高阶陈数绝缘体 hyperbolic higher-order Chern insulator、双曲拓扑带二阶陈数绝缘体 hyperbolic topological band second Chern insulator、双曲散射网络陈数绝缘体 hyperbolic networks Chern insulator、第一类双曲陈绝缘体 type-I hyperbolic Chern insulator（Poincare 圆盘）、第二类双曲陈绝缘体 type-II hyperbolic Chern Chern insulator（Poincare 圆环）、消失陈数拓扑绝缘体 Vanishing Chern Numbers topological insulator、拓扑霍普夫-陈绝缘体 Topological Hopf-Chern insulator（层状陈绝缘体和霍普夫绝缘体的混合物）、陈绝缘体{\displaystyle \rtimes S^{1}} Chern-insulator {\displaystyle \rtimes S^{1}}、陈绝缘体{\displaystyle \rtimes T^{2}} Chern-insulator {\displaystyle \rtimes T^{2}}
  - 拓扑欧拉绝缘体（topological Euler insulator）：代数拓扑中共有4种示性类结构：陈类(Chern classes)，斯蒂费尔-惠特尼类(Stiefel–Whitney classes)，欧拉类(Euler Classes)，庞特里亚金类(Pontryagin classes)。陈氏不变量描述了与复布洛赫波函数相关的纤维束的等价类，而欧拉式性类描述实纤维丛的拓扑等价类。欧拉类是正交矩阵的同伦类。它与哈密顿量的“实”特征函数有关。与用带定义的陈数不同，欧拉数是用带间定义的。实特征函数可以通过 PT 或 C2T 对称性来保护。它与根据“复”特征函数计算出来的陈数形成对比，对于实特征函数，贝里联络、贝里曲率和陈数为零。表征二维实波函数拓扑的欧拉类是一种典型的脆弱拓扑相，三带二维拓扑欧拉绝缘体是脆弱拓扑的最小模型，理论和实验模型的欧拉类、威尔逊环流和纠缠谱等拓扑指标清楚地显示了脆弱相的存在。对于三带模型，欧拉数被重新表述为庞特里亚金数，其三个特征函数形成一个正交基。它们在动量空间中形成拓扑绝缘相的斯格明子结构。二维欧拉绝缘体 two-dimensional Euler insulator、二维三带欧拉绝缘体 two dimensions three-band Euler insulator、三维三带霍普夫-欧拉拓扑绝缘体 three dimensions three-band Hopf-Euler topological insulator（三带多间隙庞特里亚金不变量）、非阿贝尔霍普夫-欧拉拓扑绝缘体 three dimensions three-band non-Abelian Hopf-Euler topological insulator、实霍普夫-欧拉绝缘体 real Hopf-Euler insulator（具有由欧拉特征类给出的亚维拓扑不变量，霍普夫不变量所描述的链接数）、三带实霍普夫欧拉绝缘体 three-band real Hopf Euler insulator、四带实霍普夫欧拉绝缘体 four-band real Hopf Euler insulator、磁欧拉绝缘体 magnetic Euler insulator
  - 拓扑斯蒂弗尔-惠特尼绝缘体（topological Stiefel-Whitney insulator）：是一种脆弱拓扑绝缘体。一维斯蒂弗尔-惠特尼绝缘体 one-dimensional Stiefel-Whitney insulator、二维斯蒂弗尔-惠特尼绝缘体 two-dimensional Stiefel-Whitney insulator（阻塞原子绝缘体）、三维斯蒂弗尔-惠特尼绝缘体 three-dimensional Stiefel-Whitney insulator、二维磁性斯蒂弗尔-惠特尼绝缘体 two-dimensional magnetic Stiefel-Whitney insulator、三维强斯蒂弗尔-惠特尼绝缘体 three-dimensional strong Stiefel-Whitney insulator、三维弱斯蒂弗尔-惠特尼绝缘体 three-dimensional weak Stiefel–Whitney insulator
  - 拓扑庞特里亚金绝缘体（topological Pontryagin insulator）：四维庞特里亚金绝缘体 four-dimensional Pontryagin insulator、低维庞特里亚金绝缘体 lowest-dimensional Pontryagin insulator
  - 光子拓扑绝缘体（Photonic Topological Insulator），光学拓扑绝缘体（Optics Topological Insulator）：一阶光子拓扑绝缘体 first-order photonic topological insulator、二阶光子拓扑绝缘体 Second-order photonic topological insulator、光子拓扑安德森绝缘体 Photonic Topological Anderson Insulator, PTAI、光子拓扑弗洛凯绝缘体 photonic topological Floquet insulator、N带光子霍普夫绝缘体 N-band photonic Hopf insulator、光子陈绝缘体 Photonic Chern insulator、三维光子拓扑陈绝缘体 three-dimensional Photonic Topological Chern insulator、光费洛凯陈数绝缘体 light Floquet Chern insulator、光子波导链驱动费洛凯拓扑绝缘体 photonic waveguide chain-driven Floquet Topological insulator（光子波导双晶型费洛凯拓扑绝缘体 photonic waveguide Bimorphic Floquet topological insulator）、光子异常费洛凯拓扑绝缘体 photonic anomalous Floquet topological insulator、弗洛凯非线性光子高阶拓扑绝缘体 Floquet nonlinear photonic higher-order topological insulator、三维光子轴子绝缘体 three-dimensional Photonic axion insulator、分形光子拓扑绝缘体 Fractal photonic topological insulator、光子非晶拓扑绝缘体 Photonic amorphous topological insulator、光子{\displaystyle p}轨道高阶拓扑绝缘体 photonic {\displaystyle p}-orbital higher-order topological insulator、二阶光子平方根拓扑绝缘体 Second-Order Photonic Square-Root Topological insulator、非厄米光子平方根非布洛赫拓扑绝缘体 non-Hermitian Photonic Square-root non-Bloch topological insulator、光子非布洛赫四极拓扑绝缘体 Photonic non-Bloch quadrupole topological insulator、双曲光子拓扑绝缘体 hyperbolic photonic topological insulator、非线性光子拓扑绝缘体 nonlinear photonic topological insulator、非线性二阶光子拓扑绝缘体 Nonlinear second-order photonic topological insulator、非线性感应光子拓扑绝缘体 Nonlinearity-induced photonic topological insulator、宇称-时间对称光子拓扑绝缘体 Parity-time-symmetric photonic topological insulator、时间调制弗洛凯拓扑光子绝缘体 time-modulated Floquet topological photonic insulator、空间调制弗洛凯拓扑光子绝缘体 space-based Floquet topological photonic insulator、耦合谐振调制弗洛凯拓扑光子绝缘体 coupled resonances Floquet topological photonic insulator、多维耦合光子拓扑绝缘体 Multi-dimensional coupling Photonic topological insulator、二维非厄米光子弗洛凯拓扑绝缘体 three-dimensional non-Hermitian Photonic Floquet topological insulator、双偏振二阶光子拓扑绝缘体 Dual-Polarization Second-Order Photonic Topological insulator、可重构瓦尼尔型高阶光子拓扑绝缘体 Reconfigurable Wannier-type higher-order photonic topological insulator、二维离散旋转对称性非周期晶格高阶光子拓扑绝缘体 discrete rotationally-symmetric aperiodic lattice high-order photonic topological insulator
  - 等离子体拓扑绝缘体（plasmonic topological insulator）：它不仅在拓扑上保护晶格边缘的光，而且能够在深亚波长尺度上限制和引导它们。可重编程等离子体拓扑绝缘体 Reprogrammable plasmonic topological insulator、合成维集成等离子体拓扑绝缘体 synthetic dimensional integrated plasmonic topological insulator、超紧凑型奥布里-安德烈-哈珀等离子体拓扑绝缘体 ultracompact Aubry–André–Harper plasmonic topological insulator
  - 声子拓扑绝缘体（phononic topological insulator），声学拓扑绝缘体（Acoustic Topological Insulator）：声学高阶拓扑绝缘体 Acoustic Higher‐Order Topological Insulator、瓦尼尔型高阶声学拓扑绝缘体 Wannier-type higher-order Acoustic topological insulator、声学三阶拓扑绝缘体 Acoustic Third-Order Topological Insulator、二阶声子拓扑绝缘体 Second-order phononic topological insulator (SPTIs)、混合阶声子拓扑绝缘体 Hybrid-order phononic topological insulator、声子陈绝缘体 phononic Chern insulator、声子实陈绝缘体 phononic real Chern insulator、四维声学高阶陈绝缘体 Four-Dimensional Acoustic Higher-Order Chern Insulator、声学自旋陈绝缘体 Acoustic spin-Chern insulator、声学谷自旋陈绝缘体 Acoustic Valley Spin Chern insulator、多极声学拓扑绝缘体 multipole Acoustic topological insulator、二维声学四极拓扑绝缘体 two-dimensional Acoustic quadrupole topological insulator (QTI)、三维声学八极拓扑绝缘体 two-dimensional Acoustic octupole topological insulator、声子四极拓扑绝缘体 phononic quadrupole topological insulator、量化声学多极拓扑绝缘体 quantized acoustic multipole topological insulator (QMTIs)、量化声学八极拓扑绝缘体 quantized acoustic octupole topological insulator、二维非对称声子晶体异常四极拓扑绝缘体 two-dimensional nonsymmorphic sonic Crystal Anomalous quadrupole topological insulator、非厄米高阶声学拓扑绝缘体 non-Hermitian Higher-Order Acoustic topological insulator、非厄米声学二阶拓扑绝缘体 Non-Hermitian Sonic Second-Order Topological Insulator、赝自旋谷耦合声子拓扑绝缘体 Pseudospin-valley-coupled phononic topological insulator、赝自旋相关声学拓扑绝缘体 Pseudospin-dependent Acoustic Topological Insulator、声学平方根拓扑绝缘体 Acoustic square-root topological Insulator、雪花声子拓扑绝缘体 Snowflake phononic topological insulator、实射影平面混合序拓扑绝缘体 Real-projective-plane hybrid-order topological insulator、扭曲投影二维声学拓扑绝缘体 Twist-projected two-dimensional acoustic topological insulator、双带声学拓扑绝缘体 Dual-band acoustic topological insulator、多带声学拓扑绝缘体 Multi-band Acoustic Topological Insulator、三维杂化声学拓扑绝缘体 Three-Dimensions Hybrid Acoustic Topological Insulator、三维声子变阶拓扑绝缘体 two-dimensional phononic Variable-order topological insulator、二维电可调弹性声子拓扑绝缘体 Two-Dimensional Electrically Tunable Elastic phononic Topological insulator、弹性三维声子拓扑绝缘体 Elastic three-dimensional phononic topological insulator、三维声学面阻碍拓扑绝缘体 Three-Dimensions Acoustic Surface-Obstructed Topological Insulator、声学狄拉克层次拓扑绝缘体 Acoustic Dirac Hierarchy Topological insulator（eightfold bulk Dirac cone, 2D fourfold surface state Dirac cone, 1D twofold hinge state Dirac cone， 0D midgap corner state）、二维谷声子晶体拓扑绝缘体 Two-dimensional Valley Phononic Crystal Topological insulator、声学半子欧拉拓扑绝缘体 acoustic meronic waves Euler topological insulator
  - 磁子拓扑绝缘体（Magnon topological insulator）：二阶拓扑磁振子绝缘体 second-order topological magnon insulator（SOTMIs）、二维铁磁陈绝缘体 Two-dimensional ferromagnetic Chern insulator、二维铁磁双陈绝缘体 Two-dimensional Ferromagnet Dual Chern insulator（具有电子和磁振子边缘态）、二维反铁磁陈绝缘体 Two-dimensional Antiferromagnetic Chern insulator、倾斜反铁磁陈绝缘体 canted-antiferromagnetic Chern insulator
  - 磁性拓扑绝缘体（magnetic Topological insulator）：二维磁性拓扑绝缘体 two-dimensional magnetic topological insulator、磁性二阶拓扑绝缘体 magnetic second-order topological insulator、范德华型磁性拓扑绝缘体 van der Waals magnetic topological insulator、范德华铁磁绝缘体 Van Der Waals Ferromagnetic insulator、稀磁拓扑绝缘体 dilute magnetic topological insulator、内禀磁性拓扑绝缘体 intrinsic magnetic topological insulator（本征）、本征磁性二阶拓扑绝缘体 Intrinsic Magnetic Second-Order Topological Insulator（2D、3D）磁性掺杂拓扑绝缘体 magnetic doped topological insulator、原子尺度磁掺杂拓扑绝缘体 Atomic-scale magnetic doping topological insulator、磁性近邻拓扑绝缘体 magnetic proximity topological insulator、铁磁绝缘体 ferromagnetic insulator，FMI、双层铁磁绝缘体 Bilayer Magnetic insulator、反铁磁绝缘体 Antiferromagnetic insulator、亚铁磁绝缘体 Ferrimagnetic insulator、交替磁绝缘体 Altermagnetic insulator、谷极化铁磁绝缘体 valley-polarized Ferromagnetic insulator、谷极化亚铁磁绝缘体 valley-polarized ferrimagnetic insulator、谷极化反铁磁绝缘体 valley-polarized antiferromagnetic insulator、二维谷极化铁磁二阶拓扑绝缘体 Two-dimensional valley-polarized ferromagnetic second-order topological insulator、二维谷极化反铁磁二阶拓扑绝缘体 Two-dimensional valley-polarized antiferromagnetic second-order topological insulator、二维谷极化亚铁磁（铁谷）二阶拓扑绝缘体 Two-dimensional valley-polarized ferrimagnetic (ferri-valley) second-order topological insulator、层反铁磁绝缘体 layer antiferromagnetic insulator、层亚铁磁绝缘体 layer ferrimagnetic insulator、层铁磁绝缘体 layer ferromagnetic insulator、层赝自旋极化味反铁磁绝缘体 layer pseudospin polarization flavour antiferromagnetic insulator、（层电荷平衡配置）层赝自旋极化味亚铁磁绝缘体 layer pseudospin polarization flavour ferrimagnetic insulator、（部分层电荷极化）层赝自旋极化味铁磁绝缘体 layer pseudospin polarization flavour ferromagnetic insulator、（全层电荷极化）硬铁磁拓扑绝缘体 Hard Ferromagnetic Topological Insulator、二维A型四方反铁磁绝缘体 Two-dimensional A-type tetragonal antiferromagnetic insulator、二维A型六方反铁磁绝缘体 Two-dimensional A-type hexagonal antiferromagnetic insulator、单轴反铁磁绝缘体 uniaxial antiferromagnet insulator
  - 轴子拓扑绝缘体（Axion topological insulator）：量子态与电磁场的耦合会产生轴子场（{\displaystyle \theta \mathbf {E} \cdot \mathbf {B} }），从而引发诸如量子化的法拉第-克尔旋转、半整数量化表面霍尔效应等拓扑磁电效应。轴子绝缘体 Axion insulator、静态轴子绝缘体 Static Axion insulator、动态轴子绝缘体 Dynamic Axion insulator、铁磁轴子绝缘体 ferromagnetic Axion insulator、反铁磁轴子绝缘体 Anti-ferromagnetic Axion insulator、高自旋轴子绝缘体 High spin axion insulator（HSAI）、双{\displaystyle {\mathcal {T}}}轴子绝缘体 {\displaystyle {\mathcal {T}}}-doubled axion insulator，T-DAXI）
  - 孤子拓扑绝缘体（solitonic topological insulator）：一阶拓扑磁孤子绝缘相 first-order topological magnetic solitonic insulator（一维SSH模型, 二维Haldane模型）、高阶拓扑磁孤子绝缘体 Higher-order topological magnetic solitonic insulator、二阶拓扑磁孤子绝缘体 Second-order topological magnetic solitonic insulator（二维呼吸型笼目晶格2D breathing kagome lattice、二维呼吸型蜂巢晶格 2D breathing honeycomb lattice、二维呼吸型四方晶格 2D breathing square lattice）、三阶拓扑磁孤子绝缘体 Third-order topological magnetic solitonic insulator（三维呼吸长方体晶体 three-dimensional breathing cuboids）、光子拓扑绝缘体 photonic topological insulator (螺旋波导蜂窝晶格 helical waveguide honeycomb lattice)
  - 半磁性拓扑绝缘体（semi-magnetic topological insulator：在拓扑绝缘体中，由于局部对称性破缺所诱导的有质量表面态，被预测可以通过低能有效狄拉克模型所刻画，并呈现出半量子化的霍尔电导。
  - 铁电拓扑绝缘体（Ferroelectric Topological insulator）、反铁电拓扑绝缘体（Antiferroelectric Topological insulator）：I型二维铁电拓扑绝缘体 type-I two-dimensional ferroelectric topological insulator、II型二维铁电拓扑绝缘体 type-II two-dimensional ferroelectric topological insulator、铁电一阶拓扑绝缘体 Ferroelectric first-order topological insulator、铁电高阶拓扑绝缘体 Ferroelectric higher-order topological insulator、二维铁电高阶拓扑绝缘体 two dimensions Ferroelectric higher-order topological insulator、铁电一阶{\displaystyle Z_{2}}拓扑绝缘体 Ferroelectric first-order {\displaystyle Z_{2}} topological insulator、铁电高阶{\displaystyle Z_{2}}拓扑绝缘体 Ferroelectric higher-order {\displaystyle Z_{2}} topological insulator、
  - 铁谷拓扑绝缘体（ferrovalley Topological insulator，FVTI）：铁谷半导体 ferrovalley semiconductors、铁电谷拓扑绝缘体 Ferroelectrovalley Topological insulator、铁磁谷拓扑绝缘体 Ferromagneticvalley Topological insulator、二维铁电谷拓扑绝缘体Two-Dimensional Ferroelectrovalley Topological insulator
  - 力学拓扑绝缘体（mechanical topological insulator）：零维力学拓扑绝缘体 zero dimensions Mechanical topological insulator、纵向一维力学拓扑绝缘体 Longitudinal one-dimensional mechanical topological insulator、二阶力学拓扑绝缘体 second-order mechanical topological insulator、三维完全极化静力学拓扑绝缘体 Three Dimensions Fully Polarized Isostatic mechanical Topological insulator、磁-力学扑绝缘体 magneto-mechanical topological insulator、弱力学拓扑绝缘体 weak mechanical topological insulator、合成维度磁-力学扑绝缘体 synthetic dimension magneto-mechanical topological insulator（2D降为1D）
  - 胶体拓扑绝缘体（Colloidal topological insulator）：磁性胶体粒子沿两个不同的磁性晶格的边缘传播。在均一的外加磁场驱动下，胶体运动形成拓扑非平凡调制回路。这一回路在磁性晶格内部产生封闭轨道。在两晶格边缘交汇处，无法形成封闭式轨道，轨道呈现跳跃式轨迹，从而形成边缘传输。
- 强关联拓扑绝缘体（Strongly correlated Topological insulator）： 包含稀土元素的化合物由于其f电子的性质往往具有很强的电子-电子相互作用。这是凝聚态物理中一类典型的强关联体系, 被称为重费米子材料。一些重费米子绝缘体具有拓扑非平庸的电子结构和无能隙的表面态。
  - 近藤拓扑绝缘体 topological Kondo insulator）：结合了Kondo效应和拓扑绝缘体的特性。Kondo效应是指在稀磁合金中，低温下电阻随温度降低而异常增大的现象，它与磁性杂质和传导电子之间的相互作用有关。一维拓扑近藤绝缘体 1D topological Kondo insulator、二维拓扑近藤绝缘体 2D topological Kondo insulator、三维拓扑近藤绝缘体 3D topological Kondo insulator、莫比乌斯近藤绝缘体 Möbius Kondo insulator
- 相互作用拓扑绝缘体（Interacting Topological insulator）
  - 维格纳拓扑绝缘体（Wigner Topological insulator）：同时表现出拓扑特性和维格纳晶体行为的材料，当强电子-电子相互作用克服动能的影响，导致电子的晶体排列时，就会出现这种状态，在零磁场下自发形成的空穴和电子维格纳固体，磁滞和电压波动表明跨钉扎势的畴运动，并且随着热波动克服势能在有限温度下消失。
  - 激子拓扑绝缘体（excitonic topological insulator）：在半金属和窄带隙半导体中，通过自发形成激子而出现的相干量子态，当电子-空穴结合能超过带隙时就会产生激子绝缘体，中性电子-空穴对（激子）在激子绝缘体中可以自由移动。一维激子绝缘体 one-dimensional excitonic insulator、二维激子绝缘体 two-dimensional excitonic insulator、自旋三重态拓扑激子绝缘体 Spin-triplet topological excitonic insulator（2D）、偶极激子绝缘体 dipolar excitonic insulator、半激子绝缘体 Half-Excitonic Insulator、分数激子绝缘体 Fractional excitonic insulator、强关联激子绝缘体 Strongly correlated excitonic insulator、强耦合激子绝缘体 strong-coupling excitonic insulator、{\displaystyle s}波激子绝缘体 {\displaystyle s}-Wave topological excitonic insulator、{\displaystyle p}波激子绝缘体 {\displaystyle p}-Wave topological excitonic insulator、{\displaystyle d}波激子绝缘体 {\displaystyle d}-Wave topological excitonic insulator、二维{\displaystyle p+ip}拓扑激子绝缘体 two-dimensional {\displaystyle p+ip}-Wave topological excitonic insulator、极化激元拓扑绝缘体 polariton topological insulator、高阶极化激元绝缘体 higher-order polariton insulator、界面电荷转移激子绝缘体 Interfacial Charge-Transfer Excitonic Insulator（2D）、一维磁性激子绝缘体 One-dimensional magnetic excitonic insulator、反铁磁激子绝缘体 antiferromagnetic excitonic insulator
  - 轨道拓扑绝缘体（orbital Topological insulator）：光子学p轨道高阶拓扑绝缘体 photonic {\displaystyle p}-orbital higher-order topological insulator、声学p轨道高阶拓扑绝缘体 acoustic {\displaystyle p}-orbital higher-order topological insulator
  - 安德森拓扑绝缘体（Anderson Topological Insulator）：由安德森局域化引起的拓扑绝缘体。高阶拓扑安德森绝缘体 Higher-Order Topological Anderson Insulator、陈安德森绝缘体 Chern Anderson Insulator、无序拓扑绝缘体 disordered topological insulator、无序二维拓扑绝缘体 Disordered Two-dimensional Topological Insulator、无序非中心对称超导体 Disorder Noncentrosymmetric Superconductor
  - 派尔斯拓扑绝缘体（Peierls Topological Insulator）：由派尔斯失稳所导致的拓扑绝缘体。高阶拓扑派尔斯绝缘体 Higher-Order Topological Peierls Insulator
  - 姜-泰勒拓扑绝缘体（Jahn-Teller Topological Insulator）：指同时表现出拓扑特性（绝缘内部、导电表面）和Jahn-Teler效应（轨道简并引起的几何变形）的材料。这些材料的特征是伪Jahn-Teller效应，该效应显著影响其电子和磁性，可能导致带隙打开和拓扑表面态。拓扑姜-泰勒莫特绝缘体 Topological Jahn-Teller Mott insulator
- 补偿拓扑绝缘体（compensated topological insulator）：体电子特性受到低温下自组织电荷池形成的强烈影响。最佳补偿拓扑绝缘体 best-compensated topological insulator、电荷补偿拓扑绝缘体 charge-compensated topological insulator、补偿三维拓扑绝缘体 compensated three dimensional topological insulator
- 弗洛凯拓扑绝缘体（Floquet topological insulator）： 是驱动外场诱导出来的一个时间周期性驱动系统中的拓扑相，保留了一份离散的时间平移不变性。利用Floquet-Bloch定理，Floquet系统具有准能带结构(quasi-energy spectrum)。弗洛凯拓扑绝缘体有两种不同的类型：π-type 和 0π-type，静态拓扑绝缘体为0-type。弗洛凯霍普夫拓扑绝缘体 Floquet Hopf topological insulator、弗洛凯非阿贝尔拓扑绝缘体 Floquet non-Abelian topological insulator、反常弗洛凯拓扑绝缘体 Anomalous Floquet Topological Insulator、双曲散射网络反常弗洛凯拓扑绝缘体 hyperbolic networks anomalous Floquet topological insulator、非对称时空对称性弗洛凯二阶拓扑绝缘体 Nonsymmorphic Space-Time Symmetries Floquet Second-Order Topological insulator、非线性弗洛凯拓扑绝缘体 nonlinear Floquet topological insulator、三维双带弗洛凯拓扑绝缘体 three-dimensional two-band Floquet topological insulator
- 莫特拓扑绝缘体（ Mott Topologicalinsulator, TMI）：命名是为纪念英国物理学家兼1977年诺贝尔物理奖得主内维尔.莫特 Nevill Mott，莫特物理是关联量子材料中电子的巡游性与局域化两种行为的竞争与合作即。莫特绝缘体被描述为一种电子态，其中电子的相互作用导致它们无法在晶体中移动，材料呈现出绝缘体的特性。莫特-哈伯德绝缘体 Mott-Hubbard insulator、二维莫特绝缘体 Two-dimensional Mott insulator、分形莫特绝缘体 fractal Mott insulator、铁磁莫特绝缘体 ferromagnetic Mott insulator、反铁磁莫特绝缘体 antiferromagnetic Mott insulator、向列相莫特绝缘体 nematic Mott insulator、原子极限莫特绝缘体 Atomic-Limit Mott Insulator、双组分莫特绝缘体 two-component Mott insulator、掺杂莫特绝缘体 doped Mott insulator、无掺杂铁磁莫特状绝缘体 dopant-free ferromagnetic Mott-like insulator、光掺杂莫特绝缘体 Photodoped Mott Insulator、激子莫特绝缘体 exciton Mott insulator、谷极化激子莫特绝缘体 Valley-polarized exitonic Mott insulator、自旋轨道耦合莫特绝缘体 spin-orbit-coupled Mott insulator、单带莫特绝缘体 Single-Band Mott Insulator、双重绝缘体 Dualistic insulator（二维莫特绝缘体和三维能带绝缘体态）、关联莫特绝缘体 correlated Mott insulator、玻色子莫特绝缘体 bosonic Mott insulator（玻色关联绝缘体 bosonic correlated insulator）、自旋轨道纠缠莫特绝缘体 spin-orbit entangled Mott insulator、自旋轨道耦合莫特绝缘体 Spin-Orbit-Coupled Mott Insulator
- 阻塞原子绝缘体（obstructed atomic insulator）：存在阻塞表面态的绝缘体。它的基态电荷中心位于一些没有原子存在的“空位点”（例如两个范德华原子层的中间位置）。如果样品的天然解理面恰好通过这些位点，那么每一个空位点将存在“半个电子”（这种现象也被称为“填充异常”），因而，在样品的界面或畴壁处会形成固定携带一半电荷的“阻塞表面态”，由于其半填充的属性，这种新奇的表面态必然穿过费米能级，使界面导电。磁障原子绝缘体 magnetic obstructed atomic insulator、二维轨道阻塞绝缘体 Two-dimensional orbital-obstructed insulator、三维面阻碍高阶拓扑绝缘体 Three-dimensional Surface-Obstructed higher-order Topological insulator、边界阻碍拓扑绝缘体 boundary-obstructed Topological insulator（二维四极子）
- 电荷转移绝缘体（Charge-transfer insulator）：负电荷转移绝缘体 negative charge transfer insulator、掺杂电荷转移绝缘体 doped charge transfer insulator、轻掺杂电荷转移绝缘体 lightly doped charge-transfer insulator、光掺杂电荷转移绝缘体 Photodoped charge transfer insulator、谷电荷-转移绝缘体 Valley charge-transfer insulator
- 双拓扑材料（dual topological materials：2D量子自旋霍尔绝缘体和3D拓扑外尔半金属混合。
- 拓扑半金属（Topological semimetal）：半电导金属，逐渐调控电子能带的能隙，使其逐渐减小至零，再逐渐变大，可以实现从三维拓扑绝缘体到普通绝缘体的拓扑量子相变。在相变点，导带底和价带顶相交于一个点，形成无能隙的三维狄拉克锥，即狄拉克半金属。在狄拉克半金属中引入时间反演或空间反射对称性破缺，狄拉克点会劈裂成为整数对外尔点，成为外尔半金属。拓扑手性半金属 topological chiral semimetal、贝里偶极子半金属 Berry-dipole semimetal（拓扑无间隙相）、一阶贝里偶极半金属 first-order Berry-dipole semimetal、二阶贝里偶极子半金属 second-order Berry-dipole semimetal、非阿贝尔拓扑半金属 non-Abelian topological semimetal、非阿贝尔编织半金属 non-Abelian braiding semimetal、二维时间反演对称性破缺非阿贝尔拓扑半金属 Two-Dimensional Time-Reversal Broken non-Abelian topological semimetal、双曲非阿贝尔半金属 Hyperbolic Non-Abelian Semimetal、双曲带半金属 hyperbolic band semimetal、电荷密度波拓扑半金属 charge-density-wave topological semimetal（具有24对Weyl节点，准一维结构）、方网拓扑半金属 Square-Net Topological semimetal、高折叠拓扑半金属 higher-fold topological semimetal、二维半陈-外尔半金属 Two-dimensional half Chern-Weyl semimetal（二维磁性外尔半金属通过对称性与半拓扑状态的半陈绝缘体（全自旋极化陈绝缘体）相结合）、半赫斯勒拓扑半金属 half Heusler topological semimetal、多重手性费米子半金属 multifold chiral fermion semimetal、三维掺杂拉廷格半金属 three-dimensional doped Luttinger semimetal、二维π结狄拉克半金属 two-dimensional π-junction Dirac semimetal
  - 一维拓扑半金属（one-dimensional topological semimetal）
  - 准一维拓扑半金属（quasi-one-dimensional topological semimetal）
  - 二维拓扑半金属（Two-dimensional topological semimetal）：二维层状拓扑半金属 Two‐Dimensional Layered Topological semimetal、二维拓扑狄拉克半金属 Two-Dimensional Topological Dirac semimetal、二维拓扑外尔半金属 Two-Dimensional Topological Weyl semimetal
  - 三维拓扑半金属（Three-Dimensional Topological semimetal）：
  - 四维拓扑半金属（four-Dimensional Topological semimetal）：具有张量单极子。
  - 拓扑狄拉克半金属（Topological Dirac semimetal）：Type-I Dirac semimetal、Type-II Dirac semimetal、二维拓扑狄拉克半金属 Two-Dimensional Topological Dirac semimetal（谷狄拉克半金属 Valley-Dirac semimetal（偶数狄拉克点）、拓扑狄拉克半金属 Topological Dirac semimetal（奇数狄拉克点，霍尔丹半金属 Haldane semimetal））、三维拓扑狄拉克半金属 Three-Dimensional Topological Dirac semimetal、三维本征双狄拉克半金属 Three-Dimensional intrinsic double Dirac semimetal、三维{\displaystyle C_{4}}对称非厄米高阶狄拉克半金属 Three-dimensional {\displaystyle C_{4}}-symmetric non-Hermitian higher-order Dirac semimetal、二维自旋谷耦合狄拉克半金属 Two-dimensional spin-valley-coupled Dirac semimetal、对称保护拓扑狄拉克半金属 Symmetry-Protected Topological Dirac semimetal（2D、3D）、三维非中心对称拓扑狄拉克半金属 three dimensions Noncentrosymmetric topological Dirac semimetal、六角形ABC 狄拉克半金属 hexagonal ABC Dirac semimetal、克莱因瓶狄拉克半金属 Klein-bottle Dirac semimetal、非中心对称高阶拓扑狄拉克半金属 Noncentrosymmetric Higher-Order Topological Dirac semimetal、单狄拉克锥半金属 single Dirac-cone semimetal（一个间隙是闭合的，而其他三个间隙是打开的）
  - 拓扑外尔半金属（Topological Weyl semimetal）：Type-I Weyl semimetal、Type-II Weyl semimetal、拓扑双外尔半金属 topological double-Weyl semimetal、多外尔拓扑半金属 Multi-Weyl Topological semimetal、三维{\displaystyle C_{4,6}}保护方形平面内色散双外尔节点拓扑半金属 Three-Dimensional {\displaystyle C_{4,6}}-protected quadratic in-plane dispersion double-Weyl nodes topological semimetal、三维{\displaystyle C_{6}}保护立方平面内色散三外尔节点拓扑半金属 Three-Dimensional {\displaystyle C_{6}}-protected cubic in-plane dispersion triple-Weyl nodes topological semimetal、三维拓扑外尔半金属 Three-Dimensional Topological Weyl semimetal、二维二次二重外尔半金属 Two-dimensional quadratic double Weyl semimetal、粒子-空穴不变二维外尔半金属 particle-hole invariant Two-dimensional Weyl semimetal、“自旋-外尔”半金属“spin-Weyl” semimetal、克拉默-外尔半金属 Kramers Weyl semimetal (KWS)、偶极外尔半金属 Dipolar Weyl semimetal、平方根高阶外尔半金属 Square-root higher-order Weyl semimetal、复合外尔半金属 Composite Weyl semimetal（弱拓扑绝缘体与强拓扑绝缘体转变时存在相）
  - 高阶拓扑半金属（higher-order Topological semimetal）：高阶拓扑狄拉克半金属 higher-order topological Dirac semimetal（2D、3D）、稳定高阶拓扑狄拉克半金属 Stable higher-order topological Dirac semimetal、高阶拓扑外尔半金属 higher-order topological Weyl semimetal（2D、3D）、非中心对称高阶拓扑狄拉克半金属 Noncentrosymmetric higher-order topological Dirac semimetal
  - 狄拉克-外尔半金属（Dirac-Weyl semimetal）：非常规狄拉克-外尔半金属 unconventional Dirac-Weyl semimetal、二维可调狄拉克/外尔半金属 Two-dimensional Tunable Dirac/Weyl semimetal、混合拓扑半金属 Mixed topological semimetal（零维和一维半金属拓扑态 zero-dimensional and one-dimensional semimetallic topological state）
  - 复合狄拉克半金属（Composite Dirac semimetal）：一个既有弱拓扑绝缘体特征又有狄拉克半金属特征的拓扑物态。具有一对狄拉克点和一对沿高对称路径反转的带。在侧面，连接投影狄拉克点的一对费米弧与穿过表面布里渊区的一对费米环共存。
  - 拓扑节点半金属（Topological Nodal semimetal）：节点线拓扑半金属 Nodal Line Topological semimetal、单极节点线半金属 monopole nodal line semimetal、环节点拓扑半金属 loop-nodal semimetal Topological semimetal、节环拓扑半金属 Nodal Ring Topological semimetal、节点链拓扑半金属 nodal-chain Topological semimetal、沙漏拓扑半金属 Hourglass Topological semimetal、沙漏型节网拓扑半金属 Hourglass-like Nodal Net topological semimetal、克拉默节线半金属 Kramers nodal-line semimetal、二维非对称节点线半金属 two-dimensional nonsymmorphic nodal-line semimetal、镜面对称性保护多节线半金属 Mirror protected multiple nodal line semimetal、二阶节点线半金属 Second-Order Nodal-Line semimetal、三维二阶节线半金属 Three-Dimensional Second-Order Nodal-Line semimetal、三维高阶节面半金属 Therr-Dimensional Higher-Order Nodal Surface semimetal、二阶实节点线半金属 Second-Order Real Nodal-Line semimetal、参数维二阶节点线半金属 parameter-dimensional second-order nodal-line semimetal、奇异参数维混合序节点线半金属 exotic parameter-dimensional hybrid-order nodal-line semimetal、{\displaystyle \mathbb {Z} _{2}}非平庸单极节线半金属 {\displaystyle \mathbb {Z} _{2}}-nontrivial monopole nodal lines、{\displaystyle \mathbb {Z} _{2}}外尔节点线拓扑半金属 {\displaystyle \mathbb {Z} _{2}} Weyl nodal-line topological semimetal、三维单极荷节点线半金属 Therr-Dimensional monopole-charged nodal-line semimetal (MNLSM)、三维线节点拓扑半金属 three-dimensional line-node topological semimetal、二阶拓扑环节点半金属 second-order topological loop-nodal semimetal、全自旋极化节点环半金属 Fully Spin-Polarized Nodal Loop semimetal、任意多个弗洛凯节点环半金属 arbitrarily many desired Floquet Nodal loop semimetal、多环节点线半金属 Multi-loop node line semimetal
    - 拓扑霍普夫环半金属（Topological Hopf-loop semimetal）：其指标为一对数 ({\displaystyle p}，{\displaystyle q})，其中霍普夫数由 {\displaystyle pq}给出。费米面由霍普夫映射的原像给出，对于非零霍普夫数，它是非平凡链接的。费米面形成一个环面链接，可以选择{\displaystyle p}或{\displaystyle q}为半整数，其中环面结费米面（例如三叶结 ，{\displaystyle p=3/2}，{\displaystyle q=1}）可以实现。甚至可以将霍普夫数设为任意有理数，从而生成费米面形成开弦半金属。霍普夫链拓扑半金属 Hopf-link Topological semimetal、三叶结拓扑半金属 Trefoil-knot Topological semimetal、所罗门结拓扑半金属 Solomon’s-knot Topological semimetal、双霍普夫链拓扑半金属 double Hopf link Topological semimetal、双三叶结拓扑半金属 double trefoil-knot Topological semimetal、环面结拓扑半金属 Torus-knot Topological semimetal、开弦拓扑半金属 Open-string Topological semimetal、
    - 节点柔性表面半金属（Nodal Flexible-surface semimetal）：节点基于表面拓扑半金属 Nodal surface-based topological semimetal，包括：节点平面拓扑半金属 nodal flat-surface topological semimetal、节点球面拓扑半金属 nodal sphere topological semimetal、节点管拓扑半金属 nodal tube topological semimetal、节点横杆拓扑半金属 nodal crossbar topological semimetal、节点沙漏状表面拓扑半金属 nodal hourglass-like surface topological semimetal、椭球节点表面拓扑半金属 ellipsoidal nodal surface topological semimetal
    - 外尔节点半金属（Weyl Nodal Semimetallic）：外尔节点环半金属 Weyl Nodal-Ring Semimetallic、复合外尔节点点-线半金属 composite Weyl Nodal Point-Line semimetal、复合外尔节点点-面半金属 composite Weyl nodal point-surface semimetal、复合外尔节点线-面半金属 composite Weyl nodal line-surface semimetal、
    - 狄拉克节点半金属（Dirac Nodal semimetal）：狄拉克节线半金属 Dirac Nodal Line semimetal、狄拉克节点球半金属 Dirac-Nodal-Sphere Semimetal、赝狄拉克节点球半金属 Pseudo Dirac-Nodal-Sphere semimetal、复杂交叉节点线拓扑狄拉克半金属 complex crossing-nodal-lines topological Dirac semimetal、多重拓扑节线结构狄拉克拓扑半金属 multiple topological nodal structur Dirac Topological semimetal、二维狄拉克节线半金属 Two-Dimensional Dirac Nodal Line semimetal、对称性强制二维狄拉克节点线半金属 Symmetry-enforced two-dimensional Dirac node-line semimetal

  - 三重简并点半金属（Threefold Degenerate semimetal）
  - 多重简并点半金属（Multifold Degenerate semimetal）：手征多重半金属 chiral multifold semimetal
  - 分数化拓扑半金属（Fractionalized Topological semimetal）：分数（半）金属可以被视为带隙分数拓扑态的“母态”。三维分数化外尔半金属 Three Dimensions Fractionalized Weyl semimetal
  - 拓扑霍普夫半金属（Topological Hopf semimetal）：二维双带节线拓扑霍普夫半金属 two-Dimensional two-band nodal lines topological Hopf semimetal（精细半金属 delicate semimetal、AIII）、三维双带节线拓扑霍普夫半金属 four-Dimensional two-band nodal lines topological Hopf semimetal（精细半金属 delicate semimetal、AIII）、四维双带节线拓扑霍普夫半金属 four-Dimensional two-band nodal lines topological Hopf semimetal（精细半金属 delicate semimetal、AIII）、无质量多倍数霍普夫半金属 Massless multifold Hopf semimetal（𝑁=3,4,5）（谷霍普夫半金属 Valley-Hopf semimetal（布里渊区与Berry偶极子具有偶数个交叉点）、拓扑霍普夫半金属 topological Hopf semimetal（布里渊区具有奇数个Berry偶极交叉）)、多倍数贝里偶极霍普夫半金属 multifold Berry dipole Hopf semimetal、多倍数贝里四极霍普夫半金属 multifold Berry quadrupole Hopf semimetal、多倍数贝里八极霍普夫半金属 multifold Berry octupole Hopf semimetal、二维二次带接触半金属 two-dimensional quadratic band-touching semimetal (QBTSM)、贝里偶极二次带接触半金属 Berry dipole quadratic band-touching semimetal、向列外尔半金属 nematic Weyl semimetal
  - 拓扑欧拉半金属（Topological Euler semimetal）：实多带隙系统具有非阿贝尔拓扑电荷，其特点是动量空间中具有实三重简并（real triple degeneracies，RTD）。这些 RTD 可作为实拓扑相的外尔点。在晶体中具有多个 RTD 的物理系统中通过欧拉曲率场，发现 I 型 RTD 具有量化点欧拉电荷，而 II 型 RTD 显示沿节点线连续分布的欧拉电荷。RTD 的欧拉数与节点线的阿贝尔/非阿贝尔拓扑电荷之间具有对应关系，将庞加莱-霍普夫指数定理扩展到布洛赫纤维丛并确保了节点线的连通性。RTD 系统的存在“禁行”(no-go)定理，要求布里渊区内的正负欧拉电荷保持平衡。非平凡欧拉拓扑韦尔半金属 nontrivial Euler Topological Weyl semimetal、欧拉节线拓扑半金属 Euler Nodal Line Topological semimetal
  - 拓扑斯蒂弗尔-惠特尼半金属（topological Stiefel-Whitney semimetal）
  - 拓扑庞特里亚金半金属（topological Pontryagin semimetal）
  - 双曲拓扑半金属（Hyperbolic topological semimetal）：双曲非阿贝尔半金属 Hyperbolic Non-Abelian Semimetal
  - 光子拓扑半金属（Photonic Topological semimetal），光学拓扑半金属（Optics Topological semimetal）：光子高阶双外尔半金属 Photonic Higher-Order Double-Weyl Semimetal、光子拓扑二次节点半金属 photonic Topological quadratic-node semimetal、高阶节点环光子半金属 Higher-order nodal ring photonic semimetal、光子狄拉克节点线半金属 Photonic Dirac nodal-line semimetal、时间反转不变光子半金属 time-reversal-invariant photonic semimetal
  - 声子拓扑半金属（phononic topological semimetal），声学拓扑半金属（Acoustic Topological semimetal）：声子高阶狄拉克半金属 phononic higher-order Dirac semimetal、声子高阶外尔半金属 phononic higher-order Weyl semimetal、声学谷高阶外尔半金属 sonic Valley higher-order Weyl semimetal、巨声子异常拓扑节点线半金属 Giant phonon anomaly topological nodal-line semimetal、拓扑节点声子半金属 topological nodal-point phononic semimetal、拓扑节点链声子半金属 topological nodal chain phononic semimetal、拓扑节点网络声子半金属 topological nodal net phonons semimetal、三维声子晶体高阶节线半金属 three dimensions Phononic Crystal Higher-order Nodal-Line Semimetal、声学四重狄拉克节点线半金属 acoustic fourfold Dirac nodal line semimetal、声学高阶拓扑节点环半金属 Acoustic higher-order topological nodal loop semimetal、声学高阶拓扑节点面半金属 Acoustic higher-order nodal surface semimetal、声子非常规狄拉克-外尔半金属 phononic unconventional Dirac-Weyl semimetal (UDWS)、声学自旋-1 外尔拓扑半金属 Acoustic spin-1 Weyl Topological semimetal、声学四极表面拓扑半金属 Acoustic Quadrupolar Surface Topological semimetal、高阶外尔特殊环半金属 Higher-order Weyl-exceptional-ring semimetal、声学高阶斯蒂弗尔-惠特尼半金属 acoustic high-order Stiefel-Whitney semimetal、非厄米高阶韦尔半金属 Non-Hermitian higher-order Weyl semimetal、非厄米声学实二阶节点环半金属 non-Hermitian Acoustic real second-order nodal-loop semimetal、声学非阿贝尔拓扑半金属 acoustic non-Abelian topological semimetal
  - 磁子拓扑半金属（Magnon Topological semimetal）：磁子外尔半金属 Magnon Weyl semimetal、征磁振子外尔半金属 intrinsic magnonic Weyl semimetal
  - 孤子拓扑半金属（solitonic topological semimetal）：孤子外尔半金属 solitonic Weyl semimetal
  - 轨道拓扑半金属（orbital Topological semimetal）：在棋盘和六边形光学晶格中实现的轨道自由度为新型量子态，在二维费米子光学晶格的轨道带中费米子光晶格拓扑半金属（fermionic opticallattice Topological semimetal）以宇称保护的无带隙态出现。这种新的量子态以Berry通量为2π的抛物线带简并点为特征，在具有{\displaystyle D_{4}}点群对称性的晶格种都是普遍存在的，只要具有相反宇称的轨道彼此强烈杂交，并且带简并受到负宇称的保护。
  - 磁性拓扑半金属（magnetic topological semimetal）：磁性外尔半金属 magnetic Weyl semimetal、磁性狄拉克半金属 magnetic Dirac semimetal、铁磁性半金属 ferromagnetic semimetal、反铁磁性半金属 antiferromagnetic semimetal、二维反铁磁狄拉克半金属 Two-Dimensional antiferromagnetic Dirac semimetal、铁磁外尔半金属 Ferromagnetic Weyl semimetal、非中心对称铁磁外尔半金属 non-centrosymmetric ferromagnetic Weyl semimetal、第一类铁磁外尔半金属 Type-I ferromagnetic Weyl semimetal、第二类铁磁外尔半金属 Type-II ferromagnetic Weyl semimetal、第一类反铁磁外尔半金属 Type-I antiferromagnetic Weyl semimetal、第二类反铁磁外尔半金属 Type-I antiferromagnetic Weyl semimetal
  - 铁电拓扑半金属（Ferroelectric topological semimetal）、反铁电拓扑半金属（antiferromagnetic topological semimetal）：外尔铁电半金属 Weyl Ferroelectric Semimetal
  - 超导拓扑半金属（Superconducting topological semimetal：超导拓扑狄拉克半金属 Superconducting topological Dirac semimetal、超导I型狄拉克半金属 superconducting type-I Dirac semimetal、超导II型狄拉克半金属 superconducting type-II Dirac semimetal、超导拓扑外尔半金属Superconducting topological Weyl semimetal（d-wave）、超导I型外尔半金属 superconducting type-I Weyl semimetal、超导II型外尔半金属 superconducting type-II Weyl semimetal、单极超导外尔半金属 Monopole Superconducting Weyl Semi-metal
  - 自旋子拓扑半金属（spinon Topological semimetal）：三维拓扑自旋子半金属 three dimensions Topological spinon semimetal
  - 弗洛凯拓扑半金属（Floquet topological semimetal）：扩展周期驱动哈珀弗洛凯拓扑半金属 extended kicked Harper Floquet topological semimetal
  - 近藤拓扑半金属（Kondo Topological semimetal）：近藤效应是金属电阻的增强，是由非相对论巡回电子和局域自旋杂质之间的强相关性引起的。外尔近藤半金属 Weyl-Kondo semimetal、狄拉克近藤半金属 Dirac-Kondo semimetal
  - 量子反常半金属（Quantum anomalous semimetal）：存在Wilson 费米子的具有半整数拓扑不变量的半金属， 在时空奇数维的体系中，有分数化电极化和电磁极化特征；而时空偶数维的体系则具有半整数霍尔电导 (即霍尔平台)。对三维拓扑量子体系 (3D + 1T = 4 偶数维)，将可能实验观测到半整数霍尔平台。
- 拓扑半金属准金属（topological half-metallic semimetal）：铁磁半金属外尔半金属 Ferromagnet half-metallic Weyl semimetal
- 拓扑自旋无能隙半金属（topological spin-gapless semimetal），拓扑自旋无能隙半导体（topological spin-gapless semiconductors）：兼具准金属(semimetal)和半金属(half-metal)独特物性的一种新型准半金属拓扑量子态。它连接了半导体和半金属材料，具有独特能带结构的材料，其中一个自旋通道表现出无间隙（半金属）行为，而另一个自旋通道具有有限的能带间隙，电子和空穴的自旋都是完全极化的。外尔点自旋无间隙半导体 Weyl-point spin-gapless semiconductor、节线自旋无能隙半金属 Nodal Line Spin-Gapless semimetal、节链自旋无能隙半金属 Nodal Chain Spin-Gapless semimetal、节点环自旋无能隙半导体 Nodal ring spin-gapless semiconductor、拓扑节点环铁磁自旋无能隙半金属 topological nodal ring ferromagnetic spin gapless semimetal、类狄拉克线型自旋无能隙半导体 Dirac-like linear spin-gapless semiconductors、类抛物线型自旋无能隙半导体 parabolic-like spin-gapless semiconductors、半赫斯勒{\displaystyle {d}^{0}-{d}}无能隙半导体 Half-Heusler {\displaystyle {d}^{0}-{d}} gapless semiconductors
- 拓扑谷无能隙半金属（topological valley gapless semimetal）、拓扑谷无能隙半导体（topological valley gapless semiconductor）：类比自旋无能隙半导体。
- 拓扑半准金属（Topological half-semimetal）：是一种完全极化的铁磁性半金属，费米能级仅穿过一个自旋通道。位于两个具有相反陈数的量子反常霍尔绝缘体相之间的拓扑相变处的临界态。二维拓扑外尔半准金属 two-dimensional topological Weyl half semimetal、理想自旋极化外尔半准金属 Ideal spin-polarized Weyl-half-semimetal
- 拓扑准金属（Topological half-metal）：自旋金属、半极性金属或半极金属，以是指对于自旋为某一方向的电子表现为导体，但是对于自旋为另一方向的电子表现为半导体或绝缘体的材料。所有半金属都是铁磁性或亚铁磁性的。陈半金属 Chern Half-Metal、二维铁磁半金属 two-dimensional ferromagnetic half-metal、二维稳健本征铁磁半金属 two-dimensional robust intrinsic ferromagnetic half-metal、完全自旋极化二维拓扑半金属 fully spin polarized Two-dimensional topological half-metal、完全自旋极化外尔节环半金属 fully spin polarized Weyl-loop half-metal、拓扑狄拉克自旋无能隙准金属 topological Dirac spin-gapless half-metal
- 谷控半金属（valley-controlled half-metal）：Berry相为2π的体半金属态，并且间隙闭合谷的数量是可调的。在相边界处，存在一个半金属的二维体态（间隙在K或K0处闭合），具有一个或两个可调的谷间隙闭合。各个点对应于双谷半金属（dual-valley half-metal，谷简并 valley degeneracy）、单谷半金属（single-valley half-metal，另一个谷是绝缘的）、自旋谷锁定半金属（spin-valley locked semimetal，费米能级附近的自旋下降（自旋上升）子带被锁定在K（K0）谷）。单谷半金属（single-valley semimetal，两个谷中只有一个是无隙的，具有退化的自旋）
- 拓扑准半金属（Topological semi-half-metal）：费米能级源自同一自旋通道，产生完全自旋极化，受到镜像对称性的保护，具有完全自旋极化的超平坦表面状态。铁磁拓扑准半金属 ferromagnetic topological semi-half-metal、外尔单环半金属 Weyl Monoloop Semi-Half-Metal
- 半拓扑半金属（half-topological semimetal）：在平凡的自旋向上和非平凡的自旋向下带之间表现出Berry曲率抵消。
- 拓扑半谷金属（Topological half-valley metal，HVM）：在一个能谷处呈现金属态，而在另一不等价能谷处依旧保持具有带隙的绝缘体态，其载流子本质上是完全谷极化的。
- 拓扑准半谷金属（Topological Quasi-half-valley metal，OHVM）：包括电子和空穴载流子，只有一种载流子是谷极化的，可以实现电子和空穴的分离功能。
- 谷极化金属（Valley-polarized metal，VPM）：电子从K点的导带移动到K'点的价带，VPM相本质上是金属的，没有迁移率间隙。相边界上还存在边缘谷极化金属 marginal valley polarized metal，M-VPM、自旋谷极化金属 spin valley polarized metal，SVPM、谷自旋极化金属 valley-spin polarized metal
- 同位旋极化金属（isospin-polarized metal）；破缺对称性金属 Broken-symmetry metal，通过斯通纳（Stoner）机制，当库仑相互作用主导动能时，石墨烯中自旋和谷的简并性可以被解除，不同自由度的能量之间的竞争会导致丰富的破缺对称相。
  - 同位旋极化四分之一金属（isospin-polarized quarter-metal）：同位旋对称破缺四分之一金属 isospin-symmetry breaking quarter-metal，自旋和谷自由度均完全极化，量子振荡表现为单一简并度（1-fold degeneracy），通过斯通纳（Stoner）机制自发打破自旋和谷的对称性。菱面体石墨烯四分之一金属 rhombohedral graphene quarter metal、谷极化四分之一金属 valley-polarized quarter-metal、自旋极化四分之一金属 spin-polarized quarter-metal、谷相干且自旋极化四分之一金属 valley-coherent and spin-polarized quarter-metal、简单四分之一金属 simple quarter-metal、环形四分之一金属 annular quarter-metal
  - 同位旋极化四分之三金属（isospin-polarized three-quarter-metal）：同位旋对称破缺四分之三金属 isospin-symmetry breaking three-quarter-metal，自旋和谷极化，其费米面具有三重简并度（3-fold degeneracy），对应三个自旋-谷自由度被占据，而第四个自由度未被完全占据，通过斯通纳（Stoner）机制自发打破自旋和谷的对称性。四分之三金属相的出现与Ising型SOC密切相关，SOC通过稳定谷极化或自旋极化，使三自由度的占据成为能量有利的状态。菱面体石墨烯四分之三金属 rhombohedral graphene three-quarter metal
  - 同位旋极化半金属（isospin-polarized half-metal）：同位旋对称破缺半金属 isospin-symmetry breaking half-metal，自旋极化但谷未极化（spin-polarized but valley-unpolarized），谷自由度仍保持对称，量子振荡表现为双重简并度（2-fold degeneracy），通过斯通纳（Stoner）机制自发打破自旋和谷的对称性。菱面体石墨烯半金属 rhombohedral graphene half-metal、谷非极化半金属 valley-unpolarized half-metal、环形费米海半金属 annular Fermi sea half-metal
  - 同位旋非极化全金属（isospin-unpolarized full metal）：未发生对称性破缺的金属态，所有四个自旋-谷自由度保持SU(4)对称性，量子振荡表现为四重简并度（4-fold degeneracy），电阻率无反常霍尔效应，磁化率响应符合正常金属行为。菱面体石墨烯全金属 rhombohedral graphene full metal
  - “几乎”半金属 “almost” half-metal、“几乎”四分之一金属状态 “almost”quarter-metal：除了三角翘曲之外，还需要考虑非等量相互作用U1和U2的影响。同时考虑U1 > U2和U1 < U2，随着一种相互作用大于另一种，自旋或谷极化相相对于对称情况会增长。U1 > U2和U1 < U2处的有序态结构并不相同，在这两种情况下，发现两个部分有序态，分别具有较大和较小的费米面。
- 拓扑金属（Topological Metal）：一种特殊的金属材料，它在费米能附近具有非平庸的能带交叉，并产生特殊的准粒子激发。拓扑金属可以根据这些能带交叉的特征进行分类。根据交叉点附近能带色散的倾斜程度可以分为第一类拓扑金属 Type-I topological metal和第二类拓扑金属 Type-II topological metal。节点金属 Nodal point metal、节线金属 Nodal line metal、节点链金属 Nodal-chain metal、节面金属 Nodal surface metal、节网金属 Nodal Net metal、混合节线金属 Hybrid nodal line metal、交错磁{\displaystyle Z_{3}}节网金属 Altermagnetic {\displaystyle Z_{3}} Nodal Net metal、三点金属 triple-point metal、四次金属相 quartic metal、平带金属 Flat-band metal、二维拓扑金属 One-dimensional topological metal、二维高阶拓扑金属 Two-dimensional higher-order topological metal、二维拓扑铁电金属 Two-dimensional Topological Ferroelectric Metal、拓扑铁谷金属 Topological Ferrovalley Metal、拓扑对称晶体金属 topological symmorphic crystalline metal、克拉默节线金属 Kramers Nodal line metal (KNL)、准二维狄拉克金属 quasi-2D Dirac metal、二维大质量狄拉克金属 two-dimensional massive Dirac metal、层状极性狄拉克金属 layered polar Dirac metal、掺杂外尔金属 Doped Weyl Metal、强自旋轨道金属 strong spin-orbit metal、陈金属 Chern Metal、环流陈金属 Loop-Current Chern Metal
  - 分数化拓扑金属（Fractionalized Topological metal）：一维手性拉廷格液体 one-dimensional chiral Luttinger liquids（劳克林态 Laughlin state 边缘）、三维分数化金属 Three Dimensions Fractionalized metal（三维手性拉廷格液体 three-dimensional chiral Luttinger liquids，4D量子霍尔态表面）
  - 拓扑麦克斯韦金属（Topological Maxwell Metal）：具有三重简并的拓扑金属能带结构，具有3带结构，有3重简并,色散关系为线性的，相应的准粒子激发是赝自旋为1的相对性费米子，可以证明要用麦克斯韦方程描述。
- 拓扑量子磁体（topological quantum magnet）（一维磁绝缘体 One-dimensional magnetic insulators）：一维拓扑自旋链 one-dimensional topological spin chains（自旋-1 霍尔丹链 spin-1 Haldane chains、铁磁耦合自旋1/2自由基 ferromagnetically-coupled spin-1/2 radicals、反铁磁{\displaystyle S=1}霍尔丹链 antiferromagnetic {\displaystyle S=1} Haldane chain）、拓扑量子海森堡链 topological quantum Heisenberg spin chains（二聚化一维自旋-1/2反铁磁海森堡链 dimerized one-dimensional spin-1/2 Antiferromagnet Heisenberg chains，一阶拓扑量子磁体 first-order topological quantum magnet）、拓扑量子海森堡阵列 topological quantum Heisenberg spin arrays （二聚化二维自旋-1/2 反铁磁海森堡阵列 dimerized two-dimensional spin-1/2 Antiferromagnet Heisenberg arrays，二阶拓扑量子磁体 second-order topological quantum magnet）、奥林匹克烯量子自旋-1/2 海反铁磁森堡链 Olympicenes quantum spin-1/2 antiferromagnetic Heisenberg chains（Olympic-环状磁性纳米石墨烯）、量子自旋-1/2 反铁磁海森堡三聚体自旋链 quantum spin-1/2 antiferromagnetic Heisenberg trimer spin chain、量子自旋-1/2 反铁磁海森堡四聚体链 quantum spin-1/2 antiferromagnetic Heisenberg tetramer chain、四聚体铁-铁-反铁-反铁反铁磁伊辛海森堡键交替链 tetramer ferro-ferro-antiferro-antiferromagnetic (F-F-AF-AF) Ising-Heisenberg bond alternating chain、准一维亚铁磁链 quasi-one-dimensional Ferrimagnetic chain、准一维反铁磁链 quasi-one-dimensional Ferromagnetic chain、准一维反铁磁链 quasi-one-dimensional Antiferromagnetic chain、准一维螺旋磁链 quasi-one-dimensional Helimagnet chain、准一维磁体自旋链 quasi-one-dimensional magnet spin chains magnet、准一维导电链 quasi-one-dimensional conducting chain、量子自旋-声子链 quantum spin-phonon chain
- 拓扑铁性材料（Topological ferroic）
  - 拓扑磁体（Topological magnet）：量子霍尔铁磁体 quantum Hall ferromagnet、量子霍尔反铁磁体 quantum Hall Antiferromagnet、量子反常霍尔铁磁体 quantum Anomalous Hall Ferromagnet、量子反常霍尔反铁磁体 quantum anomalous-Hall antiferromagnet、赝自旋量子霍尔铁磁 Pseudospin Quantum Hall Ferromagnet、半金属狄拉克铁磁体 semimetallic Dirac ferromagnet、半金属外尔铁磁体 semimetallic Weyl ferromagnet、半金属铁磁体 half-metallic ferromagnet (HMF)、半金属铁磁体 half-metal ferromagnet、四分之一金属铁磁体 quarter-metal ferromagnet、四分之三金属铁磁体 three-quarter-metal ferromagnet、二维范德华磁体 two-dimensional van der Waals magnet、范德华拓扑铁磁体 Van der Waals Topological Ferromagnet、范德华拓扑反铁磁体 Van der Waals Topological antiferromagnet、二维拓扑铁磁体 two-dimensional topological ferromagnet、二维拓扑反铁磁体 two-dimensional topological antiferromagnet、三维拓扑磁体 three-dimensional Topological magnet、拓扑节点线铁磁体 topological nodal-line ferromagnet、量子极限陈拓扑磁体 Quantum-limit Chern topological magnet、二维拓扑克尔效应磁体 two-dimensional Topological Kerr effect magnet、近藤相互作用拓扑反铁磁体 Kondo-Interacting Topological Antiferromagnet、自旋分裂反铁磁体 Spin-Splitting Antiferromagnet、多空间拓扑耦合二维铁磁体 Coupling Multi-space Topologies two-dimensional Ferromagnet（K空间+R空间拓扑）
  - 拓扑铁电相（Topological Ferroelectric）：量子霍尔铁电相 Quantum Hall Ferroelectric、量子霍尔反铁电相 Quantum Hall Antiferroelectric、分数量子铁电体 Fractional Quantum Ferroelectric、铁电量子反常霍尔态 ferroelectric quantum anomalous Hall state
  - 拓扑铁谷相（Topological ferrovalley）
- 拓扑晶体（Topological crystalline）：由晶体对称性所保护的拓扑材料，这些材料往往不遵循体-边对应关系。
  - 拓扑晶体绝缘体（Topological crystalline insulator）：由晶体对称性保护的一类拓扑绝缘体, 无能隙表面态只在具有特定对称性的表面出现，晶体对称性更容易被外电场、应力所改变。二维拓扑晶体绝缘体 Two-Dimensional Topological Crystalline Insulator、三维拓扑晶体绝缘体 Three-Dimensional Topological Crystalline Insulator、镜面陈绝缘体 Mirror Chern insulator、沙漏拓扑晶体绝缘体 Hourglass Topological crystalline insulator、墙纸拓扑晶体绝缘体 Wallpaper Topological crystalline insulator、薄膜拓扑晶体绝缘体 thinfilm topological crystalline insulator、高阶拓扑晶体绝缘体 higher-order Topological crystalline insulator、二维实镜面陈绝缘体 two-dimensions Mirror real Chern insulator、三维实镜面陈绝缘体 three-dimensions Mirror real Chern insulator、晶体霍普夫绝缘体 Crystalline Hopf insulator（精细拓扑 Delicate topology）、拓扑晶体近藤绝缘体 Topological crystalline Kondo insulator、{\displaystyle {\mathcal {C}}_{n}}对称高阶拓扑晶体绝缘体 {\displaystyle {\mathcal {C}}_{n}}-symmetric higher-order topological crystalline insulator、{\displaystyle {\mathcal {C}}_{2}}对称拓扑晶体绝缘体 {\displaystyle {\mathcal {C}}_{2}}-symmetric topological crystalline insulator、{\displaystyle {\mathcal {C}}_{3}}对称拓扑晶体绝缘体 {\displaystyle {\mathcal {C}}_{3}}-symmetric topological crystalline insulator、{\displaystyle {\mathcal {C}}_{4}}对称拓扑晶体绝缘体 {\displaystyle {\mathcal {C}}_{4}}-symmetric topological crystalline insulator、{\displaystyle {\mathcal {C}}_{6}}对称拓扑晶体绝缘体 {\displaystyle {\mathcal {C}}_{6}}-symmetric topological crystalline insulator、{\displaystyle {\mathcal {C}}_{2}{\mathcal {T}}}对称拓扑晶体绝缘体 {\displaystyle {\mathcal {C}}_{2}{\mathcal {T}}}-symmetric topological crystalline insulator、{\displaystyle {\mathcal {C}}_{2}^{Z}{\mathcal {T}}}对称拓扑晶体绝缘体 {\displaystyle {\mathcal {C}}_{2}^{Z}{\mathcal {T}}}-symmetric topological crystalline insulator、{\displaystyle {\mathcal {C}}_{4T}}对称拓扑晶体绝缘体 {\displaystyle {\mathcal {C}}_{4T}}-symmetric topological crystalline insulator、{\displaystyle {\mathcal {C}}_{6V}}对称声学拓扑晶体绝缘体 {\displaystyle {\mathcal {C}}_{6V}}-symmetric acoustic topological crystalline insulator、层状拓扑晶体绝缘体 Layered Topological Crystalline insulator、旋错拓扑晶体绝缘体 disclination topological crystalline insulator、非对称拓扑晶体绝缘体 Nonsymmorphic topological crystalline insulator、三维表面异常晶体对称分数化拓扑晶体绝缘体 three-dimensional Surface Anomalous Crystal Symmetry Fractionalization Topological Crystalline insulator、一阶光学拓扑晶体绝缘体 first-order photonic topological crystalline insulator、二阶光学拓扑晶体绝缘体 second-order photonic topological crystalline insulator、三维光学高阶拓扑绝缘体 three-dimensional photonic higher-order topological insulator
  - 拓扑非同态晶体绝缘体（opological non-symmorphic crystalline insulator，TNCI）：该体系源于非对称型晶体对称性，不同于传统的拓扑相变。其中拓扑表面态以莫比乌斯扭曲连接（Möbius-twisted connectivity）为特征。
  - 拓扑晶体半金属（Topological crystalline semimetal）：非对称晶格拓扑晶体半金属 non-symmorphic lattice Topological crystalline semimetal
  - 拓扑晶体超导体（Topological crystalline superconductors）：局域非中心对称拓扑晶体超导体 locally noncentrosymmetric Topological crystalline superconductivity、二维拓扑晶体超导体 two dimensions Topological crystalline superconductors、非对称拓扑晶体超导体 Nonsymmorphic topological crystalline superconductors、二维四重对称拓扑晶体超导体 two dimensions fourfold symmetric topological crystalline superconductors、局部非中心对称多层拓扑晶体超导体 Locally Noncentrosymmetric Multilayer Topological Crystalline superconductors、长程有序非晶原子链准一维拓扑晶体超导体 Long-Range Ordered Amorphous Atomic Chains Quasi-One-Dimensional Topological crystalline superconductors
  - 拓扑时间晶体（Topological Time Crystal）：由于具有特殊的拓扑性质，时间平移对称性只在系统边界处（链的两端）被破坏的动力学现象。
  - 拓扑时空晶体（Topological Space-Time Crystal）：含时间的量子系统，不具有离散的空间平移对称性，而是在离散的时空平移下保持不变。（1+1）维拓扑时空晶体 (1+1)-dimensional topological space-time crystal（中隙边模 midgap edge modes）、（2+1）维拓扑空时晶体 (2+1)-dimensional topological space-time crystal（手性边态chiral edge state）、（3+1）维外尔时空半金属 (3+1)-dimensional Weyl space-time semimetal、一维非厄米时空晶格 One-dimensional Non-Hermitian Spatiotemporal lattice
  - 拓扑空间晶体（Topological Space Crystal）：利用厄米特-Floquet-SSH 模型，实现了具有能量间隙的光子晶格，并验证了空间拓扑态的出现。当空间缠绕数在空间界面发生变化时，会出现定域于界面的拓扑态；而当界面两侧缠绕数相等时，则无拓扑态出现。
- 反常霍尔晶体（anomalous Hall Crystal）：自发地同时破坏了时间反演和平移对称性
- 拓扑准晶（Topological quasiCrystal）：由准晶对称性所保护的拓扑材料。
  - 拓扑准晶绝缘体（Topological quasiCrystal insulator）：由准晶对称性保护的一类拓扑绝缘体，由点群对称性保护的高阶拓扑相，在任何情况下都是不可能的晶体体系。二维高阶准晶拓扑绝缘体 two-dimensional Higher-Order quasicrystalline topological insulator、拓扑欧拉准晶绝缘体 topological Euler QuasiCrystal insulator、偶数重旋转对称性高阶拓扑准晶绝缘体 even-fold rotation symmetry higher-order topological quasicrystalline insulator、奇数重旋转对称性高阶拓扑准晶绝缘体 odd-fold rotation symmetry higher-order topological quasicrystalline insulator、奇数维五重旋转对称性高阶拓扑准晶绝缘体 odd five-fold rotation symmetry higher-order topological quasicrystalline insulator、{\displaystyle {\mathcal {C}}_{4N}}对称高阶拓扑准晶绝缘体 {\displaystyle {\mathcal {C}}_{4N}} symmetry higher-order topological quasicrystalline insulator、{\displaystyle {\mathcal {C}}_{8}{\mathcal {M}}_{Z}}对称高阶拓扑准晶绝缘体 {\displaystyle {\mathcal {C}}_{8}{\mathcal {M}}_{Z}} symmetry higher-order topological quasicrystalline insulator、{\displaystyle {\mathcal {C}}_{4N+2}}对称高阶拓扑准晶绝缘体 {\displaystyle {\mathcal {C}}_{4N+2}} symmetry higher-order topological quasicrystalline insulator、{\displaystyle {\mathcal {C}}_{6}}对称高阶拓扑准晶绝缘体 {\displaystyle {\mathcal {C}}_{6}} symmetry higher-order topological quasicrystalline insulator
    - 三维准晶拓扑绝缘体（Three-Dimensional quasiCrystal Topological insulator）：不依赖于晶体顺序的拓扑状态，在没有带结构描述和自旋轨道耦合的情况下，依赖于准晶的非晶旋转对称性和电子轨道空间对称性的结合，这是拓扑晶体绝缘体的准晶对应物。由此产生的拓扑状态遵循非平凡的扭曲体边界对应关系，并且缺乏良好的金属表面。多重分形性拓扑表面态位于尊重准晶对称性的顶面和底面上，概率密度主要集中在高对称性斑块上。它们形成了一个近乎退化的“不动”态流形，其数量与宏观样本大小成比例。

  - 拓扑准晶超导体（Topological quasiCrystal superconductors）：彭罗斯晶格准晶拓扑超导体 Penrose lattice quasicrystal topological superconductors、准晶八重旋转对称性二维高阶拓扑超导体 quasicrystalline eightfold rotation symmetry two-dimensional higher-order topological superconductors、拓扑欧拉准晶超导体 topological Euler QuasiCrystal superconductors、扭曲双层准晶高角动量拓扑超导体 twisted bilayer quasicrystal High-angular-momentum topological superconductors
  - 拓扑准晶半金属（Topological quasiCrystal semimetal）：准晶拓扑狄拉克半金属 quasiCrystal Topological Dirac semimetal、准晶拓扑外尔半金属 quasicrystal Topological Weyl semimetal、十边形准晶拓扑半金属 decagonal quasiCrystal Topological semimetal、二十面体准晶拓扑半金属 icosahedral quasicrystal Topological semimetal
- 拓扑非晶（Topological Amorphous）
  - 拓扑非晶绝缘体（Topological Amorphous insulator）：拓扑欧拉非晶晶格绝缘体 Amorphous lattice topological Euler insulator
  - 拓扑非晶超导体（Topological Amorphous superconductors）：拓扑欧拉非晶晶格超导体 Amorphous lattice topological Euler superconductors
- 拓扑玻璃（topological glass）：环状聚合物拓扑玻璃 ring polymeric topological glass
- 拓扑等离子体（topological plasmons）：谷霍尔拓扑等离子体 valley Hall topological plasmons、量子谷霍尔等离子体 Quantum Valley–Hall Plasmons、量子自旋霍尔等离子体 Quantum Spin Hall Plasmons
- 拓扑超辐射态（Topological Superradiant state）：置于光学腔中的双分量简并费米气体会在原子内态与腔场相互作用下出现等效的自旋轨道耦合作用。通过调节腔的输入光场，体系在长时极限下的稳态可以被驱动到一种新奇的拓扑超辐射态上。在拓扑超辐射态上，光腔中产生大量光子，费米气体中出现密度调制；同时，体系也会获得类似手性拓扑绝缘体的拓扑非平庸性质。
- 拓扑真空（Topological Vacua）：真空往往指的是电磁场的基态，其场强为零且是非简并的。非阿贝尔的杨-米尔斯场真空却是简并的，虽然其场强都为零，却具有不同的拓扑结构。该现象是1975年被首次被理论预测存在。根据在超冷原子中合成SU(2)杨-米尔斯场拓扑真空的理论方案，通过拉曼光场操控玻色爱因斯坦凝聚体，在参数空间通过超冷原子的自旋纹理和霍普夫环直接展示真空的拓扑结构。真空而不是空的基本概念，它具有丰富的空间结构。合成了拓扑数𝑛=1真空的哈密顿量，并测量了相关的Hopf指数。拓扑数𝑛=2的真空也被实现，具有不同拓扑数的真空具有独特的自旋结构和Hopf链。

## 相态性质
- 导体、半导体：一般固体材料依照其导电性分为绝缘体、半导体、导体。绝缘体在费米能处存在着有限大小的能隙，所以没有自由载流子；导体在费米能级处存在着有限的电子态密度，所以拥有自由载流子；半导体包括陈半导体和狄拉克半导体，在费米能处没有能隙，但是费米能级处的电子态密度仍然为零。
- 绝缘体：能带绝缘体 Energy Band Insulator、电荷转移绝缘体 Charge-transfer insulator、维格纳绝缘体 Wigner insulator、安德森绝缘体 Anderson Insulator、派尔斯绝缘体 Peierls Insulator、莫特绝缘体 Topological Mott insulator
- 磁性材料：根据材料是否满足时间反演对称性（time-reversal symmetry）分为磁性材料和非磁性材料，磁性材料（至少局域地）打破了时间反演对称性。时间反演对称性与磁矩相关。根据磁矩的排列方式，磁性材料又分为共线（collinear）和非共线（non-collinear），非共线材料又分为共面（coplanar）和非共面（noncoplanar）。对于共面而言，磁矩在实空间旋转但是保持在一个面上。共线磁矩例如铁磁，整个材料中的局域磁矢量方向都是互相平行的。对于共线材料，根据晶体中的平移对称性（translational symmetry）可以分为磁结构和晶格公度（commensurate）或非公度（incommensurate）两种。后者的典型例子是自旋密度波（spin-density wave，SDW）。前者存在自旋向上（spin-up）和自旋向下（spin-down）两种子晶格（sublattice），整体对外表现的磁矩可以是零，或者非零。磁结构和晶格一致的材料再往下分，可以根据晶体对称性来分。对外部不表现宏观磁矩的磁性材料称为“完全互补（fully compensated）”。没有晶体对称互补的材料是铁磁材料，对外表现出宏观磁矩，晶体中每个格点上的磁矩平行同向排列。另一种不满足晶体对称性的是亚铁磁。对于满足晶体对称性的磁性材料，对外不表现出磁性，不同于反铁磁的交替磁材料，两者的区别在于两套子晶格之间相互重合的对称性不同。对于反铁磁材料，两套子格之间通过平移或反演操作联系，这两种对称操作不会破坏克拉默简并（Kramers degeneracy），而对于交替磁性材料而言，两套子格之间通过其他对称操作例如四重旋转对称操作来连接。反铁磁和交替磁性之间的另一个区别是反铁磁的磁序（或者说自旋）只在实空间（坐标空间）交替（stagger）排列，而交替磁性材料的磁序在实空间和倒空间（动量空间）都交替排列。
- 磁序狀態（Magnetically ordered）：在过渡金属的原子中有电子单独存在于原子轨域而且不形成化学键，所以在净自旋不是0的情况下拥有净磁矩，不同原子的磁矩都是有规则地排列，可以制成亚铁磁体（Ferrimagnetics）、铁磁体（Ferromagnet）、反铁磁体（Antiferromagnet）和交错磁体（Altermagnet、共线自旋劈裂反铁磁体 collinear spin-split antiferromagnet）。四种基本的磁性状态，磁性、反磁性、交错磁性以及液体量子自旋态。磁序狀態，长程磁序（long-range magnetic order）、动态短程磁序（Dynamic short-range magnetic order ）、静态短程磁序（Static short-range magnetic order）、二维自旋磁序（two-dimensional spin order）。
  - 反铁磁体有四种：强迫铁磁体（forced ferromagnetics）、倾斜反铁磁体（canted antiferromagnetic，cAFM）、尼尔反铁磁体（Néel antiferromagnetic，nAFM），条纹反铁磁体（stripe antiferromagnetic，sAFM），锯齿形反铁磁体（zigzag antiferromagnetic，zAFM）、螺旋型反铁磁体（helical-type antiferromagnetic）、螺旋型反铁磁体（screw-type antiferromagnetic）、伊辛型反铁磁体（Ising-type antiferromagnetic）、海森堡型反铁磁体（Heisenberg-type antiferromagnetic）、XY型反铁磁体（XY-type antiferromagnetic）、XXZ型反铁磁体（XXZ-type antiferromagnetic）。层内FM+层间AFM=A-type AFM、层内AFM+层间FM=C-type AFM、层内AFM+层间AFM=G-type AFM，C-type衍生出的三种构型称为：C-type AFM（C-sAFM），E-type AFM（C-zAFM），S-type AFM（C-nAFM），G-type衍生出的三种构型称为：G-type AFM（G-sAFM），E'-type AFM（G-zAFM），T-type AFM（G-nAFM）。CE-type AFM、B-type AFM、D-type AFM、F-type AFM、H-type AFM、V-type AFM、X-type AFM（交叉链）、Y-type AFM、Z-type AFM。多Q反铁磁：双Q反铁磁、四Q反铁磁。非共线反铁磁态，因为非共线自旋夹角可以是一个无理数，如螺旋 spiral、涡旋 vortex、手性 chiral、圆锥 conical等各种三维和二维空间构型。二维反铁磁构型：石墨烯格子、菱形格子、三角格子、四方格子。
  - 二维磁体（Two-Dimensional Ferromagnet）、二维反磁体（Two-Dimensional Antiferromagnet）、二维四方反铁磁体（two-dimensional tetragonal Antiferromagnet）、二维六方反铁磁体（Two-dimensional hexagonal Antiferromagnet）、八面体反铁磁体（octahedral antiferromagnet）、二维四方交替磁体（two-dimensional tetragonal Altermagnet）、转角交替磁体（twisted Altermagnet）、二维铁电交流磁铁（Two-Dimensional Ferroelectric Altermagnet）、一型二维共线磁体（Type I 2D Collinear Magnet）、二型二维共线磁体（Type II 2D Collinear Magnet）、三型二维共线磁体（Type III 2D Collinear Magnet）、四型二维共线磁体（Type IV 2D Collinear Magnet）、非共线自旋劈裂反铁磁体（noncollinear spin-split antiferromagnet）、笼目晶格铁磁体（kagome lattice ferromagnet）、笼目晶格反铁磁体（kagome lattice antiferromagnet）、量子临界铁磁体（quantum-critical ferromagnet）、自旋极化反铁磁体（Spin-polarized antiferromagnetic）、刺猬反铁磁体（hedgehog antiferromagnetic）、双刺猬反铁磁体（dual-hedgehog antiferromagnetic ）、平行对反铁磁体（parallel-pairs antiferromagnetic）、二维完全补偿铁磁体（Two-dimensional fully-compensated ferrimagnet）、补偿型反铁磁体（compensated antiferromagnet）、非共线亚铁磁体（Non-collinear ferrimagnet）、强自旋-轨道耦合亚铁磁体（trong spin–orbit coupling Ferrimagnet）、超小型阻尼亚铁磁体（ultrasmall damping Ferrimagnet）、半金属铁磁体（Half-Metallic Ferromagnet）、螺旋磁体（helimagnet）、短周期螺旋磁体（Short Period Helimagnet）、手性螺旋磁体（Chiral Helimagnet）、锥形螺旋磁体（Conical-spiral Magnetic）、立方手性磁体（cubic chiral magnet）、蜂窝晶格场极化基塔耶夫磁体（honeycomb-lattice field-polarized Kitaev magnet）、星形晶格高场极化基塔耶夫磁体（star lattice high-field polarized Kitaev magnet）、{\displaystyle d}波交错磁体（{\displaystyle d}-wave altermagnet）、{\displaystyle f}波交错磁体（{\displaystyle f}-wave altermagnet）、{\displaystyle g}波交错磁体（{\displaystyle g}-wave altermagnet）、{\displaystyle p}波交错磁体（{\displaystyle p}-wave altermagnet）、收缩纳米磁体（constricted nanomagnet）、单分子磁体（single-molecule magnet，SMM）、单离子磁体（Single-Ion magnet, SIMs)、单链磁体（single-chain magnet，SCMs）、单面磁体（Single-sided Magnet）、逆单面磁体（Inverse Single-sided Magnet）、非晶状磁体（amorphous magnet）
  - 磁状态包括抗磁性（diamagnetism）、超抗磁性（superdiamagnetism）、顺磁性（paramagnetism）、超顺磁性（superparamagnetism）、铁磁性（ferromagnetism）、超铁磁性（superferromagnetism）、反铁磁性（antiferromagnetism）、弱铁磁性（Weak Ferromagnetism）、长冈铁磁性（Nagaoka ferromagnetism）、交错磁性（交磁性、交变磁性、交互磁性 altermagnetism）、隐藏交替磁性（Hidden altermagnetism）、铁电可切换交错磁性（Ferroelectric Switchable Altermagnetism）、亚铁磁性（ferrimagnetism）、光磁性（Photomagnetism）、螺旋磁性（Helical/Spiral magnetism）、螺旋磁性（helimagnetism）、圆锥螺磁性（conicalmagnetism）、变磁性（metamagnetism）、混磁性（mictomagnetism）、混合磁性（mixomagnetism）、散磁性（sperromagnetism）、单线态磁性（singlet-based magnetism）、单轴磁性（uniaxial magnetism）、多轴反铁磁性（multiaxial antiferromagnetism）、单层磁性（Monolayer magnetism）、巡游铁磁性（itinerant ferromagnetism）、流动铁磁性（Itinerant Ferromagnetism）、赝自旋铁磁性（Pseudospin Ferromagnetism）、赝自旋反铁磁性（Pseudospin antiferromagnetism）、全补偿亚铁磁性（Fully Compensated Ferrimagnetism，fFIMs，二维共线磁性）、量子极限陈拓扑磁性（Quantum-limit Chern topological magnetism）、自旋玻璃、自旋冰、量子自旋液体、量子自旋轨道液体、铁磁超导体（ferromagnetic superconductor）、反铁磁超导体（antiferromagnetic superconductor）。
  - 磁有序结构铁磁有序结构、反铁磁有序结构、交错磁有序结构、亚铁磁有序结构、螺旋磁性有序结构、正弦波模磁有序结构。非晶态金属磁性的锥形磁有序结构，又可以分成三种形式，散反铁磁性有序结构（speromagnetism），散亚铁磁性有序结构（sperimagnetism），散铁磁性有序结构（asperomagnetism）。考虑到材料的三维结构，存在磁矩共线排列的共线磁、共面磁、非共面磁、磁矩螺旋排列的螺旋磁、磁矩如梯子排列的自旋梯等。120度磁有序（120 degree magnetic order，AFM3）、全进全出序（all-in-all-out magnetic order）、上下磁序（up-down magnetic order）、上上下磁序（up-up-down (UUD) magnetic order）、上上下下磁序（up-up-down-down (UUDD) magnetic order）、环形有序（toroidal order）、手性螺旋磁序（chiral helimagnetic order，CHM）、矢量手性有序（vector chirally order）、螺旋自旋有序（spiral spin order）、双螺旋自旋有序（double-spiral spin order）、磁自旋偶极序（magnetic spin dipolar order）、磁四极序（magnetic octupole order）、磁八极序（magnetic quadrupolar order）、磁十六极序（magnetic hexadecupolar order）、铁性四极序（ferroquadrupolar order）、反铁性四极序（antiferroquadrupolar order）、反铁电四极序（antiferroic electric quadrupole order）、交错自旋四极序（staggered spin-quadrupole order）、非均匀四极序（Nonuniform quadrupolar order）、交替磁有序（Altermagnetic order）、非中心对称有序（Noncentrosymmetric order）、({\displaystyle \delta \pi ,\delta \pi })型反铁磁序（({\displaystyle \delta \pi ,\delta \pi })-Type Antiferromagnetic Order）、{\displaystyle \mathbf {S} _{i}{\cdot }{\mathbf {S} _{j}}}型共线自旋有序（{\displaystyle \mathbf {S} _{i}{\cdot }{\mathbf {S} _{j}}}-type collinear spin order）、{\displaystyle \mathbf {S} _{i}{\times }{\mathbf {S} _{j}}}型非共线螺旋磁序（{\displaystyle \mathbf {S} _{i}{\times }{\mathbf {S} _{j}}}-type non-collinear spiral magnetic order）
  - 铁基超导磁结构可能有三种：自旋密度波条纹相(stripe-type spin-density wave, SSDW)、自旋电荷密度波相(spin-charge-density wave, SCDW)、自旋涡旋点阵相(spin-vortex crystal, SVC)。
  - 混合磁性智能材料：铁磁流体（Ferrofluid）、磁流变流体（Magnetorheological fluid）、磁弹性体（magneto-elastomers，MINE）、磁离子弹性体（magneto-iono-elastomers，MINE）、磁流变弹性体（Magnetorheological elastomer，MREs)、磁敏弹性体（magnetosensitive elastomers）、磁致活性弹性体（magnetoactive elastomers，MAE）、磁致伸缩材料（Magnetostrictive materials）、磁性形状记忆合金（Magnetic shape-memory alloy）
  - 磁性材料中的自旋拓扑结构是自旋有序体系，磁性涡旋（Vortex）、反涡旋（Antivortex）、斯格明子（Skyrmion）、反斯格明子（Antiskyrmion）、双斯格明子（biskyrmion）、磁泡（Bubble）、半子(meron)、磁浮子（magnetic bobbers）。包含DM (Dzyaloshinskii-Moriya) 相互作用的体系在外磁场以及温度的作用下出现多种磁有序结构, 例如螺旋磁(helical)、圆锥螺磁(conical)、铁磁、斯格明子相等。在二维体手性材料里主要有铁磁态、斯格明子态、螺旋态。低磁场下是螺旋态,随磁场的上升螺旋态逐渐变为斯格明子态。在适当的磁场温度下斯格明子会排列成密堆积的结构，类似于晶体中的原子排列，所以称为斯格明子晶体态、在准一维纳米条带中，类似的堆积结构也被称为堆积斯格明子态（packed skyrmion）、随着纳米条带宽度的降低，同样的堆积结构逐渐变成一维斯格明子链。相图中介于铁磁态和斯格明子晶体态之间的斯格明子与铁磁的混合态，也可以称之为斯格明子气体态；当体系中只有一个斯格明子时可以称为单独斯格明子态。在界面手性材料中，螺旋态变成了一种类似的螺线(spiral) 态，螺线态与螺旋态结构的主要差异是相邻自旋旋转方向的不同。
  - 磁畴结构是铁磁质的基本组成部分。在各磁畴中, 原子磁矩的排列各有相互平行的自发倾向, 磁矩方向保持一致。但是各磁畴的排列方向是混乱的, 所以铁磁体在没有被磁化前不显磁性. 磁畴结构多种多样, 通常有以下几种类型: 片形畴、封闭畴、旋转畴、棋盘畴、柱形畴、蜂窝畴、迷宫畴、楔形畴等. 在磁畴的边界, 磁矩从一个方向连续地过渡到另一个方向, 从而有磁畴壁。典型的磁畴壁有布洛赫畴壁、奈尔畴壁等。在外磁场的作用下, 不同方向的磁畴的大小发生变化, 以致外磁场方向上的总磁矩随外磁场的增强而增加. 所以, 磁畴的结构影响磁化过程和退磁化过程, 从而影响材料的磁性能。铁电畴（ferroelectric domain）包括60°畴、90°畴、180°畴、360°畴、71°畴、109°畴、251°畴、螺旋条纹畴（helical stripe domain）、平行条纹畴（parallel-stripe domain'）、迷宫条纹畴（labyrinth-stripe domain）、闭合畴（closure domain）、磁通量闭合畴（flux-closure domain）、气泡畴（bubble domain）、迷宫畴（labyrinth domain）、涡旋畴（Vortex Domains）、带电壁畴（Charged Domain Walls）。铁电的极性拓扑畴（polar topology domain）包括中心型对顶畴（Centre-type quad-domains）、中心收敛畴（centre-convergent domains）、中心发散畴（centre-divergent domains）、向上四畴（upward quad-domains）、向下四畴（downward quad-domains）、极性所罗门环（Polar Solomon rings）、手性涡旋畴 （chirality Vortex Domains）、环形极性拓扑畴（Toroidal polar topology domain）。多铁性自旋螺旋畴 multiferroic spin-spiral domain
- 電極化狀態（ordered）：當給電介質施加一個電場時，由於電介質內部正負電荷的相對位移，會產生電偶極子，這現象稱為電極化（electric polarization）。電極化狀態包括介電質（dielectric）、顺电性（paraelectricity）、超顺电性（superparaelectricity）、铁电性（ferroelectricity）、反铁电性（antiferroelectricity）、几何铁电性（Geometric ferroelectricity）、螺旋电性（helielectricity）、滑动铁电性（sliding ferroelectricity）、非晶态铁电性（Amorphous ferroelectricity）、亚铁电性（ferrielectricity）、不可约亚铁电性 (irreducible ferrielectricity) 。電極化相态：铁电体（Ferroelectric）、反铁电体（Antiferroelectric）、弛豫铁电体（relaxor Ferroelectric）、遍历弛豫铁电体（ergodic relaxor Ferroelectric）、非遍历弛豫铁电体（nonergodic relaxor Ferroelectric）、顺电体（paraelectric）、非极性顺电体（non-polar paraelectric）、量子顺电体（Quantum paraelectric）、先兆性铁电体（incipient ferroelectric）、分数量子铁电体（Fractional Quantum Ferroelectrics (FQFE)，本质是相对于晶格矢量的分数原子位移，可以分别导致分数（Type-I FQFE）和整数（Type-II FQFE）量子化极化）、变形螺旋铁电体（deformed helix ferroelectric DHF）、非正规或非本征铁电体（improper or extrinsic ferroelectric）、赝本征铁电体（pseudo-proper ferroelectric）、位移型铁电体（displacive Ferroelectric）、有序无序型铁电体（order-disorder Ferroelectric）、公度铁电体（commensurate Ferroelectric）、无公度铁电体（incommensurate Ferroelectric）、可重取向铁电体（reorientable Ferroelectric）、可反向铁电体（reversible Ferroelectric）、可重取向不可反向铁电体（reorientable non-reversible Ferroelectric）、单轴铁电体（Uniaxial Ferroelectric）、多轴铁电体（Multiaxial Ferroelectric）、本征弹性聚合物铁电体（Intrinsically elastic polymer ferroelectric）
- 铁性状态（ferroic ordered）：铁磁性（Ferromagnetic）具有自发的磁化现象，磁场消失后磁性能保持。在外加磁场下，磁感应强度会随着磁场的变向而变方向。铁电性（Ferroelectric）材料具有自发极化，极化强度随着外电场的改变而改变。铁弹性（Ferroelastic）材料是极化应变随着应力而改变。它们的共同特点，功能性能响应有滞后，微观上能形成畴结构，统称铁性（ferroic）。多铁性（multiferroics）（包括 type-I 和 type-II multiferroic）是指材料中包含相互耦合的两种及两种以上的铁性性能。多铁性材料可以通过其中一种铁性改变来操控另一种铁性，如通过电场控制磁化或者通过磁场控制电极化。变铁性（alterferroicity）是指材料磁性与电极性可以相互变换，变铁性材料中极性和磁性分别处于同种材料的不同相中。由布里渊区中心晶格振动模导致的结构相变称为铁畸变性（ferrodistortive）相变，由布里渊区中心以外某处模的软化导致的结构相变称为反畸变性（antidistortive）或反铁畸变性（antiferrodistortive）相变。铁电相变是铁畸变性相变的一种，它是布里渊区中心光学横模的软化产生自发极化的铁畸变性相变，铁性相变是改变点群的相变。铁性体是这样的晶体，它具有两个或多个取向态或畴态（orientation state，domain），在某种或某些外力驱动下，各个取向态可以相互转换。标志取向态的张量性质和实现取向态转换的驱动力决定了铁性体的种类。铁电体、铁弹体和铁磁体三种铁性体中，标志取向态的张量性质分别为自发极化、自发应变和自发磁化，实现取向态转换的驱动力分别为电场、应力和磁场.在这些铁性体中，标志取向态的是对驱动力有响应的最低阶张量，故称为初级铁性体（primary ferroics）。如果标志取向态的张量性质是对驱动力有响应的次低阶张量，即需要驱动力的二次方才能实现取向态转换，这些铁性体就称为次级铁性体（secondary ferroics），次级铁性体有铁双电体（Ferrobielectrics）、铁双磁体（Ferrobimagnetics）、铁双弹体（Ferrobielastics）、铁弹电体（ferroelastoelectrics）、铁磁电体（ferromagnetoelectrics）、铁弹磁体（ferroelastomagnetics）
  - 铁磁性（Ferromagnetic），反铁磁性（Antiferromagnetic）：表现出打破时间反演对称性的自发磁化。一個物質的晶胞中所有的磁性離子均指向它的磁性方向時才被稱為是鐵磁性的。若其不同磁性離子所指的方向相反，其效果能够相互抵消則被稱為反鐵磁性。若不同磁性離子所指的方向相反，但是有强弱之分，其产生的效果不能全部抵消，則稱為亚铁磁性。基本上铁磁性这个概念包括任何在没有外部磁场时显示磁性的物质。若铁磁体沿某一轴或方向最容易被磁化则称为磁易轴(magnetic easy axis)或磁易方向，反之则谓磁难轴(magnetic hard axis)或磁难方向，轴向在易轴与难轴间便是磁中间轴(magnetic intermediate axis)。
  - 铁电性（Ferroelectric），反铁电性（Antiferroelectric）：表现出打破空间反演对称性的自发电荷极化。在一些电介质晶体中，晶胞的结构使正负电荷中心不重合而出现电偶极矩，产生不等于零的电极化强度，使晶体具有自发极化，且电偶极矩方向可以因外电场而改变，呈现出类似于铁磁体的特点，这种晶体的叫铁电体。铁电材料内部的电偶极子与材料的晶格密切相关，材料晶格的变化将导致材料自发极化的变化。改变晶格的两个因素是力和温度。外加的机械应力可以产生表面电荷的性质称作压电性，温度的变化导致自发极化的变化的性质称作焦电性。有一类物体在转变温度以下，邻近的晶胞彼此沿反平行方向自发极化，可观察到双电滞回线，这种性质称为反铁电性。在欧洲(如法国、德国)常称铁电性为薛格涅特电性（Seignett-electricity）或罗息尔电性（Roche11-electricity）。因为历史铁电现象是首先于1920年在罗息盐中发现的。一维型铁电体，极性反转时其每一个原子的位移平行于极轴。二维型铁电体，极性反转时各原子的位移处于包含极轴的平面内。三维型铁电体，极性反转时在所有三维方向具有大小相近的位移。
  - 铁弹性（Ferroelastic），反铁弹性（Antiferroelastic）：保持两种对称性的自发应变。应变S对应于外力σ的变化有滞后现象，应力与应变呈非线性关系，自发应变方向可因外力场而反向，表征铁弹性的力滞回线，类似于铁电体的电滞回线，这种晶体的叫铁弹体。与顺弹体(paraelastic)相对。铁弹畴（ferroelastic domain）、非正规铁弹体（improper ferroelastics）
  - 铁涡性（Ferrotoroidic），反铁涡性（Antiferrotoroidic）：铁磁旋性，表现出同时打破两种对称性的铁涡矩的自发排列。材料中的磁矩按头尾相连的形式冻结下来形成微小的涡旋，这种涡旋可以是顺时针的或逆时针的，并可通过改变电场和磁场的特定组合来改变涡旋的方向。无论是磁系统还是电偶极矩系统都可能形成涡旋结构，涡旋的手性可用来表征信息记录的位，相应地把这种晶体的称之为铁涡体。
  - 铁谷性（Ferrovalley），反铁谷性（Antiferrovalley）：能谷一般指布洛赫电子能带的极值点处。如果材料中存在一系列具有稳定能态的能谷，原则上这些能谷就可以作为新型的自由度用于实现信息编码和数据操作。在谷电子学材料中应该存在一类具有自发谷极化的材料，而类比于传统电子学中具有自发电偶极矩的铁电体和自旋电子学中具有自发自旋极化的铁磁体，可被称之为铁谷体。
    - 铁电谷性（Ferroelectrovalley）：解决自旋方向反转问题，用可行的铁电（FE）反转谷指数，利用对称性参数和紧束缚模型，揭示了C2z旋转能够代替时间反演来操作二维多铁性kagome晶格中的谷指数，这使得铁电工程谷指数成为可能，从而产生了铁电谷的概念。
    - 铁磁谷性（Ferromagneticvalley）：自发谷极化的存在使得铁谷材料两个不等价的谷处具有不同的光学带隙，对应旋光吸收的光子峰值能量是可分辨的。两套谷具有方向相反且大小不等的贝里曲率。使得铁谷体存在可测量的霍尔电压，称之为反常谷霍尔效应。基于该效应可以设计电读磁写的铁谷体信息存储器件。

  - 多铁性（multiferroics）体系：传统的多铁材料分为三型：Type-I型多铁材料中磁性和铁电性由独立机制产生，磁电耦合较弱；Type-II型多铁材料中铁电性直接来源于特定的磁性序，耦合较强，Type-III型多铁材料，通过利用交替磁性材料的独特对称性来实现自旋-铁电锁定。单相I型多铁性 Single-Phase Type-I Multiferroics、共线II型多铁性 collinear type II multiferroics、螺旋自旋序驱动II型多铁性 spiral spin orderings driven type-II multiferroics、交替磁性-铁电III型多铁性 Altermagnetic-Ferroelectric III Multiferroics、反铁电交错磁体 Antiferroelectric Altermagnet，AFEAM、本征单层多铁性 Intrinsic single-layer multiferroics、二维铁磁-铁电多铁性 Two-dimensional ferromagnetic-ferroelectric multiferroics、扭曲多铁性 Twisted multiferroics、罗马曲面拓扑多铁性 Roman-surface topological multiferroicity、孤对活性多铁性 lone-pair-active multiferroics、孤对电子多铁性 Lone-Pair Electron Multiferroic、单相孤对多铁性 Single-Phase Lone-Pair Multiferroic、自旋驱动多铁性 Spin-driven multiferroic、自旋诱导多铁性 Spin-Induced Multiferroic、自旋受阻多铁性 Spin Frustrated Multiferroics、自旋螺旋多铁性 Spin-spiral multiferroics、强自旋电荷耦合多铁性 strongly spin-charge coupled multiferroic、动力学多铁性 Dynamical multiferroicity、自旋动力学复合多铁性材料 Spin dynamics composite multiferroics、双叶黎曼表面拓扑逆磁电 Double-leaf Riemann surface topological converse magnetoelectricity
- 阻挫系统（Frustration）：如果近邻作用无法同时满足能量极小，就会出现几何阻挫。在三角形面或正四面体为单元的晶格上的反铁巧自旋模型通常巧会存在相互作用之间的竞争关系。由于在每个三角形或四面体单元中，总是不能同时满足所有边上的反铁磁相互作用条件（即相邻两个自旋的朝向相反）．不同最近邻边上的反铁巧相互作用的竞争会导致系统中存在大量能量相近的低温构型，这种现象被称为几何阻挫。阻挫在量子磁体中扮演着至关重要的角色，它是指磁性系统中磁交换相互作用由于相互竞争而无法同时满足经典最低能量的情况。阻挫导致系统中出现强烈的量子涨落，从而演生出各种新型量子自旋态和新颖自旋激发。例如，阻挫引起的量子涨落可以抑制磁性序的形成，导致出现磁无序相，如量子自旋液体。另一方面，量子涨落也可能会在多个简并的经典基态中选择一个特定的磁有序态，即所谓的“无序导致有序”机制。锯齿状晶格 sawtooth-like lattice、短晶格 Stub lattice、菱形链状晶格 diamond chain lattice、棋盘晶格 Checkerboard Lattice、三角晶格triangular lattice、平方（四方）晶格 square lattic、星形晶格 Star lattice、方圆形晶格 Squircle lattice、六角晶格 hexagonal lattice、蜂窝晶格 honeycomb lattice、蜂窝-笼目杂化晶格 honeycomb-kagome hybrid lattice、莫尔蜂窝晶格 Moiré honeycomb lattice、凯库勒畸变蜂窝晶格 Kekulé-distorted honeycomb lattice、三叶草晶格 Cloverleaf Lattice、红宝石晶格 Ruby lattice、骰子晶格 Dice lattice (T₃ lattice)、霍尔丹蜂窝晶格 Haldane honeycomb lattice、基塔耶夫蜂窝晶格 Kitaev honeycomb lattice、基塔耶夫超蜂窝晶格 Kitaev hyperhoneycomb lattice、基塔耶夫超八边形晶格 Kitaev hyperoctagon lattice、笼目晶格 Kagome lattice、莫尔晶格 Moiré lattice、利布晶格 Lieb lattice、柴晶格 Shiba lattice、克鲁茨晶格 Creutz lattice、沙斯特里-萨瑟兰晶格 Shastry-Sutherland lattice、联苯型晶格 Biphenylene Network、双曲晶格 Hyperbolic lattice、超级蜂窝晶格 super-honeycomb lattice、三维准莫尔晶体 three-dimensional quasi-moiré crystals、烧绿石晶格 pyrochlore lattice、八角形钻石晶格 octagonal-diamond lattice、自旋冰晶格 Spin Ice Lattice、拉夫斯晶格 Laves lattice、钙钛矿晶格 Perovskite lattice、螺旋晶格 Helical Lattice、螺旋超晶格 spiral superlattice、斐波那契链 Fibonacci chain、彭罗斯拼图 Penrose tiling（五重准晶）、阿曼-宾克拼图 Ammann-Beenker tiling（八边形准晶）、蔡型准晶体 Tsai-type quasicrystal（二十面体）、十边形准晶 Decagonal Quasicrystal、十二边形准晶 Dodecagonal Quasicrystal、十二重莫尔准晶 12-Fold Moiré QuasiCrystal、二十面体准晶 Icosahedral Quasicrystal、谢尔平斯基晶格 Sierpiński lattice（分形）、科赫分形晶格 Koch Fractal Lattice、霍夫施塔特晶格 Hofstadter lattice（分形能带）、韦尔-费伦晶格 Weaire-Phelan lattice（泡沫最优结构）、范德华异质结 van der Waals Heterostructures
- 布里渊平坦宇宙（Brillouin platycosms）：布洛赫粒子宇宙 Bloch particles universe，平坦宇宙 platycosms（十个闭合的平坦三维流形 ten closed flat 3D manifolds）被推测为有限宇宙的潜在形状，所有十个扁形宇宙都可以在更广泛的射影晶体对称性框架中作为动量空间单位出现。第零个扁形宇宙 zeroth platycosm（三维布里渊环面 3D Brillouin torus，在三个方向上都具有周期性边界条件的立方体）。其他九个扁形宇宙具有更为复杂的拓扑结构。其中四个是不可定向的，类似于莫比乌斯带和克莱因瓶，因为沿某个方向平移会导致镜面反射。它们都具有有限阶的非平凡一维循环。二元对称结构中的所有基本一维循环都是四重的，即沿任何循环行进四次必然导致一个可收缩循环。投影性可以导致动量空间非同态对称性，例如滑移反射和螺旋旋转，其中镜面反射和旋转与分数阶互易晶格平移相结合。非同态对称性与同态对称性的本质区别在于，它移动了所有点，因此被称为自由对称性。自由对称性可以进一步将布里渊环面简化为其他扁平宇宙。在二维空间中，滑移反射已被证明可以将二维环面简化为克莱因瓶，并启发了对布里渊克莱因瓶拓扑相的广泛研究。十个扁形宇宙：{\displaystyle \Gamma _{1}}，立方环宇宙（Cubical torocosm），三维环面（3D torus），立方周期边界下的标准平坦流形，{\displaystyle \mathbb {Z} ^{3}}拓扑不变量，作为三维环面，其拓扑分类由三个独立的陈数构成，对应三个正交方向{\displaystyle k_{x},k_{y},k_{z}}）的二维子流形上的贝里曲率积分。{\displaystyle \Gamma _{2}}，第一双面宇宙（First amphicosm），非定向流形，平移伴随反射对称性，拓扑类似莫比乌斯带的高维推广，{\displaystyle \mathbb {Z} _{2}\oplus \mathbb {Z} }拓扑不变量，{\displaystyle \mathbb {Z} _{2}}：由滑移反射对称性（glide reflection）保护的二值不变量，反映非定向流形的拓扑性质，{\displaystyle \mathbb {Z} }：沿某一方向（如 {\displaystyle k_{z}}）的陈数，对应动量空间中保留的定向子流形。{\displaystyle \Gamma _{3}}，第二双面宇宙（Second amphicosm），非定向流形，基中心晶格结构，具有交错反射对称性，{\displaystyle \mathbb {Z} }拓扑不变量，仅含一个陈数，因基中心晶格结构（base-centered lattice）的对称性限制了其他方向的不变量。{\displaystyle \Gamma _{4}}，第一双对宇宙（First amphidicosm），非定向流形，正交晶格下双反射对称性的复杂组合，{\displaystyle \mathbb {Z} _{2}^{2}}拓扑不变量，包含两个独立的{\displaystyle \mathbb {Z} _{2}}不变量，分别对应正交方向上的滑移反射对称性（如 {\displaystyle k_{x}} 和 {\displaystyle k_{y}}方向），反映双重非平凡边界条件。{\displaystyle \Gamma _{5}}，第二双对宇宙（Second amphidicosm），非定向流形，含四分之一平移的镜面对称性，拓扑更复杂，{\displaystyle \mathbb {Z} _{4}}拓扑不变量，四阶不变量，由四分之一平移滑移反射对称性导致，拓扑电荷需满足模4条件。{\displaystyle \Gamma _{6}}，双环宇宙（Dicosm），定向流形，二重螺旋对称性，平移伴随180度旋转，{\displaystyle \mathbb {Z} _{2}^{2}\oplus \mathbb {Z} }拓扑不变量，{\displaystyle \mathbb {Z} _{2}^{2}}，两个二值不变量，对应双重螺旋对称性（二重旋转伴随半平移），{\displaystyle \mathbb {Z} }，沿螺旋轴方向的陈数。{\displaystyle \Gamma _{7}}，三环宇宙（Tricosm），定向流形，三重螺旋对称性，1/3平移伴随120度旋转，{\displaystyle \mathbb {Z} _{3}\oplus \mathbb {Z} }拓扑不变量，{\displaystyle \mathbb {Z} _{3}}，三重螺旋对称性导致的三阶不变量， {\displaystyle \mathbb {Z} }，沿螺旋轴方向的陈数。{\displaystyle \Gamma _{8}}，四环宇宙（Tetracosm），定向流形，四重螺旋对称性，1/4平移伴随90度旋转，{\displaystyle \mathbb {Z} _{2}\oplus \mathbb {Z} }拓扑不变量，{\displaystyle \mathbb {Z} _{2}}，四重螺旋对称性的二值不变量，{\displaystyle \mathbb {Z} }，沿螺旋轴方向的陈数。{\displaystyle \Gamma _{9}}，六环宇宙（Hexacosm），定向流形，六重螺旋对称性，1/6平移伴随60度旋转，{\displaystyle \mathbb {Z} }拓扑不变量，仅含一个陈数，六重螺旋对称性的强对称约束消除了其他不变量。{\displaystyle \Gamma _{1}0}，双对环宇宙（Didicosm），定向流形，三重正交螺旋对称性，{\displaystyle x,y,z} 各方向平移伴随半周期反射，{\displaystyle \mathbb {Z} _{4}^{2}}拓扑不变量，包含两个独立的四阶不变量，对应三重正交螺旋对称性，反映高度非平凡边界条件。（{\displaystyle \mathbb {Z} }（整数），通常对应陈数，表征能带在二维子流形上的拓扑缠绕。{\displaystyle \mathbb {Z} _{n}}（模n），由离散对称性（如滑移反射、螺旋旋转）保护的拓扑不变量，反映非定向流形或分数平移对称性下的受限拓扑响应。组合不变量（如{\displaystyle \mathbb {Z} _{2}\oplus \mathbb {Z} }），表明系统同时存在连续对称性保护的陈数和离散对称性保护的二值不变量。）布洛赫带理论和布里渊区表征了周期性介质中的类波行为，二维布里渊区（可定向布里渊双环，wo-dimensional Brillouin zone ，orientable Brillouin two-torus）、不可定向布里渊克莱因瓶（non-orientable Brillouin Klein bottle）、三维布里渊区（可定向布里渊三环，three-dimensional Brillouin zone ，orientable Brillouin three-torus）的拓扑可以简化为：不可定向的布里渊克莱因空间（non-orientable Brillouin Klein space）、可定向布里渊半圈空间（orientable Brillouin half-turn space）。
- 拓扑表面态（Topological surface state）：肖克利表面态 Shockley surface state、塔姆表面态 Tamm surface state、塞弗特表面态 Seifert surface state、玻戈留玻夫费米表面态 Bogoliubov Fermi surface state、一阶二维表面态、二阶一维铰链态、三阶零维角态、一维手性铰链态 1D chiral hinge state、赝铰链态 pseudo-hinge state、拓扑角态 Topological corner state（Type-I型角态、Type-II型角态、Type-III型型角态）、螺旋角态 Helical corner state、偶极角态 dipole corner state、四极角态 quadrupole corner state、八极角态 Octupole corner state、平方根角态 Square-Root corner state、磁振子角态 Magnon corner state、轨道角态 orbital corner state、简并局域角态 degenerate localized corner state、高阶端态 higher-order end state、拓扑棱态 Topological hinge state、拓扑界面态 topological interface state、拓扑边缘态 topological edge state、拓扑谷霍尔边缘态 topological valley Hall edge state、塞弗特边界态 Seifert boundary state、泰穆-肖克利边缘态 Tamm-Shockley edge state、螺旋边缘态 Helical edge state、反螺旋边缘态 Antihelical edge state、谷霍尔边缘态 valley Hall edge state、带隙边缘态 gapped edge state、手性螺旋金属态 chiral helical metallic state、手性马约拉纳表面模 chiral Majorana surface modes、表面马约拉纳弧态 surface Majorana arcs state、高阶马约拉纳弧态 higher-order Majorana-arc state、环形马约拉纳态 annular Majorana state、i型费米弧 Type-I Fermi arcs、ii型费米弧 Type-II Fermi arcs、螺旋三聚体费米弧 helix-trimer Fermi arcs、拓扑费米弦 topological Fermi strings、节点线弧 nodal line-arc、磁振子弧 magnon arcs、非厄米费米弧 NH Fermi arcs、费米-布拉格弧 Fermi-Bragg arcs、费米弧表面态 Fermi arc surface state、环形费米面 torus-shaped Fermi surface、球形费米面 spherical Fermi surface、螺旋度费米面 helicity Fermi surface、环面结费米面 Torus-knot Fermi surface、开弦费米面 Open-string Fermi surface、闭环电子状费米表面 closed-ring electron-like Fermi surfaces、闭环空穴状费米表面 closed-ring hole-like Fermi surfaces、类费米弧表面态 Fermi-arc-like surface states、铰链费米弧表面态 hinge Fermi arc surface state、高阶铰链费米弧态 higher-order hinge Fermi-arc state、{\displaystyle U(1)}自旋子费米表面 {\displaystyle U(1)} spinon Fermi surfaces、螺旋弧表面态 helicoid arc surface state、狄拉克表面态 Dirac surface state、节点线表面态 nodal-line surface state、手性表面态 chiral surface state、反手性表面态 antichiral surface state、螺旋表面态 helicoid surface state、双螺旋形表面态 double-helicoid surface state、四螺旋形表面态 quadruple-helicoid surface state、六重螺旋面态 sextuple-helicoid surface state、鼓膜表面态 drumhead surface state、环面表面态 toruslike surface state、带状表面态 ribbonlike surface state (SSs)、双碗表面态 Double-bowl surface state、水滑道表面状态 waterslide surface state、多重风扇形表面态 Multi-Fold Fan-Shape Surface State、非均匀风扇型表面态 Inhomogeneous fan-shaped surface state、阻塞表面态 obstructed surface state（漂浮表面态 floating surface state，fSSs）、分形表面态 Fractal Surface state、莫比乌斯表面态 Möbius surface state、莫比乌斯扭曲连接表面态 Möbius-twisted connectivity surface state、拓扑罗马面态 topological Roman surface state、拓扑双叶黎曼表面态 topological Double-leaf Riemann surface state、非欧几里德表面态 non-Euclidean surface state、近平坦表面态 nearly flat surface state、自旋极化表面态 spin polarized surface state、拓扑轴子表面态 topological axion surface state、自准直拓扑表面态 self-collimated topological surface state、钉扎手性表面态 pinned chiral surface state、拓扑扭结态 topological kink state、双带谷霍尔拓扑扭结态 dual-band valley-Hall topological kink state、陈费米口袋 Chern Fermi pockets、玻色面 Bose surface（动量空间中无间隙玻色子激发的球面）
- 拓扑节点（Topological nodal）：节点线（nodal lines）当两个能带在动量空间中的一条线上相互接触时，可以发现一维简并（N维空间中的共维N-1）。节点线可以根据其形状和其他节点线之间的连接性进行分类。单个外尔点 A single Weyl point、单对外尔点 single pair Weyl points (SP‐WPs)、外尔点 Weyl points、i型外尔点 Type-I Weyl Points、ii型外尔点 Type-II Weyl Points、克拉默-外尔点 Kramers-Weyl points、磁振子外尔点 Magnon Weyl Points、外尔偶极子 Weyl dipole、外尔环 Weyl rings、狄拉克点 Dirac points、单极电荷狄拉克点 monopole charge Dirac points、自旋轨道狄拉克点 Spin-orbital Dirac points、二次非狄拉克带色散简并能量点 quadratic non-Dirac band dispersions、玻戈留玻夫-德热纳狄拉克点 Bogoliubov-de Gennes (BdG) Dirac point、体玻戈留玻夫-外尔节点 bulk Bogoliubov-Weyl nodes、、节点库珀对 nodal Cooper pairing、体四重（双重）节点 bulk fourfold (twofold) nodal points、二次型接触点 quadratic band crossing point, QBCP、三重简并点 Threefold Degenerate points、三节点 triple nodal point、近三节点 Nearly triple nodal point、抛物线带简并点 parabolic band-degeneracy point、克拉默-外尔节点 Kramers-Weyl node、四重无自旋外尔节点 quadruplet spinless Weyl node、单节点线 Single nodal lines（节点线可以呈环状，形成节点环或结，如果不切割或交叉这些结，就无法将其转化为节点环）、节点线 Nodal line、直节线 Straight nodal line、二次节线 quadratic Nodal line、{\displaystyle Z^{2}}节点线 {\displaystyle Z^{2}} Nodal line、节点点-线 Nodal Point-Line、节点曲线 nodal curve、螺旋节点线 helical nodal line、节点单环 Monoloop（具有最干净的单环场景，被认为是链、网和结等复杂链接环的基本构建块）、节点圈 nodal loop（Type-I nodal loops）、圈穿越布里渊区 loop traversing the BZ（不可收缩环、Type-II nodal loops）、交叉节点圈 crossing nodal loop、环节点 loop-nodal、外尔圈 Weyl loops、链环圈 linked-loop、非阿贝尔节点圈 non-Abelian node-loop、节点环 Nodal ring（3D Weyl nodal ring、4D Weyl nodal ring）（有接触）、节点两环 nodal two ring、节点三环 nodal three ring、两节点环 two nodal ring、四连接节点环 four linked nodal ring、孤立环 isolated ring、混合节点环 hybrid nodal ring、外尔特殊环 Weyl-exceptional-ring、三叶结 Trefoil knot、双三叶结 double trefoil knot、五叶结 cinquefoil knot、8字形结 figure 8-knot、双节点线 Double nodal lines（节点链/链环的每个环可以由相同或不同的一对带形成。特别是如果节点链的两个环起源于三带系统中的不同带组，则三个带在节点环接触的单个点相交。这被称为三相点 triple point）、节点链 Nodal chain（有接触的情况下两个环相互交叉）、内节点链 Inner nodal chain、外节点链 outer nodal chain、节线链环 Nodal link（没有接触的情况下两个环相互交叉）、双螺旋节点链环 double-helix nodal link、所罗门结 Solomon's knot、霍普夫链环 Hopf-link、双螺旋节点线 Double Helix Nodal Line（螺旋 Helices）、无限重复节点环 Infinitely repeating nodal rings（由于动量空间的周期性，多个节点环可以形成一个无限的节点链或链环。它们也可以形成二维或三维无限链或链环）、无限节点链 Infinite nodal chain、无限节线链环 Infinite nodal link、多节点环 Multiple nodal rings、耳环节点链环 Earring nodal link、双螺旋节点链环 double-helix nodal link、双霍普夫链环 Double Hopf link、混合节点链环 Mixed nodal link、链接节点环和节点链 Linked nodal ring and chain、节点线和节点环 Nodal lines and rings、节点线和环：非接触 Nodal lines and ring: non-touching、节点线和环：接触 Nodal lines and ring: touching、节点线和链：非接触 Nodal lines and chain: non-touching、节点线和链：接触 Nodal link and lines: touching、链接节点环、链和线 Linked nodal ring, chain, and lines、实节点线 Real Nodal Line、单极节点线 Monopole Nodal Line、四度简并节点网 four-fold nodal net、四重节点铰链 fourfold nodal hinge、一维手性铰链模 1D chiral hinge modes、洪特节线 Hund nodal line、沙漏节点线 hourglass nodal line、沙漏节点环 hourglass nodal loop、沙漏状节点链 hourglass-like nodal chain、沙漏状节点网 Hourglass-like Nodal Net、沙漏狄拉克链 Hourglass Dirac chain、沙漏外尔链 Hourglass Weyl chain、沙漏狄拉克圈 Hourglass Dirac loop、沙漏外尔圈 Hourglass Weyl loop、双节点线 twofold nodal lines、双节点壁 twofold nodal walls、双沙漏形节点线 twofold hourglass-shaped nodal lines、克莱默节点线 Kramers nodal line、复合拓扑节点线 composite topological nodal lines、类杨桃节点圈 nodal loops starfruit-like（五重对称性特征）、多带非阿贝尔交叉 multiband non-Abelian crossings、共面节线链 in-plane nodal chain、泛化四元数拓扑荷保护节点链 generalized quaternion charge protected nodal link、多环节点线 Multi-loop node line（I型节点线 type-I nodal-lines（能带交叉全部为type-I色散）、混合型节点线 hybrid nodal-lines（能带交叉同时包含type-I和type-II色散）、闭合型节点线 closed nodal-lines、开放型节点线 open nodal-lines）、带简并的类型可分为偶然简并accidental degeneracy 和必然简并 essential degeneracy、必然简并节点线 essentially degenerate nodal lines (NLs)、隐藏必然节点线 hidden-essential nodal line (HENL)（系统具有水平滑动镜对称性）、反交叉节点环和点 anticrossing nodal rings or points、二次色散节线 quadratic Nodal line、三次色散节线 cubic nodal line、环面体节点线 hosohedral nodal line、节线结 Nodal knot、节点网 Nodal Net、{\displaystyle Z^{3}}节线网 Nodal Net、立方型节线网 nodal hexahedron net、节点面 nodal surface（常规 Conventional nodal surface、非常规 Unconventional nodal surface、I类节点面 class-I nodal surface、II类节点面 class-II nodal surface）、混合节面和节线 hybrid nodal surface and nodal line (NS+NL)、混合节面和外尔节线 hybrid 1 nodal surface and Weyl nodal line (1NS+WNL)、混合节面和外尔节网 hybrid 1 nodal surface and Weyl nodal net (1NS+WNN)、混合2节面和外尔节线 hybrid 2 nodal surface and Weyl nodal net (2NS+WNN)、混合2节面和二次节线 hybrid 2 nodal surface and quadratic nodal line (2NS+QNL)、混合2节面和混合节网 hybrid 2 nodal surface and hybrid nodal net (2NS+HNN)、椭球节点面 ellipsoidal nodal surface、2D对称强制节点面 2D symmetry nodal surface、节点壁 Nodal Wall、节点盒 nodal-box、节点盒 nodal boxe、节点笼 Nodal Cage、节点鸟笼 Nodal Birdcage、节点浑天仪 Nodal armillary sphere、鸟笼状节点 bird-cage-like node、双自旋节点盒 Dual spin nodal box、完全自旋极化节点盒 fully spin-polarized nodal boxes、蝴蝶状节点线 butterflylike nodal line、高维的狄拉克节点球（Dirac-Nodal-Sphere）或伪狄拉克节点球（Pseudo Dirac-Nodal-Sphere）（状态带交叉在费米能级形成2D闭合或近似球体）、节点柔性表面 Nodal Flexible-surface（节点平面 nodal flat-surface、节点球面 nodal sphere、节点管 nodal tube、节点横杆 nodal crossbar、节点沙漏状表面 nodal hourglass-like surface）
- 拓扑奇异点（topological exceptional point）：包括异常点、异常线、异常环等，非厄米系统存在异常点(Exceptional Points, EP)和连续域束缚态(Bound state in the Continuum, BIC)两类关键的奇异点,具有独特的拓扑特性与应用潜力。实空间的圆偏振奇点与参数空间非厄米奇异点具有极为相似的拓扑性质并满足相同的拓扑分类。三维空间中电场或磁场由具有任意三维朝向的偏振椭圆描述，而偏振椭圆的分布可以形成携带分数或整数拓扑指数的拓扑缺陷，包括圆偏振奇点（C point）、线偏振奇点 (L point)以及零场奇点（V point）。这些拓扑奇点广泛存在于各种光学系统的光场中，与几何相位、连续谱束缚态以及非厄米奇异点之间存在密切的联系。奇点在空间中延伸形成奇点线（包括C line、L line和V line），而奇点线的演化可以形成各种复杂的拓扑构型，这些偏振奇点和奇点线为调控光场的偏振和相位提供了丰富的自由度。通过控制结构的拓扑性和对称性，可以产生高阶偏振奇点，偏振奇点线节 （nexus of singularity lines）和偏振莫比乌斯环。非厄米系统存在奇异线 Exceptional lines、奇异弧 Exceptional arcs、奇异环 Exceptional rings、奇异曲面 Exceptional surfaces、高阶奇异点 higher-order exceptional point、二阶奇异点 order-2 exceptional point、三阶奇异点 order-3 exceptional point、二阶奇异点 Second-Order Singularities、黎曼曲面 Riemann surfaces、霍夫施塔特蝴蝶能谱 Hofstadter butterfly energy spectrum、I型螺旋弧范霍夫奇点 type I helicoid arc van Hove singularities、II型螺旋弧范霍夫奇点 type II helicoid arc van Hove singularities、二重旋转拓扑高阶范霍夫奇点 two-rotational Topological High-Order Van Hove Singularities({\displaystyle {\mathcal {C}}_{2z}}) 、三重旋转拓扑高阶范霍夫奇点 three-rotational Topological High-Order Van Hove Singularities({\displaystyle {\mathcal {C}}_{3z}})、六重旋转拓扑高阶范霍夫奇点 six-fold rotational Topological High-Order Van Hove Singularities({\displaystyle {\mathcal {C}}_{6z}})、磁布洛赫点 Magnetic Bloch points（拓扑刺猬奇点 topological hedgehog singularities）。无隙超流质心动量零点 gapless superfluid center-of-mass momentum zeros（双简并球体 doubly-degenerate spheres、球体 spheres、凹球体 concave spheroids、双退化圆 doubly-degenerate circles）
- 拓扑缺陷（topological defect）：拓扑点缺陷 topological point defects、拓扑线缺陷 topological line defects、拓扑旋错 Topological disclination、拓扑位错 Topological dislocations、贾基夫-雷比拓扑涡旋 Jackiw–Rossi topological vortex、e/6为单位量的e/4分数电荷拓扑旋错 e/4 fractional chargeand Topological disclination、e/6分数电荷拓扑旋错 e/6 fractional chargeand Topological disclination、畴壁拓扑缺陷 domain walls Topological disclination、分形拓扑缺陷 fractal Topological disclination、三维螺旋位错 three dimensions screw dislocation、{\displaystyle p}轨道拓扑旋错态 {\displaystyle p}-orbital topological disclination state、零维高阶端位错态 zero-dimensional Higher-order end dislocation state、一阶零维缺陷态 first-order 0D defect state、一阶零维位错态 First-order 0D dislocation state、五维点缺陷 five-dimensional point defects、四维点缺陷 four-dimensional point defects、螺旋位错超扭曲 screw-dislocation supertwisted spirals、赝自旋极化拓扑线缺陷 Pseudospin-Polarized Topological Line Defects、非厄米位错束缚态 Non-Hermitian dislocation bound state
- 拓扑不变量（topological invariants）：陈数 Chern number ({\displaystyle C})、第二陈数 Second Chern number、实陈数 real Chern number、谷陈数 Valley Chern number ({\displaystyle C_{V}})、镜面陈数 mirror Chern number ({\displaystyle C_{m}})、自旋陈数 spin Chern number ({\displaystyle C_{S}})、交错陈数 staggered Chern number ({\displaystyle \delta _{stagg}})、多体陈数 many-body Chern number（分数陈数 fractional Chern number）、欧拉教 Euler number ({\displaystyle e2})、谷欧拉教 Valley Euler number ({\displaystyle e2})、第一斯蒂费尔-惠特尼数 first Stiefel–Whitney number ({\displaystyle w1})、第二斯蒂费尔-惠特尼数 Second Stiefel–Whitney number ({\displaystyle w2})、庞特里亚金数 Pontryagin number、霍普夫数 Hopf number ({\displaystyle H})、斯格明数 skyrem number ({\displaystyle Q})、半子数 meron number、拓扑缠绕数 topological winding number、拓扑螺旋度 topological magnetic helicity、博特指标 Bott index、时间反演不变量 TR-invariant ({\displaystyle k})、回输索利斯泵(RTP)不变量 returning Thouless pump (RTP) invariants ({\displaystyle \delta _{RTP}})、傅-凯恩不变量 Fu-Kane invariant、半整数拓扑不变量 half integer topological invariants（n + 1/2）、强拓扑指标不变量 strong topological invariants ({\displaystyle \nu _{0}})、三弱拓扑指标不变量 three weak topological invariants ({\displaystyle \delta _{w,i=1,2,3}}，{\displaystyle \nu _{1}}，{\displaystyle \nu _{2}}，{\displaystyle \nu _{3}})、滑移面（沙漏）不变量 glide plane (hourglass) invariant ({\displaystyle \delta _{h}})、旋转不变量 rotation invariant ({\displaystyle \delta _{r}})、反演不变量 inversion invariant ({\displaystyle \delta _{i}})、螺旋不变量 screw invariant ({\displaystyle \delta _{s}})、{\displaystyle S_{4}}不变量 {\displaystyle S_{4}} invariant ({\displaystyle \delta _{S_{4}}}，{\displaystyle \chi }，{\displaystyle {S_{4}}\equiv {IC_{4z}}})、{\displaystyle \mathbb {Z} }不变量 {\displaystyle \mathbb {Z} }invariant ({\displaystyle \delta _{\mathbb {Z} }})、{\displaystyle \mathbb {Z} _{2}}不变量 {\displaystyle \mathbb {Z} _{2}} invariant ({\displaystyle \delta _{\mathbb {Z} _{2}}}，0，1)、{\displaystyle \mathbb {Z} _{4}}不变量 {\displaystyle \mathbb {Z} _{4}} invariant、{\displaystyle \mathbb {Z} _{8}}不变量 {\displaystyle \mathbb {Z} _{8}} invariant、{\displaystyle \mathbb {Z} \oplus \mathbb {Z} }不变量 {\displaystyle \mathbb {Z} \oplus \mathbb {Z} } invariant ({\displaystyle \delta _{\mathbb {Z} \oplus \mathbb {Z} }})、{\displaystyle Z^{h}}不变量 {\displaystyle Z^{h}} invariant、{\displaystyle Z^{h}\oplus {Z^{c}}}不变量 {\displaystyle Z^{h}\oplus {Z^{c}}} invariant、非手性非布洛赫不变量 Non-chiral non-Bloch invariants、非布洛赫不变量 non-Bloch invariants、布洛赫不变量 Bloch invariants、复合拓扑不变量 hybrid topological invariant、墙纸不变量 Wall invariants、马约拉纳散射不变量 Majorana scattering invariant、{\displaystyle U_{q}({\mathfrak {sl}}_{2})} -不变量 {\displaystyle U_{q}({\mathfrak {sl}}_{2})}-invariant、时间拓扑不变量 time-topological invariant、时空拓扑不变量 space-time-topological invariant
- 拓扑对称性（topological symmetry）和对称性破缺（symmetry Breaking）：Wigner和Dyson在1962年以及Altland和Zirnbauer在1997年提出的十重对称性分类（Ten-fold Way）为理解不同类型的拓扑相提供了系统的方法，包含两个基本对称性时间反演对称性(time-reversal symmetry，{\displaystyle T})、粒子空穴对称性(particle-hole symmetry、电荷共扼对称性 charge-conjugation symmetry，{\displaystyle C})以及它们的结合手性对称性（Chiral symmetry ，子晶格对称性 sublattice symmetry，{\displaystyle S=TC}）。CPT對稱是物理定律中一种对称性质，有此性质的物理量在时间时间反演对称性(time-reversal symmetry，{\displaystyle T})、电荷共扼对称性(charge-conjugation symmetry，{\displaystyle C})及宇称反转对称性(parity inversion symmetry，空间反演对称性 space-reversal symmetry，空间反转对称性 Space Inversion Symmetry、空间反射对称性 Spatial Reflection Symmetry，{\displaystyle P})一起被反向变换（即正负变号）后不变。非厄米体系中宇称-时间对称性(parity-time symmetry，PT对称性，{\displaystyle {\mathcal {PT}}}-symmetric) 有重要作用。空间反演对称性破缺（Inversion Symmetry Breaking）、时间反演对称性破缺（Time-Reversal Symmetry Breaking）、手性对称性破缺（Chiral Symmetry Breaking）、反演对称性(Reversal Symmetry，反转对称性 Inversion Symmetry，宇称对称性 Parity Symmetry，{\displaystyle P}，{\displaystyle I})、时空反转对称性 space-time inversion symmetry、平移对称性(translational symmetry)、时间平移对称性 time translational symmetry、空间平移对称性 space translational symmetry、反射对称性(Reflection Symmetry，镜面对称性 mirror symmetry，镜面反射对称性 Mirror Reflection Symmetry，{\displaystyle M})、晶体旋转对称性 rotational symmetry、n重旋转对称性 {\displaystyle {\mathcal {C}}_{n}}-symmetric、二重旋转对称性 {\displaystyle {\mathcal {C}}_{2}}-symmetric、三重旋转对称性 {\displaystyle {\mathcal {C}}_{3}}-symmetric、四重旋转对称性 {\displaystyle {\mathcal {C}}_{4}}-symmetric、六重旋转对称性 {\displaystyle {\mathcal {C}}_{6}}-symmetric、准晶对称性（非常规旋转对称性）、五重对称性{\displaystyle {\mathcal {C}}_{5}}-symmetric、七重旋转对称性 {\displaystyle {\mathcal {C}}_{7}}-symmetric、八重旋转对称性 eightfold rotation symmetry、非真旋转对称性(Improper Rotation symmetry，反射+旋转)、反轴对称性(Rotoinversion Symmetry，绕轴旋转+镜面反射)、滑移对称性(glide symmetry，滑移反射对称性 Glide Reflection symmetry，滑移镜面对称性 glide Mirror symmetry，平移+反射，{\displaystyle G})、螺旋对称性(screw symmetry，螺旋旋转对称性 Screw Rotation symmetry，平移+旋转)、两重螺旋对称性 two-fold screw symmetry。晶格对称性 Lattice-Symmetry，晶格是空间中点的一种重复图案，其中的物体可以被重复。在一维时只有1种晶格，二维时有5种，三维时有14种。通过二维图案（10种晶体点群）当一个二维物体沿一维晶格重复时，我们可以得到7种饰带群(frieze group)，当沿三维晶格重复时，可以得到17种壁纸群(wallpaper group)。不同的三维点群沿着各种各样的三维晶格重复组成了230种不同的空间群。三维物体沿一维或二维晶格重复，分别产生杆群(rod group)或图层群(layer group)。晶体可分为7大晶系，14种布拉维格子，32个晶体学点群，{\displaystyle C_{n}}({\displaystyle C_{1}}、{\displaystyle C_{2}}、{\displaystyle C_{3}}、{\displaystyle C_{4}}、{\displaystyle C_{6}})、{\displaystyle C_{nv}}({\displaystyle C_{2v}}、{\displaystyle C_{3v}}、{\displaystyle C_{4v}}、{\displaystyle C_{6v}})、{\displaystyle C_{nh}}({\displaystyle C_{1h}}={\displaystyle C_{s}}、{\displaystyle C_{2h}}、{\displaystyle C_{3h}}={\displaystyle S_{3}}、{\displaystyle C_{4h}}、{\displaystyle C_{6h}})、{\displaystyle S_{n}}({\displaystyle S_{2}}={\displaystyle i}、{\displaystyle S_{4}}、{\displaystyle S_{6}})、{\displaystyle D_{nh}}({\displaystyle D_{2h}}、{\displaystyle D_{3h}}、{\displaystyle D_{4h}}、{\displaystyle D_{6h}})、{\displaystyle D_{nd}}({\displaystyle D_{2d}}、{\displaystyle D_{3d}})、{\displaystyle T}、{\displaystyle T_{d}}、{\displaystyle T_{u}}、{\displaystyle O}、{\displaystyle O_{h}}。中心对称性 Centrosymmetric、非中心对称性 noncentrosymmetric、反对称性 Antisymmetric、晶格旋转对称性、晶格平移对称性、晶格滑移对称性、晶格螺旋对称性、晶体对称性 Crystal Symmetry、双有序晶体对称性(order-two crystal symmetries，反射和双旋转 twofold rotation),、异常晶体对称性 Anomalous Crystal Symmetry、非中心对称型晶体对称性 noncentrosymmetric crystal symmetry、联合对称性、n重旋转与时间反演对称性 {\displaystyle {\mathcal {C}}_{n}{\mathcal {T}}} symmetry、n重Z轴旋转与时间反演对称性 {\displaystyle {\mathcal {C}}_{n}^{Z}{\mathcal {T}}} symmetry、n重X轴旋转与时间反演对称性 {\displaystyle {\mathcal {C}}_{n}^{X}{\mathcal {T}}} symmetry、镜像X轴反射对称性 {\displaystyle {\mathcal {M}}^{X}} symmetry、镜像Y轴反射对称性 {\displaystyle {\mathcal {M}}^{Y}} symmetry、镜像Z轴反射对称性 {\displaystyle {\mathcal {M}}^{Z}} symmetry、镜像X轴反射与时间反演对称性 {\displaystyle {\mathcal {M}}^{X}{\mathcal {T}}} symmetry、镜像Y轴反射与时间反演对称性 {\displaystyle {\mathcal {M}}^{Y}{\mathcal {T}}} symmetry、镜像Z轴反射与时间反演对称性 {\displaystyle {\mathcal {M}}^{Z}{\mathcal {T}}} symmetry、镜像X轴反射半平移与时间反演对称性 {\displaystyle {\mathcal {M}}_{u_{1/2}}^{X}{\mathcal {T}}} symmetry、n重旋转反射对称性 {\displaystyle S_{n}} symmetry、n重Z轴旋转反射对称性 {\displaystyle S_{n}^{Z}} symmetry、二重旋转与时间反演对称性(two-fold rotation and time-reversal symmetry，{\displaystyle {\mathcal {C}}_{2}{\mathcal {T}}} symmetry)、二重Z轴旋转与时间反演对称性(two-fold Z rotation and time-reversal symmetry，{\displaystyle {\mathcal {C}}_{2}^{Z}{\mathcal {T}}} symmetry)、四重旋转与时间反演对称性 {\displaystyle {\mathcal {C}}_{4}{\mathcal {T}}}-symmetric、六重旋转与时间反演对称性 {\displaystyle {\mathcal {C}}_{6}{\mathcal {T}}}-symmetric、六重旋转与水平镜面反射 {\displaystyle {\mathcal {C}}_{6h}}-symmetric、六重旋转与垂直镜面反射 {\displaystyle {\mathcal {C}}_{6v}}-symmetric、四重旋转反射对称性({\displaystyle S_{4}}对称性，{\displaystyle S_{4}} symmetry，{\displaystyle {\mathcal {S}}_{4}\equiv {\mathcal {I}}{\mathcal {C}}_{4z}})、六重旋转反射对称性 {\displaystyle S_{6}} symmetry、四重旋转反射与时间反演对称性 {\displaystyle S_{4}T} symmetry、时空对称性 Space-Time Symmetries、时间和空间逆对称性 time and space inversion symmetry、同位旋对称 isospin-symmetry、{\displaystyle Z_{n}}对称性、{\displaystyle U(1)}对称性、{\displaystyle SO(3)}对称性、投影对称性 Projective Symmetry、循环对称性 cyclic symmetry、空间滑动时间反转对称性 Sliding-Operation Time-Reversal Symmetry、动量空间滑移反射对称性 momentum-space glide reflection symmetries、三维动量空间非对称螺旋旋转和滑动反射对称性 3D momentum-space non-symmorphic screw rotation and glide reflection symmetries、动量空间非对称对称性 momentum-space non-symmorphic symmetry (k-NS)、轨道跳跃对称性 orbital-hopping symmetry、三极对称性 tripole Symmetry、五极对称性 pentapole Symmetry

## 常温有序态
- 固态（Solid）：具有一定形状和体积，自身内部的分子运动不剧烈，分子排列紧密。
  - 结晶固体（Crystalline solid）：组成的固体原子，分子或离子，有一个有序，重复的模式。
  - 同质异晶物（Crystal polymorphism）：同质异形体，由化学组成相同的物质，在不同的物理化学条件下形成的不同结构的晶体。同质异形体由于结构不同会表现出不同的物理化学性质。在朗道理论中，同质异晶物的不同结构相被认为是不同的物质状态。例如：冰分子可依溫度和壓力，表現出19種不同的形態（分子堆疊形狀）。
  - 半晶态（part-crystalline，Semicrystalline）：复杂体系中由于化学键的复杂性，随着外场条件发生变化，材料体系表现为部分晶态-部分无序（part-crystalline part-amorphous）和部分晶态-部分液体（part-crystalline part-liquid）的特殊状态，材料宏观上表现为固体状态，但由于物质内部部分原子的剧烈无序和局部流动特性，经典固体理论中的基于小参数（small parameter）近似的声子输运理论不再适用，处于这样状态的物质普遍表现出反常的热输运行为和极低晶格热导率等。
  - 分子固体（Molecular solid）：物质内部由范德华力（又称分子间作用力）将分子结合起来的固体物质。
  - 致密固态氢（Dense solid hydrogen）：高压下呈固态的氢。
  - 低维固体（Two-dimensional Solid）：某些固體表現出明顯的一維或二維特徵。其中包括：具有链状结构或层状结构的三维固体;表面或界面层;表面上的吸附层;薄膜和金属细丝等。由于在链之间或层之间仍存在着一些耦合,实际这些体系是准一维或准二维的。
    - 一维固体（Two-dimensional Solid）：具有一维特征的固体材料，其结构和性质主要沿一个方向延伸，而其他两个方向则受到限制或几乎不存在。一维固体通常具有链状结构，在物理和化学性质上表现出显著的各向异性，即它们的性质在不同方向上有所不同。
    - 二维固体（Two-dimensional Solid）：二维固体在平面内的物理性质（如电导率、热导率等）与垂直于平面的性质不同，表现出明显的各向异性。如果二维液体的密度增加，则旋转自由度将冻结，并成为二维固体。
    - 一维有序晶体（one-dimensional long-range crystal）： 固体新结构一维有序结构（one-dimensional long-range order），该结构仅在一个方向上保留了晶体的平移对称性和周期性，在其他方向上其原子呈现无序排列，形成了具有一维平移周期性的长程有序结构。构成一维有序晶体的结构单元的原子排列与重位点阵倾转晶界的结构单元非常类似。2018年由中科院研究团队在MgO和Nd2O3薄膜材料中发现。超导准一维晶体 Superconducting Quasi-One-Dimensional Crystal（长程有序非晶原子链 Long-Range Ordered Amorphous Atomic Chains）
    - 一维有序-二维无序晶格（1D order–2D disorder lattice）： 其原子排列呈现长程有序状态，却同时展现出非晶（面内）和晶体（面外）的热传导特性。轨道与晶格之间的耦合效应是高对称结构发生自发对称破缺的原因。
    - 二维晶体（two-dimensional Crystal）：是一種由原子組成的平面薄膜，只有一個原子厚度的二維材料，比如石墨烯以及新近发现的锗烯（germanene）。
    - 一维金属（one-dimensional metal）：沿单个轴表现出金属导电性，如链或线，但在垂直方向上缺乏这种导电性。准一维金属 quasi-one-dimensional metal
    - 二维金属（two-dimensional metal）：厚度被压缩至原子极限尺寸（约0.1纳米）的金属材料，仅保留长度和宽度维度，几乎无体积。
- 非周期晶体（aperiodic crystal），非周期调制结构（aperiodic modulated structure）：结构表现出非周期性或非重复模式。
  - 准晶态（Quasicrystaline）：亦称为拟晶（mimetic crystal），是一种介于晶体和非晶体之间的固体。在准晶的原子排列中，其结构是长程有序的，又不具有晶体所应有的平移对称性，可以具有晶体所不允许的宏观对称性。
  - 准晶相关马赛克（Quasicrystal-related mosaics）：由周期排列的结构块之间镶嵌非周期结构块而形成。该物态由准晶相关的结构块组成，但其中一种取向的结构块呈周期排列，具有与晶体材料一样的平移单胞。而这些周期排的列结构块之间却镶嵌着一些非周期排列的结构块。这些基本的结构块均存在于对应的十次准晶体中，且整个结构的傅里叶变换图上的强衍射斑点呈现明显的十次对称，说明其结构与十次准晶体的结构密切相关，其生成过程与准晶体及其近似相特有的相位子缺陷密切相关。
  - 不相称调制结构（incommensurate modulated structure）：非公度调制结构，三维周期性晶格结构因空间变化或调制而扭曲。不具有三维（3D）晶格周期性，但在高维（3+n）维空间中表现出平移对称性。
  - 主客体结构（host-guest structure）：非周期性客体分子嵌入周期性主体。一维主客体链 One-Dimensional Host-Guest chain、一维纳米管主-客结构 one-dimensional nanotubular host–guest structure、一维复合主客体结构 One-dimensional composite host–guest structure、复合非公度主客体结构 complex composite incommensurate host-guest structure
  - 顺晶固体（procrystalline solids）：低对称构造单元和高对称拓扑模板的组合导致了含有无序的非周期性原晶固体（aperiodic procrystalline solid）。在这些系统中强相关无序与分布在布里渊区的特定调制周期集有关。关联无序冰结构 correlated disorder Ice structure
- 液态（Liquid）：可变形但不可压缩的流体。形状由容器体积限定，在压力影响下，体积（几乎）不变。在不同的压力下表现为非刚性液体（普通液体）和刚性液体（稠密流体），在两者之间有一个P-T很窄的相变被命名为弗兰克尔(Frenkel)线，刚性液体很硬，以至于有些(尽管不是全部)剪切波可以穿过。
  - 非牛頓流體（Non-Newtonian fluid）:部分液体摩擦应力的大小受作用力和剪应力所影响，在某一个流动情况之下便变成无定形体。除与当前的运动状态外还与液体过去的运动状态有关，此种液体有记忆效应。非牛顿流体可以分为纯粘性非牛顿流体与粘弹性非牛顿流体两类。
  - 二维液体（Two-dimensional liquid）：一组被约束在平面空间或其他二维空间中以液态移动的物体。
  - 受限液体（confined liquid）：一种在纳米尺度上受到几何约束的液体，大多数分子离界面足够近，可以感知到与标准散装液体条件的一些差异。限制通常会防止结晶，这使得液体能够在低于其均匀成核温度下过冷，即使在块状状态下这是不可能的。亚毫米约束下的液体（例如在刚性壁之间的间隙中）表现出近乎固体的机械响应，并具有令人惊讶的大低频弹性剪切模量，该模量与约束长度的立方次幂成反比。
- 气态（Gas）：可压缩流体。形状和体积都由容器限定。
  - 二维气体（Two-dimensional Gas）：受约束以气态在平面或其他二维空间中移动的对象的集合。如果二维液体的密度降低，则形成二维气体。
  - 克努森气体（Knudsen gas）：以 Martin Knudsen 的名字命名，一种密度非常低的气体，其气体分子在碰撞之间行进的平均距离（平均自由程）大于包含它的容器的直径。如果平均自由程远大于直径，则流态主要由气体分子与容器壁之间的碰撞主导，而不是分子间相互碰撞。
- 单层（Monolayer）：单个紧密排列的实体层，通常是原子或分子。
- 双层（Bilayer）：紧密排列的原子或分子的双层。
- 三分之二层（2/3-layer）：已经实现去除一个原子硫属平面或两个原子硫属金属平面的具有二维构型的分数层的层状过渡金属二硫化物。

## 常温中间态
- 介态（Mesomorphic states）/中间相（Mesophase）：介于固体和液体之间的物质相态。中间相中的移动离子在方向上或旋转上是无序的，而它们的中心位于晶体结构中的有序位点。
  - 塑性晶体（Plastic crystal）：又称为柔粘性結晶，固体分子具有长程位置顺序，但保留了组成分子自由的旋转。
  - 液晶（Liquid crystal）：性质在液体和晶体之间。一般来说，能像液体一样流动，但也表现出长程有序。液晶是失去了一定空间有序性（位置序 positional order）而保留了取向的（取向序 orientational order）的一类材料。分为三类，热致液晶（Thermotropic liquid crystal)、溶致液晶(lyotropic liquid crystal)、两性液晶。前者在结构上非球体，可再细分单轴（uniaxial）, 双轴（biaxial） 。后者是具有亲水输水性质的分子配成水溶液而实现。单轴液晶是指分子有一个轴向，也就是柱对称结构，根据分子在轴向上的尺度，可以细分为棒状（rod-like）和碟状（disk-like）。碟状液晶 Discotic Liquid Crystal分两类向列型碟状液晶 Nematic Discotic、柱碟状液晶 Columnar Discotic。棒状液晶 rod-like Liquid Crystal分为三类近晶相液晶 Smectic phases（层列相）、向列相液晶 Nematic phase（丝状）、胆甾相液晶 Cholesteric phase（螺旋状，手性向列型 Chiral Nematic）。
  - 向列相（nematic phase）：具有两重取向序，分子缺乏结晶位置顺序，但确实与它们的长轴大致平行自对准。分子可以自由流动，它们的质心位置像在液体中一样随机分布，但它们的方向受到约束以形成长程方向顺序。
  - 六角相（Hexatic phase）：是二维粒子系统中介于固相和各向同性液相之间的一种物质状态。它的特点是两个阶次参数：短程位置和准长程取向（六重）阶次。更一般地说，六边形是包含六重取向序的任何相。
  - 溶致液晶（Lyotropic liquid crystal）：当两亲体（既疏水又亲水）溶解成表现为液体和固体晶体的溶液时，就会产生溶出溶出性液晶。
    - 胶束立方相（micellar cubic phase）：当分散在溶剂（通常是水）中的胶束浓度足够高以至于它们被迫堆积成具有长程位置（平移）顺序的结构时形成的溶致液晶相。

  - 铁电液晶（Ferroelectric liquid Crystal），反铁电液晶（Antiferroelectric liquid Crystal），亚铁电液晶（ferrielectricity liquid crystal）：具有自发的、可重新定向的局部极化特性，极化方向平行于指向矢，既像液晶一样在取向上是流体，又像固体铁电体一样在量级上是较大的。反铁电中间相液晶 antiferroelectric mesophase liquid crystal (MAFLC)、反铁电向列相液晶 antiferroelectric nematic liquid crystal (NAFLC)、铁电向列相液晶 ferroelectric nematic liquid crystal (NFLC)、铁电扭曲向列相液晶 ferroelectric twist-bent type nematic liquid crystal (NTBF)、螺旋形铁电向列相液晶 heliconical ferroelectric nematic liquid crystal (HCNFLC)、螺旋极性近晶层状C相液晶 helix orthogonal smectic lamellar C phase liquid crystal (SmCPHLC)、小倾角铁电近晶C相液晶 small tilt ferroelectric smectic C liquid crystal or ferroelectric smectic C liquid crystal (small tiltSmCFLC)、小倾角铁电近晶A相液晶 small tilt ferroelectric smectic A liquid crystal(small tiltSmAFLC)、铁电非极性正交近晶层状A相液晶 ferroelectric apolar orthogonal smectic lamellar A phase liquid crystal (SmAAFLC)、反铁电近晶-ZA相液晶 antiferroelectric smectic-ZA liquid crystal (SmZALC)、铁电螺旋近晶液晶 Ferroelectric helical smectic liquid Crystal、反铁电螺旋近晶液晶 antiferroelectric helical smectic liquid Crystal、手性铁电向列相液晶 chiral ferroelectric nematic liquid crystal (NF*LC)、铁电手性近晶 C*相液晶 ferroelectric smectic C* liquid crystal (SmCAF*LC)、反铁电手性近晶 C*相液晶 antiferroelectric smectic C* liquid crystal (SmCA*LC)、反铁电手性近晶 O*相液晶 Antiferroelectric chiral smectic O* liquid crystal (SmOA*LC)、反铁电手性近晶 APA*相液晶 antiferroelectric smectic APA* liquid crystal (SmAPA*LC)、正锥形反铁电液晶 orthoconic antiferroelectric liquid crystal (OAFLC)、铁电向列相-各向同性相液晶 Ferroelectric Nematic-Isotropic liquid crystal、铁电二聚体液晶 ferroelectric dimeric liquid crystal（三个相 nematic phase、smectic-A phase、isotropic phase）、光学各向同性反铁电液晶 Optically Isotropic Antiferroelectric Liquid Crystal (OIAFLC)
  - 铁电向列相流体（ferroelectric nematic fluids）：具有自发对称性破坏的极性软物质。
- 单层阻挫胶体晶体（monolayer Frustrated Colloidal Crystal）：有序晶格中粒子的软硬度无序；xy 平面内为有序三角晶格，而在z 方向为无序的上、下两个伊辛态。
- 液晶弹性体（Liquid Crystal Elastomers）：本质上是具有液晶性质的类橡胶,当暴露于光、热、气体和其他刺激物时,它们可以弯曲、起皱或伸展。取向有序位置无序的向列型液晶及其相关固相。
- 液态玻璃（liquid glass）：方向自由度被冻结，而平移运动是自由的。全局向列序不存在，粒子聚集形成了取向近似的局部玻璃态结构，在材料内部形成阻塞，阻止液晶的形成，粒子的灵活程度高于玻璃中的分子。存在向列相前驱体结构，有序粒子簇与不同有序粒子的交叉抑制了向列有序。
- 酯膜結構（Acetate membrane structure）：酯膜结构和液晶一样具有柔性排列结构的特性，但分子间的连结程度又较液晶更小，与液体相同，因此物质可以像在液体中一样地通过酯膜结构的物质。

## 常温无序态
在有序系统中引入各类缺陷或在部分自由度上造成无序可以组合出许多种半有序结构，它们与玻璃态或其他非平衡态的界限往往较模糊。可以按以下思路生成更多的半无序系统：一是向有序系统中混入一些缺陷或掺杂(比如多晶)，二是让系统在某些自由度上有序而其他自由度上无序，由此可组合出各种半无序系统。
- 无定形体（Amorphous）/非晶形固体（non-crystalline solid）：或称非晶体、无定形固体（Amorphous solid），其中的原子不按照一定空間順序排列的固體，與晶體相對應。一种非平衡态，拥有类似液体的不规则结构，但分子间的运动相对不自由，非晶态物质原子的排列具有近程有序、长程无序的状态，宏观上表现为各向同性（isotropy）。其中的原子不按照一定空间顺序排列，没有规则的几何外形，没有固定的熔点和各向异性。由于长程无序而使其内能并不处于最低状态，属于亚稳相，向晶态转化时会放出能量。只要冷卻速度足夠快，任何液體都會過冷，生成無定形體。其中，原子尚未排好在熱力學上有利的晶態中的晶格或骨架即便已失去運動速度，但仍保留有液態時原子的大致分佈。由於熵的緣故，即使冷卻速度很慢，很多聚合物仍會生成無定形體。非晶态物质中的存在玻璃相变、Gardner相变和jamming相变。常见的非晶态固体有无定形冰、无定形碳、无定形硅、高分子聚合物、非晶形玻璃（Amorphous glassy solid）、非晶形橡胶（Amorphous rubbery solid）、非晶态金属和非晶态半导体等。
  - 玻璃态（Glassy State）：由于物质在从液态冷却的时候由于冷却速度太快或者结晶速度太慢等动力学原因，或者由于分子自身不存在重复单元而无法形成晶体，而被冻结在液态的分子排布状态的一种形态。玻璃态的物质是粘度非常大的液体，大到它们甚至不会流动的程度。玻璃就是玻璃熔体经过过冷，然后再进行快速冷却得到的物体。可以分为慢冷玻璃和快冷玻璃。气相沉积法制备出高致密玻璃，这种超稳定玻璃有着极高的动力学稳定性和其他异常性能。平衡态只有一个，即自由能最低的晶体，但经过在TK附近可能的热力学转变后的最稳定玻璃态具有接近于晶体的熵，即理想玻璃(ideal glass)。
  - 细菌玻璃（Bacterial Glass）：细菌组装体展现出丰富的集体行为，这些行为控制着它们的生物学功能，使其成为从活性物质物理学角度进行研究的重要对象。致密的细菌悬浮液自组织成具有引人入胜的动力学特性的独特物理相。通过改变细菌的密度，我们发现了细菌的玻璃化转变，这是胶体和分子流体中平衡玻璃化转变的直接活性物质类似物。这种转变的标志是动力学的急剧减慢和结构变化的微小。强烈的动态异质性在空间和时间上出现，导致斯托克斯-爱因斯坦关系的异常违反和动态关联长度的增加。
  - 多晶（polycrystal）：由许多晶格取向不同的晶畴组成，平均晶畴直径小于100 nm的多晶也叫纳晶，目前超细纳晶直径有几纳米，即十几个原子直径，更加细小的晶畴往往不稳定，超细晶畴多晶（Superfine domain polycrystal）趋向于玻璃态。部分自由度上的无序系统还可以进一步和具有缺陷的半无序系统组合出更多的半无序系统，比如多晶状的液晶结构。
  - 金属玻璃态（Metallic Glass）：又称非晶态合金，组成这种金属的内部原子排列像玻璃一样是长程无序的,是一种玻璃态结构。在室温下保留合金的非平衡态结构，让金属熔体中无序排布的原子来不及扩散运动到平衡态位置，最终得到的固体原子构型也呈现出无序排布的特点。
    - 液态金属（Liquidmetal）：Liquidmetal 与 Vitreloy 是一系列由加州理工学院研究团队所开发出来的非晶态金属合金的商业名称，目前由该团队所组织的液态金属科技公司（Liquidmetal Technologies Inc.）进行行销，并是公司的产品名称与商标名称。虽然名称中包含液态，但在常温下其实并不是液态，而是非结晶的固态（又称无定形体），类似玻璃，这样的物质也被称为金属玻璃。

  - 金属冰川玻璃态（Metallic Glacial Glass）：一种新型非晶亚稳态，在一种分子液体亚磷酸三苯酯（TPP）的过冷液体区间内的特定温度下进行保温，TPP会转变成一种能量介于非晶态和晶态之间的新物态。冰川玻璃态既有非晶的结构，又像晶体一样能够熔化；冰川玻璃态具有与玻璃态完全不同的玻璃化转变温度、脆度、密度、反射率和分子结构。
  - 过冷液体（Supercooled Liquid）：液体在结晶温度以下为亚稳态的过冷液体。液体越纯净，结晶中心越难形成。如果降低至凝固点以下仍未形成，则过冷。当用适当的方式缓慢冷却饱和溶液时，可使其变成过饱和而不析出溶质的结晶，这种现象也称为过冷，这种溶液称为过冷溶液。过冷溶液也是不稳定的。快速降温可以使过冷液体中的粒子来不及排列成能量最低的晶体结构就互相卡住，凝固成无序的玻璃态。
  - 过冷气体（Supercooled Gas）：气体处于过冷状态(或称过饱和状态)常见有两种物理情况，一是气体中液体凝聚核半径过小,或是气液交界面是曲面。过冷气体也是亚稳态的。气相粒子沉积在一起显然也可以形成无序固体。
- 膠體（Colloid）：又稱膠狀分散體（colloidal dispersion）是一種均勻混合物，其中含有兩種不同相態的物質，一種分散，另一種連續。分散的一种由微小的粒子或液滴組成，大小介於1-100纳米之間，且幾乎遍佈整個連續相態中。按照分散剂状态不同分为：气溶胶（gasoloid），液溶胶（lyosol），固溶胶（solid sol）有珍珠、泡沫塑料、烟水晶等。胶体粒子像一种可以被设计制造的“大原子”，比如通过化学合成、光刻等方法可以制备出各种大小和形状的胶体粒子，而通过调节胶体表面聚合物或电荷、加入磁性材料、调节溶液性质等方法可以改变粒子间的作用势。
  - 凝胶（Gel）：又称冻胶。高分子溶液和某些溶胶在一定条件下互相连接，形成空间网状结构，结构空隙中充满了作为分散介质的液体（在干凝胶中也可以是气体，干凝胶也称为气凝胶），整个体系会转变成一种弹性的半固体状态的稠厚物质，失去流动性。这种现象称为胶凝作用（gelation），所形成的产物叫做凝胶或冻胶。气凝胶（Aerogel）是指分散系为气态的，如：云，雾等，固凝胶，液凝胶就是呈液态的胶体，如氢氧化铁胶体。胶体小球形成凝胶往往需要数密度低的短程吸引粒子，数密度高时形成玻璃态。
- 超齐构体（hyperuniformity）：无序超均匀态（amorphous Hyperuniform Fluids）或超同质体(superhomogeneity)，根据粒子空间的分布，一般可将物质分为有序态和无序态。前者包括周期性排布的晶体以及准晶，后者则包括气态，液体，玻璃态等。无序超均匀态，一种介于无序和有序之间的一种新的物态，即这种物态首先是无序的（粒子的分布显得毫无规律），但是却有着和晶体一样的均匀性。缺少平移对称性，但却能像晶体一样产生光子带隙。不同于各向异性的光子晶体带隙，无序超均匀态的光子带隙是各向同性的，而且更容易打开。鸡类的视锥细胞是一种同时兼具偶然性和高度均匀性的分布模式，在质数的分布，等离子体，硬球的密堆积，宇宙大尺度结构，软物质胶体等体系中也发现了超均匀态存在的线索。超齐构体系统主要分为两类。第一类是在系统达到平衡状态（equilibrium）时呈现出的超齐构体分布，准晶体——一类内部原子不遵守重复规律排布，却能完全镶嵌满空间的固体就是其中之一。在第一类超齐构体系统（平衡系统）之中，同一系统中微粒间的相互斥力使不同成分间保持距离，从而维系超齐构体状态。第二类超齐构体属于非平衡系统，组成系统的微粒之间相互碰撞，但彼此之间不存在相互斥力，必须要有外力施加于这些系统才能使系统维持超齐构体的状态。玻璃弹珠、乳浊液、胶质及冷原子系综都属于上述类型。而在非平衡超齐构体这一大类中，乳浊液的超齐构体是可以被特定振幅的晃动所诱发的，这一振幅标志了材料从可逆到不可逆性的临界转变，当体系以低于临界振幅的幅度晃动时，分散在乳浊液体系中的微粒在每次晃动停止之后还可以回到它们之前的相对位置；而当体系以高于临界振幅的幅度晃动时，微粒的运动就是不可逆的了。至于鸟类眼睛中，被科学家们称为多视锥超齐构体（Multihyperuniform）的五色分布模式。标准超齐形系统 standard hyperuniform systems、隐身超齐形多粒子系统 Stealthy hyperuniform many-particle systems、超致密隐身超齐形球体 ultradense stealthy hyperuniform sphere、
  - 超均匀活性流体态（Hyperuniform Fluids of Circle Active）：这种流体态的特殊之处在于在大尺度上具有和晶体相似的超均匀性，但在小尺度上却可以永不停歇的聚集消散，表现出大涨落。从材料学角度上看，这种超均匀流体有望成为和光子晶体对应的光子液体（photonic liquids）。活性粒子是指不依靠外界能量而自发运动的非平衡粒子组成活性物质，包括鸟群，鱼群，人群，细胞组织，细胞的微管微丝，以及依靠化学反应的自驱动胶体颗粒，他们表现出很强的集体运动行为。活力物质一个显著的特征是不需要吸引就可以通过信息传递或者一些非平衡态机制自发聚集，表现出“巨涨落”，气液相分离等复杂的性质。活力物质的大涨落特性意味着体系密度分布极端地不均匀。这和超均匀性背道而驰。如果体系密度较高或者粒子旋转半径比较大，由于空间的限制，粒子间的碰撞将不会衰减，体系就会处于一种持续碰撞并扩散的活力流体态（active state），并且自发产生超均匀性。
- 极性活性物质（Polar active matter）：包括动物群、运动细胞聚集体和活性胶体，通常形成协同迁移模式，例如群集。这种有序运动可能会被代表极性排列丧失的局部扰动的全整数拓扑缺陷所破坏。此类极性缺陷可以作为跨尺度的关键组织中心，维持集体行为，例如旋转运动和其他大尺度相干态。
- 准固体（Quasi-solid）：假固体 false-solid，部分固体 partial-solid，部分液体 partial-liquid，半固体 semi-solid，非明确固体或液体的物质。例如能够支撑自身重量并保持其形状，但也具有液体的一些特性，例如形状符合对其施加压力的物体的形状以及在压力动的能力。
- 软凝聚态（soft condensed state)：或称软物质，介于常见流体与固体之间的一类物质，涵盖了大量与日常生活和工业相关的各种不同系统，从聚合物到胶体，从液晶到表面活化剂，从肥皂泡到大分子溶液。软物质表现出与固体和液态不同的特性,它经常有更多丰富和多变的形貌，最突出的性质是它的自组织能力，理解这些体系的自组装和结构相变对新材料的制备和新结构的实现是非常重要的。随着系统复杂程度的增加，仅仅有相互作用还不能决定物质结构的最后状态。因此跟传统的流变学所研究的物质应该在很大程度上有所重叠，区别是流变学关注这类物质的力学行为，比如本构本构关系及力学表现，软凝聚态物质则更关注尺度效应、扰动/布朗运动对软凝聚态物质的影响和这类物质表现出的自组装（self-assembly）特性。常见的是体心立方结构。球堆积结构Frank-Kasper（FK）相是一类重要的合金结构，目前已经确认了28种相，非金属体系中软材料中发现μ相和ϕ相。
- 粉态（micromeritic state）：粉体是无数个固体粒子集合体的总称。粒子是指粉体中不能再分离的运动单位。但习惯上，将≤100μm的粒子叫“粉”，＞100μm的粒子叫“粒”。通常说的“粉末”、“粉粒”或“粒子”都属于粉体学的研究范畴。将单一结晶粒子称为一级粒子（primary particle），将一级粒子的聚结体称为二级粒子（second particle）。由范德华力、静电力等弱结合力的作用而发生的不规则絮凝物（random floc）和由粘合剂的强结合力的作用聚集在一起的聚结物（agglomerate）属于二级粒子。
- 伤痕态（scar state）：这种量子态在通常的混沌量子系统中，本身基于其可以保护量子信息编码的特性。量子多体疤痕 Ouantum Many-Body Scars、渐近量子多体疤痕 asymptotic QMBS、精确量子多体疤痕 exact QMBS

## 纳米相、分子相
- 超材料（Metamaterial）、超表面（Metasurfaces）：是指一些具有天然材料所不具备的超常物理性质的人工复合结构或复合材料。通过在材料的关键物理尺度上进行结构有序设计，可以突破某些表观自然规律的限制，从而获得超出自然界固有的普通性质的超常材料，达成特殊功能。超表面是指一种厚度小于波长的人工层状材料。超表面可实现对电磁波偏振、振幅、相位、极化方式、传播模式等特性的灵活有效调控。超表面可视为超材料的二维对应。典型的超材料有仿生超材料、生物超材料、智能超材料、软性材料、记忆材料、数字超材料、可调超材料、纳米复合材料、高效防冰材料、自我修复材料、热电材料、辐射制冷超材料、超疏水材料、左手材料、光子带隙材料、光子晶体、声子晶体、光学超晶格、声学超晶格、电磁晶体、负曲率光纤、金属水、离子液体、液态金属、无声金属、磁性液体、量子点、钙钛矿、隐身斗篷、完美透镜、全光信息元器件、光操纵材料、电磁超材料、光学超材料、声学超材料、热力学超材料、力学结构超材料（负泊松比超材料、五模式反胀力学超流体超材料、负热膨胀超材料、负压缩性结构材料、轻质超强度力学超材料、可调杨氏模量力学超材料）、弹性超材料、无耗能电子材料、隔音超材料、声电复合超材料、磁光效应材料、超磁性材料、非线性光学超材料、零折射率超材料、负折射率材料、非正定介质材料、人工磁导体、频率选择表面、可重构超表面、复合超表面、时变超表面、双曲超材料、梯度超材料、莫尔手性超材料、活化太赫兹超材料、可调介质超材料（磁可调介质超材料、电可调介质超材料、温度可调介质超材料、光可调介质超材料）隐身材料（红外隐身材料、雷达隐身材料、可见光隐身材料、声隐身材料、激光隐身材料）、基于传输线结构的超料、等离子结构的超材料、双负(负等效质量密度、负等效弹性模量)弹性超材料等等。智能材料指表现出反应和适应性行为的各种材料，包括压电/压磁材料、软介电/磁活性弹性体、形状记忆合金、智能聚合物。多耦合构筑材料 polycatenated architected materials、超构流体 metafluid、光流体 photofluid、磁离子涡旋 magneto-ionic vortex（vortion）、智能微尘 Smartdust
- 可编程物质（Programmable matter）：能够根据用户输入或自主感应以可编程方式改变其物理特性（形状、密度、模量、电导率、光学特性等）的物质。可编程物质与材料的概念相关联，该材料本身具有执行信息处理的能力。可以构建一个元素集合，这些元素可以被“编程”以在现实中改变它们的物理属性，而不仅仅是在模拟中。因此，可编程物质的意思是“任何可以被编程来改变其物理特性的物质”。固液相变泵浦（Solid-liquid phase-change pumping）、简单可编程物质（Simple Programmable matter）、复杂流体（Complex fluids）、可编程超材料（Programmable Metamaterials）、形状变化分子（Shape-changing molecules）、电永磁体（Electropermanent magnets）、自重构模块化机器人（Self-reconfiguring modular robotics）、电子粘土（Claytronics）（catoms）、元胞自动机（Cellular automata）、量子阱（Quantum wells）、合成生物学（Synthetic biology）、
- 超导材料（superconducting material）：随着磁场的增大，由Meissner态直接转变为正常态的超导体被称为第一类(Type-I)超导体。穿入的磁场会以量子化磁通涡旋的形式存在，并且为满足涡旋间排斥能最小，涡旋会排列成周期性的三角格子，这一类超导体为第二类(Type-II)超导体。II类超导体具有两个临界场：下临界场(Hc1)和上临界场(Hc2)。在Hc1以下，整体处于Meissner态。在Hc1以上，允许外磁场以磁通涡旋的形式穿入超导体内部形成超导与正常态涡旋共存的混合态(mixed state, MS)。对I类超导体，即使外磁场小于临界场，当磁场增加大于Hc(1-N )时( N 为样品形状导致的退磁因子)时，产生一个介于Meissner态和正常态之间的中间态(intermediate state, IS)。超导体非此即彼的分类仅在相变点( T = Tc )处适用，而在Tc以下的区域，出现一类新的超导体，被称为II/1类超导体或临界超导体，传统的II类超导体又被称为II/2类超导体。由于退磁效应的影响，在 H-T 相图中出现了一个中间混合态(intermediate mixed state, IMS)的区域。2005年瑞典的Babaev等人提出在多带超导体中，理论上每个超导能带对应不同的相干长度，不同能带对应的κ值将分别归于传统的I类和II类超导体，使得多带超导体在外磁场中的整体行为无法单独被传统的I类或II类超导所描述。Babaev进一步预言了该类超导体涡旋之间具有短程排斥和长程吸引的相互作用，会形成类似于临界超导体中间混合态的“准Meissner态”。这类超导体同时具有I类和II类超导体的物性特征被称为1.5类超导体。已经发现的典型的超导材料有：元素超导体(包括金属和非金属元素单质)、合金超导体(包括金属元素和硼、碳、氮、磷等元素的二元和多元合金)、重费米子超导体(载流子的有效质量很大)、铜氧化物超导体(超导电子主要由铜贡献)、铁基超导体(包括铁砷化物、铁硒化物、铁硫化物等，超导电子主要由铁贡献)、镍氧化物超导体(超导电子主要由镍贡献)、有机超导体(含碳元素为主的有机物，包括石墨烯、C60及多种含苯环有机物)、氢化物超导体(含高压下的金属富氢化物超导体)等等。
- 微相分离（Microphase-separated）：共聚物可以进行微相分离，以形成一个多元化的周期纳米结构阵列。这个尺寸是微观或亚微观的，外观上是均匀的看不出分层现象，但是用微观手段仍能观察到两相结构的存在。
- 纳米态（nanometer state）：物质构成的过程中在纳米尺度下隔离出来的几个、几十个可数原子或分子，显著地表现出许多新的特性。纳米材料具有颗粒尺寸小、比表面积大、表面能高、表面原子所占比例大等特点，以及其特有的表面效应、小尺寸效应和宏观量子隧道效应。纳米效应就是指纳米材料具有传统材料所不具备的奇异或反常的物理、化学特性。纳米技术是指在0.1~100纳米的尺度里，研究电子、原子和分子内的运动规律和特性的技术，以控制单个原子、分子来实现特定的功能，利用电子的波动性来工作的，包括分子纳米技术、纳米级微加工技术、生物纳米技术。
- 量子点（Quantum Dots, QDs）：可以被简单地理解为人造原子，有时被称为超晶格、超原子或量子点原子。是一种尺寸在2~15nm范围内的半导体纳米晶体，其独特的性质源自量子尺寸限域效应。当量子点的尺寸接近电子波长时，电子的运动被限制在三维空间中，使得量子点的能级发生量子化，从而显著影响其光学、电学和磁学特性。半导体纳米晶根据空间不同维度上量子尺寸限域效应的程度，可分为三类：二维量子阱、一维量子线/棒、零维量子点。量子阱材料在厚度方向受限，量子线 /棒在两个方向受限，而量子点在三个方向均受限。随着材料从体相向二维、一维、零维结构的发展，电子态密度由连续分布转变为离散分布。2025年北京大学的研究首次在人造原子中实现了轨道杂化。狄拉克电量子点 Dirac electric quantum dots
- 分子监狱（Carcerand）与半-分子监狱（Hemicarcerand）：分子监狱是指一类闭合的分子容器，据有较大空腔没有出入口。能够使客体分子完全陷入其中，即使在高温条件下也不能脱离出来。这种类型的分子是在1985年由唐纳德·詹姆斯·克莱姆 (Donald James Cram)首次描述的。由于其构造和监狱相类似，而且形成稳定络合物分子，所以也称此种络合物为牢笼式络合物（Carceplex）。与分子监狱相对的是半-分子监狱，在常温下则会形成稳定的络合物，但在高温下能让客体分子自由进出其空腔，这种络合物是也称半牢笼式络合物（Hemicarceplexes）。这些客体分子存在的物态不同于常见的相态。这些分子容器内的化合物作为内相时，可观察到完全非同一般的络合反应，可防止它们与其他分子发生反应。
- 姜-泰勒金属（Jahn-Teller Metallic）：集绝缘体、超导体、金属和磁体的特性于一体的新物质形态。2015年日本化学家通过将铷原子引入C60中，改变了碳原子之间的距离，强迫其形成了一种新的晶体结构。这个名字来自姜-泰勒(Jahn-Teller)效应，该效应形容在低压环境下，电子状态下呈几何排列的分子和离子能发生扭曲，这种新物质状态能通过简单施压将绝缘体变为导体，且这种效果能持续一段时间，而分子还能维持其原有的形状。因此这种物质形态会有各种重叠，暗示着能将绝缘材料变为超导体。这种C60晶体结构在相对较高的临界温度下能变为超导体。
- 超分子组装体（Supramolecular Assemblies）：一维、二维和三维超分子组装体 One-, Two-, and Three-Dimensional Supramolecular Assemblies
- 介晶（Mesocrystal）：是由许多大小和形状相似的小晶体组成的材料结构，它们以规则的周期性图案排列。这是一种定向聚集的形式，其中小晶体具有平行的晶体排列，但在空间上是分开的。
- 聚集体（Aggregate）：有机发光分子材料物态，一群相互作用的分子的集合，常常表现出与其分子单元大相径庭的性质和功能。
  - 类单分子聚集体（single-molecule-like aggregates，SMA）：有机分子在二维晶格里的发光行为与单分子类似但其堆积密度和排列方式与聚集体相近。
- 单晶状三维结构液滴（single-crystal-like 3D structural droplets）：单晶体具有坚固的多面体形状，但这种新物质的形状类似液滴，而且具有流动性，表现出了结构特性与运动性相矛盾的性质。在重力作用下，该液滴状物质可以在不破坏结构顺序的同时，单向旋转并流动。这种单向旋转流动的特性是通过分子的手性实现的。研究人员设计了侧链带手性酯基的三亚苯衍生物（chiral discotic triphenylene）自组装，调查了其相变动作和聚集的构造，发现该物质的中间相层叠了由独具特色的人字形结构的二维薄膜，形成了像单晶体一样的三维结构。
- 苏-施里弗-黑格链 Su-Schrieffer-Heeger(SSH) chains：SSH模型
- 奥布里-安德烈-哈珀链 Aubry-André-Harper(AAH) chains：AAH模型
- 一维双波链 one-dimensional double-wave chains
- 二维多波晶格 two-dimensional multi-wave lattice：这种二维晶格中，沿垂直方向出现多个苏-施里弗-希格（SSH）链，沿水平方向上出现多个双波链。
- 平带材料 Flat-band materials：平带可以由许多（特殊）晶格上的电子运动产生，并且通常表现出拓扑性质。它们减小的带宽成比例地增强了库仑相互作用的效果，即使后者的绝对幅度相对较小。锯齿状晶格 sawtooth-like lattice、短晶格 Stub lattice、菱形链状晶格 diamond chain lattice、
  - 棋盘晶格 Checkerboard Lattice：二维正方晶格的变体，由两种不同原子或轨道交替排列（类似国际象棋棋盘的黑白格），形成 **√2×√2** 超晶格结构。
  - 红宝石晶格 Ruby Lattice：是蜂窝晶格的变体，将六角晶格的顶点替换为三角晶格，边替换为方形格子，形成类六角对称性的结构
  - 克鲁茨晶格 Creutz lattice：由二维方形晶格中引入对角线跃迁相位构成，形成手性耦合网络。
  - 骰子晶格 Dice lattice：{\displaystyle T_{3}} lattice，蜂窝晶格的扩展，每个六边形中心添加一个格点，形成三原子原胞（A、B、C），其中C原子仅连接B原子。{\displaystyle T_{3}}表示每个原胞有3个不等价格点（类似骰子的三个面）。
  - 利布晶格 Lieb lattice：其基本单元由三种不同的元素组成，包括一个中心原子和两个不同的外围原子，具有高度对称性和周期性。
  - 柴晶格 Shiba lattice：二维超导晶格，由于-柴-鲁西诺夫（Yu-Shiba-Rusinov）态组成，当磁性原子被放置在传统超导体的表面上时，就会产生这种晶格。
  - 笼目晶格（Kagome lattice）、笼目超晶格（Kagome superlattice）、超笼目晶格（hyperkagome lattice）、呼吸笼目晶格（breathing kagome lattice）：传统的日本篮子编织技术融合了一种称为“Kagome”的图案，其由交错排列的对称三角形组成，联合正三角形和正六边形组成二维kagome晶格。如果金属或其它导电物质的原子可以以这种模式排列，则所得到的材料可能展示出奇特的电子特性。电流中的电子不像预期的那样直接流过晶格，而是沿着圆形边缘流动且不会损失能量。笼目金属 Kagome metal、双层笼目金属 bilayer kagome metal、准二维磁性笼目金属 quasi-two-dimensional magnetic kagome metal、拓扑笼目金属 topological kagome metal、拓扑笼目磁体 topological kagome magnet、笼目外尔磁体 kagome Weyl magnet、笼目陈数磁体 kagome Chern magnet、笼目螺旋磁体 kagome helimagnet、笼目晶格铁磁体 Kagome Lattice Ferromagnet、笼目晶格反铁磁体 Kagome Lattice Antiferromagnet、笼目超导体 kagome superconductor、笼目量子自旋液体 kagome Quantum spin liquid、笼目手性自旋液体 Kagome Chiral Spin Liquid、笼目液态自旋量子 kagome herbertsmithite
  - 莫尔晶格（Moiré lattice）、莫尔超晶格（Moiré superlattice）、超莫尔晶格（Super-moiré lattice）、莫尔准晶（Moiré quasicrystal）：石墨烯是一种由碳六边形密排形成周期晶格的二维材料，当两层重叠的石墨烯相互扭转一定的角度时，原有的晶格对称性会被打破，产生长程有序的周期性条纹，从而显著地改变电子能带结构。当形成来自三层异质结构的莫尔图案时，会导致“超级莫尔”结构。由两个莫尔条纹在界面相互作用产生的新结构叫做超级莫尔晶格（Supermoiré lattice）。
- 拓扑光子晶体（Topological Photonic Crystal）：是一种人工周期性结构材料，其微观或宏观尺度上的周期性排列设计旨在调控光子在其内部的传播行为。空间光子晶体 space photonic Crystal、时间光子晶体 Time Photonic Crystal、双轴各向异性光子时间晶体 Biaxial Anisotropic Photonic Time Crystal、一维拓扑光子晶体 one-dimensional Topological Photonic Crystal、二维拓扑光子晶体 two-dimensional Topological Photonic Crystal（量子霍尔光子晶体 Quantum Hall Photonic Crystal、量子自旋霍尔光子晶体 Quantum spin Hall Photonic Crystal、量子谷霍尔光子晶体 Quantum valley Hall Photonic Crystal）、三维拓扑光子晶体 therr-dimensional Topological Photonic Crystal、高阶拓扑光子晶体 higher-order Topological Photonic Crystal、二阶光子晶体 second-order Photonic Crystal、实高阶外尔光子晶体 Real higher-order Weyl photonic crystal、合成维度光子晶体 synthetic dimension Photonic Crystal、等效规范场光子晶体 equivalent gauge field Photonic Crystal、实-动量拓扑光子晶体 real-momentum topological photonic crystal、无序辅助实动量拓扑光子晶体 Disorder-assisted real-momentum topological photonic crystal、全介质拓扑光子晶体 All-Dielectric Topological Photonic Crystal、谷光子晶体 Valley photonic Crystal、非零贝里曲率的谷光子晶体 non-zero Berry curvature Valley photonic Crystal、第二陈数光子晶体 Second Chern photonic Crystal、磁性外尔光子晶体 magnetic Weyl photonic crystal、三维磁性光子晶体 two-dimensional magnetic photonic crystal、二维旋磁光子晶体 two-dimensional gyromagnetic photonic crystal、扭转双层光子晶体 Twisted Bilayer Photonic Crystal, TBPC、双色光子晶体 bichromatic photonic crystal、非厄米斯坦普利-三角光子晶体 non-Hermitian Stampfli-Triangle photonic Crystal、非厄米时空调制光子晶体 non-Hermitian space-time modulated photonic Crystal、弗洛凯四极光子晶体 Floquet Quadrupole Photonic Crystal、非线性光子晶体 Nonlinear Photonic Crystal（1D、2D、3D、）、布洛赫波调制光子晶体 Bloch-Wave Modulated Photonic Crystal、滑移-{\displaystyle Z_{2}} 磁性拓扑光子晶体 glide-{\displaystyle Z_{2}} magnetic topological photonic Crystal、赝自旋谷耦合拓扑光子晶体 Pseudo-spin-valley coupled topological photonic Crystal、蜂巢超晶格等离子体光子晶体 honeycomb superlattice plasma photonic Crystal、一维极化激元傅里叶晶体 One-dimensional polaritonic Fourier crystal、可配置拓扑光子多晶 Configurable Topological Photonic Polycrysta、无序辅助实动量拓扑光子晶体 Disorder-assisted real–momentum topological photonic crystal
- 拓扑声子晶体（Topological Phononic Crystal）：是具有周期性结构的人工材料，其中的声子态或声波态具有拓扑性质。一维拓扑声子晶体 One-dimensional Topological Phononic Crystal、二维拓扑声子晶体 two-dimensional Topological Phononic Crystal、三维拓扑声子晶体 Three-dimensional Topological Phononic Crystal、外尔声学晶体 Weyl Acoustic Crystal、一维流-固声子晶体 One-dimensional Liquid／solid Phononic Crystal、二维流-固声子晶体 Two-dimensional Liquid／solid Phononic Crystal、一维固-液声子晶体 One-dimensional Solid／liquid Phononic Crystal、一维固-液型随机失谐声子晶体 One-dimensional Solid／liquid Randomly Disordered Phononic Crystal、一维固-液有限周期声子晶体 One-dimensional Solid／liquid Limited Periodic Phononic Crystal、二维固-液声子晶体 Two-dimensional Solid／liquid Phononic Crystal、一维固-固结构声子晶体 One-dimensional Solid／Solidd Phononic Crystal、二维固-固结构声子晶体 Two-dimensional Solid／Solidd Phononic Crystal、一维固/气型声子晶体 One-dimensional Solid／Ari Phononic Crystal、二维固/气声子晶体 Two-dimensional Solid／Ari Phononic Crystal、12重固-固型准周期声子晶体 12-fold Solid／Solid Quasi-periodic Phononic Crystal、三组分声子晶体 Three-Component phononic Crystal、三相声子晶体 Three-phase Phononic Crystal、各向异性声子晶体 Anisotropic Phononic Crystal、三维非均匀声学晶体 Three-dimensional inhomogeneous acoustic crystal、二维三角晶格声子晶体 Two-dimensional Triangular lattice Phononic Crystal、二维正方阿基米德格子声子晶体 Two-dimensional Square-like Archimedean lattice Phononic Crystal、二维蜂窝状晶格声子晶体 Two-dimensional honeycomb lattice phononic Crystal、二维六边形声子晶体 Two-dimensional hexagonal phononic Crystal、局域共振声子晶体 Local Resonant Phononic Crystal、二维局域共振声子晶体 Two-dimensional Local Resonant Phononic Crystal、三维局域共振声子晶体 Three-dimensional Local Resonant Phononic Crystal、非均匀局域共振型声子晶体 Non-uniform Local Resonant Phononic Crystal、双局域共振赫姆霍兹声子晶体 Double Local Resonance Helmholtz Phononic Crystal、一维亥姆霍兹共振腔声子晶体 one-dimensional Helmholtz resonators phononic Crystal、二维亥姆霍兹共振腔声子晶体 two-dimensional Helmholtz resonators phononic Crystal、环形亥姆霍兹声子晶体 toroidal Helmholtz phononic Crystal、多重谐振声子晶体 Multiple Resonant Phononic Crystal、一维可调谐拓扑声子晶体 one-dimensional tunable topological phononic Crystal、二维嵌套复式结构声子晶体 Two-dimensional Nesting Complex Structure Phononic Crystal、二维梯度声子晶体 two-dimensional gradient phononic Crystal、二维准分形声子晶体 Two-dimensional Quasi—fractal Phononic Crystal、压电电感声子晶体 piezoelectric-inductance phononic Crystal、压电单晶声子晶体 Piezoelectric Single Crystal PhonoIlic Crystal、二维压电声子晶体 Two-dimensional Piezoelectric PhonoIlic Crystal、二维电可调弹性拓扑声子晶体 two-dimensional Electrically Tunable Elastic Topological phononic Crystal、弹性三维声子晶体 Elastic three-dimensional phononic Crystal、一维大周期数声子晶体 1D Large-Nmber of Cycles Phononic Crystal、一维合成维度水基声子晶体 One-dimensional synthetic waterborne phononic Crystal、双层声子晶体 bilayer phononic crystald、二维分级声子晶体 Two-dimensional hierarchica phononic Crystal、二维谷声子晶体 two-dimensional Valley Phononic Crystal、双频带谷声学晶体 dual-band valley sonic Crystal、可嵌套谷声波晶体 nestable valley sonic Crystal、二维非对称声学晶体 two-dimensional nonsymmorphic sonic Crystal、万尼尔型多维度对称保护拓扑声学晶体 Wannier multidimensional symmetry-protected Topological Sonic Crystal、非厄米二阶拓扑声子晶体 Non-Hermitian Second-Order Topological Sonic Crystal、非厄米高阶拓扑声子晶体 Non-Hermitian Higher-Order Topological Acoustic Crystal、微声子晶体 Micro-phononic Crystal、纳声子晶体 Nanophononic Crystal、低对称性声子极化激元晶体 low-symmetry phonon-polaritonic Crystal
- 拓扑磁振子晶体（Topological magnonic Crystal）：周期性分布的磁性单元阵列。
  - 斯格明子动态磁振子晶体 Skyrmion Dynamic Magnonic Crystal：一种基于周期性间隔且可独立控制的斯格明子线性阵列的磁振子晶体结构。利用纳米触点施加的纳秒级自旋极化电流脉冲能够精确调控斯格明子的成核与湮灭过程。当纳米触点按周期性阵列排列时，可形成斯格明子晶格结构，该结构诱导波导磁化产生周期性调制，这种调制可通过调节外部磁场强度或注入纳米触点的自旋电流密度实现动态控制。斯格明子的直径对施加磁场和注入电流具有高度依赖性，由于斯格明子直径直接影响钉扎势的强度，因此系统的最低带隙展现出显著的可调特性。
- 双曲超构材料（HMM）：第一类双曲晶格 type-I hyperbolic lattice、第二类双曲晶格 type-II hyperbolic lattice、弯曲双曲超材料 curved hyperbolic metamaterials

## 高能量态
- 超临界流体（Supercritical fluid）：也叫超临界态，當物質在超過臨界溫度及臨界壓力以上，氣體與液體的性質會趨近於類似，最後會達成一個均勻相之流體現象。超臨界流體類似氣體具有可壓縮性，可以像氣體一樣發生瀉流，而且又兼具有類似液體的流動性。超临界流体一直被认为是均匀和无结构的，但最近的研究表明，在动态过程中存在瞬态，类液体的集群。
- 流动固体（flow Solid）：同一物质同时拥有晶体和液体的特性，显示了长程有序的晶体特征和液体流动行为共存。在流动固体中，原子的迁移能力与液体不相上下，并具有一定的各向异性，其中原子大范围的迁移运动通过分析分子动力学的原子运动轨迹清晰可辨，但它们在长时间、系综统计的意义上是相互关联的，并形成规则的网格结构。这些运动轨迹的长时间系综平均给出了完整有序的原子密度分布，显示了该相所具有的长程有序、各向异性等晶体特征。如果将原子扩散按不同方向投影，分解出的均方位移清晰地展示了原子移动的各向异性特征。
- 链融态（chain-melted state）：其中原子可同时以固态和液态存在，计算机模拟对原子施加高温高压会导致两个相互链接的固体晶格结构的形成，其中一个晶格中原子之间的化学相互作用很强，当结构被加热时它们保持固态；而其他原子则熔化成液态。在合适的条件下，包括钾、钠和铋在内的六种以上的元素能以新发现的这种状态存在。
- 超离子态（Superionic）：当物体处于这种状态时，物体中的部分原子在其晶格格点附近振动，具有固体状态；而另一部分原子则可以自由地扩散，呈现液体行为。很多物体，比如水和氨等，在一定的温度和压力条件下都能够出现这种超离子态。水在高温及超高压的状态下可能形成超离子态，氧原子被冻结在不规则的晶格上，氢原子核则可在氧原子间自由活动，使水具有导电性，水中的氢原子核如同导体中的电子。氦水化合物在高温高压下存在多种超离子态，氦原子在固态冰晶格中自由扩散的超离子态（SI-I相），氦原子和氢原子在固态氧原子晶格中自由扩散的超离子态（SI-II相）。一维超离子态 one-dimensional superionic
- 透明铝（Transparent aluminium）：2009年利用德国汉堡电子同步加速器中心的自由电子激光装置（FLASH）产生的极短软X射线脉冲，集中发射到头发丝直径1/20的金属铝点上，每个铝原子都失去一个核心电子，同时却没有破坏铝内部的晶体结构，从而使金属铝在极短紫外线辐射的状态下变得近乎透明，维持了约40飞秒。[1]这一光化电离方式是研制类似新态物质的理想方式，极强的X射线源可催生新的物质状态。
- 等离子态（電漿，Plasma）：在高温下，电子完全从原子中电离出来，所组成的自由电子气体。
- 简并相对论等离子体（degenerate relativistic plasmas）
- 磁化等离子体（magnetized plasma）：磁化电子-正电子对等离子体 magnetized electron-positron-pair plasma
- 非中性等离子体（Non-neutral plasma, NNP）：总电荷数不为零的等离子，在等离子动力学中由非中性电荷所产生的电场扮演了重要甚至是主要的角色。最单纯的非中性等离子是只有一种带电粒子所组成的等离子，从实验室中制造出来的例子有：纯电子等离子、纯离子等离子、阳电子等离子、反质子等离子。
- 正反物质等离子体（Matter-antimatter plasma）：或简称Pair-plasma 对等离子体，由同种正反粒子组成的。正负电子对等离子体（Electron-positron plasma），在实验室中产生正负电子对有多种方法，但是要让正负电子对产额大到足以产生等离子体集体效应较为困难，直到今年才由CERN初步实现。
- 夸克-胶子等离子体（Quark-gluon plasma，简称QGP）：一種量子色動力學下的相態，所處環境為極高溫與極高密度。自由夸克存在于胶子海洋中的物质状态。
- 色玻璃凝聚体（Color-glass condensate）：质子相互撞击会产生一种液状物波胶子。
- 超密态物质（super-high densities matter）：处于极高压力下具有极高密度的物质。
- 简并态（Degenerate matter）：物质有非常高的压力，由泡利不相容原理支持。
  - 相對論性簡併態物質（relativistic degenerate matter）：速度接近光速的費米子（其粒子能量大於靜止質量能量）的簡併態。
  - 核意面（Nuclear pasta）：一种理论类型的简并物质，被假定存在于中子星的地壳内，如果存在将是宇宙中最坚固的材料。在中子星的表面常规物质和核心的超致密物质夸克胶子等离子体之间，在物质密度为1014 g/cm3时，核引力和库仑斥力的大小相当。这些力之间的竞争导致了由中子和质子组装而成的各种复杂结构的形成，这些结构的几何形状类似于各种类型的意大利面。预计所有相都是非晶态的，具有不均匀的电荷分布。在这个过渡区的顶部，压力足够大，传统的原子核将凝结成更大的半球形集合,这个半球形的阶段被称为玉棋相（gnocchi phase）。当玉棋相被压缩时，正如地壳深层所预期的那样，玉棋相中质子的电斥力不足以支持单个球体的存在，它们被压碎成长棒，根据其长度，长棒可以包含数千个核子。这些杆被称为直麵相（spaghetti phase）。进一步的压缩导致直麵相熔化并形成称为千层面相（lasagna phase）的核物质片。千层面相的进一步压缩产生了外核的均匀核物质。随着深入地壳内部，核意大利面中的这些孔从圆柱形（称为吸管面相（bucatini phase）或反直麵相（antispaghetti phase））变成分散的球形孔（称为瑞士奶酪相（Swiss cheese phase））。核在地壳-核心界面消失，过渡到恒星的液体中子核。面食相还具有有趣的拓扑性质，其特征是同源基团。
  - 超级固态（super solid state）：在140万大气压下，物质的原子就可能被“压碎”，电子全部被“挤出”原子，形成电子气体，裸露的原子核紧密地排列，物质密度极大。该状态下的物质类似一种晶体固态，但能像滑润的、无粘性的液体那样流动。
  - 温稠密物质（warm dense matter，WDM）：这是一种达到0.1~100 eV的中高温状态极端状态，而它的密度相当于具有完全或部分简并电子的强耦合等离子体。其电子处于部分电离、部分束缚的状态，成分包括自由和束缚电子、离子、原子、分子以及它们组成的束团，一般处于高压状态。通常这类物质具有高的能量密度特征。WDM通常仅仅在实验室或星际中大于1 Mbar的压力下才会存在，例如棕矮星、古老恒星的外壳、白矮星等天体中；或在能产生高压的天文现象中也会出现，如超新星爆炸、天体碰撞和天体喷射等。
  - 电子简并态（Electronic degenerate matter）：又称为超金属、，白矮星的组成物质，密度很大。电离的电子在被电离的离子能态上形成的简并态物质。
    - 非金属单质转化金属态：所有的非金属单质均可在一定条件下转变为金属形态。60年代，通过高压制备了“金属碘”，然后黑磷等等的发现也在逐渐证实这一观点。逐渐地，硫等等单质均被高压所征服。而氢所在的IA族，只有氢元素不是金属，其下的Li~Fr都是。北京高压科学研究中心的研究者将氯压缩至300 GPa(三百万大气压)以上，利用可见光吸收光谱观察到带隙随压力施加而逐渐减小，最终在200 GPa附近完全闭合, 这一发现被认为是氯分子金属化出现的特征。当压力进一步增加到241 GPa时，拉曼光谱上显示出所有分子振动模式的消失，意味着氯分子键的断裂—氯分子被解离成原子形式，此时仍具有金属特性，为原子态金属。
    - 金属氢（Metallic hydrogen）：是由氢原子核（即质子）组成的晶体结构，其原子间隔小于玻尔半径，与电子波长长度相当。电子脱离了分子轨道，表现为一般金属中的传导电子。金属氢中的质子既是普通阳离子，又是原子核，因此金属氢也是唯一既属于超金属，又属于通常金属的物质。固态分子氢主要具有3个相，绝缘量子分子相(I)、低温对称性破缺相(II)和分子金属相(III)，三相交于一个三相点(153 GPa/120 K)。在250GPa以上，固态氢变得不透明，可能有部分分子裂解成为单原子，处于一种氢分子与氢原子共存的相。在极端高压下，氢分子会发生分解，形成的全新物质形态固体金属氢原子，第四状态氢，在接近室温的条件下对氢气施加高达230吉帕斯卡（GPa）的压力，得到一种氢分子和氢原子的混合状态，并将其称为第五状态氢，极有可能是完全由氢原子构成的金属氢的前体。之后可能还有一个第六状态，也就是原金属氢。2017年1月，哈佛大学的研究团队宣布在接近绝对零度的495吉帕斯卡（GPa）在超低温和超高压条件下下，获得了金属氢。质子在密集的状态下，零点能也很高，在高压缩状态下，有序能会降低，变成有良好导电性质的液体，成为液态金属氢。有理论称亚稳态金属氢（简称MSMH）在压力释放之后，可能不会立即恢复成普通氢气。2019年山东大学研究团队研究表示，束缚于碳纳米管的准一维氢在163.5GPa（即163.5万倍大气压）下可以变为准一维金属态，其超导的临界温度也接近室温。

  - 中子简并态（Neutron-degenerate matter）（中子态Neutronium）：中子星的组成物质。恒星引力坍缩的巨大压力将电子压入原子核，成为原子核的一部分，与质子结合为中子，形成主要由中子组成的密度极大质量极大的物质。
  - 质子简并态（Proton degeneracy matter）：包含质子的足够致密的物质会经历质子简并压力，其方式类似于电子简并物质中的电子简并压力：由于海森堡不确定性原理，限制在足够小体积的质子的动量具有很大的不确定性。然而，由于质子的质量比电子大得多，因此相同的动量代表质子的速度比电子小得多。因此，在质子和电子数量大致相等的物质中，质子简并压力远小于电子简并压力，质子简并通常被建模为对电子简并物质状态方程的校正。
  - 核子物质（Nuclear matter）：由大量质子和中子组成，仅由核力结合在一起，粒子的体积和数量是无限的，但比率是有限的，无限体积意味着没有表面效应和平移不变性。一种常见的理想化模型是对称核物质，它由相等数量的质子和中子组成，没有电子。当核物质被压缩到足够高的密度时，根据量子色动力学的渐近自由度，可以预期它会变成夸克物质，即夸克的简并费米气体。稠密核物质 dense nuclear matter
  - 中子超流体（neutron superfluid）：中子星中存在中子物质的超流相。超流性由BCS模型描述，具有真实的核子-核子相互作用势。
  - 质子超导体（proton superconductor）：中子星中存在质子超导相。
  - 核超流体（nuclear superfluid）：核内核子的配对被认为与库珀配对和BCS缩合类似，实验上以配对间隙的形式观察到了由此产生的的特征。
  - 色超导体（Color superconductor）：致密夸克物质（dense quark matter），高密度低温物质，由夸克组成的简并费米气体，在费米面附近存在夸克库珀对凝聚态，从而引发色迈斯纳效应。在最高密度下，由于QCD耦合较弱，可以进行严格的计算，基态是一种特别对称的状态色味锁定相(CFL)。
    - 色味锁定相（color-flavor locked phase，CFL）：一种预计会发生在超高密度奇异物质（夸克物质的一种形式）中的相态。夸克形成库珀对，其颜色属性与它们的味属性相关，在三个颜色对和三个味对之间一一对应。根据粒子物理学的标准模型，色-味锁定相是三味有色物质中密度最高的相。CFL相是一种超流体，一种电磁绝缘体，其中有一个“旋转”光子，其中包含其中一个胶子的少量混合物，并且破坏了手性对称性，具有与足够密集的超子物质相同的对称性。CFL相有几种变体，代表配对结构在响应外部应力时发生的扭曲，例如奇异夸克的质量与上下夸克的质量之间的差异。
    - 夸克凝聚体（quark condensate）：π介子凝聚体（pion condensate），色超导夸克物质有很多种，每种都是单独的物质相，在紧凑型恒星的核心，三种不同口味（上、下、奇）配合三种不同的颜色（红、绿、蓝），总共有九种夸克。在形成夸克库珀对时，有一个可能配对模式的9×9色-味矩阵。这些模式之间的差异在物理上非常显著，不同的模式打破了基础理论的不同对称性，导致不同的激发光谱和不同的输运性质。假设致密恒星确实含有夸克物质，占主导地位的强夸克-夸克相互作用的吸引力使彩色超导性能在较低密度下存活，但可能会过渡到一些强耦合相（例如空间束缚的二夸克或六夸克的玻色-爱因斯坦凝聚体）。
    - SU(2)色超导体（{\displaystyle \operatorname {SU} (2)} Color superconductor）：当普通物质以高于 ~0.5×1039 nucleon/cm3 的超核密度被压缩时，存在于自然界中。BCS形式适用于色群为{\displaystyle \operatorname {SU} (2)}的夸克物质的描述，其中夸克库珀对（quark Cooper pairs）是无色的。Nambu–Jona-Lasinio模型预测了高密度{\displaystyle \operatorname {SU} (2)}色夸克物质超导相的存在。这一物理图像在Polyakov-Nambu-Jona Lasinio模型和晶格QCD模型中得到了证实，其中冷夸克物质的性质可以根据量子色动力学的第一原理来描述。在有限化学势下对偶数夸克味的双色QCD晶格进行建模的可能性与积分测度的正定性和符号问题的不存在有关。零自旋中性两味色超导体 spin-zero neutral two-flavor color superconductor、零自旋三味色超导体 spin-zero three-flavor color superconductor（CFL相、A相、A*相、2SC相、sSC相）
    - SU(3)色超导体（{\displaystyle \operatorname {SU} (3)} color superconductor）：通过将核物质的密度增加到饱和密度以上，夸克物质就形成了。预计低温下致密夸克物质是一种色超导体。在{\displaystyle \operatorname {SU} (3)}色群的情况下，夸克库珀对的玻色-爱因斯坦凝聚体具有开色。为了满足约束的要求，可以考虑无色6夸克态的玻色-爱因斯坦凝聚体，或者使用投影BCS理论。夸克库珀对可以被视为夸克物质中存在的一种重子，超导夸克物质可以被认为是夸克和重子的混合物。零自旋六重色凝聚态 spin-zero color-sextet condensate

  - 夸克简并态（Quark degeneracy matter）：当密度大于中子简并所支持的密度时，预计会出现夸克物质。
    - 夸克物质（Quark matter）：也被称为量子色动力学物质（QCD matter），夸克突破夸克禁闭（quark confinement）也称色禁闭。可能存在一些特别大的中子星，可形成稳定在较低的能量状态。
    - 奇异物质（Strange matter）：是夸克物质的一种特例，包含上夸克、下夸克和奇夸克的流體。這是與核物质（質子、中子等構成的普通物質）及非奇異夸克物質（non-strange quark matter，除奇異物質外的夸克物質）相對的概念。
    - 轻夸克-反夸克凝聚体（light quark-antiquark condensate）：QCD手性凝聚态 QCD chiral condensate，所谓的QCD相变被认为发生在早期宇宙中，约为150 MeV（约1012 K），在这个温度下，手性对称性被破坏，导致夸克-反夸克凝聚。假设中性π介子是凝聚粒子。
    - 轻夸克-重夸克杂质凝聚体（light-quark heavy-quark-impurity condensate）：QCD近藤凝聚态 QCD Kondo condensate，由背景磁场引起的量子色动力学(QCD)近藤效应，类似于有限密度QCD中的近藤效应。

  - 前子简并态（Preon degeneracy matter）：是指基于前子模型的物质状态，其中前子（基本粒子）以简并态存在。
    - 先子物质（Preon matter）：前子物质，由先子组成的推测物质，先子是在理论上构成夸克和轻子的亚原子粒子。
- 夸克-胶子超流体（Quark-gluon superfluid）：在密度极高，温度足够低的情况下，强子与强子足够靠近，夸克开始与周围的强子接触，包的结构发生融合，形成一种夸克-胶子超流体（superfluid）结构，称为色超导（color superconductivity）。
- 色味连锁夸克物质（Color-Flavor-Locked quark matter）：夸克-胶子超流体密度进一步增加后，原本半衰期极短的奇异夸克（strange quark）开始稳定存在，所有夸克以一一对应的方式将三种色荷（color）与三种味荷（flavor）配成库珀对，构成夸克物质所能达到的最致密状态，称为色味连锁（color-flavor-locked）。这样的色味连锁态物质，给出了维持虫洞几何的能动张量的一个解。虫洞是具有拓扑平凡的边界，而内部并非单连通的一块紧致的时空区域。爱因斯坦场方程的解要得到这种几何结构，必要条件是存在违背零能量条件（null energy condition）的能动张量。通俗地说是要存在某种意义上的负能量密度。
- W凝聚体（{\displaystyle W} condensate）、Z凝聚体（{\displaystyle Z} condensate）：在强磁场（约0.74×1020 T）的背景下，真空的电弱区会经历两次连续的交叉跃迁，这两次跃迁分别与矢量{\displaystyle W}玻色子和标量希格斯粒子的零温动力学的剧烈变化有关。在第一次跃迁上方，出现了了大型非均匀结构，这与涡旋穿透{\displaystyle W}和{\displaystyle Z}凝聚态形成的经典图像一致。{\displaystyle W}和{\displaystyle Z}凝聚态的存在支持了强磁场在真空中诱导奇异超导和超流特性的出现。表明涡旋形成的是无序固体或液体，而不是晶体。第二次跃迁恢复了电弱对称性。这种条件可以在磁化黑洞的近视界区域实现。
  - W超导体（{\displaystyle W} superconductor），Z超流体（{\displaystyle Z} superfluid）：{\displaystyle W}和{\displaystyle Z}凝聚态的存在支持了强磁场在真空中诱导奇异超导和超流特性的出现。由于海森堡不确定性原理，真空并不是完全空的，真空随着虚拟粒子的活动而搅动，这些虚拟粒子在短时间内弹出和消失，形成量子涨落的沸腾汤。足够强的磁场会导致真空量子涨落以固体的形式实现。这种固体似乎由涡旋状物质组成，单个漩涡沿磁场大致呈流线型。在非均匀相的中间，涡旋似乎形成了一种无序的涡旋固体，而这种固体在更接近于两个赝临界磁场的位置会熔化成涡旋液体。这种奇特的固体也具有液体的特定特征，漩涡像在液体中一样摆动和移动，但像在固体中一样保持近似固定在特定位置。这种从真空中诞生的状态是一种超导体，这种固-液-涡旋-超导物质还具有超流动性。超导性是通过带电{\displaystyle W}玻色子的凝结来实现的，超流动性由中性{\displaystyle Z}玻色子的共存凝聚物维持。
- 希格斯凝聚体（Higgs condensate）：类似于超流氦的相对论量子流体，弱电理论预测在约160 GeV（约1015 K）处发生相变，在此期间希格斯场获得了非零真空期望值，形成了凝聚态。希格斯凝聚态的低能激发态表现得像两个相对论希格斯场。
- 辐射场态（Radiation field matter）：又叫真空（vacuum）场态物质，真空中，即便没有实体粒子，也存在引力场和热辐射。具有辐射作用的场，包括电磁场（包括无线电波、微波、红外线、可见光、紫外线和γ射线等）和引力场等。满足一定条件场和实体粒子可以相互转化。
- 量子场态（Quantum field matter）：量子场论中，物质的质量仅被视为场的平方项之系数，并不具备实质物理意义。场是弥散于全空间的，比如电场、引力场、磁场等等。场的物理性质可以用一些定义在全空间的量描述，这些场量是空间坐标和时间的函数,它们随时间的变化描述场的运动。

## 甚高能量态
- 弱对称物质（Weakly symmetric matter）：大爆炸后10-12秒后，弱相互作用和电磁相互作用统一时產生。
- 强对称物质（Strongly symmetric matter）：大爆炸后10-36秒后， 随着宇宙的扩大，温度和密度下降，强作用力的分离，这个过程被称为对称破缺。
- 引力奇点（Gravitational singularity）：也称时空奇異点或奇點，是一个體積无限小、密度无限大、時空曲率無限大的點。引力异常所预测的广义相对论存在的黑洞中心，它不是一个物质的相态（虽然大规模的能源有助于其创造物质）。

## 其他
- 超重元素物質（Superheavy element matter）：由超重元素组成的物质。研究发现半人马座普瑞兹毕尔斯基星(HD 101065或半人马座V816)的观测表明这个恒星的光谱中的锶、钬、铌、钪、钇、铯、钕、镨、钍、镱和铀等不寻常元素的含量较高，也检测到如锕、镤、镎、钚、镅、锔、锫、锎和锿等多种短寿命的锕系元素，其中锿的最长寿同位素252Es的半衰期只有472天。该恒星中也有放射性元素锝和钷的存在。一个理论认为这个恒星含有某些位于稳定岛的长寿命核素（例如298Fl），而这些检测到的短寿命锕系元素是这些核素的衰变产物，与它们的母同位素存在长期平衡。
- 反物質（Antimatter）：由普通物质的相应粒子的反粒子構成的物質，通常认为反物質無法在自然界找到，但是宇宙中可能存在反物质天体。2021年研究者在来自费米伽马射线太空望远镜的数据中找到了14个反物质星的候选者。
- 負物質（Negative matter）：擁有負質量（Negative mass）的一類奇異物質，負粒子及負物質擁有負質量/負能量，會受重力場吸引，反而會受其排斥。
- 快子物質（Tachyon matter）：靜止質量為虛數質量（Complex mass）的快子，其運動速度永遠高於光速。Sen的理论發現快子凝聚的最終態是一種無壓力存在的快子物質。
- 暗物质（Dark matter）：無法通過电磁波的觀測進行研究，也就是不與电磁力產生作用的物质。
- 负压物质（negative pressure matter）：暗能量，热力学压强是负的物质。普通的物质都是正压物质，即它们的热力学压强是正的。
- 镜像物質（mirror matter）：也称为影子物质（shadow matter）或爱丽丝物质（alice matter），是普通物质的假设对应物，它反映了普通物质的性质，但仅通过引力或弱相互作用与之相互作用。

## 相的周期表
2012年加拿大佩里米特理论物理研究所研究员文小刚在美国《科学》杂志的发表文章提出一种能够最终对相态进行分类的新理论体系，物质有500多种相态。该理论可以在任何维度、任何对称性的基础上对保有对称性的相态实施构筑和分类。
| 量子化的粒子长程纠缠，产生被称为拓扑序的全局特性 | 量子化的粒子长程纠缠，产生被称为拓扑序的全局特性 | 量子化的粒子长程纠缠，产生被称为拓扑序的全局特性 | 量子化的粒子短程纠缠，全局的拓扑序由局域对称性产生 | 量子化的粒子短程纠缠，全局的拓扑序由局域对称性产生 | 量子化的粒子短程纠缠，全局的拓扑序由局域对称性产生                       |
| 不出现对称性破缺                                 | 不出现对称性破缺                                 | 出现对称性破缺                                   | 不出现对称性破缺                                   | 不出现对称性破缺                                   | 出现对称性破缺                                                           |
| ------------------------------------------------ | ------------------------------------------------ | ------------------------------------------------ | -------------------------------------------------- | -------------------------------------------------- | ------------------------------------------------------------------------ |
| 超导相                                           | 整数霍尔效应态                                   | 手性自旋液体相                                   | 平庸                                               | 拓扑绝缘体                                         | {\displaystyle \mathbb {Z} }→{\displaystyle {2}\mathbb {Z} }（二聚物相） |
| p+ip 费米子对                                    | {\displaystyle \mathbb {Z} _{2}}量子自旋液体     |                                                  | 奇数自旋 Haldanel 相                               | CZX halozeotype 态                                 | {\displaystyle \mathbb {Z} _{2}}→{\displaystyle 1}（lsing 铁磁相）       |
| 阿贝尔分数量子霍尔态相                           | 非阿贝尔分数量子霍尔态相                         |                                                  | G-对称性保护拓扑态                                 | G-对称性保护拓扑态                                 | 更多的相 …                                                               |
| Haah 编码（拓扑序未知）                          |                                                  |                                                  |                                                    |                                                    | 更多的相 …                                                               |